# Histoire de la marine française sous Louis XV et Louis XVI

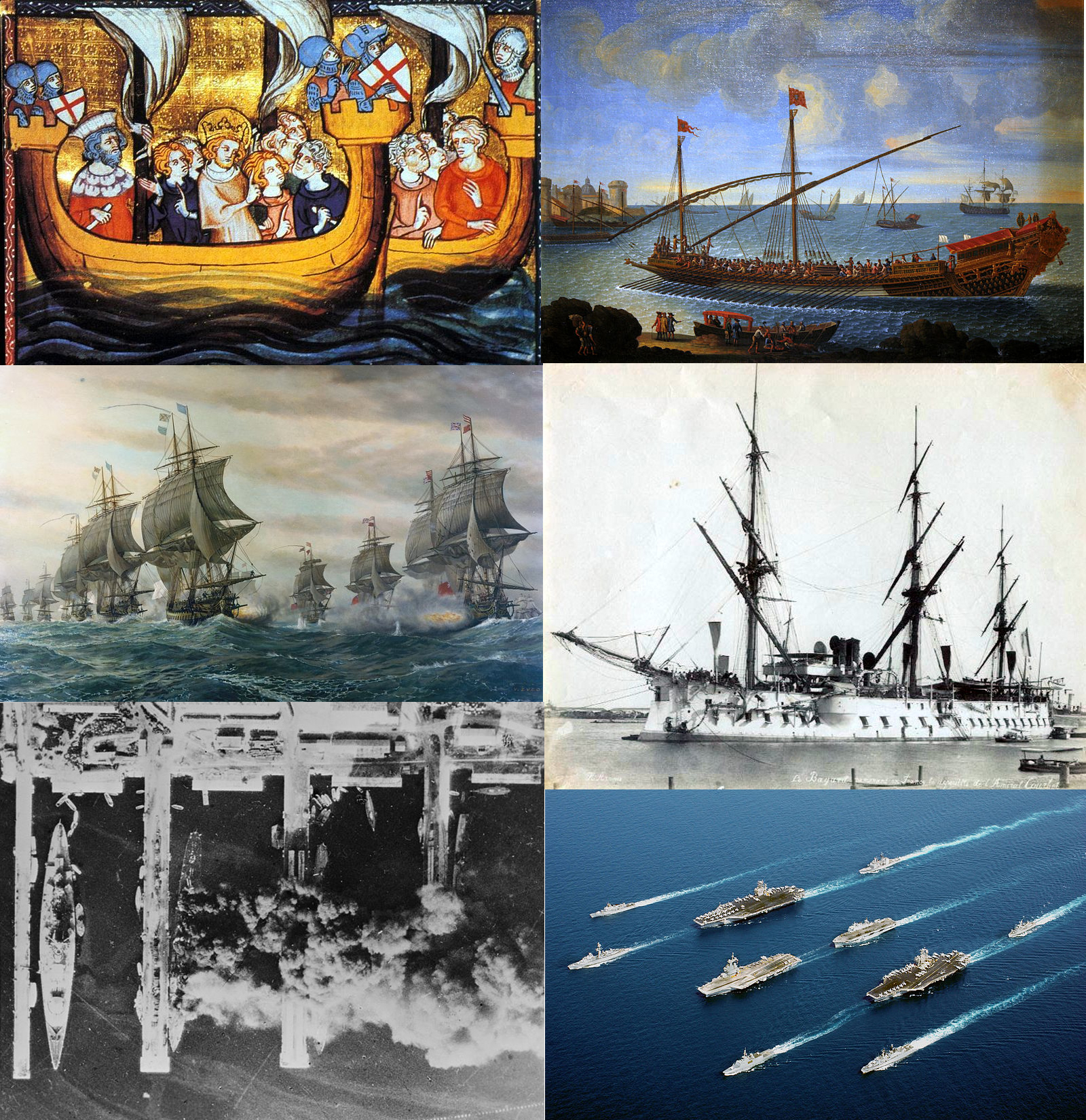
Diverses vues de la marine militaire française, du Moyen Âge au XXIe siècle.

L'histoire de la marine française de 1715 à 1789 confirme que la Marine française est désormais une force permanente après le difficile enracinement du XVIIe siècle. Réduite à peu de chose en 1715, la Marine royale se reconstruit lentement dans les années 1720-1740 et se montre même très innovante pour tenter de compenser la supériorité de la Royal Navy issue des dernières guerres louis-quatorziennes. Louis XV, qui reprend la politique de paix avec le Royaume-Uni de Grande-Bretagne héritée de la période de la Régence, n’accorde pas à sa flotte la totalité des crédits que lui demandent régulièrement ses ministres (comme Maurepas, Choiseul ou Bourgeois de Boynes) ce qui fait plafonner le nombre de vaisseaux, maintient un déficit en frégates et limite souvent à peu de chose l’entraînement à la mer.
Si la guerre de Succession d'Autriche (1744-1748) n’est pas déshonorante pour la marine française qui réussit presque à faire match nul avec la Navy, celle de Sept Ans (1756-1763) est absolument catastrophique, se soldant par des défaites humiliantes et la perte du premier empire colonial français. Louis XVI, passionné de questions navales et d’explorations entreprend, avec l’aide de ses ministres (Sartine, de Castries), de développer et réorganiser sa marine. Celle-ci, par la qualité de ses bâtiments et leur puissance de feu, retrouve le niveau de ce qu’elle était sous Louis XIV et offre à la France l’occasion d’une « revanche » contre le Royaume-Uni lors de la guerre d’Amérique (1776-1783). Pour la première fois dans l’histoire du pays, le budget de la Marine dépasse celui de l’armée de Terre (1782) et les plans types Borda-Sané permettent enfin de produire des vaisseaux standardisés. Le système de ports-arsenaux développé depuis le XVIIe siècle trouve son aboutissement avec le lancement des travaux de Cherbourg en 1784. Cet ensemble forme aussi l’élément le plus développé et le plus perfectionné des bases industrielles de la France en 1789.
Comme au siècle précédent, le pays reste, dans ses profondeurs terriennes, indifférent aux questions navales et coloniales. Néanmoins, la France connait une maritimisation de son économie avec le succès du trafic vers les « isles » à sucre des Antilles et celui de la Compagnie des Indes vers l’Asie, ce qui contraste avec l’échec de Colbert qui avait multiplié, en vain en son temps, les compagnies de navigation. Cette évolution oblige la Marine royale à intervenir sur des théâtres d’opération de plus en plus lointains alors qu’au siècle précédent les grands affrontements ne se déroulaient que dans les eaux européennes. Les élites prennent l’habitude de consommer du café, du chocolat et du sucre, — produits venus forcément par la mer — se passionnent pour les récits d’exploration et s’interrogent sur l’existence du « bon sauvage ». Sur place, à des milliers de milles de France, les officiers se transforment — avec plus ou moins de bonheur — en diplomates, logisticiens, géographes, botanistes…
Cette prospérité coloniale est une des causes des trois guerres navales qui opposent la France et la Grande-Bretagne au XVIIIe siècle. Cette prospérité reste fragile, car les marins ne sont guère plus de 50 000, chiffre qui reste stable depuis Louis XIV alors que la population du pays passe de 20 millions en 1660 à 28 millions en 1789 et que très peu de Français acceptent de migrer vers les possessions coloniales, contrairement aux Britanniques. Le monde maritime ne concerne qu’une bande côtière assez étroite, et la monarchie ne parvient pas à étendre le recrutement des équipages vers l’intérieur des terres. Les années 1780 voient quelques efforts pour améliorer le sort des matelots avec la réforme du système des classes. Malgré cela, la condition du marin reste très difficile, avec la stricte discipline à bord, la peur du scorbut, des blessures invalidantes, du naufrage et de la mort loin des siens.
Les efforts déployés par la monarchie pour amariner le pays, même s’ils sont inégaux selon les rois, sont d’autant plus remarquables que la géographie n’est guère favorable à la France : le pays est ouvert sur deux façades maritimes (Méditerranée et Atlantique) ce qui constitue un handicap permanent pour la marine royale lorsqu’elle veut regrouper ses forces et que l’une des deux escadres doit contourner, dans un sens ou dans l’autre, la péninsule Ibérique. Cette contrainte géographique que ne connait pas la Grande-Bretagne ou les Provinces-Unies n'est pas gênante pour le commerce, mais c'est une des causes des déconvenues militaires de la période. Néanmoins, en 1789, grâce au colossal effort naval issu de la guerre d’Amérique, la France possède la deuxième marine de guerre du monde, la seule à même de pouvoir affronter la Royal Navy.

## La marine de Louis XV: le pari perdu de la paix? (1715-74)

### Une marine innovante pour compenser les faibles crédits en temps de paix (1715-1740)

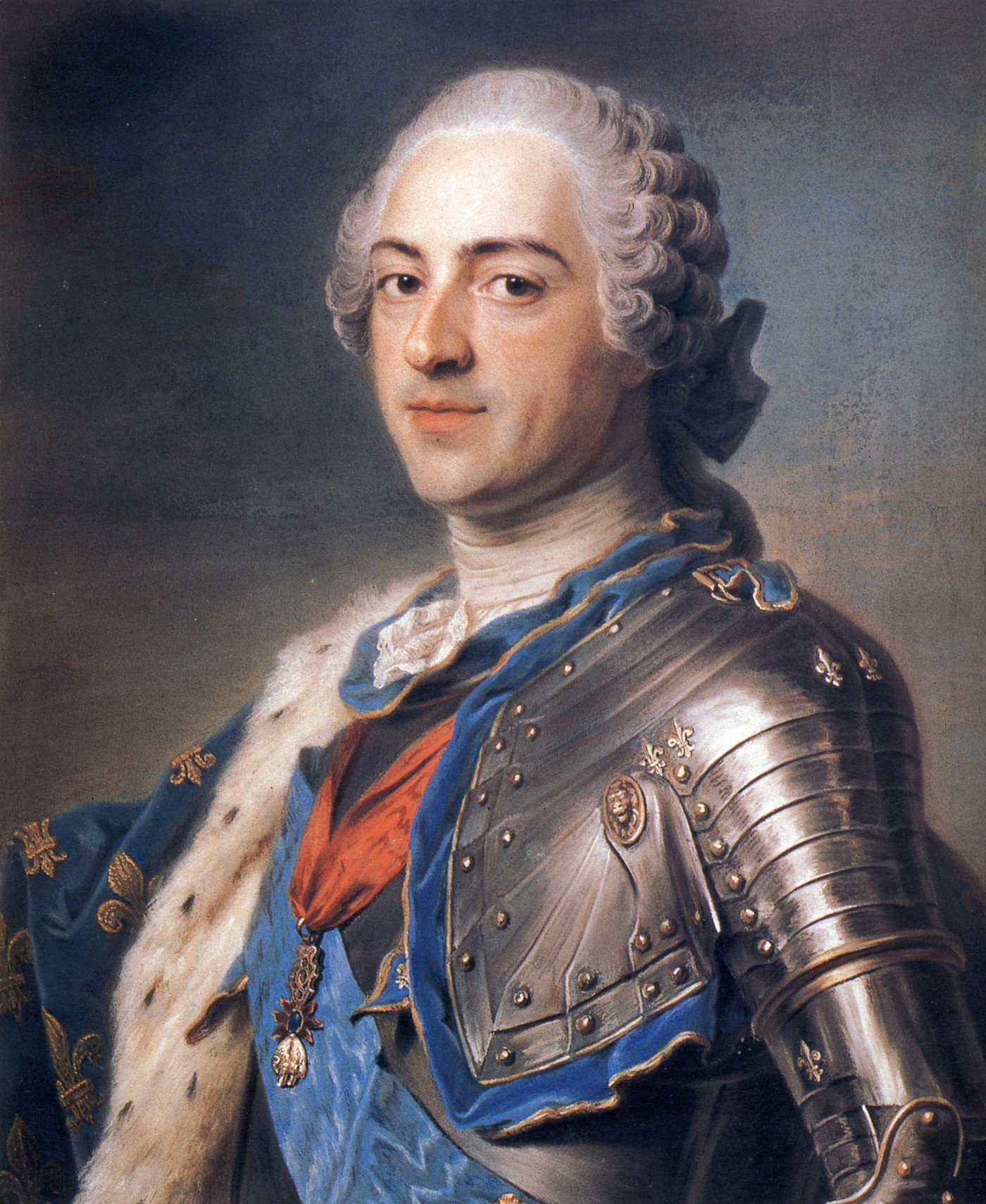
Louis XV, ne se désintéresse pas des questions navales, mais privilégie une politique de paix avec le Royaume-Uni, d'où des crédits limités pour la marine.

#### La flotte en état d'«abandon organisé»

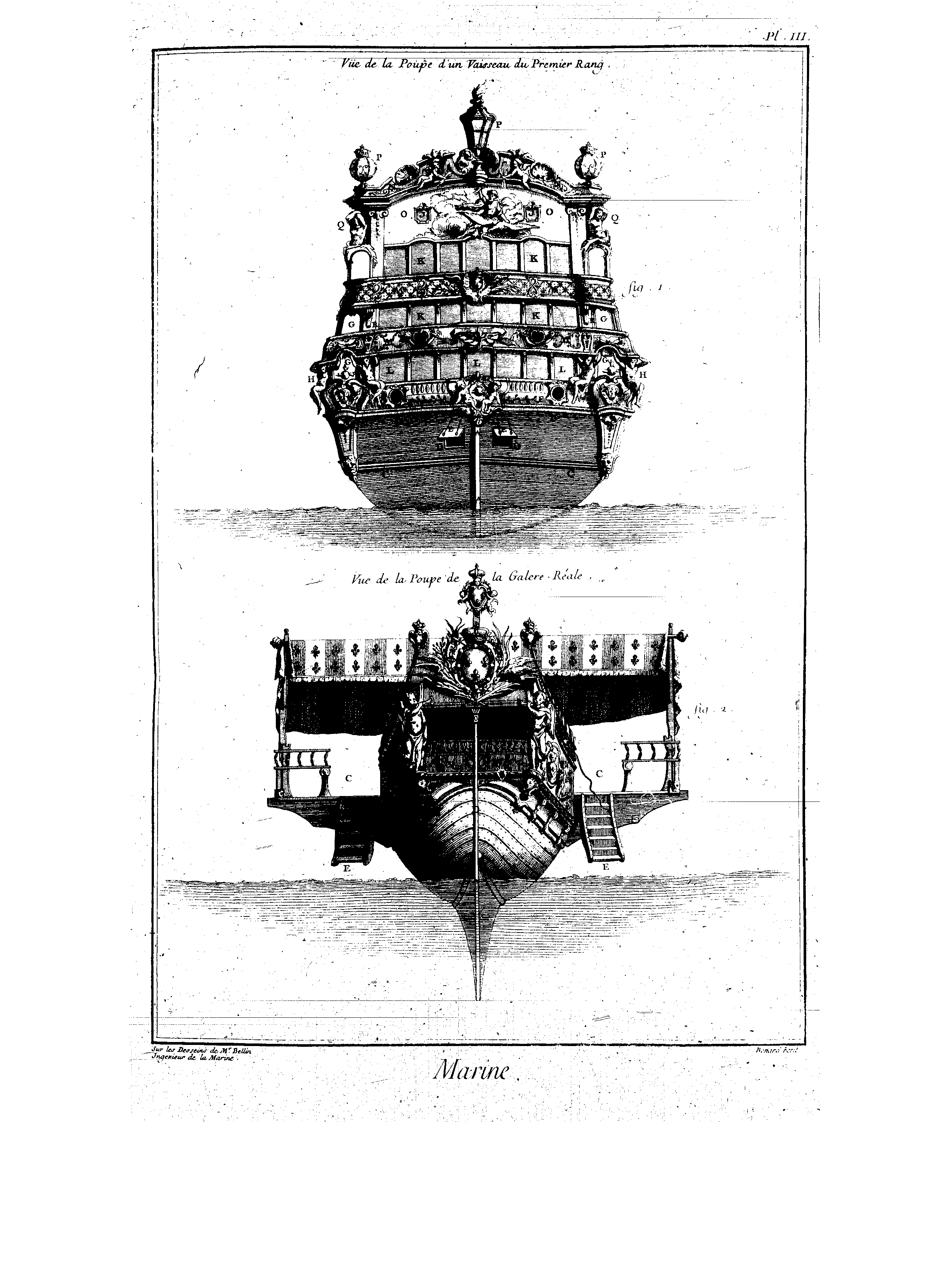
L'arrière d'un vaisseau et d'une galère, vus par lEncyclopédie. En 1721, la flotte ne dispose plus que d'une trentaine d'unités.

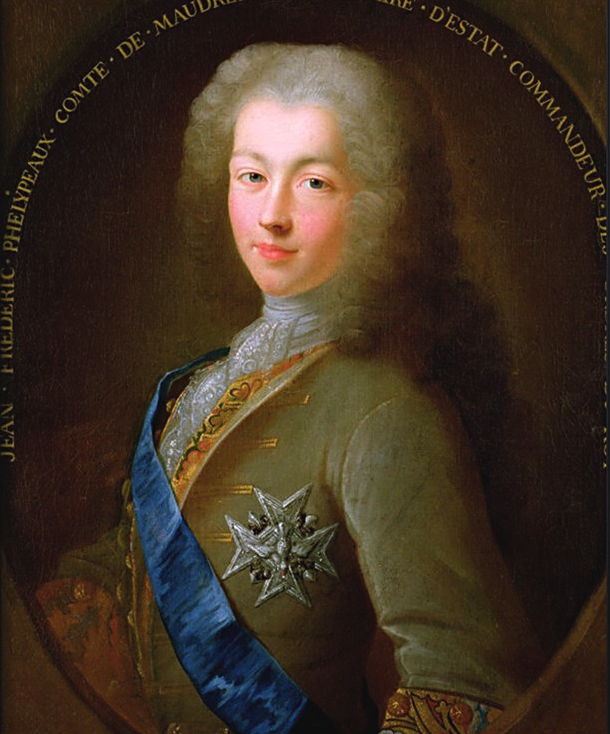
Maurepas, ministre de la Marine pendant plus de vingt-cinq ans, modernise la flotte pour chercher à compenser son infériorité numérique vis-à-vis de la Royal Navy.

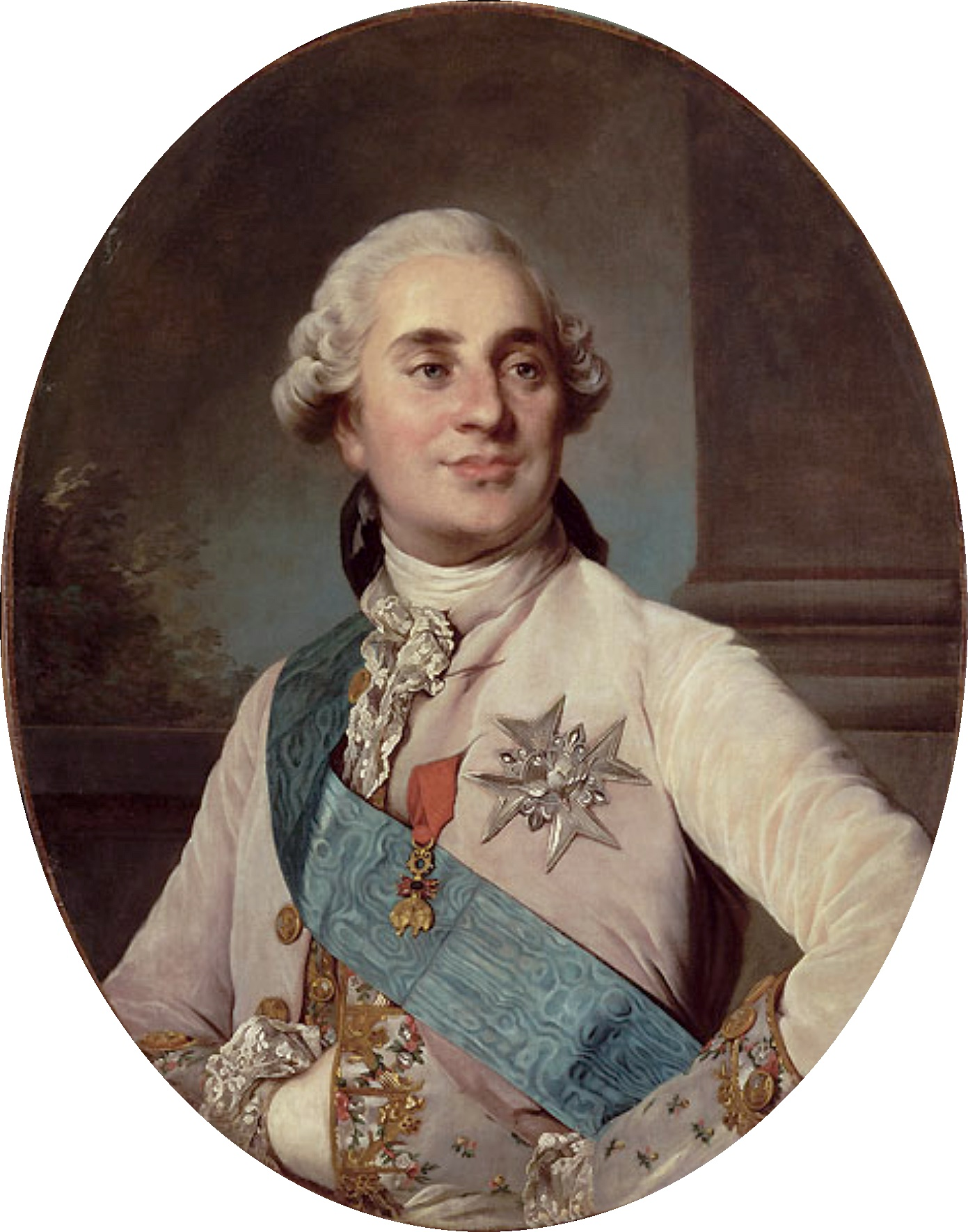
Louis XVI en 1776. Le jeune souverain suit attentivement les affaires navales et augmente constamment les crédits de la marine.

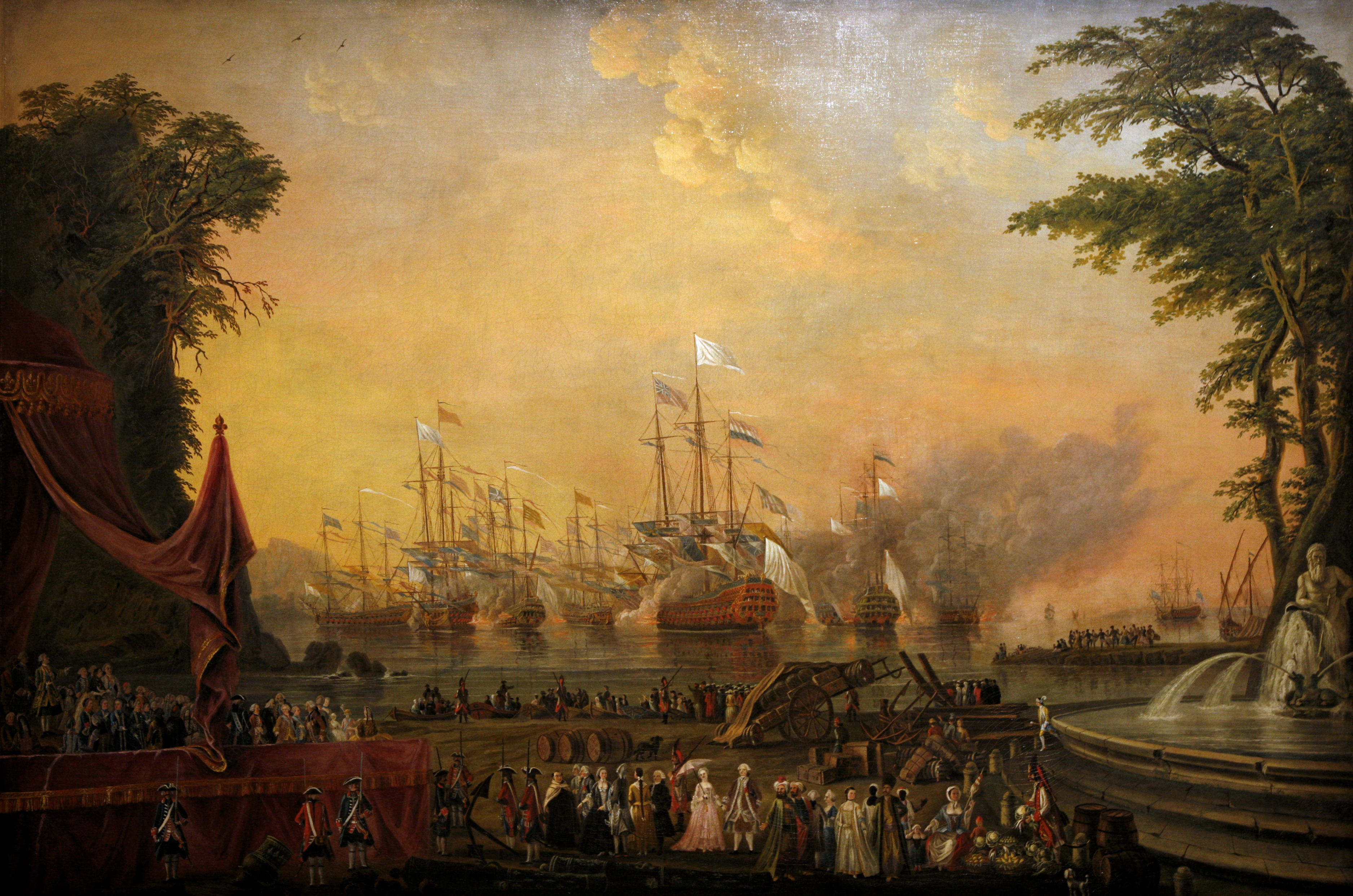
Manœuvres navales à Toulon en 1777. Le gouvernement de Louis XVI multiplie les lancements et accentue les efforts sur l'entraînement.

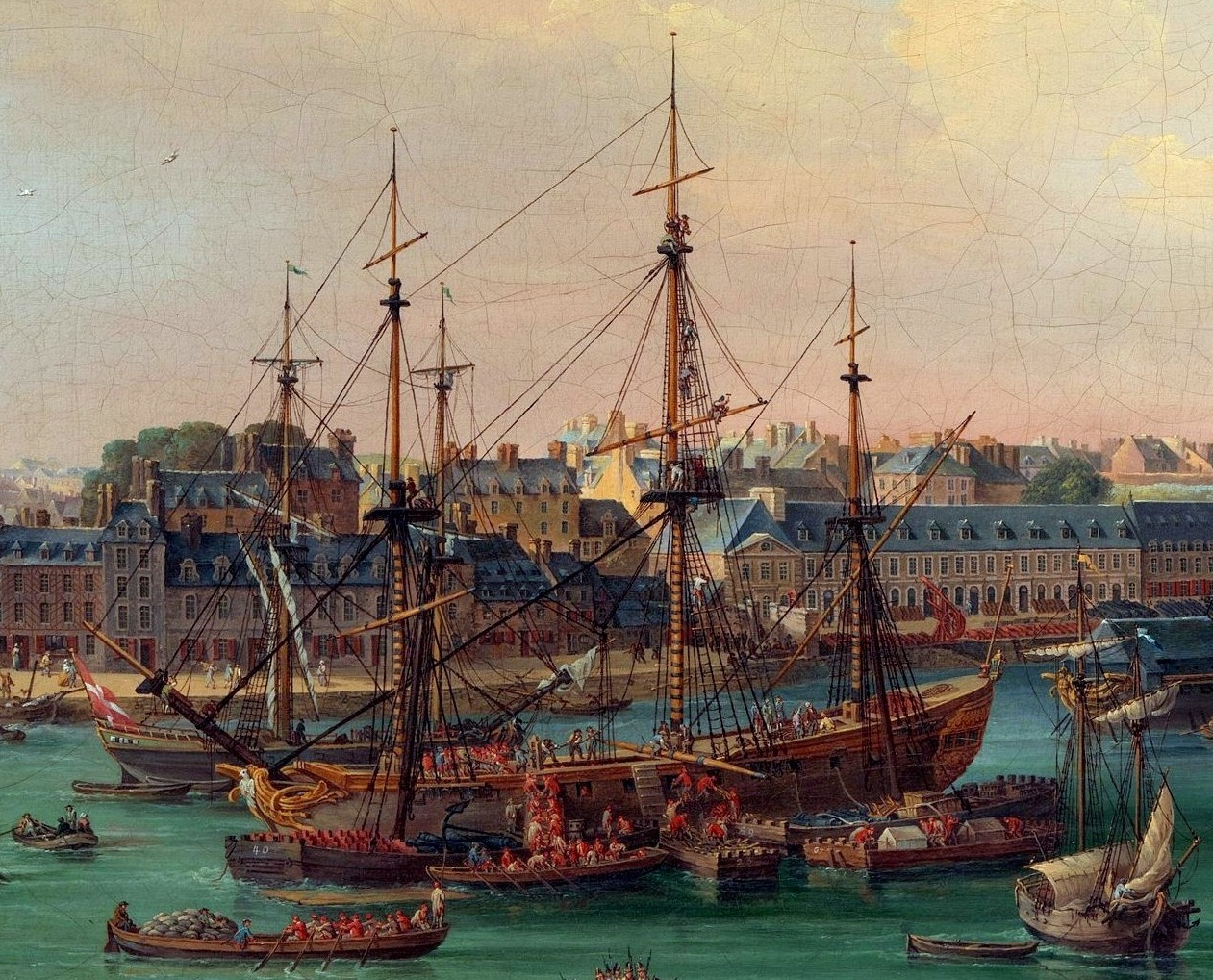
Frégate en cours d'armement à Brest. Elles sont lancées en plus grand nombre que les vaisseaux car le retard sur la Royal Navy est plus important.

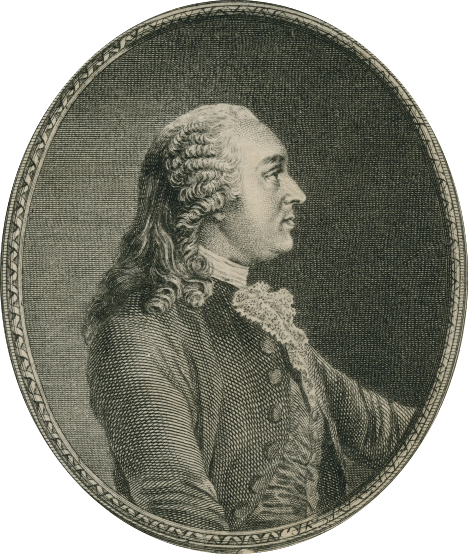
Le ministre des Finances, Turgot, s'oppose à l'intervention dans le conflit américain et met en garde le roi sur le coût d'une guerre navale.

Cette époque est souvent considérée comme difficile pour la marine française, l'effort naval étant limité sous la Régence (1715-1726) et sous la minorité de Louis XV (le pays étant dirigé par le cardinal de Fleury jusqu'en 1743). Le jeune roi grandit dans une « bulle dorée » à Versailles, loin des questions navales et sans jamais avoir vu la mer pendant son enfance, alors que son arrière-grand-père, Louis XIV avait déjà parcouru huit fois les rivages atlantiques et méditerranéens avant sa prise de pouvoir en 1661. Des deux côtés de la Manche, après l'éprouvante guerre de Succession d'Espagne on a fait le choix de la paix, mais Londres maintient un effort naval important qui s'explique par une méfiance chronique vis-à-vis de Versailles et la volonté de conserver l'avance acquise lors du conflit précédent. Côté français on fait le choix inverse, sachant qu'il faut aussi épurer les dettes du précédent règne, en plus de montrer sa volonté de rupture avec l'ancienne politique louisquatorzienne, jugée trop agressive. Le budget de la marine reste donc à un bas niveau pendant toutes les années 1720-1730. Sur un budget de l'État annuel de 180 à 200 millions de livres, le ministère de la Guerre en consomme entre 30 et 33 %, la marine seulement 5 à 6 %.
Beaucoup de vaisseaux pourrissent à quai. Certains sont transformés en engins de port, d’autres en navires de servitude ou en pontons. Visitant Toulon en 1716, le maréchal de Villars se désole de l'état d'abandon des anciennes citadelles flottantes qui, « auparavant allaient porter la gloire du roi, celle de la nation et la terreur de nos armes jusqu'aux extrémités de la Terre ». En 1720, les ateliers et magasins de Brest, Toulon et Rochefort sont presque à l'abandon. Les intendants de marine notent dans leurs rapports la pauvreté de certains jeunes officiers, tout comme l'herbe qui pousse entre les pavés des arsenaux désertés. La situation des ouvriers et des maitres de métiers est des plus précaires. Le ministère et les responsables des arsenaux s’efforcent de leur trouver de l’emploi en les occupants aux démolitions des vieux navires et en les faisant travailler pour la construction au commerce. Il faut jongler avec les crédits pour assurer quelques lancements, construire la coûteuse forteresse de Louisbourg qui défend l'entrée du Canada et entretenir le peu utile corps des galères.
En 1721, l'effectif global de cette flotte en état d'« abandon organisé » est de trente-et-un navires, soit à peine plus qu'en 1661. Du fait de la chute des constructions commencé pendant le dernier conflit de Louis XIV, l’âge moyen des vaisseaux était passé de 12 ans en 1702 à 18 ans en 1713. En 1720, l’âge moyen est maintenant de 24 ans, soit presque 10 ans de plus que la durée habituellement prévue pour les bâtiments. Deux vaguelettes de constructions, en 1722-1724 puis en 1727-1728 tirent quelque peu les arsenaux de leur léthargie et apportent un semblant d’air frais à la flotte. Vingt vaisseaux et quatre frégates sont lancés en trois ans, puis, après une pause, trois autres vaisseaux et six frégates viennent s’agréger aux vieilles unités qui pourrissent à quai. En 1729, il y a en théorie cinquante-et-un vaisseaux disponibles, mais le nombre réel n'est que de trente-huit. Cette « ombre de flotte » (Jean Meyer, Martine Acerra) est suffisante pour lutter contre les Barbaresques en Méditerranée (expédition contre Tripoli menée par Duguay-Trouin), envoyer une petite escadre en mer Baltique pendant la courte guerre de Succession de Pologne, ou une autre en représentation jusqu'à Stockholm (1739) mais on ne peut guère prétendre à plus.
Les petites interventions avant la Guerre de Succession d’Autriche posent aussi la question de l’état du corps des officiers. Duguay-Trouin est un vétéran des guerres louisquatorziennes. Il n’est pas le seul. La plupart des chefs qui vont servir jusque dans les années 1740 sont dans cette situation. Ils ont été, dans l’ensemble, bien formés par la dure expérience des derniers conflits du règne précédent, ce qui constitue un capital humain précieux. Avec intelligence, le ministère les maintient en fonction, ce qui achève de les professionnaliser. Ils sont à peu près 1 200, soit en gros le même chiffre que sous Colbert-Seignelay, nombre qui va rester stable jusqu’à la fin du XVIIIe siècle. Cet état de fait souffre cependant d’un gros point noir : le manque d’entraînement. Alors que la Royal Navy maintient une forte présence à la mer de ses vaisseaux et de ses hommes en temps de paix pour les former et les endurcir, on ne trouve rien de tel côté français par manque d’argent. Les équipages et les jeunes officiers doivent se contenter le plus souvent de manœuvres et d’exercices dans les rades qui ne fournissent qu’une très médiocre expérience. En échange, les officiers reçoivent une formation théorique plus poussée à terre. Elle ne peut cependant pas compenser la richesse d’un entraînement « réel » dans une escadre d’évolution que le ministère est dans l’incapacité de financer. Cette tendance lourde va perdurer jusqu’à l’avènement de Louis XVI.

#### Renouvellement des élites navales et espionnage

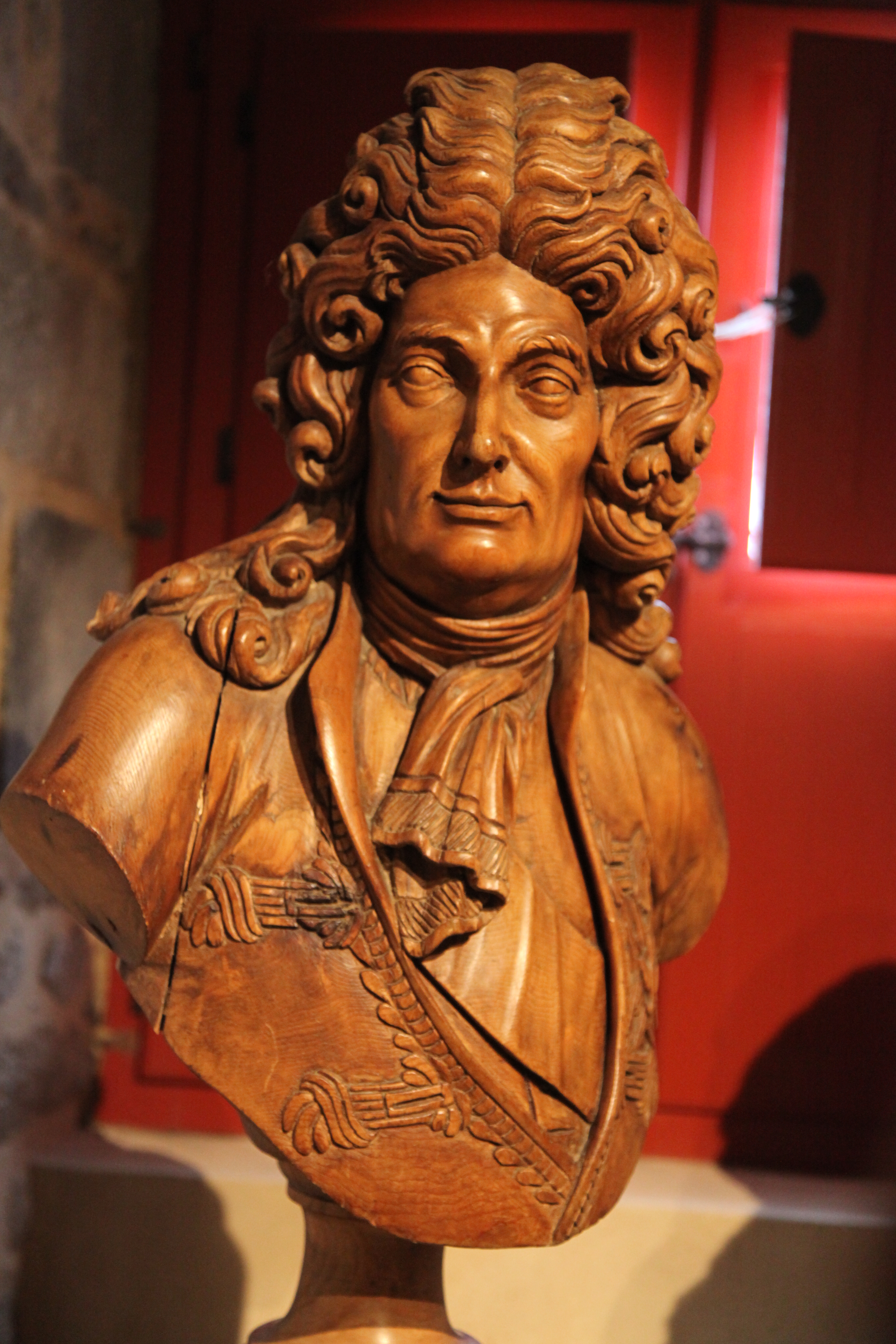
Le constructeur Joseph Ollivier. Il mène, avec Blaise Geslain, d'importantes missions d’espionnage en Angleterre et aux Provinces-Unies pour améliorer les techniques de constructions françaises.

La marine a cependant la chance de disposer d'un ministre talentueux en la personne de Jean Frédéric Phélypeaux de Maurepas. Ce dernier, nommé secrétaire d'État à la Marine à l'âge de 22 ans « alors qu'il ne savait même pas de quelle couleur était la mer », est passé jusqu’à la fin du XIXe siècle pour un courtisan léger juste capable de faire des bons mots. Les historiens l'ont maintenant réhabilité en reconnaissant l'ampleur de son travail mené dans un contexte budgétaire très difficile. Maurepas se passionne sincèrement pour son ministère et fait partie de ces rares secrétaires d'État à la marine qui savent quitter leurs bureaux pour visiter les ports. Il se rend dans les arsenaux de Brest et Rochefort en 1727 pour connaître leurs besoins et rechercher des hommes compétents. Il demande une augmentation substantielle des dépenses navales afin de pouvoir protéger le commerce maritime en pleine expansion. En vain.
Maurepas cherche alors d’autres solutions. La première lui vient de la science lorsqu’il recrute Duhamel du Monceau. Membre de l’Académie des sciences depuis 1728, Duhamel du Monceau est un touche-à-tout savant doté d’une insatiable curiosité intellectuelle. Botaniste et agronome au départ, il devient le conseiller technique de Maurepas lorsque celui-ci le nomme comme inspecteur des constructions en 1732 puis comme inspecteur général de la marine en 1739, poste créé pour lui. Foisonnant d’idées et de solutions, Duhamel du Monceau est aussi un remarquable découvreur d’hommes et un infatigable voyageur.
Entre 1737 et 1749, il multiplie les déplacements, les observations, les expériences. Un voyage en Grande-Bretagne lui permet de rédiger un mémoire sur la marine de ce pays. L’année suivante il intervient à Rochefort pour sauvegarder les bois de mâture menacés de pourrissement. En 1740, il mène à Brest des expériences sur les cordages et installe à Lorient l’année suivante une étuve pour courber les bois de bordage puis repasse à Rochefort pour restaurer certaines infrastructures. À partir de 1743, il dresse un état des provinces littorales en les parcourant, étudie les possibilités d’implantations portuaires, la navigation interport et la conservation des grains dans les arsenaux. La multitude des sujets abordés et des lieux visités rend compte de l’activité d’un homme au fait des affaires maritimes, chargé de renseigner Maurepas sur les aspects essentiels au développement des forces navales : qualité des approvisionnements, bonté des rades, amélioration des techniques de production, formation des constructeurs de marine.
À ces expériences et enquêtes d’un savant reconnu, Maurepas ajoute une deuxième solution : l’espionnage. Pour ce faire, il utilise les ressources de deux constructeurs au talent déjà reconnu : Blaise Geslain et Blaise Ollivier. Blaise Geslain est envoyé en Angleterre en 1729. Sous couvert de formation professionnelle, les ordres donnés au jeune constructeur sont clairs : il doit apprendre la langue du pays, puis « il s’instruira des principes que les Anglais suivent pour la coupe de leurs vaisseaux ». Il doit se procurer des tableaux, des mémoires et tous les documents nécessaires pour se faire une idée des proportions et des rangs de chaque type de navire de la flotte britannique. Il doit s’efforcer de dresser des plans où « il distinguera par des lignes de différentes couleurs les changements qu’il y aura entre les gabarits anglais et ceux de France, avec les observations particulières des principes sur lesquels elles sont fondées ».
En 1737, alors que la rivalité coloniale et commerciale commence à tendre les relations entre Versailles et Londres, c’est le constructeur Blaise Ollivier qui est envoyé aux Provinces-Unies et en Angleterre pour « y prendre des principes plus certains que ceux que l’on suivait en France ». Toulonnais installé à Brest depuis 1720, Blaise Ollivier a déjà fait preuve de ses excellentes capacités intellectuelles en rédigeant en 1727, à bord du vaisseau l’Achille un mémoire sur la construction navale dans lequel il aborde les qualités et les défauts des vaisseaux français, en suggérant des solutions pour les améliorer. Son séjour de six semaines aux Provinces-Unies et de trois mois en Angleterre lui permet de rédiger des « mémoires sur la marine des Anglais et des Néerlandais ». Il y énumère et classe tous les vaisseaux de la flotte britannique, y décrit tous les grands arsenaux et leurs caractéristiques comparées aux infrastructures françaises. Il y analyse aussi les principes et les méthodes de construction de ces deux nations maritimes. En 1739, Blaise Geslain retourne aux Provinces-Unies sous un faux nom pour le même motif d’espionnage.
Les conséquences de cette politique de renseignement d’une part, d’éducation par observation et comparaison d’autre part, donnent des résultats presque immédiats. Les missions remplies par Blaise Geslain et Blaise Ollivier permettent d’améliorer l’art de la construction navale, mais instaurent aussi pour tous les jeunes sous-constructeurs l’obligation de circuler d’un port à l’autre. En effet, à son retour d’Angleterre, Blaise Ollivier adapte à ses vaisseaux certaines pratiques observées (avec pragmatisme car il reconnait aussi l’excellence des méthodes françaises). Devant les résultats positifs obtenus à Brest, Maurepas ordonne le séjour systématique auprès d’Ollivier des constructeurs des autres ports « afin de s’instruire à fond de leur art ». Ils retournent ensuite dans leur arsenal d’origine, où ils sont tenus d’appliquer leur nouveau savoir. Ce rôle éducatif d’Ollivier est déterminant dans l’uniformisation des méthodes de construction navales.
En 1741, ces échanges deviennent obligatoires. Le jeune sous-constructeur qui ne s’y plie pas voit sa carrière bloquée. Une nouvelle étape est aussi franchie cette année-là avec la création de la Petite École de Construction de Paris qui deviendra la Grande en 1748 et s’installera aux Tuileries. Duhamel du Monceau est à l’origine de cet établissement. Ses multiples tournées d’observation l’ont amené à remarquer que la plupart des constructeurs travaillaient « au hasard et sans principes » et que, faute d’être suffisamment instruits, ils "loupaient" beaucoup de vaisseaux. Au sein de cette nouvelle école, les futurs constructeurs reçoivent un enseignement théorique à base de mathématiques et de physique afin de mieux maîtriser le calcul de leurs plans des vaisseaux. Duhamel du Monceau effectue lui-même le premier recrutement d’élève en la personne de Clairain des Lauriers. Sa formation est exemplaire du mode éducatif mis en place et dont l’esprit sera repris par l’ordonnance de Choiseul en 1765. Distingué pour ses qualités prometteuses, il est envoyé à l’école, où il séjourne durant un an. Il y reçoit un enseignement de mathématiques, géométrie, mécanique, physique. Ses progrès, sanctionnés par ses maîtres, sont récompensés par le ministre qui l’envoie à Brest appliquer la théorie qu’il vient d’apprendre, sous l’autorité de Blaise-Joseph Ollivier. Le jeune Joseph Marie Blaise Coulomb, issu de la vieille dynastie des Coulomb qui « règne » sur l’arsenal de Toulon depuis le milieu du XVIIe siècle intègre l’école lui aussi.
Maurepas, aidé de Duhamel du Monceau, a donc substitué à la formation théorique, ponctuelle et locale donnée dans les arsenaux, un enseignement institutionnalisé et uniforme au sein d’une école de recrutement national implanté à Paris. L’équilibre entre la formation théorique et la pratique d’un aîné qualifié est atteint. Les progrès des constructeurs, qui en contrepartie perdent de leur indépendance, permettent la mutation technique, lente mais irrémédiable de la marine de guerre. Celle-ci va progressivement éliminer les vieux modèles et entrer dans l’uniformisation des séries de vaisseaux, donnant par là réalité à un rêve que Colbert avait en vain caressé en son temps.

#### Une révolution navale initiée par la France: les vaisseaux de 64, 74 et 80 canons

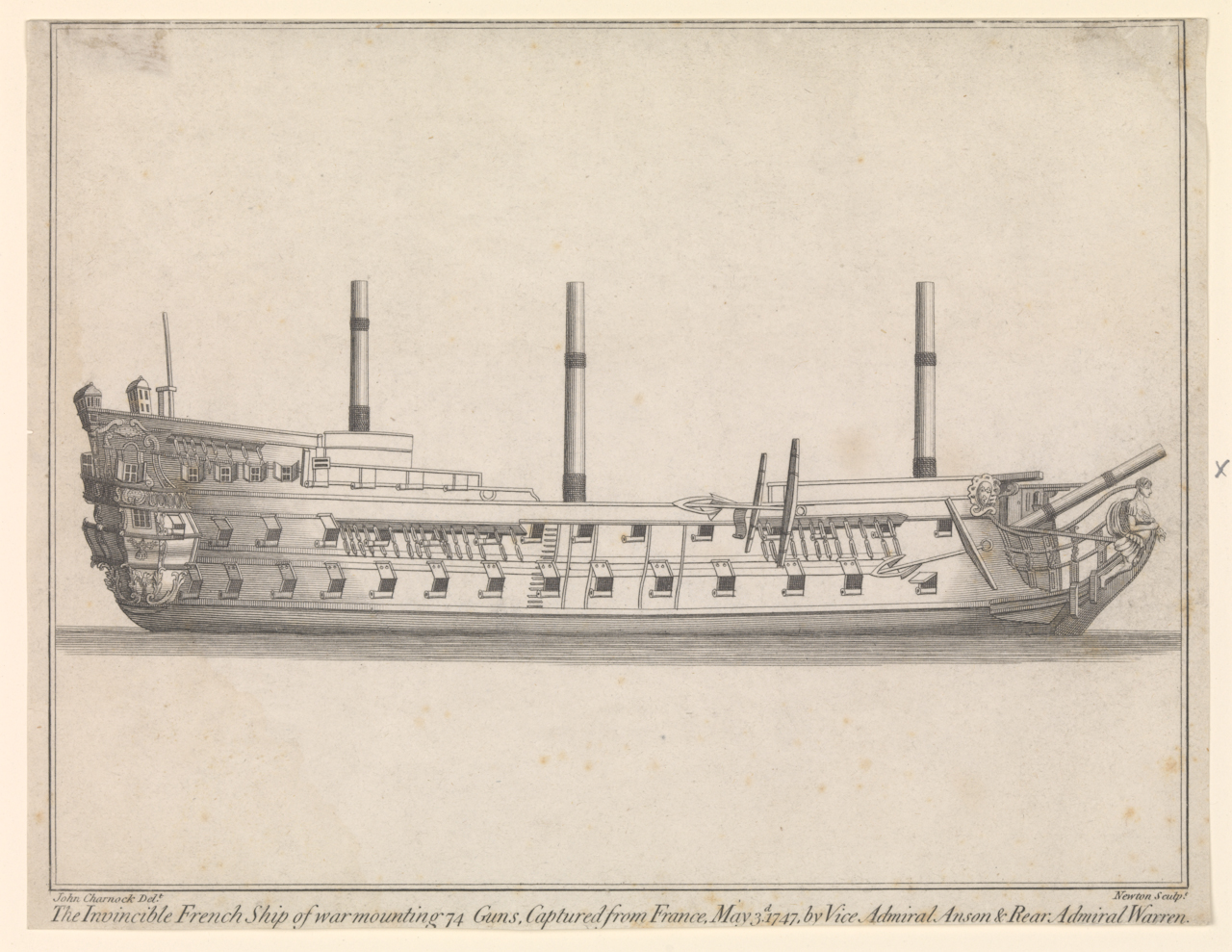
L’Invincible, l’un des premiers vaisseaux de 74 canons, est issu des recherches menées par les constructeurs français pour uniformiser les navires en améliorant leur manœuvrabilité et leur puissance de feu. Il sera copié par la Royal Navy.

Forts de leurs nouvelles connaissances, les ingénieurs cherchent à augmenter la manœuvrabilité et la puissance de feu des navires, ce qui les oblige à se détourner des trois-ponts trop peu manœuvrant et hors de prix. Le Foudroyant est le seul trois-ponts français de la première moitié du XVIIIe siècle. Lancé en 1724, il pourrit à quai avant d'être rayé des cadres en 1742 sans jamais avoir participé à aucune campagne. Quant au Royal Louis (124 canons), il brûle en 1742 sur sa cale de construction et on décide d'en rester là. Le grand vaisseau de « premier rang » étant abandonné, on concentre les recherches sur les rangs inférieurs. La longueur d'un vaisseau est déterminée par l'écart entre deux sabords. Les ingénieurs proposent grâce à un nouveau mode de construction d'augmenter la longueur des vaisseaux et donc le nombre des sabords. C'est ainsi qu'est mise sur cale une nouvelle catégorie de vaisseaux à deux ponts plus puissants. Par prudence cependant, les efforts sont portés d’abord sur les petites unités dites de « troisième rang ». Le premier 64 canons deux-ponts sort en 1735, le Borée. Il est percé à 13 sabords et porte du 24 livres sur sa première batterie, c'est-à-dire le deuxième calibre le plus puissant en service dans la marine. Le second exemplaire, le Mars, porte la même artillerie, mais mesure 5 pieds de plus (1,60 m). L'impulsion donnée est immédiatement suivie : tous les vaisseaux de troisième rang construits juste avant la guerre de Succession d’Autriche vont être percés à 13 sabords pour du calibre 24 sur la batterie principale.
Les expérimentations se portent ensuite sur les vaisseaux dits de deuxième rang. En 1738 est lancé à Brest le Dauphin royal. Percé à 13 sabords, il ne diffère pas au départ de ces prédécesseurs, mais son artillerie principale est fixée avec le calibre 36 à la première batterie et du 24 à la seconde. Lors d’une refonte, ses dimensions sont portées à une hauteur jamais osée, bien qu’il demeure toujours percé à 13 sabords. Ce navire apparait comme une nécessité de tâtonnement « grandeur nature » du maître Blaise Ollivier. Considéré comme très réussi et bon marcheur, ce vaisseau semi-expérimental, auquel on fera porter selon les nécessités du 36 ou du 24 livres en première batterie, ne sera rayé des effectifs qu’en 1783. Il prépare et annonce l’arrivée de vaisseaux plus puissants. En 1743, est lancé le Terrible, que l'on peut considérer comme le premier vaisseau de 74 canons, percé à 14 sabords. L'année suivante, il est suivi du Magnanime et de l’Invincible, lancés à Rochefort en version un peu plus longue. Celui-ci porte pour la première fois l'artillerie qui deviendra définitive pour ce type de vaisseau, soit 28 canons de 36 à la batterie basse, 30 canons de 18 sur le second pont et 16 canons de 8 sur les gaillards.
L'évolution ne s'arrête pas là. La recherche de la puissance de feu donne naissance à une troisième formule de vaisseau à deux ponts : le 80 canons percé à 15 sabords. Le premier exemplaire, le Tonnant, est lancé en 1744 à Toulon, presque en même temps que les premiers 74 canons. Il porte des pièces de 36 et de 18 livres dans ses flancs. L'exemplaire suivant lancé quelques années plus tard, le Soleil Royal, poursuit la course à la puissance : il est plus long lui aussi (de 5 m) et porte du 36 à la batterie basse et du 24 à la seconde, c'est-à-dire les deux plus gros calibres utilisés dans la marine française. Ainsi, en quinze ans, de 1735 à 1749, sont apparues trois formules de vaisseaux à deux ponts, chacune caractérisée par un nombre de sabords et un calibre d’armement. Deux d’entre elles vont se distinguer pour donner les deux types de navires les plus représentatifs de la deuxième moitié du XVIIIe siècle : le 74 et le 80 canons.
Et ce n’est pas tout. Les vaisseaux du XVIIe siècle avaient souvent une ligne de flottaison trop basse sur l'eau, ce qui les empêchait par gros temps d'utiliser leur batterie basse (la plus puissante). C'est entre autres un des grands défauts des trois-ponts britanniques de 80 canons. Or les nouveaux vaisseaux français évitent pour la plupart ce problème. Il résulte de toutes ces innovations une avance technique spectaculaire. Tous ces navires pourtant considérés comme de « troisième (64 canons) ou deuxième rang (74 et 80) » ont la dimension des trois-ponts de Tourville des années 1690, la manœuvrabilité en plus. Comme le note Blaise Ollivier, un nouveau deux-ponts français de 74 canons peut aisément tenir tête à un trois-ponts britannique de 80, voire 90 canons.
Les années qui précèdent la guerre de Succession d'Autriche ne sont pas propices aux constructions en masse, mais elles voient l'aboutissement d'une longue quête technique et la naissance d'un outil guerrier spécifique à la Marine française : « Ce n'est pas ici le nombre de vaisseaux lancés qui fait la singularité de la flotte mais l'apparition d'objets nouveaux. Il n'y a plus de comparaison possible entre un deuxième rang des années 1700 et l’Invincible de 1744, par exemple. Même si les anciennes formules subsistent au sein de l'effectif global, leurs dimensions et leurs armements les déclassent face à ces objets de curiosité que sont les nouveaux vaisseaux de 74 canons » (Martine Acerra, Jean Meyer). Trop confiants dans leur supériorité numérique, les Britanniques ne perçoivent pas immédiatement cette révolution navale et n’en prennent conscience qu’après la très difficile capture de plusieurs 74 canons en 1747.

#### Nouvelles frégates et aménagements des arsenaux

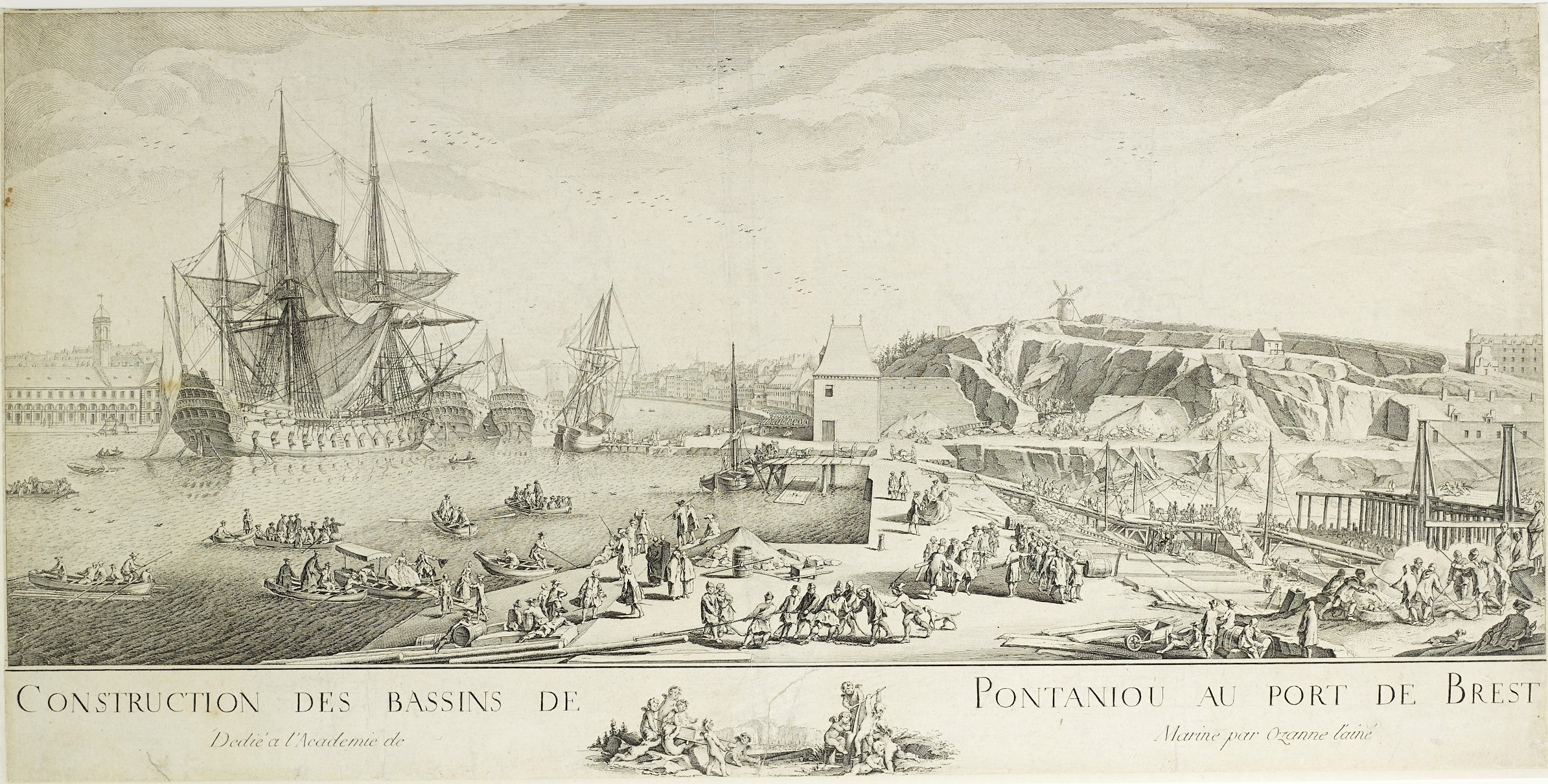
La construction des bassins de Pontaniou à Brest. Malgré la maigreur des crédits, les arsenaux reçoivent de nouvelles installations.

Outre les vaisseaux à deux ponts, les choix en matière de construction navale touchent aussi les petits modèles comme les frégates. Suivant un mouvement parallèle d’élimination des formules anciennes et d’émergence des types nouveaux, les petites unités se regroupent progressivement en quelques catégories. Là aussi, la recherche s’effectue par tâtonnements entre 1728 et 1749. Au Levant, sont tentées des expériences de frégates « mixtes », dont la batterie couverte possède une alternance de sabords pour les canons, et d’ouvertures pour les avirons. Ces constructions, où l’aviron tend à compenser les effets des calmes méditerranéens, comme à faciliter l’approche des côtes, s’inscrivent dans la tradition du Levant à produire des navires spécifiques adaptés aux conditions particulières de cette mer fermée. Cette expérience, inspirée des galères, reste cependant sans lendemain.
À cette originalité levantine s’oppose la multiplication des initiatives au Ponant, tant sur les dimensions que sur l’artillerie. Entre 1744 et 1748, huit modèles de frégates voient le jour à Brest, Rochefort, Bayonne, Le Havre. Elles sont percées à 12 ou à 13 sabords pour des calibres en augmentation constante : 6 livres, 8 livres et 12 livres. La décennie qui englobe la Guerre de Succession d’Autriche correspond à l’explosion numérique des frégates d’où se dégagent peu à peu deux modèles : la frégate de 8 livres et celle de 12 livres, toutes deux ponantaises et percées à 13 sabords. Comme pour les vaisseaux, des petites vagues de lancement font croitre très lentement les effectifs. En 1733-1734, on dépasse la quinzaine d’unités en service. Dix ans plus tard, la barre des vingt frégates en ligne est franchie. En 1744, au moment où la France entre dans la Guerre de Succession d’Autriche, le nombre de frégates flirte avec les vingt-cinq unités.
Les arsenaux subissent aussi un début de réorganisation. Celui de Rochefort, par exemple, reçoit de grands hangars pour conserver les bois de construction à l’abri des intempéries. Certaines infrastructures sont restaurées, comme les ponts de circulation. À Lorient, est installé en 1741 une étuve pour courber les bordages et faciliter ainsi le travail des charpentiers. Mais c’est à Brest que, sous l’impulsion de Joseph Blaise Ollivier, constructeur, et Antoine Choquet de Lindu, ingénieur, s’amorce l’extension des structures de l’arsenal. De 1738 à 1746, trois cales de construction sont aménagées, des forges construites, le grand magasin aux fers, la menuiserie, le magasin général, la corderie haute sont exécutés. Ces travaux annoncent ceux que Choquet de Lindu mènera seul jusqu’à sa retraite en 1784 : le bagne, les trois formes de Pontaniou, les casernes, la manufacture des toiles à voiles, et d’autres encore.

### La Marine vers les Lumières

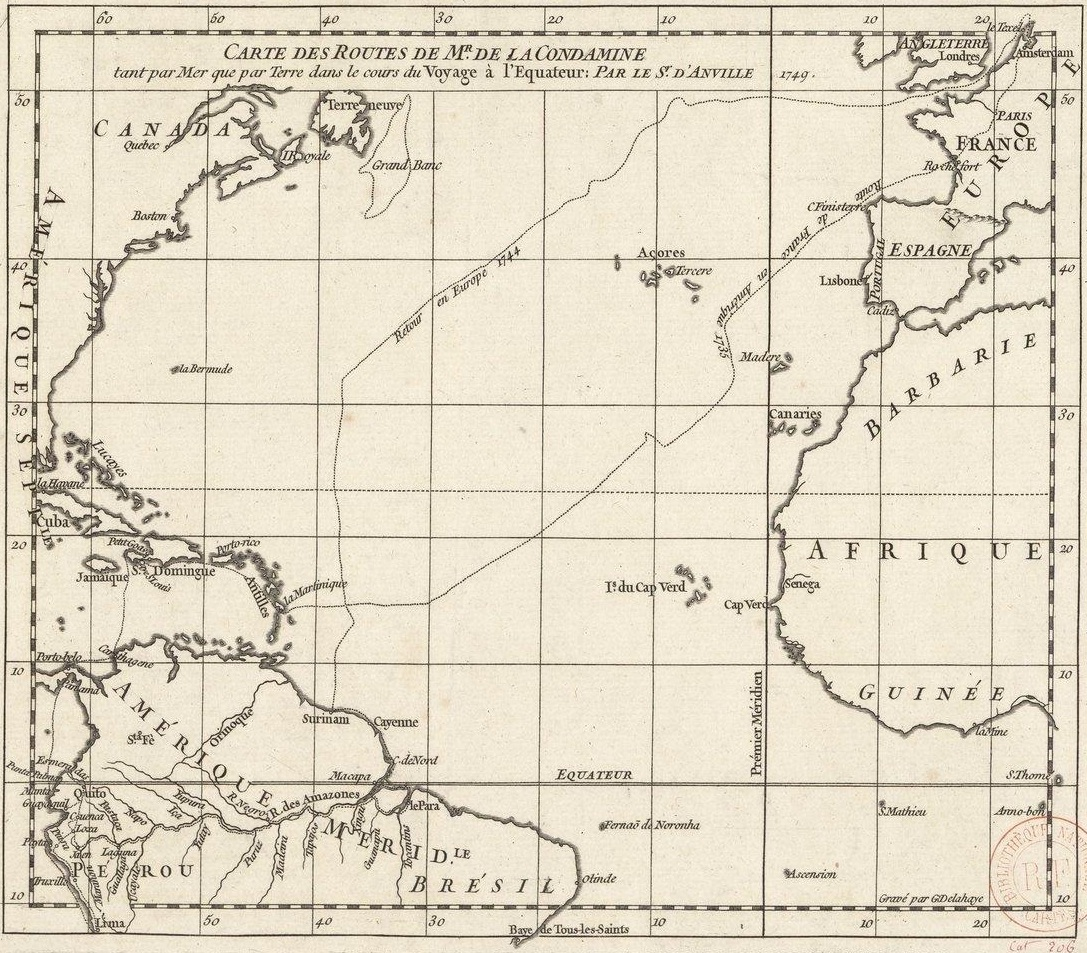
Itinéraire de l'expédition de La Condamine au Pérou entre 1735 et 1744 pour déterminer la forme exacte de la Terre. La Marine est pleinement engagée dans le mouvement scientifique du siècle des Lumières.

Homme de grande curiosité intellectuelle, Maurepas fait entrer la Marine dans le siècle des Lumières. Membre de l’Académie des sciences dès 1725 (à 24 ans), il fait appel, outre Duhamel du Monceau, aux meilleurs savants de son temps pour améliorer les connaissances géographiques. En 1735, il fait accepter par Fleury l’idée d’une expédition scientifique visant à déterminer la forme exacte de la Terre. Confiée au mathématicien Charles Marie de La Condamine, au professeur d’hydrographie Pierre Bouguer et à l’astronome Louis Godin, elle part pour le Pérou afin de mesurer la longueur d’un arc de méridien d’un degré à proximité de l’équateur et ne rentre qu’en 1744. Une expédition identique est lancée en Laponie en 1736-1737 avec les mathématiciens Pierre Louis Maupertuis et Alexis Claude Clairaut avec l’astronome Pierre Charles Le Monnier. La confrontation des observations récoltées sur l’équateur et près du pôle nord permet de donner raison aux théories de Newton et Huygens : la Terre est aplatie aux pôles, ce qui est d’un grand intérêt pour améliorer la cartographie et la sécurité de la navigation.
Le mouvement scientifique qui souffle sur la Marine trouve son aboutissement avec la création de l’Académie de marine à Brest, le 30 juillet 1752. Elle a pour origine un cercle d’officiers « savants » qui se réunissent au port sous la houlette du vicomte Bigot de Morogues et « autant, sinon plus, savants que marins » (Jean Meyer, Martine Acerra). À ses débuts, l’Académie compte vingt-six membres et tient une séance hebdomadaire de deux heures. Tous les sujets sont abordés : la construction, l’architecture navale, la santé des équipages, l’hydraulique, l’hydrographie, l’astronomie nautique, la géographie, la physique, les mathématiques pures et appliquées, les manœuvres, l’arrimage des vaisseaux et l’amélioration de l’artillerie. Duhamel du Monceau, qui fait partie des membres fondateurs, y joue un rôle essentiel. Bientôt composée de soixante-quinze membres statutaires (académiciens honoraires, libres, ordinaires), elle réunit officiers généraux, capitaines et lieutenants, ingénieurs, astronomes et les directeurs successifs du Dépôt des cartes et plans de la Marine qu’il est impossible de tous mentionner ici. Plusieurs s’affilient aussi à l’Académie des sciences. Il n’y aura que la guerre de Sept Ans, en dispersant ses membres, qui freinera un temps son développement.

### Les bénéfices du grand commerce colonial sous l'œil inquiet de Londres

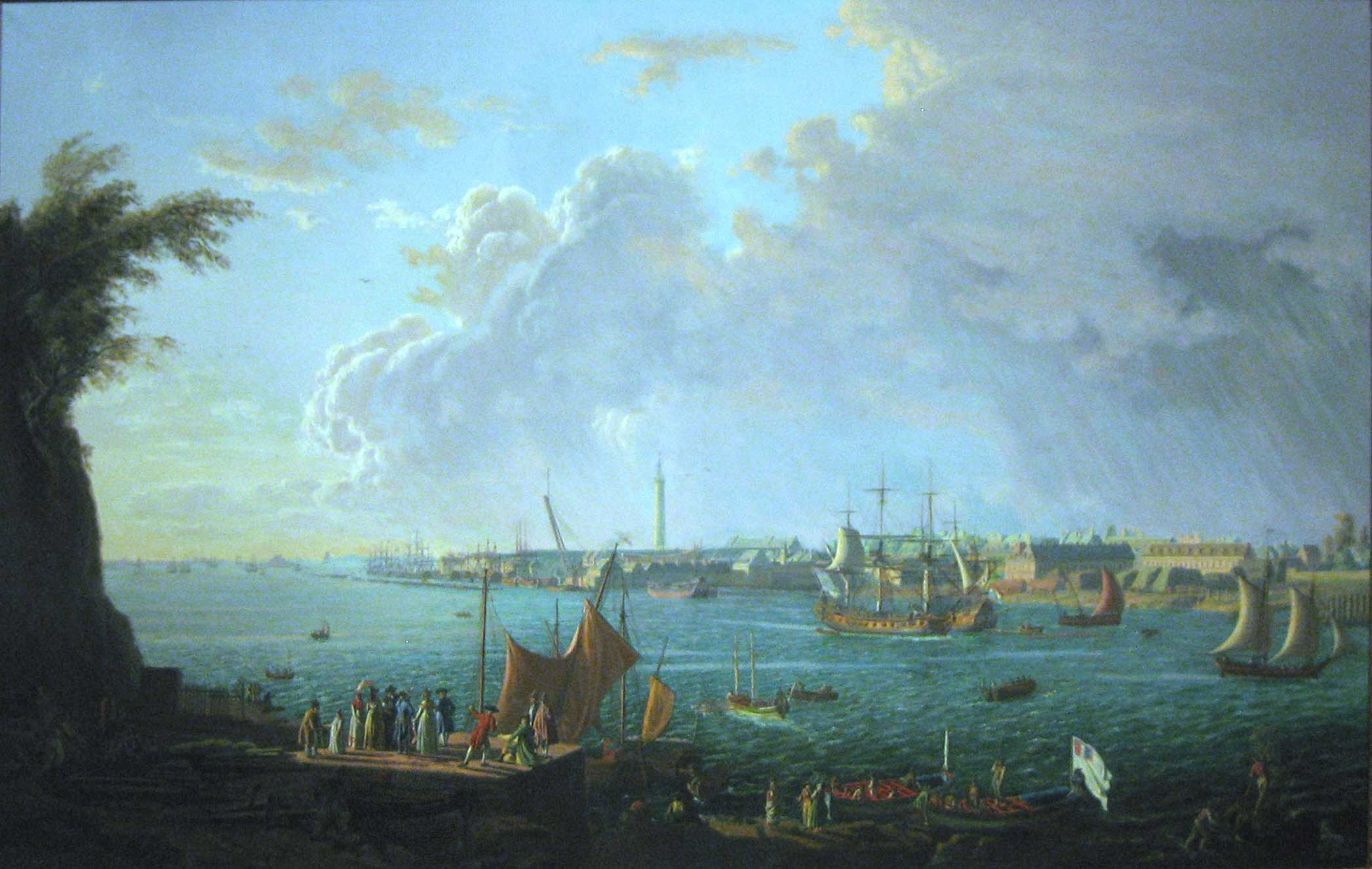
Une vue de Lorient, port de la Compagnie des Indes. La France de Louis XV connait une forte croissance de son commerce colonial.

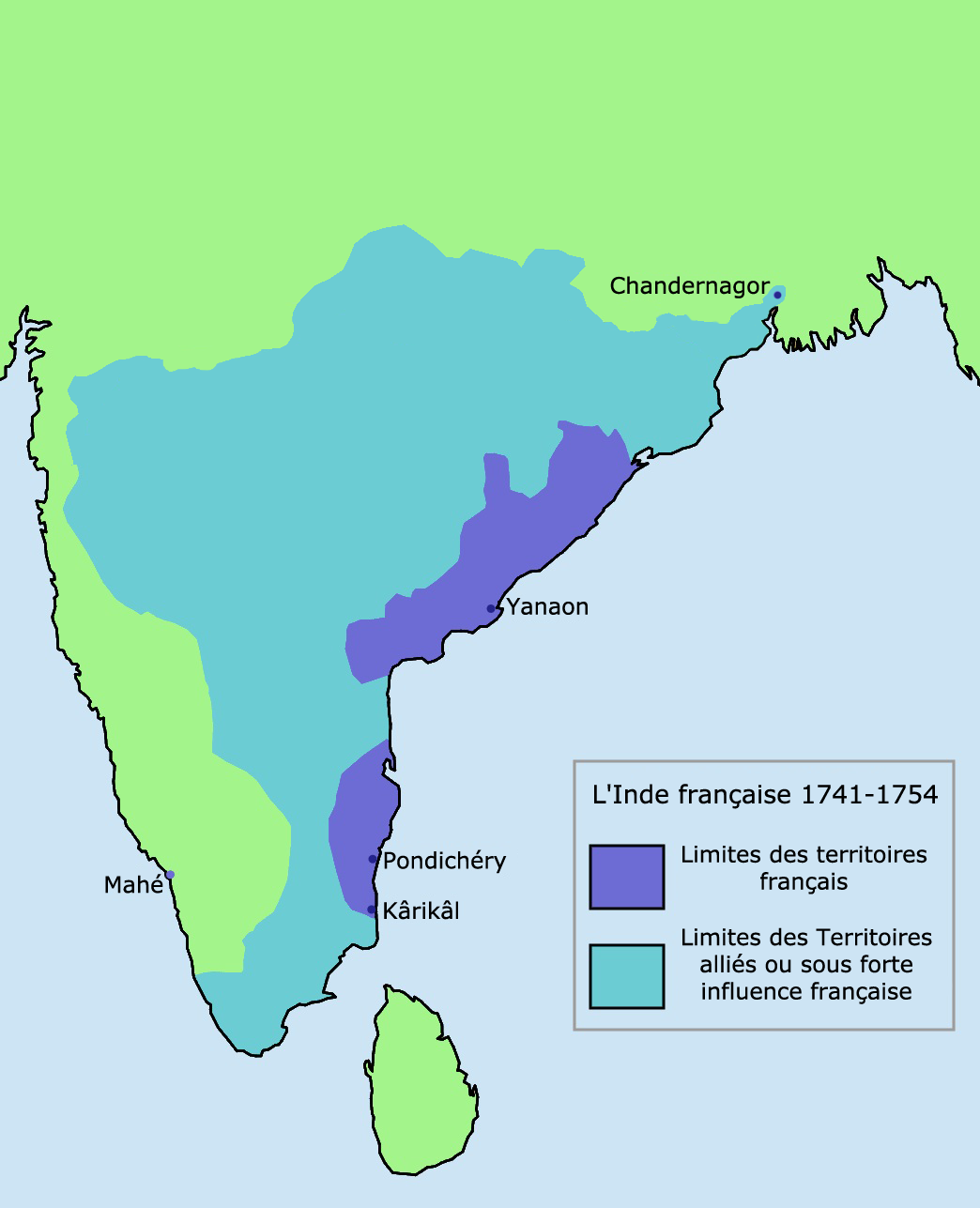
L’influence française en Inde au milieu du XVIIIe siècle. Le dynamisme des directeurs de la Compagnie des Indes donne à la France une place essentielle dans les affaires de ce pays, ce qui finit par attiser la jalousie du Royaume-Uni.

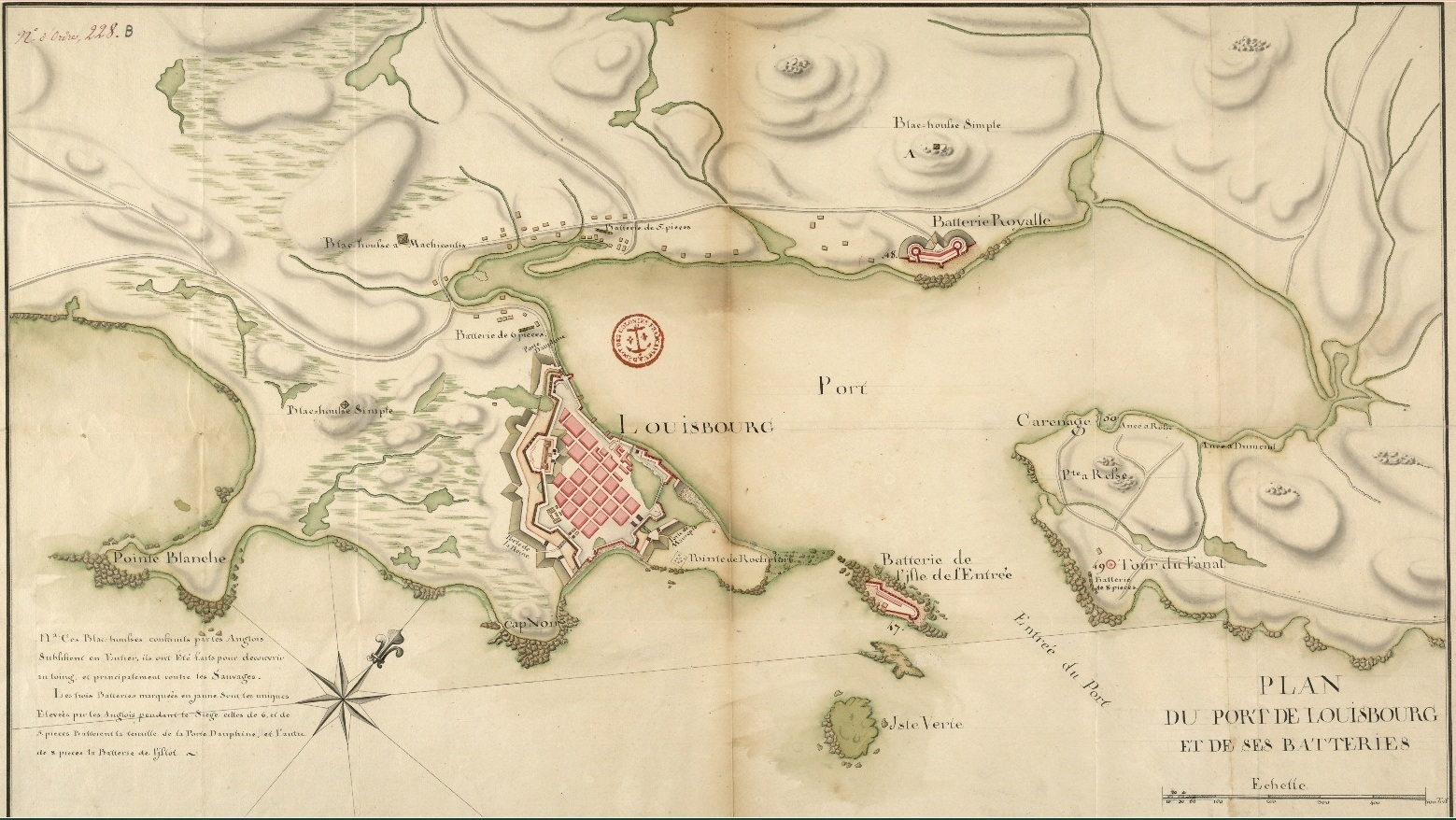
La construction et l'entretien des bases de l'empire relèvent aussi du budget de la Marine, comme la forteresse de Louisbourg, bâtie pour défendre l'entrée du Canada.

Cette modernisation silencieuse et cette curiosité scientifique se font dans un contexte de forte croissance économique coloniale. Les bases en ont été jetées sous le règne de Louis XIV, mais c'est au tournant des années 1720 que la France entame véritablement sa croissance commerciale internationale. On n'écrira pas ici l'histoire du commerce triangulaire ou de la Compagnie des Indes, mais il faut bien en rappeler les points essentiels car les imbrications avec la marine de guerre sont nombreuses. La Compagnie des Indes exerce au départ un monopole sur le commerce atlantique (vers les « isles » des Antilles) et l'océan Indien. Elle abandonne le monopole atlantique vers 1730 pour se recentrer sur le trafic avec les Indes orientales, axé sur des produits de luxe (cotonnades, porcelaine, thé…) qui sont très à la mode chez les élites urbaines. La compagnie n'est pas à proprement parler une affaire privée puisqu'elle est placée sous la férule du Contrôleur général des finances, mais ses actions sont très prisées. Une petite révolution, lorsque l'on sait que la compagnie fondée par Colbert avait rencontré l'indifférence ou la méfiance du public. Les plus gros actionnaires sont les membres de la noblesse de Cour (en premier lieu Louis XV, qui possède 11 835 actions), des plus petits nobles de robe ou d'épée, les banquiers parisiens et autres grands négociants, mais d'autres milieux sont représentés. Voltaire avoue dans sa correspondance posséder des actions de la Compagnie. Dortous de Mairan, membre de l'Académie française possède 17 actions, un journalier d'un petit hameau normand en a une vingtaine…
Si l'expression « toucher les dividendes de la paix » a un sens, alors il faut l'appliquer à cette période qui voit le public s'imprégner d'un début de capitalisme fondé sur le commerce maritime. La Compagnie française des Indes se hausse au niveau de la Compagnie britannique et atteint les deux tiers du volume des affaires de la Compagnie néerlandaise avec des bénéfices aussi importants. La Compagnie française reverse pour 41 millions de dividendes à ses actionnaires en 1731, 34 millions en 1740. Des chiffres fabuleux pour l'époque : c'est plus de trois fois le budget de la marine en 1739. On peut comprendre Maurepas lorsqu'il demande qu'une partie de ce bénéfice soit affecté à la construction de vaisseaux de guerre. Une demande rejetée, mais il faut noter que la Compagnie fait des dépenses militaires importantes puisqu'elle assure aussi la défense des intérêts français dans l'océan Indien. Pondichéry, fortifiée avec soin, est considérée par les Indiens comme une des meilleures places de la région. Quant aux navires de la Compagnie, par définition de fort tonnage, à l'armement important, aux équipages relativement nombreux, avec des officiers explorateurs, bons marins, cartographes souvent, rompus au combat naval et à ses sujétions, ils sont proches des navires de guerre. Sur les tableaux d'époque, ces navires, avec leurs solides bordées de canons, se confondent très facilement pour l'œil non averti, avec des vaisseaux de guerre.
Les directeurs de la compagnie en Inde ont aussi le droit au nom du roi de France de conclure des traités avec les princes indiens, de battre monnaie et de rendre la justice, ce qui ne peut s'appuyer que sur une force armée navale et terrestre. Une force que la Compagnie n'hésite pas à utiliser pour prendre — ou défendre — des parts de marché. En 1722, le gouverneur Le Noir obtient du Grand Mogol le droit d'installer un comptoir au débouché de la rivière Mahé pour profiter de la « côte du poivre ». Les Britanniques, mécontents, suscitent l'opposition de princes hindous qui attaquent le nouveau comptoir. Les troupes de la Compagnie, formées de soldats français et indiens équipés à l'européenne, les Cipayes, sont victorieuses en 1724 lors d'une première bataille. Des renforts débarqués par cinq vaisseaux venus de Pondichéry assurent une deuxième victoire. Ces combats consolident les positions de la Compagnie, ses activités commerciales et son prestige dans le sud de l'Inde. Le successeur de Le Noir, Dumas, a l'idée de mettre cette petite, mais redoutable troupe (quelques centaines d'hommes), au service des princes indiens pour étendre encore l'influence de la Compagnie. En 1739, il obtient d'un rajah la cession de Karikal et le Grand Mogol lui confère le titre de « nabab », transmissible à ses successeurs. Cette politique qui s'appuie sur une poignée d'hommes et de navires est reprise avec brio par le nouveau gouverneur, Dupleix (1741-1754), qui profite de l'effondrement de l'autorité du Grand Mogol. Sans s'en rendre compte, ni l'avoir cherché, le roi de France se trouve peu à peu en position de force en Inde alors que les affaires de l'East India Company ont plutôt tendance à stagner.
Lorient, siège de la Compagnie, bénéficie de la prospérité de celle-ci, mais elle n'est pas seule. Les autres grands ports atlantiques comme Nantes et Bordeaux voient leur trafic s'envoler grâce aux bénéfices du trafic triangulaire entre l'Europe, l'Afrique et les Antilles. L'essor de ces dernières est très spectaculaire (partie française de Saint-Domingue, Guadeloupe, Martinique, petites Antilles). Entre 1715 et 1740, on constate à la fois l'augmentation de la population blanche, du nombre d'esclaves, de la production de sucre et du commerce atlantique. À Saint-Domingue, la production de sucre brut, qui est de 7 560 quintaux en 1714, passe à 430 000 en 1742. En 1740, le commerce américain représente 50 % du commerce total de la France avec l'outre-mer, soit 140 millions de l.t. (livres tournois) pour un total estimé à 300 millions. Fait encore plus significatif, on note une croissance moyenne de 22 % l'an, soit une croissance totale de 650 % pour la même période alors que le commerce anglo-américain ne connaît qu'une expansion de 150 %, soit une croissance moyenne annuelle de « seulement » 6 %. Le commerce anglo-américain reste en valeur absolue le double du commerce français, mais la France, partie bonne dernière dans l'aventure coloniale et navale rattrape son retard à toute vitesse.
On peut terminer sur ce point en constatant que les sommes gigantesques dépensées par la Marine pour la construction de Louisbourg se révèlent un bon investissement commercial. La place, construite sur l'île de Cap-Breton pour compenser la perte de Port-Royal (Annapolis) doit servir à contrôler l'estuaire du Saint-Laurent et protéger l'accès au Canada en abritant une forte escadre. Celle-ci n'est pas présente vu la durée de la paix, mais le port se transforme en étape essentielle pour les navires se rendant à Québec. Ville fortifiée de 5 000 habitants avec une garnison de Troupes de la Marine (800 hommes), c'est le dernier port libre des glaces en toute saison et se trouve en fait à mi-distance entre la métropole et la Nouvelle-France, si celle-ci est évaluée en espace/temps et non en milles nautiques. En 1740, Louisbourg a un trafic commercial presque égal à celui du Canada : le port reçoit cinq cents navires par an et sert de base avancée aux pêcheurs de Terre-Neuve. Louisbourg apparaît donc comme une réussite qui est tout à l'honneur de la Marine et de l'autorité royale, même si le Canada reste le « petit dernier » de l'Empire en termes de richesse et de peuplement (mais devant la Louisiane cependant). L'exceptionnelle croissance maritime que connait la France n'est cependant pas apparente à l'opinion car le poids de l'économie agricole reste prédominant, mais elle frappe les observateurs étrangers comme le lointain roi de Prusse, qui note en 1746 que celle-ci est l'« objet de la jalousie des Anglais et des Néerlandais ». C'est un paradoxe de la période : la paix apporte une forte expansion au pays, laquelle se transforme en facteur de guerre avec l'hostilité croissante du Royaume-Uni. Il faut beaucoup de temps pour en prendre conscience et pousser à des petites hausses de crédit pour la marine de guerre.
Il convient aussi de replacer les questions navales dans le cadre européen de l'époque. Le XVIIIe siècle laisse la marine française seule face à la marine britannique après l'effacement de la marine néerlandaise. Cette dernière, qui avait mobilisé aux côtés de la Royal Navy des flottes de quatre-vingt ou cent vaisseaux contre les escadres de Louis XIV, ne cesse de décliner. Elle passe à cinquante-six vaisseaux, puis trente-trois en 1745, puis vingt-huit en 1760. Les Provinces-Unies, comme la France, ont voulu profiter de la paix pour limiter leurs dépenses. Cependant, la rétrogradation de cette flotte qui avait glorieusement écrit une large partie de l'histoire navale du siècle précédent ne manque pas d'étonner, même si elle est profitable à la France car les Provinces-Unies restent une alliée de la Grande-Bretagne. C'est d'ailleurs une des clés de ce déclin. Les Provinces-Unies ont accepté les prétentions britanniques au contrôle militaire des mers, et vivent désormais à l'ombre de leur ancienne rivale. L'Espagne, qui n'a pas oublié son passé, fait de son côté un grand effort de réarmement naval et entreprend de lutter avec détermination contre la contrebande britannique dans ses colonies américaines. Mais la flotte espagnole, peu manœuvrante et mal équipée, n'est guère en mesure d'inquiéter la Navy, laquelle lui a d'ailleurs infligé une lourde défaite en 1718 au cap Passaro. C'est donc bien la rivalité entre la France et le Royaume-Uni qui donne le ton de l'histoire navale au siècle des Lumières, les puissances d'hier (Provinces-Unies et Espagne) se positionnant, en fonction de leurs intérêts, pour l'un ou l'autre des deux protagonistes. Les petits pays maritimes (comme le Danemark, la Suède, le Portugal), optent quant à eux pour une prudente neutralité. En 1734, un auteur doué de prémonition publie un Mémoire sur les moyens de faire la guerre à l'Angleterre d'une manière qui soit avantageuse à la France, ou pour prévenir que le roi d'Angleterre ne nous la déclare. D'une façon ou d'une autre, pour cet auteur qui par prudence reste anonyme, la guerre entre la France et le Royaume-Uni est inévitable. À quoi peut bien servir en effet la gigantesque et coûteuse flotte de plus de cent vaisseaux (sans compter les frégates) qu'entretient le Royaume-Uni depuis les traités de paix de 1712-1713 ? Il lui faut un ennemi potentiel et ce dernier ne peut être que la France.

### La répartition du budget de la Marine
| Année                                                                                    | Millions de l.t | Année | Millions de l.t | Année | Millions de l.t |
| ---------------------------------------------------------------------------------------- | --------------- | ----- | --------------- | ----- | --------------- |
| 1715                                                                                     | 6               | 1727  | 8,8             | 1739  | 9,4             |
| 1716                                                                                     | 6,1             | 1728  | 8               | 1740  | 15,4            |
| 1717                                                                                     | 5,7             | 1729  | 7,7             | 1741  | 19,3            |
| 1718                                                                                     | 5,2             | 1730  | 7,9             | 1742  | 12,4            |
| 1719                                                                                     | 6               | 1731  | 8,3             | 1743  | 14,1            |
| 1720                                                                                     | 8,2             | 1732  | 8,5             | 1744  | 27,4            |
| 1721                                                                                     | 7,1             | 1733  | 10,4            | 1745  | 27,5            |
| 1722                                                                                     | 8               | 1734  | 11,5            | 1746  | 29,8            |
| 1723                                                                                     | 9,9             | 1735  | 12              | 1747  | 30,2            |
| 1724                                                                                     | 9,5             | 1736  | 6,6             | 1748  | 24,8            |
| 1725                                                                                     | 8,4             | 1737  | 8,4             | 1749  | 20              |
| 1726                                                                                     | 6,7             | 1738  | 9,4             | 1750  | 21,6            |
| En millions de livres tournois. Pour la Marine seule, dépenses coloniales non comprises. |                 |       |                 |       |                 |

Si on retire les dépenses coloniales (bases fortifiées, troupes de marine), le budget de la Marine entre 1715 et 1739 tourne globalement entre 5 et 12 millions (tableau ci-contre). Ces écarts qui varient du simple au double et s'expliquent par les petites vagues de construction des années 1720-1730 et par les périodes de tension internationale (guerre de Succession de Pologne, guerre de l'oreille de Jenkins).
Ce budget implique en moyenne 2 millions pour les soldes du personnel permanent, 1,6 million pour le corps des Galères (alors déjà très contesté dans son existence, mais disposant d'appuis solides), 1 million pour les phares, les fortifications côtières et portuaires, l'entretien des arsenaux et celui des milices et douanes côtières. Il reste donc pour la construction et l'entretien des navires, mais aussi l'armement (coûts liés au fait de rendre et maintenir opérationnel un bâtiment tenu en réserve), au maximum 3 à 4 millions, sachant que l'entretien et la construction (postes relativement fixes parce que planifiés là où l'armement est purement fonction des besoins) coutent en permanence autour de 2,5 millions.
Les performances d'un navire en bois changent beaucoup au cours de sa vie. Cette durée de vie étant en moyenne de 12 ans au minimum jusqu'à 20 ans pour les mieux construits, avec une possibilité d'extension via la reconstruction qui peut rajouter une dizaine d'années. Le résultat est qu'une flotte opérationnelle a ainsi un ensemble de coques aux performances très hétéroclites.
La reconstruction ne concerne que les meilleurs navires, et les performances ne sont pas forcément conservées, notamment dans la pratique du tir par bordées qui est de toute façon impossible après une dizaine d'années de service, les structures se fatiguant vite sous cette contrainte extrêmement brutale. Mais la reconstruction est une nécessité étant donné qu'elle coûte 20 à 30 % de moins qu'une construction neuve.
Les coûts impliquant la construction, l'équipement et l'armement d'un bâtiment de 1er rang (plus de 100 canons, 3 ponts) coûte en moyenne 1 million de livres. Un 2e rang (74 à 92 canons) coûte en moyenne autour de 750 000 livres. Un 3e rang (autour de 64 canons) coûte autour de 540 000 livres, et un 4e rang autour de 430 000 livres. Tous les navires coûtent, durant leur vie opérationnelle « première » de 10 à 20 ans (hors reconstruction), presque 150 % de leur coût de construction pour leur entretien (essentiellement les trois grands radoubs qu'ils subiront en moyenne).

### Les campagnes navales des années 1720-1730

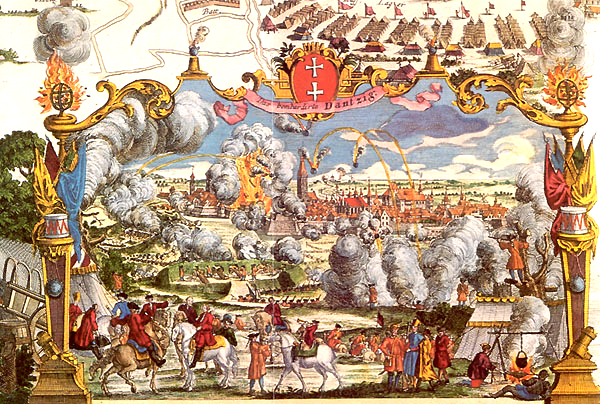
Le siège de Dantzig en 1734. La ville assiégée par les Russes ne reçoit que des renforts symboliques par la mer car le gouvernement français limite son effort naval afin de tenir le Royaume-Uni hors de la guerre de Succession de Pologne.

Elles sont limitées à quelques engagements contre les Barbaresques et à quelques démonstrations dans la Baltique, à cause de la longue période de paix que connait l'Europe après 1713 et en raison de la prudence du gouvernement français lorsque se déclenche un nouveau conflit d'envergure en 1733.
Profitant de la léthargie de l’escadre de Toulon, les corsaires musulmans de Tunis, de Tripoli et d’Alger font leur réapparition sur les côtes provençales, reprenant leurs traditionnels pillages et rançonnages. En 1727, Versailles se décide à réagir en combinant l’action de six vaisseaux de Brest envoyés faire leur jonction avec cinq de Toulon. Sans grand effet : un navire de 38 canons est capturé aux îles d'Hyères, mais finalement restitué au bey de Tunis avant de faire une stérile démonstration devant Alger. En juillet 1728, une petite force partie de Toulon (deux vaisseaux, quatre frégates, une flûte, trois galiotes à bombes et deux galères) force le bey de Tunis à verser une indemnité de 100 000 livres puis s’en va bombarder pendant six jours Tripoli qui a refusé tout arrangement. En 1731, nouvelle croisière, menée cette fois par Duguay-Trouin avec quatre vaisseaux. L’entreprise tourne cependant à la promenade militaire, toutes les villes se soumettant ou lui faisant bon accueil dès que parait son pavillon. L’escadre visite encore les Échelles du Levant, Chypre et Rhodes avant de rentrer à Toulon le 1er novembre. En 1734, une escadre de neuf vaisseaux est envoyée sur Alger, mais sans rien entreprendre contre le port. En 1737, sous le commandement du marquis d’Antin, deux vaisseaux et trois frégates envoyés contre Salé, sur la côte du Maroc, obtiennent la libération de sept cent cinquante et un captifs chrétiens. En juillet 1742, avec deux brigantins et onze coralines génoises, on tente de s’emparer de l’île de Tabarca, dont l’intérêt militaire parait évident pour contrôler la côte tunisienne. L’échec est complet (et sanglant).
La guerre de Succession de Pologne (1733-1738) est fondamentalement continentale, mais force le gouvernement français à activer l’escadre de Brest, même si le cardinal de Fleury en limite strictement les mouvements pour ne pas inquiéter le Royaume-Uni qui est restée neutre. En 1733, une petite force de neuf vaisseaux et cinq frégates porteuse de 1 500 hommes de troupe est concentrée dans la Baltique pour appuyer le nouveau roi de Pologne qui vient d’être élu avec le soutien de la France contre le candidat des Russes et les Autrichiens. Elle reste cependant mouillée à Copenhague, puis est rappelée à la fin de l’année, alors que le nouveau souverain, Stanislas Ier, doit quitter sa capitale sous la pression de l’armée russe et se réfugier dans la forteresse portuaire de Dantzig. Assiégé par des forces considérables, il attend l’aide de Louis XV — qui ne peut venir que par la mer — pour sauver sa couronne. En avril 1734, Duguay-Trouin reçoit le commandement d’une escadre de quinze vaisseaux censée partir pour la Baltique, mais elle est désarmée en novembre. Fleury limite l’aide à quelques bâtiments embarquant un renfort de 2 000 hommes, (et qui n’emportent que sept cartouches chacun…) La petite troupe, arrivée en mai 1734, se rembarque immédiatement au vu d’une position devenue intenable alors qu’au même moment Versailles engage des dizaines de milliers d’hommes sur le Rhin et en Italie du nord contre l’Autriche, choisie comme cible principale. En 1735 on parle d’armer vingt vaisseaux. Mais avec la chute de Dantzig l'année précédente (juin 1734), la fuite de Stanislas et la signature des préliminaires de la paix de Vienne, l’escadre est à nouveau neutralisée. Les Français ont tout de même capturé une frégate russe de 36 canons, le Mittau dont l’équipage va servir à un échange de prisonniers. Malgré l’échec en Pologne, la guerre est victorieuse pour la France. La flotte n’y a joué qu’un rôle tout à fait secondaire, sa mission se limitant à apporter un soutien symbolique à un roi de Pologne qui n’avait de toute façon pas les moyens de se maintenir sur son trône. Un trône pour lequel le gouvernement du cardinal de Fleury avait refusé dès le début d’envisager une guerre lointaine nécessitant une forte mobilisation navale, laquelle aurait tôt ou tard provoqué l’entrée en guerre du Royaume-Uni aux côtés des Russes et des Autrichiens.

### Face à laRoyal Navy: deux guerres éprouvantes

#### La guerre de Succession d'Autriche: presque une victoire (1740-1748)

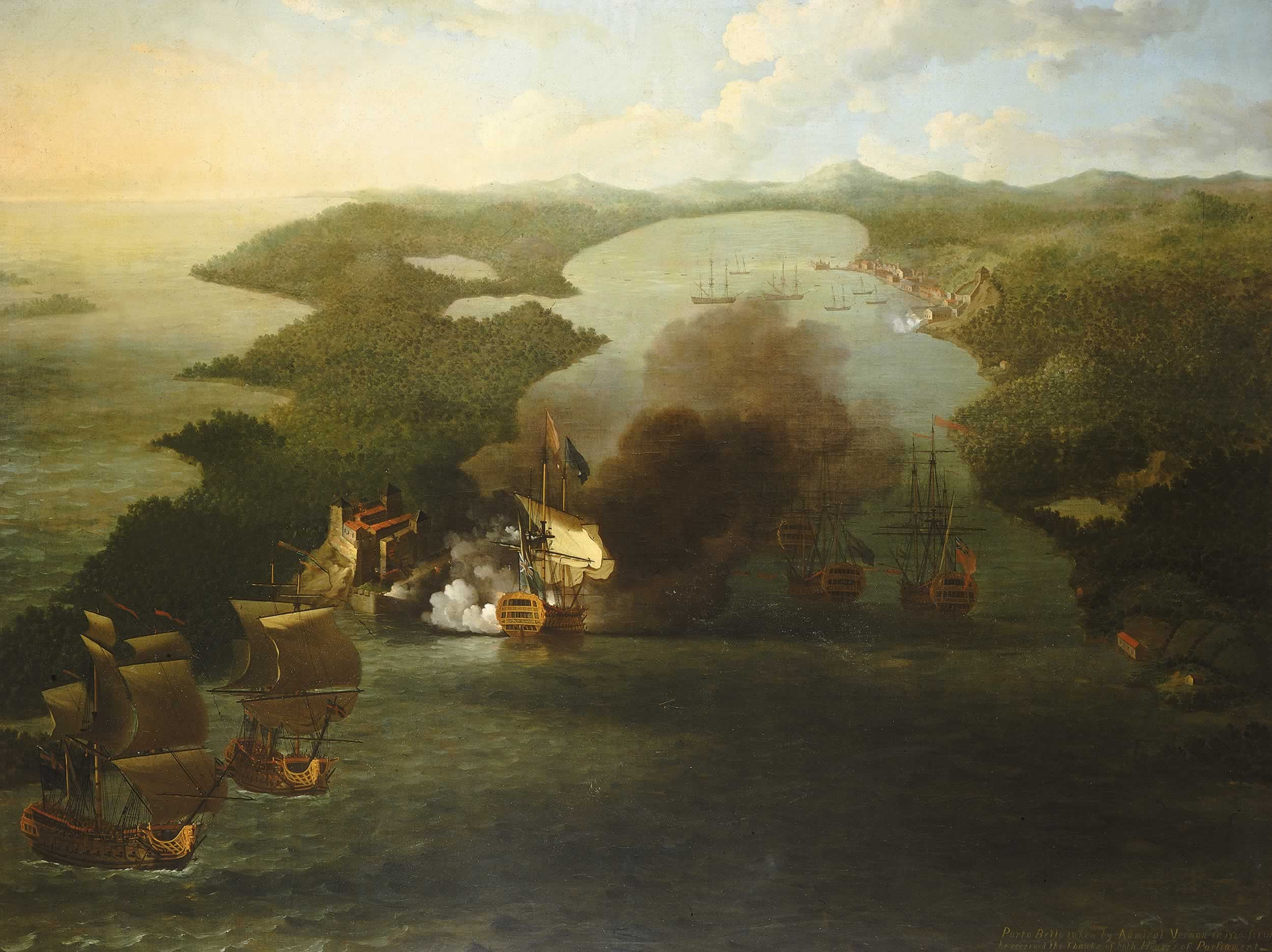
L'attaque de Porto Bello, en 1739, au début de la guerre de l'oreille de Jenkins. Ce conflit anglo-espagnol est perçu comme une menace sur les intérêts français. Il provoque le retour des grands armements navals français.

##### Démonstrations de force et canonnades en pleine paix
La guerre qui reprend en 1744 (guerre de Succession d'Autriche) met fin à ce que certains historiens ont appelé la « première Entente Cordiale » (1715-1744). Malgré l'infériorité de ses effectifs, la Marine royale n'est cependant pas engagée sans préparation. Les hostilités ont en fait commencé en 1739 avec la guerre dite de l'« Oreille de Jenkins », entre l'Espagne et le Royaume-Uni, cette dernière s'en prenant à l'Empire espagnol que Madrid cherche à fermer à la contrebande. À Versailles, on s'inquiète des prétentions de Londres à faire ouvrir par la force les frontières aux produits britanniques, et on perçoit très clairement la menace sur le commerce français. Fleury double le budget de la marine qui passe de 9,4 millions de livres tournois en 1739, à 15,4 millions en 1740, puis 19,3 millions en 1741. Cet effort active les constructions et il est poursuivi par le jeune roi après la mort de son premier ministre en 1743. On lancera en moyenne huit navires chaque année pendant le conflit, ce qui est modeste par rapport à ce dont dispose la Royal Navy, mais constitue tout de même une rupture par rapport aux lancements au compte-goutte des années précédentes. L'examen attentif des mises en chantier montre qu'il s'agit de frégates dans 46 % des cas, de vaisseaux moyens (64 canons) pour 31 % et des vaisseaux de force (74 et 80 canons) dans 23 % des cas seulement. Des choix dictés par des crédits qui même en forte hausse restent on ne peut plus « justes », mais aussi par la prise de conscience de l'extension du conflit à l'échelle mondiale. Les frégates remplissent plus souplement les missions d'informations et de surveillance alors que les vaisseaux plus puissants doivent pour l'essentiel protéger les convois. La flotte dispose en 1744 de cinquante-et-un vaisseaux et vingt-sept frégates pour faire face aux cent-vingt vaisseaux britanniques. La stratégie définie par Maurepas est claire : escorte des convois marchands, transports de troupes, maintien de l'ouverture des lignes maritimes en évitant tout engagement direct avec l'ennemi dont la supériorité est écrasante.
On décide en 1740 de monter une importante démonstration de force aux Antilles en y envoyant vingt-six vaisseaux et frégates sous les ordres du marquis d'Antin. Il s'agit du plus grand armement organisé depuis le règne de Louis XIV. Cette escadre, formée par le rassemblement de deux divisions parties de Brest et Toulon, fait sa jonction en décembre aux Antilles et mouille à la Martinique puis Saint-Domingue. L'opération réussit car sa présence suffit à protéger les vaisseaux et les colonies espagnoles face à Vernon qui doit diviser ses forces. L'épidémie de fièvre jaune qui décime l'escadre oblige d'Antin à rentrer en avril 1741, mais côté britannique la peste fait aussi des ravages dans les 25 000 marins et soldats engagés dans les opérations. Les deux flottes souffrent de l'absence de véritable base dans la région. Cette première campagne navale permet de constater l'attitude de plus en plus hostile de la Royal Navy. Alors que les deux pays sont officiellement en paix, une corvette française, la Fée, est saisie entre Saint-Domingue et la Martinique. Les Britanniques s'en prennent aussi à des navires français en faisant mine de croire qu'ils ont été confondus avec des unités espagnoles. C'est ainsi qu'en janvier 1741 la division de quatre vaisseaux (214 canons) commandée par d'Espinay de Boisguérould et se rendant aux Cayes, essuie le feu de six vaisseaux britanniques (390 canons) en croisant au large du cap Tiburon (à l'ouest de Saint-Domingue). Une autre connait la même mésaventure au large de Gibraltar, sous le cap Spartel, en rentrant des Antilles. Les trois bâtiments qui marchent vers Toulon sous les ordres du chevalier de Caylus sont attaqués dans la nuit du 5 août par quatre vaisseaux britanniques et une frégate naviguant sous pavillon néerlandais. Le combat dure trois heures et se termine par des excuses britannique.
En 1742, la situation se tend encore, avec l’entrée dans Toulon d’une escadre espagnole qui s'y réfugie après avoir transporté des troupes en Italie avec l’aide des vaisseaux français (février). Une escadre britannique vient immédiatement bloquer le port et n’hésite pas à s’en prendre aux navires de commerce qui passent dans les environs. En juin 1742, la Navy brûle cinq galères espagnoles venues se mettre à l’abri à Saint-Tropez, puis menace, en décembre, d’incendier la ville. Les forces britanniques mouillent à leur aise aux îles d’Hyères et établissent un véritable campement à Port-Cros. Elles y font reposer les malades et les blessés, reçoivent le ravitaillement qui arrive de Minorque, carènent les navires, et y pratiquent des exercices de tir. En avril et juin 1743, les batteries du cap Cépet tirent quelques coups de canons sur deux bâtiments britanniques qui poursuivent plusieurs français. L’affaire se termine par des explications et excuses réciproques, alors que la situation est de plus en plus humiliante pour les Français qui subissent à Toulon un blocus impitoyable alors que la ligne officielle des deux gouvernements reste la paix.

##### La guerre ouverte: une Marine royale sans complexe face à laRoyal Navy

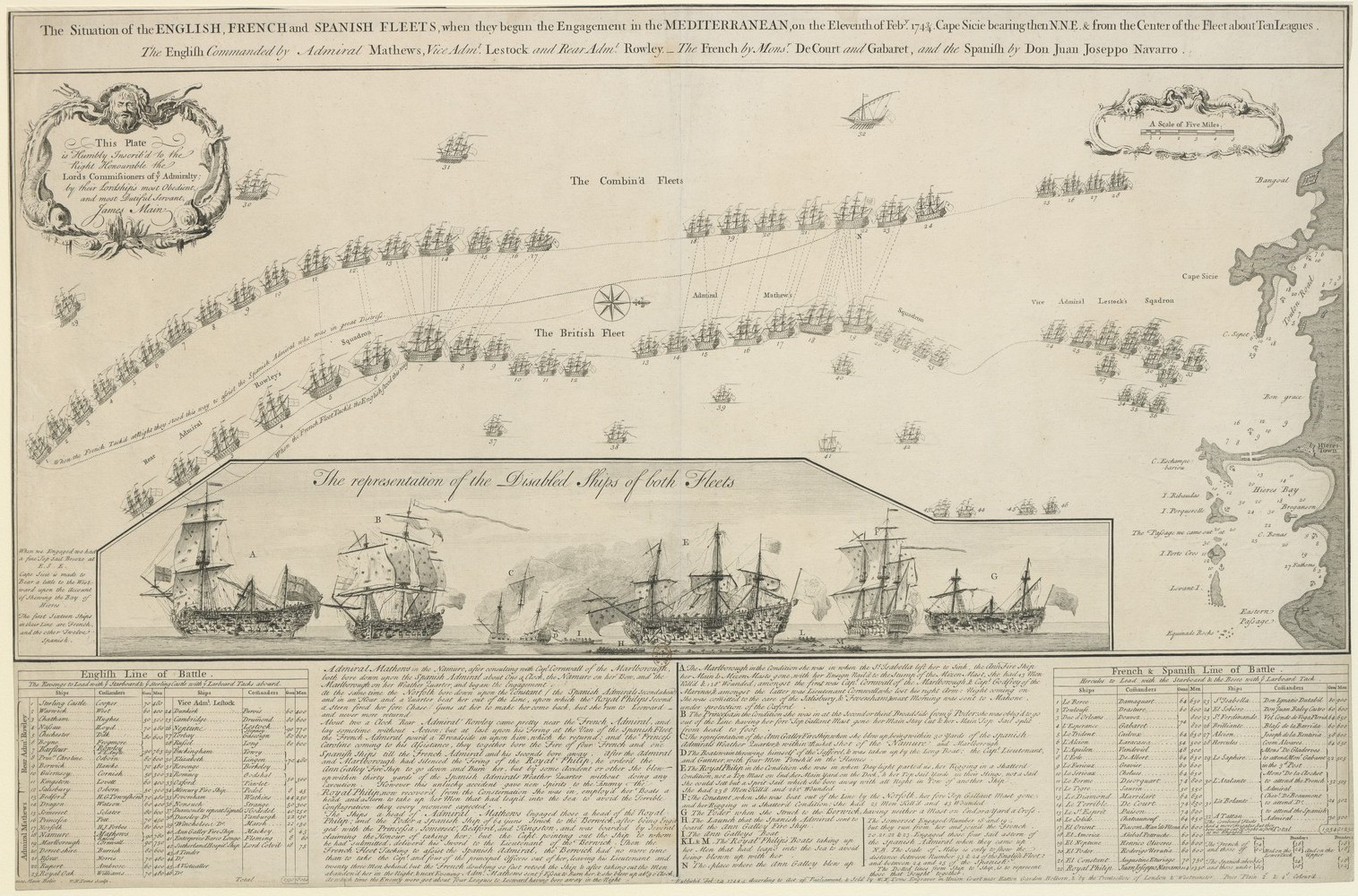
Le combat du cap Sicié en 1744 libère Toulon du blocus britannique et ouvre les hostilités navales entre le France et le Royaume-Uni.

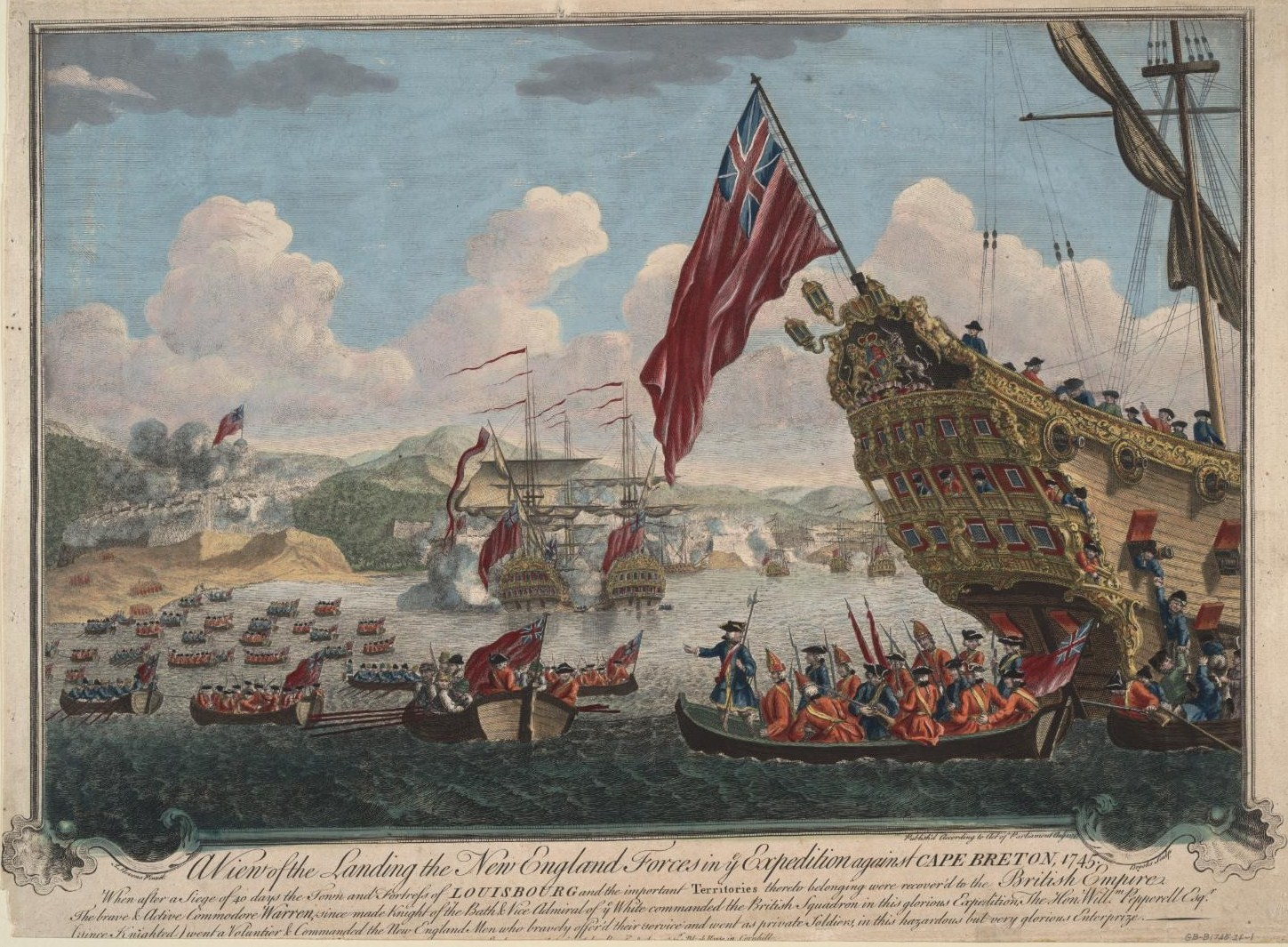
La chute de Louisbourg en 1745 menace gravement le Canada français. L'expédition d'Anville ne parvient pas à reconquérir la place, mais le Royaume-Uni n'exploite pas sa victoire et le Canada reste inviolé.

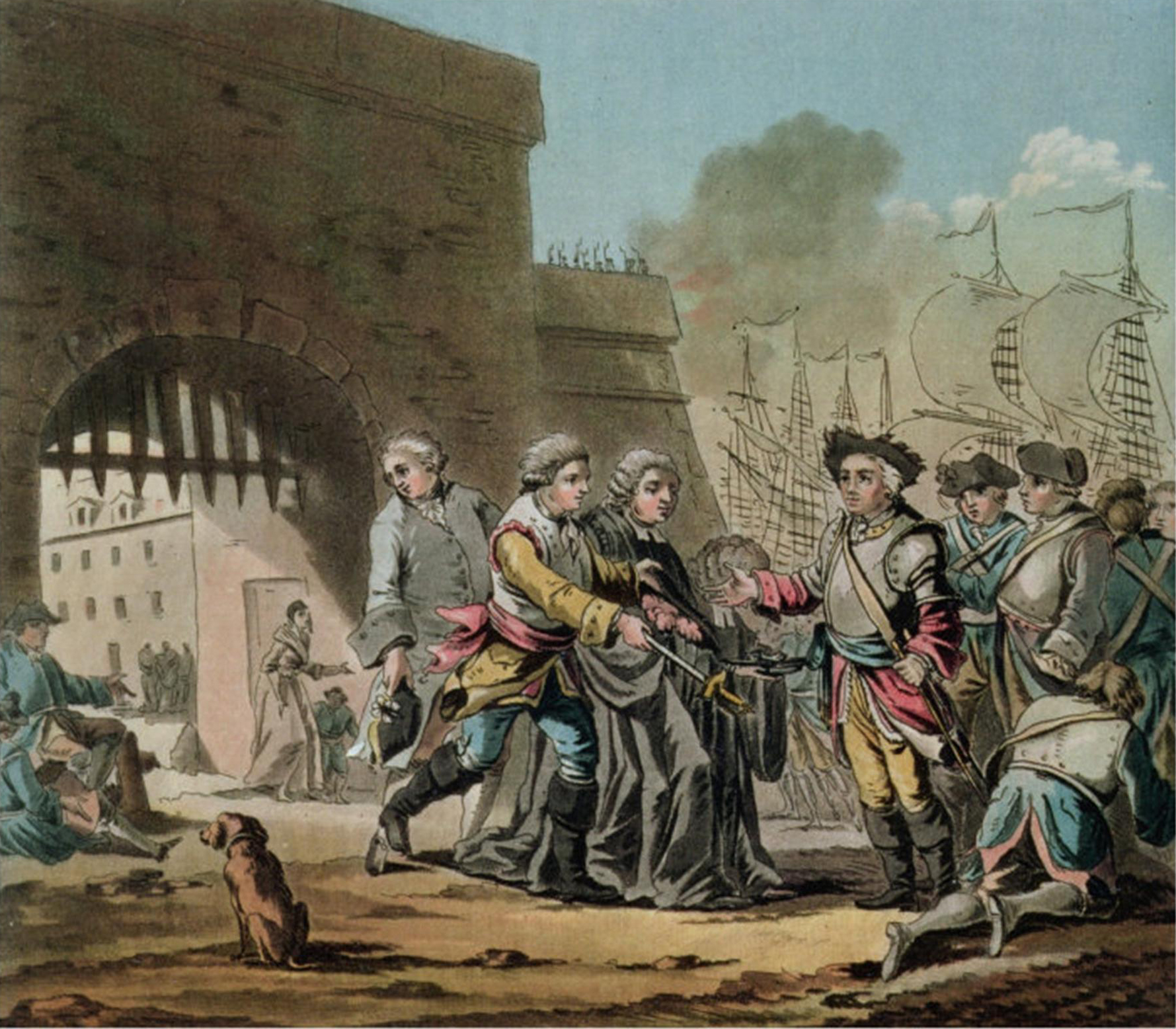
Les Français sont victorieux aux Indes en repoussant la flotte britannique et en s'emparant de Madras en 1746 (ci-dessus). Ce succès compense la chute de Louisbourg.

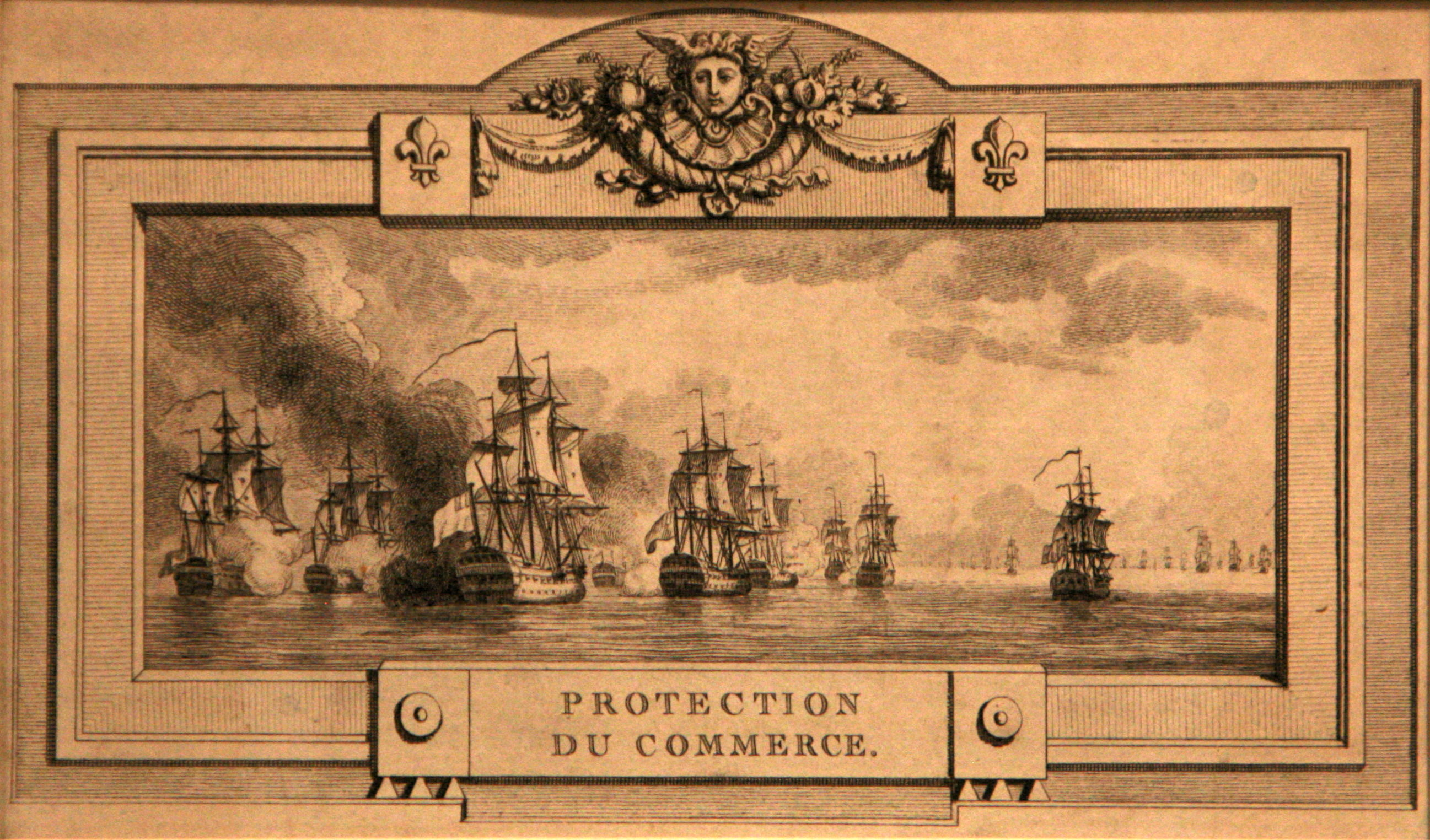
Protection du commerce. C'est une des missions essentielles de la Marine pendant la guerre de Succession d'Autriche.

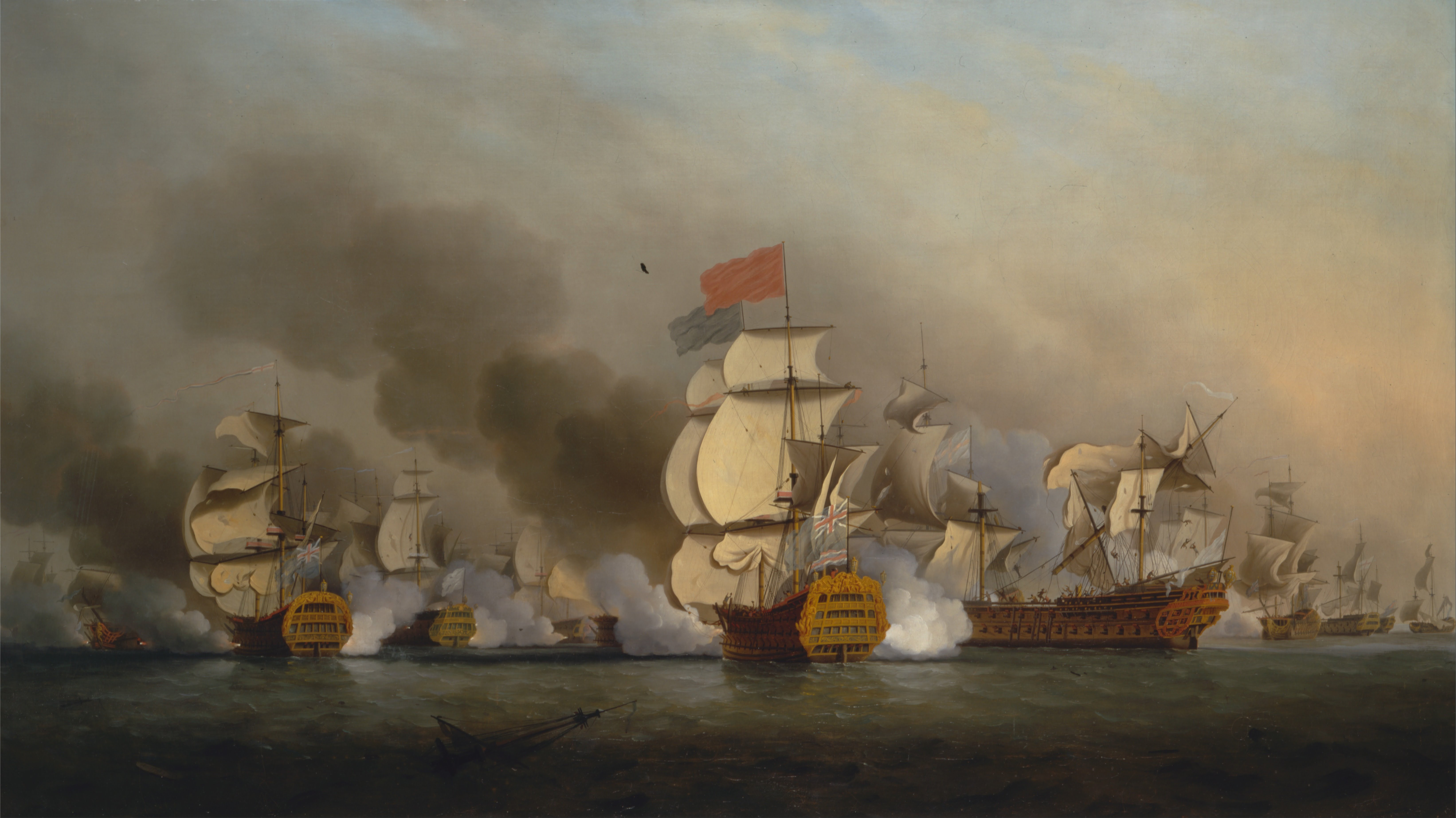
Les grandes batailles navales sont rares pendant la guerre de Succession d'Autriche. La Royal Navy a cependant beaucoup de mal à venir à bout des vaisseaux français, comme au cap Ortegal en mai 1747.

La rupture officielle n’intervient qu'en 1744, mais la flotte est sur le pied de guerre depuis longtemps. À Brest, on ressort des cartons les projets d’invasion de la Grande-Bretagne et on y consacre d’importants moyens. Une escadre de dix-neuf vaisseaux quitte le Ponant en février pour protéger le débarquement du prétendant Stuart accompagnée d'une forte armée, mais rebrousse chemin devant Calais à cause du mauvais temps, d’une force britannique très supérieure (vingt-cinq vaisseaux) et de la mort de son chef. Maurepas cherche à faire le blocus de Gibraltar mais en vain. La surprise vient de Toulon avec le combat du cap Sicié qui met fin à vingt-deux mois de blocus britannique et libère l'escadre espagnole. C'est une classique bataille en ligne de file qui oppose les vingt-huit vaisseaux franco-espagnols de Court La Bruyère et Navarro aux trente-trois voiles et neuf frégates de Matthews (22 février). La canonnade, longtemps indécise, tourne finalement à l'avantage des deux alliés qui repoussent l'attaque britannique. Cette victoire aujourd'hui oubliée eut à l'époque un retentissement considérable : elle laisse trois vaisseaux britannique hors de combat (dont le navire amiral) et expédie en cour martiale deux amiraux et onze commandants de la Navy.
Maurepas voit dans ce combat la réussite de sa conception des vaisseaux et en profite pour demander une forte hausse des dépenses pour la marine afin de protéger les îles françaises et le commerce colonial. Sa lettre mérite d’être reproduite : « J’ai trop souvent entendu dire par des ministres étranger que notre marine était trop négligée, qu’il vaudrait mieux que le roi eût 50 000 hommes de moins et cinquante vaisseaux de plus, qu’on ne pourrait imaginer l’effet que cette augmentation de vaisseaux produirait sur les cours étrangères, que se serait le moyen le plus sûr de se faire craindre et respecter, de se procurer des alliés et de prévenir les guerres que l’agrandissement de notre commerce et la faiblesse de nos forces navales nous occasionne ». Mais Louis XV ne se laisse pas convaincre et n'accorde qu'une partie des crédits.
Ce manque relatif de moyens n'empêche pas Versailles de monter une nouvelle tentative de débarquement en Angleterre. Un corps expéditionnaire est rassemblé dans le nord. Il doit embarquer sous les ordres du duc de Richelieu pour aller soutenir le prétendant Charles Edouard Stuart qui a réussi à débarquer en Écosse en 1745. Mais la Royal Navy bloque la côte, et parfois réussit à couler ou incendier les navires de débarquement, rassemblés essentiellement à Boulogne, puis à Dunkerque et Calais. En mars 1746, tous les navires regagnent leur port d'attache. « Une malédiction semble peser sur toutes les tentatives de débarquement en Angleterre », note André Zysberg. La Royal Navy, malgré tout impressionnée par cette entreprise qui suit celle de 1744, décide de monter un raid de représailles sur Lorient, le grand port de la Compagnie des Indes. C'est cependant un échec. Les 8 000 soldats britanniques débarqués sur la plage du Pouldu en septembre 1746 rembarquent peu après sans avoir rien tenté alors que la côte française est presque sans défense. Lestock, qui commande le corps britannique a été surpris de la facilité de l'entreprise, et craignant de tomber dans un piège, a préféré plier bagage alors que Lorient n'avait que de maigres fortifications gardées par 1 400 hommes. Le chef britannique doit se contenter de canonner Quiberon, ne peut obtenir la capitulation de Belle-Île, fait une double descente aux îles Houat et Hoëdic, puis remet finalement à la voile pour le Royaume-Uni.
En Amérique du Nord, tous les regards étaient tournés vers Louisbourg, apparue dès le début de sa construction comme un « pistolet braqué sur le cœur de la Nouvelle-Angleterre ». Une virulente propagande anti-française s'était développée dans les colonies britanniques et prenait des allures de croisade protestante contre les « papistes » (catholiques) canadiens. Le déclenchement officiel des hostilités pousse les Anglo-Américains à monter une expédition pour attaquer la place. Les forces qui se rassemblent à Boston en mars 1745 (4 000 hommes de troupes et des milices) sont bénies par les pasteurs avant de monter sur les vaisseaux. L’opération est un succès : cette armée débarque sans encombre et réussit à faire capituler la forteresse, mal défendue par une garnison en révolte, en 49 jours (19 juin 1745). Cette défaite permet la capture de nombreux vaisseaux marchands et ouvre les portes de la Nouvelle-France à l’invasion. La réaction de Maurepas, cependant, est déterminée : il monte l’année suivante une expédition de reconquête avec cinquante-cinq à soixante bâtiments de charge portant 3 500 hommes de troupe escortés par dix vaisseaux, trois frégates et trois navires à bombarde. Cette affaire nous montre une Marine royale sans complexe, puisqu’on prévoit même de détruire Boston en représailles… Mais à Brest, où l’on n'a pas vu de tels armements depuis des décennies, on peine à rassembler les moyens requis. L’expédition, confiée au duc d’Anville, part tard dans la saison, traverse lentement l’Atlantique à cause de vents contraires aux Acores et n’arrive devant Louisbourg qu’à l’automne 1746. Elle est bousculée par les tempêtes, puis ravagée par les épidémies et doit rentrer sans avoir combattu. Cet échec total ne remet pas en cause la combativité des équipages, mais illustre les limites logistiques et sanitaires de l’époque quant à la conservation des aliments frais et à la lutte contre les maladies contagieuses, problème auquel est aussi confronté la Royal Navy. L’échec sur Louisbourg n’est cependant pas catastrophique car les Anglo-Américains se montrent incapables d’exploiter leur succès. Le Canada français restera inviolé jusqu’à la fin de la guerre malgré l’inertie de son gouverneur.
Aux Indes, la situation tourne à l'avantage des Français, avec la prise en 1746 de Madras, le « Londres indien ». L'opération est orchestrée avec brio sur terre par Dupleix et sur mer par La Bourdonnais avec une poignée d'hommes et de navires. Ce dernier réussit à armer une petite escadre de fortune de neuf bâtiments dont un seul, l'Achille (70 canons), est un véritable vaisseau de guerre, les autres étant des bâtiments de la Compagnie des Indes armés en flûte. Il livre une difficile bataille devant Négapatam aux six vaisseaux de guerre du Britannique Peyton (juillet 1746) et le met en fuite. Cette victoire donne aux Français le golfe du Bengale, assure la protection de Pondichéry, puis le blocus et la prise de Madras, faiblement défendue par une maigre garnison équipée d'une artillerie obsolète. C'est un coup très dur pour le commerce britannique en Inde. Dupleix écrase avec 1 000 hommes (300 européens et 600 cipayes) les 10 000 indiens arrivés en renfort à la solde des Britanniques. La victoire est en partie gâchée par la violente dispute qui oppose Dupleix à La Bourdonnais au sujet du sort de Madras, le premier voulant conserver la ville ou la détruire, le second voulant la rendre contre rançon. La Bourdonnais, exaspéré, rentre avec ses vaisseaux sur l'Isle de France alors que Dupleix rase la ville. Pour venger cette offense, l'amirauté britannique dépêche une flotte avec 6 000 soldats, alors que Dupleix n'a plus de soutien naval. En vain. Pondichéry est copieusement bombardée, mais Dupleix repousse les assiégeants (1748), et Madras reste entre les mains des Français. Le conflit ébranle les comptes de la Compagnie, mais son prestige en Inde en sort relevé et place celle-ci en position très favorable pour l'après-guerre.
Dans les Antilles, les Britanniques s’emparent des îles de Saint-Vincent, Sainte-Lucie et Tobago. Mais ce sont des coups d'épingle car les colonies les plus prospères comme la Guadeloupe, la Martinique et Saint-Domingue restent épargnées. La France n'entreprend rien contre les îles britanniques alors qu'une attaque sur la Jamaïque était sans doute possible en se joignant aux forces espagnoles. En fait, aucun des belligérants ne souhaite entreprendre une guerre acharnée aux Antilles à cause des épidémies tropicales qui déciment souvent les escadres (voir plus haut). À cela s'ajoute la pression des colons, ces derniers redoutant de voir les opérations militaires gêner leurs fructueuses activités (légales ou de contrebande). La région n’est cependant pas exempte d’engagements militaires. Bien que mineurs, ils sont loin d’être défavorables à la marine royale. En juillet 1746, entre deux missions d’escorte, Conflans, avec quatre bâtiments, disperse au large de Saint-Domingue une escadre britannique forte de cinq vaisseaux, une frégate et dix corsaires. Guichen et Du Chaffault, alors jeunes officiers, livrent de nombreux combats aux corsaires britannique qui pullulent entre Saint-Domingue, Cuba et la Jamaïque. En 1747, ils tiennent en échec une division britannique de cinq vaisseaux (dont un trois-ponts de 110 canons).
L'exploit le plus important est resté longtemps anonyme, du fait de sa réussite sans combats majeurs ni pertes importantes jusqu'en 1747. Il s'agit de l'escorte des convois marchands mise en place pour résister au blocus britannique. Le ministre éprouve le besoin de s'en expliquer en 1745 dans un long mémoire : « Le commerce fait la plus grande richesse et conséquemment la puissance des États… Les forces maritimes sont absolument nécessaires pour le soutien du commerce et la défense d'un État bordé par la mer ». Une stratégie qui n'est pas nouvelle, puisqu'on y avait déjà eu recours lors du conflit précédent, mais menée avec une réelle efficacité compte tenu de la supériorité britannique : « Contrairement à ce qui a souvent été écrit, les meilleurs officiers de la Marine sont affectés à ces escortes dont ils se sont parfaitement acquittés, et les chambres de commerce des ports leurs adressent des félicitations », note Patrick Villiers.
Sur les quarante-quatre vaisseaux disponibles en mai 1744, Maurepas en déploie vingt-et-un, soit presque la moitié, sous forme de petites escadres dans l’Atlantique ou aux Antilles pour protéger le commerce colonial. Dans un premier temps, la tactique choisie est celle de la route patrouillée. Les escadres croisent à l’arrivée des routes adoptées par les marchands qui arrivent des Antilles ou du Canada. Dans l’autre sens, les marchands sont escortés du départ des ports français jusqu’à 10 lieues à l’ouest du cap Ortegal. Cette tactique a aussi pour but de s’en prendre au commerce ennemi car les chefs d’escadre ont pour ordre d’attaquer les marchands britannique qui empruntent les mêmes routes. Lors d'une de ces patrouilles, un vaisseau britannique imprudent est capturé au large du Portugal. Cette prise militaire ne peut compenser les maigres résultats des routes patrouillées : des dizaines de navires marchands sont pris dans les Antilles par les corsaires et les vaisseaux britannique de mars 1744 à avril 1745. Les chambres de commerce réclamant une protection plus efficace, le ministère publie dans un deuxième temps une ordonnance qui rend obligatoire les convois escortés de bout en bout sous peine de 500 livres d’amende (14 mai 1745). En échange cette protection, une taxe de 5 % sur les marchandises est demandée à l’aller et de 12 % sur les retours, taxe finalement ramenée à 8 %.
En 1745, trois convois partent pour les Antilles (dont un de cent-vingt-trois voiles en septembre) et deux en reviennent. Sur place, Létenduère tient en respect les flottes de Towsend et de Davers alors que MacNemara repousse les vaisseaux du commodore Lee. Duguay a plus de mal : alors qu’il n’a que deux bâtiments pour escorter quarante-trois navires marchands, il est attaqué au large de la Martinique par les huit vaisseaux et trois frégates de Towsend. Duguay réussit malgré tout à sauver vingt-sept marchands, soit les deux-tiers du convoi. Les huit vaisseaux de Piosin protègent l’arrivée à Cadix d’un convoi franco-espagnol de 10 millions de piastres. En 1746, deux départs seulement, mais Conflans et Dubois de La Motte escortent sans perte deux-cent-cinquante et quatre-vingt navires. Le premier convoi, très richement chargé, embarquait 6 000 hommes protégé par quatre vaisseaux seulement (juin). Dubois de La Motte doit livrer bataille entre la Martinique et Saint-Domingue contre le commodore Digby Dent pour protéger les quatre-vingt voiles du deuxième convoi, mais repousse l'attaque (décembre). Peu avant, Conflans était reparti sur la France avec cinq vaisseaux et un convoi de quatre-vingt-dix voiles (septembre). Au large de Terre-Neuve, il croise un gros convoi britannique de soixante-dix transports accompagné de deux vaisseaux de ligne (29 octobre). Conflans en profite pour prendre une revanche sur l’interception de Duguay l’année précédente : il capture vingt navires de commerce et l’un des deux escorteurs (un navire de 50 canons), puis touche Brest sans encombre le 6 novembre. De son côté, La Galissonnière, parti patrouiller jusque sur les côtes du Brésil, ramène six précieux bâtiments de la Compagnie des Indes. Duguay, qui prend le chemin du retour en 1746, réussit par ses manœuvres à déjouer la surveillance britannique et à protéger les cinquante navires sortis de la Martinique. En janvier 1747, Dubois de La Motte appareille avec les soixante-quatre voiles du convoi des Antilles estimé à 40 millions de l.t, soit deux fois le budget de la Marine. Au départ, il repousse près de la Martinique une nouvelle tentative d’interception de Digby Dent. À l’arrivée, il tombe dans l’escadre du commodore Fox qui surveille les côtes françaises avec neuf vaisseaux. Malgré son infériorité (trois bâtiments de guerre), il glisse entre les doigts des Britanniques et fait entrer son convoi dans Brest sans pertes. Le succès des convois escortés est clôturé en 1747 par Guichen, qui réussit seul à protéger six marchands richement chargés en route pour la métropole.
L'historien Étienne Taillemite, qui a étudié cette politique des convois, parle de « bataille de l'Atlantique au XVIIIe siècle ». André Zysberg, qui reprend l'argumentation, ne parle pas de victoire française mais estime tout de même que le Royaume-Uni n’a pas gagné cette bataille. Patrick Villiers conclut à une « réussite relative de la politique des convois » car le commerce colonial, sauvé par la marine de guerre, subit malgré tout une contraction. Contraction qu'il est par ailleurs difficile de mesurer réellement aux départs des Antilles car nombre de planteurs ont recours au pavillon neutre néerlandais pour continuer à inonder le marché d'Europe du Nord en sucre français, au grand dam des Britanniques. Malgré l’incertitude des statistiques, le commerce colonial français se serait maintenu à 60 % du trafic du temps de paix.

##### La part des corsaires

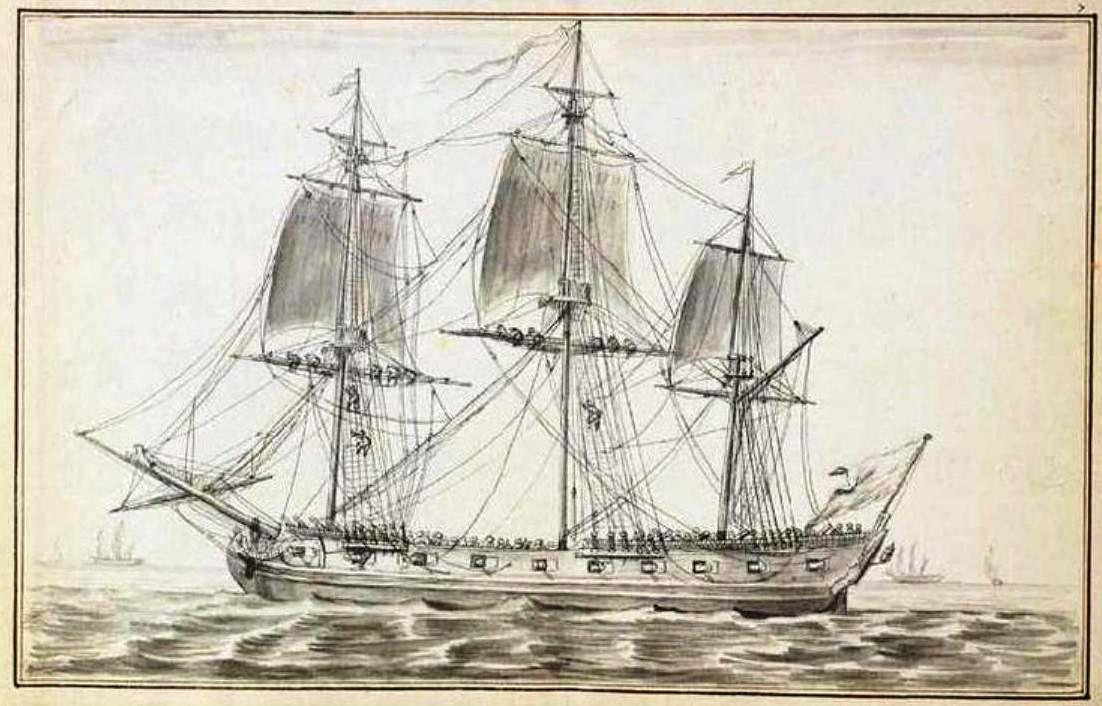
Une frégate corsaire de Dieppe en 1745. La Course est très active lors du conflit chez tous les protagonistes.

La guerre de course fait rage comme lors des conflits précédents. Elle a été souvent négligée par les historiens qui n’y voient qu’une riposte du faible (sous-entendu la France) au fort (sous-entendu le Royaume-Uni) pour tenter d’avoir une politique navale à peu de frais lorsque l’on n’est pas capable de financer de grandes escadres, les seules à même de contrôler les mers. Bien à tort. Ce ne sont pas les corsaires qui décident du sort d'une guerre navale, mais la course en fait partie intégrante et son impact économique et stratégique ne saurait être négligé. Cette activité prédatrice est financée par des marchands et des gens d'affaires, voire des grands seigneurs de la Cour, qui participent aux armements corsaires en espérant un fructueux bénéfice. Les armateurs et l'encadrement des équipages viennent du transport maritime en temps de paix. Les statistiques globales de la course française ont disparu pour 1744-1748, mais les études menées par Patrick Villiers font apparaître à peu près quatre cents armements corsaires. En Métropole, on retrouve en tête les villes qui arment traditionnellement à la course comme Dunkerque, Calais, Boulogne, Cherbourg, Saint-Malo, mais on voit émerger aussi Bayonne. La Manche et la mer du Nord étant sous domination de la Royal Navy, les ports corsaires y arment de petits navires rapides afin d’échapper aux frégates britanniques. Situation qu’on ne retrouve pas dans l’Atlantique et qui explique l’essor de Bayonne qui arme comme Saint-Malo de plus gros corsaires pour s’en prendre aux navires britanniques dans les Açores ou au large de Gibraltar.
On peut estimer à mille-deux-cents/mille quatre-cents prises et quatre-cent-cinquante rançons le total des captures métropolitaines. À Dunkerque, la valeur des captures se monte à 12 millions de l.t., en dépit des corsaires pris ou bredouilles. Un armement malouin sur deux est bénéficiaire mais les prises de la « cité corsaire » se montent à 10-12 millions de l.t.. Avec 12-15 millions de prises, Bayonne confirme sa place de plus importante ville corsaire de métropole pendant cette guerre. La course métropolitaine aurait rapporté l'équivalent de deux ans de commerce colonial. À ces chiffres il faut ajouter l’émergence de la course antillaise, qui se développe à partir de Saint-Domingue mais surtout de la Martinique. De 1744 à 1747, entre vingt et cinquante corsaires martiniquais saisissent plus de trois-cent-cinquante navires pour 10 millions de l.t, ravitaillent l’île et gênent considérablement le commerce colonial britannique. La correspondance des gouverneurs britanniques des West Indies fait part des plaintes incessantes des planteurs britanniques contre les corsaires français, au point que la Royal Navy doit dépêcher une escadre de blocus devant l’île. Il était prévu qu'une active guerre de course puisse être lancée depuis Louisbourg contre l'important trafic sur les côtes de la Nouvelle-Angleterre, mais la chute de la forteresse au début des hostilités (voir plus haut) en brisa toute velléité. Les Espagnols, qui pratiquent aussi la course, saisissent entre huit-cents et mille navires. Finalement, plus de trois-mille-quatre-cents navires britannique sont capturés pendant le conflit pour une valeur minimale de 100-120 millions de l.t. La guerre de course n’est donc en rien une activité marginale pour la France (comme pour l’Espagne) mais c’est aussi elle qui subit les plus lourdes pertes : plus de la moitié des marins français faits prisonniers sont des corsaires. Londres délivre aussi de nombreuses autorisations pour armer en course depuis ses côtes et les ports de New York et Boston, mais la course britannique se révèle décevante. Deux-mille-cinq-cent-vingt-huit navires français et espagnols sont saisis, soit huit-cents de moins que du côté adverse et la Royal Navy concurrence fortement – si l’on peut dire – ses propres corsaires car c’est elle qui assure plus de la moitié des prises. Elle doit aussi, comme sa consœur française, organiser des convois marchands escortés pour mettre à l’abri ces derniers de la prédation adverse.

##### Un conflit qui se termine à temps?

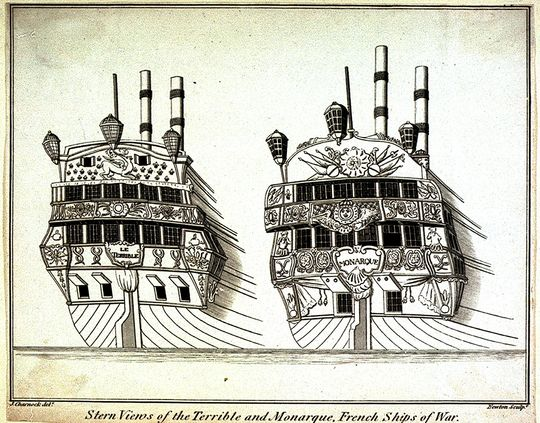
Les vaisseaux le et le Monarque après leur capture au cap Finisterre en 1747. La marine royale essuie ses plus lourdes pertes lors de la dernière année du conflit.

En Méditerranée la situation évolue aussi progressivement en faveur des Français même si les opérations y restent secondaires. Après la bataille du cap Sicié, Maurepas visite Toulon et partage l’escadre en quatre divisions de quatre ou cinq vaisseaux chacune. Elles font des croisières heureuses à Malte, Tunis, Gibraltar, Cadix, Villefranche, Nice et jusqu’au Levant pour escorter des marchands. Massiac, par exemple, accompagne sans pertes un convoi de quarante-deux voiles en 1746. Des petits transports de troupes vers la frontière italienne sont protégés sans mal, mais la pénurie de matelots gène les armements. La Royal Navy mouille régulièrement sur les côtes provençales, mais sans pouvoir reprendre le blocus levé en 1744. En 1745, une escadre britannique de seize vaisseaux et quatre galiotes à bombes parait devant Toulon. On craint une attaque générale comme en 1707. On met aussitôt le port en état de soutenir un siège. Fausse alerte. Cette force court le long de la côte vers Gênes en bombardant Savone et San Remo. « Ces messieurs tonnent volontiers dans les choux », note un officier de Toulon. En décembre 1746, une escadre britannique de vingt vaisseaux s'empare des îles de Lérins. De là, elle assiège Antibes, mais sans succès. En mai 1747, Bompar reprend les îles avec une flottille improvisée et y fait 500 prisonniers. De manière générale, les historiens, des deux côtés de la Manche, font le constat que les chefs sont excellents côté français et d'une « médiocrité insigne » côté britannique.
Cette guerre est donc très décevante pour le Royaume-Uni, qui ne parvient pas, malgré sa supériorité navale, à s'emparer des colonies françaises — hormis Louisbourg — et à étouffer son commerce. Il faut presque attendre la fin du conflit pour que l'amirauté britannique réagisse et change de stratégie. La Royal Navy voit d'abord arriver une génération de chefs nouveaux (Anson, Hawke) qui succèdent aux vieux amiraux, puis met en place une nouvelle escadre, le Western Squadron. Cette dernière a pour mission de surveiller les côtes françaises de l'Atlantique et le port de Brest en particulier, ce qui aboutit à la reprise des grands affrontements en 1747 et à une traque plus efficace des corsaires. Les batailles du cap Ortegal (mai 1747) et du cap Finisterre (octobre 1747) voient les divisions sorties de Brest se sacrifier pour sauver en partie les convois qui filent vers les Amériques et les Indes. La première bataille met aux prises les six vaisseaux de La Jonquière aux quatorze d'Anson, la seconde les huit vaisseaux de Létanduère aux quatorze de Hawke. Les deux divisions succombent après des combats acharnés, révélant au passage la qualité des nouveaux vaisseaux français de 74 canons alors que les Britanniques essuient de lourdes pertes.
La division capturée au cap Ortegal escortait deux convois qui devaient se séparer au large des côtes espagnoles. Un premier de quarante navires de transport de troupes avec le nouveau gouverneur du Canada ayant pour mission de reconquérir Louisbourg ; un second, essentiellement commercial, de quinze voiles à destinations des Indes. La défaite fait capoter l'opération sur Louisbourg, mais une partie du convoi qui n'a pas été capturé (seize navires sur quarante) parvient à destination et apporte ainsi quelques renforts à la Nouvelle-France. Quant au convoi pour les Indes, il n'essuie pratiquement aucune perte. À la suite de cette bataille, Maurepas renforce l'escorte. Celle-ci est portée à huit vaisseaux, dont quatre de force (un 80 canons et trois de 74) alors qu'il n'y en avait qu'un seul (l’Invincible, 74) au premier affrontement. Le combat du cap Finisterre est particulièrement acharné, mais deux vaisseaux, le Tonnant (80, navire amiral), partiellement démâté, et l’Intrépide (74) qui traverse la ligne britannique pour secourir son chef, réussissent à s'échapper alors que le convoi se sauve vers les Antilles. L'escadre britannique, épuisée, ne peut se saisir des deux vaisseaux en fuite. Ces deux batailles aujourd'hui totalement oubliées vont cependant avoir des répercussions considérables sur l'organisation de la Royal Navy, et finalement, influer fortement sur la préparation du conflit suivant (voir plus bas).
Sur le plan commercial, les victoires britanniques de 1747 ont des impacts limités, puisque moins de quarante navires ont été pris sur deux-cent-cinquante. La situation est nettement plus délicate pour la marine de guerre, puisqu'avec vingt-trois vaisseaux et frégates pris, coulés, naufragés les deux dernières années de la guerre, la situation est devenue intenable, même en tenant compte du fait que les lancements n'ont jamais cessé pendant le conflit. De soixante-dix-neuf vaisseaux et frégates en 1745, on est tombé à cinquante en 1748. vingt-sept vaisseaux sont en très mauvais état ou carrément hors de service. Sur les 35 000 marins français — de guerre, de commerce et de course — capturés entre 1744 et 1748, près de 12 000 l’ont été rien que pour la seule année 1747. Les derniers armements sont extrêmement minces faute de moyens. En janvier 1748, un petit convoi escorté par trois vaisseaux quitte Brest pour les Indes avec quelques renforts. Son navire amiral, partiellement démâté par un coup de vent, est capturé alors qu'il cherche à regagner Brest. Le reste de l’escadre, qui s’égrène dans l’Atlantique, arrive à bon port mais sans rien changer à la situation militaire dans la région. À Toulon, c’est aussi trois vaisseaux qui sont péniblement équipés pour la même destination, mais la signature de la paix stoppe l’expédition à Cadix. La paix d'Aix-la-Chapelle arrive juste à temps pour empêcher un effondrement dont heureusement le Royaume-Uni n'est pas consciente. La Royal Navy, qui sort d'une guerre bien plus longue (elle avait commencé en 1739 contre l'Espagne) et qui a eu bien du mal sur les batailles de 1747 est heureuse d'en finir aussi, d'autant que les finances sont exsangues et que l'armée britannique est sortie étrillée des combats aux Pays-Bas autrichiens : « Nous l’échappons belle », lâche le comte de Chesterfield après la signature des préliminaires de paix.

#### Les insuffisances de l'entre-deux-guerres (1749-1754)
| Année                                                                                    | Millions de l.t | Année | Millions de l.t | Année | Millions de l.t |
| ---------------------------------------------------------------------------------------- | --------------- | ----- | --------------- | ----- | --------------- |
| 1749                                                                                     | 20              | 1751  | 19,7            | 1753  | 17,3            |
| 1750                                                                                     | 21,6            | 1752  | 22,2            | 1754  | 17,7            |
| En millions de livres tournois. Pour la Marine seule, dépenses coloniales non comprises. |                 |       |                 |       |                 |

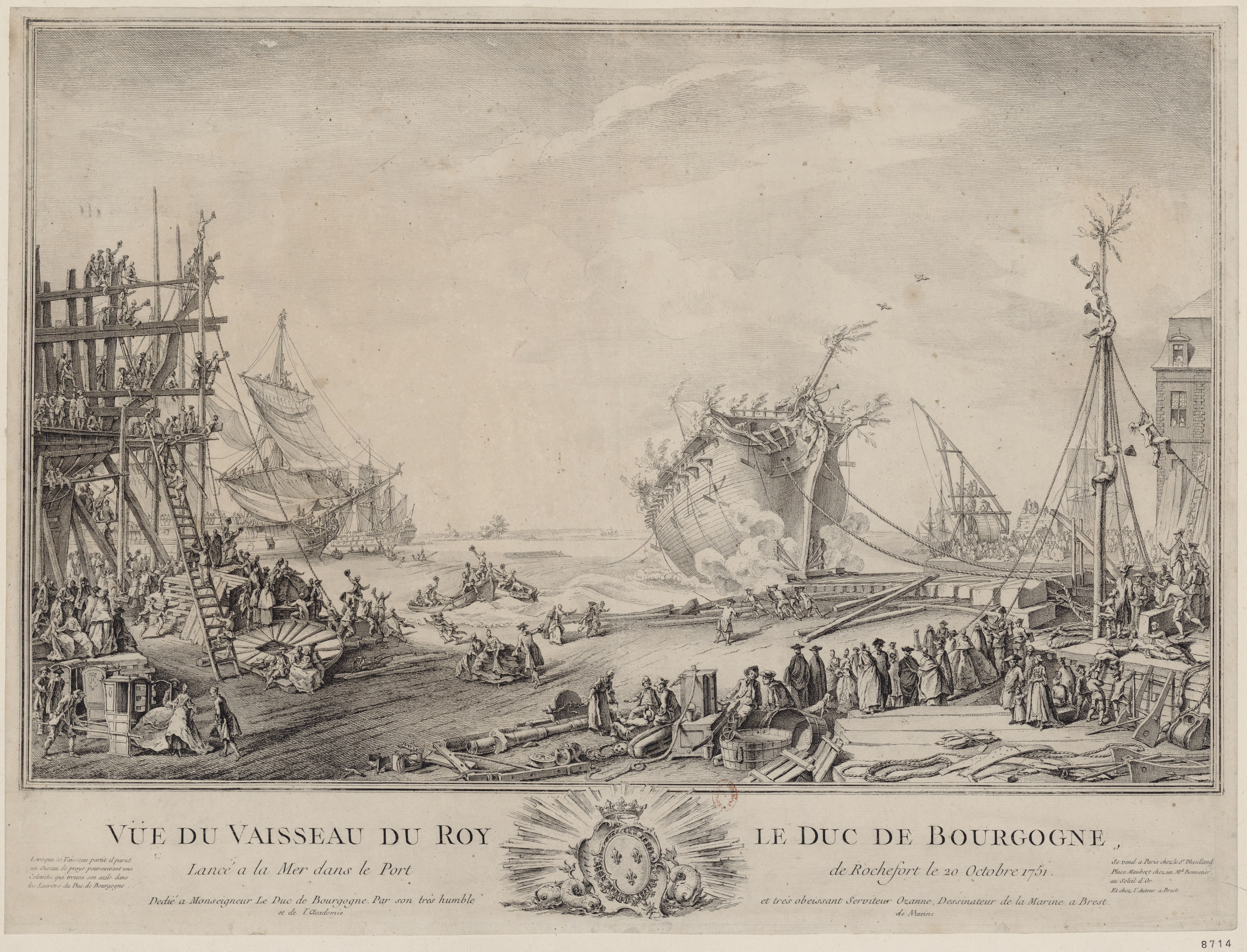
Lancement du en 1751. Après la guerre de Succession d'Autriche la Marine lance de nombreux vaisseaux plus puissants, mais les effectifs et l'entraînement restent insuffisants.

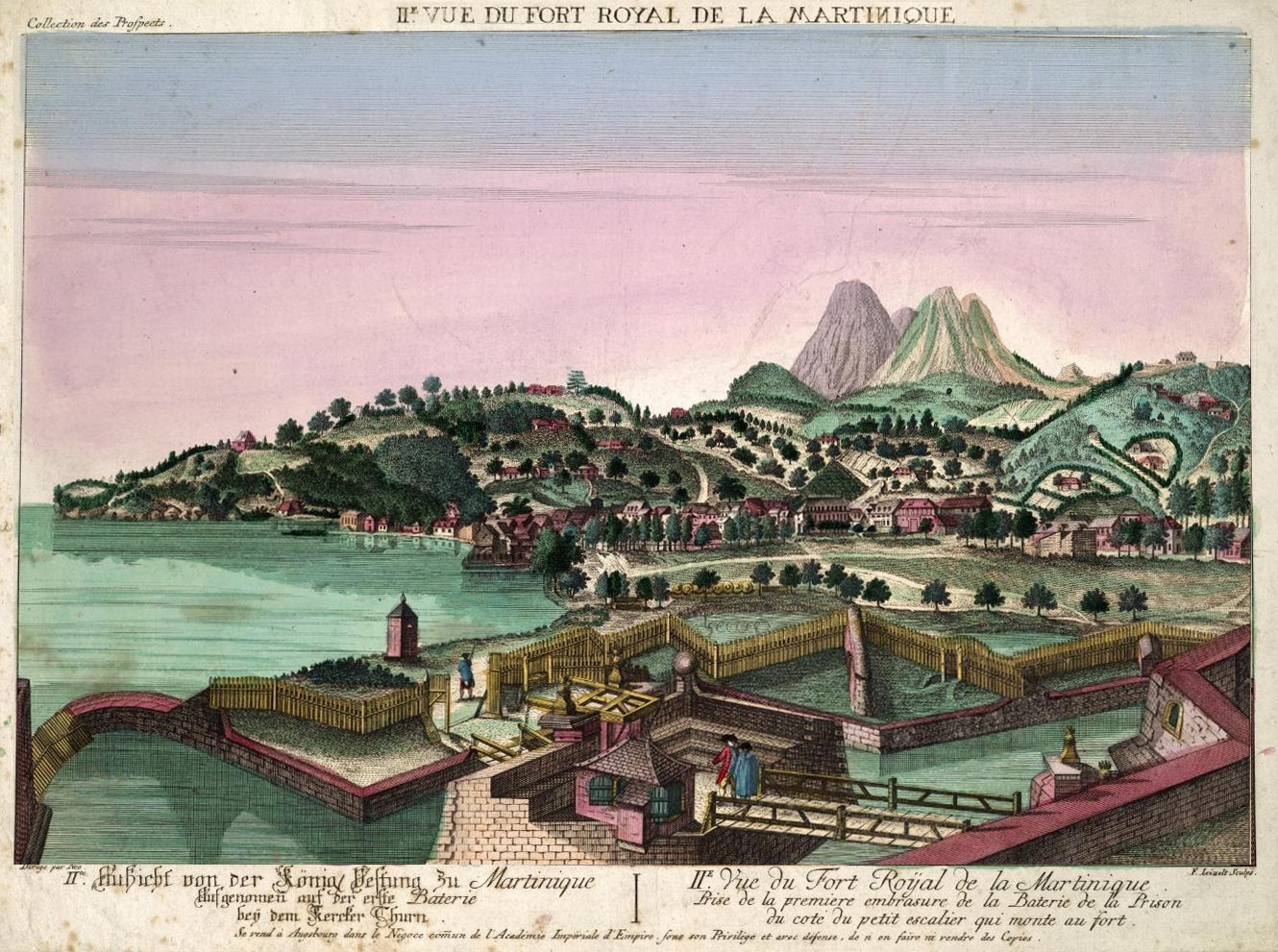
Vue de Fort-Royal de la Martinique, vers 1750. Alors que la Royal Navy développe des bases bien équipées dans les Antilles, rien n'est prévu côté français pour accueillir et entretenir de grandes escadres.

Le traité de paix d’Aix-la-Chapelle en 1748 rend à la France Louisbourg en échange de Madras et semble établir un équilibre entre les deux puissances navales, mais la tension entre Versailles et Londres reprend avec la concurrence commerciale et les questions coloniales au sujet de l'Amérique du Nord et des Indes. Les risques que se déclenche un nouveau conflit sont donc considérables.
Maurepas liquide en 1748 le corps des galères qui ne servait plus à rien depuis longtemps (l'Espagne fait de même), mais conserve les condamnés qui vont former la plus grosse part de la main-d’œuvre de force des ports militaires jusqu’au XIXe siècle. En 1749 il tire un bilan lucide de la guerre et demande que le pays soit doté d'une flotte de guerre proportionnelle à son empire colonial : « Quoi qu'il en soit, il convient que les forces de la France soient réglées relativement à celles des autres États maritimes. Je ne prétends pas que l'on doive avoir cent-vingt-cinq vaisseaux depuis 50 jusqu'à 100 canons, comme il paraît que les Anglais les ont. (…) Il suffit d'entretenir soixante vaisseaux de guerre, lesquels réunis à ceux des alliés pourront balancer la puissance maritime des Anglais, car je suppose que le Roi aura toujours pour alliés quelques-uns des autres États maritimes ». Mais Louis XV, qui est de tempérament et d'éducation un souverain pacifique (au nom des principes chrétiens et de l'équilibre européen), pense que les problèmes avec le Royaume-Uni se résoudront par la négociation et Maurepas est disgracié cette même année à la suite d'une cabale de Cour. On n'augmente donc guère les crédits, même si les ministres qui reprennent la charge jusqu'en 1757, Rouillé, puis Machault d'Arnouville, suivent les recommandations de leur prédécesseur. La suppression du corps des galères permet sans doute aussi de dégager des marges de financement. Louis XV, qui a quitté pour la première fois la « bulle dorée » de Versailles en 1744 pour rejoindre ses armées de l'Est, découvre enfin la mer en 1749, à 39 ans, lors d'une visite au Havre. Le voyage a été monté à l'initiative du ministre de la Marine, Rouillé. On organise pour l'occasion des fêtes grandioses, mais cela restera, jusqu'à la fin du règne, l'unique déplacement de Louis XV sur un littoral.
La guerre a eu aussi des effets positifs : la moitié des unités perdues étaient anciennes alors que pendant le conflit on n’a pas cessé de lancer des nouveaux navires, politique qui se poursuit après la guerre en privilégiant les vaisseaux de force de plus de 64 canons. En 1748, Maurepas envoie à la casse tous les « dinosaures » qui encombrent encore les effectifs. Seize vaisseaux sont démolis, dépecés ; le plus ancien, le Conquérant avait été construit en 1687 à la veille de la guerre de la Ligue d'Augsbourg… Rien qu'en 1749, on lance onze vaisseaux, et les frégates destinées aux colonies et à l'escorte des convois ne sont pas oubliées. Grâce au rythme élevé des mises en chantier les effectifs flirtent en 1753 avec les soixante vaisseaux de ligne (soit quatre-vingt-deux navires au total en y ajoutant les vingt-deux frégates) ce qui correspond à l'objectif énoncé quatre ans plus tôt. Machault d'Arnouville, qui pense la reprise de la guerre inévitable réussit même à constituer un stock de bois de construction. Le bilan de cet « entre-deux-guerres » en matière de construction est assez remarquable puisque entre 1748 et 1755 sont mis à l’eau quarante-trois vaisseaux : cinq de 80 canons, vingt de 74 canons et dix-huit de 64 canons. C'est une flotte nettement plus jeune et plus puissante qu'en 1748, mais pour en arriver là, il a fallu rogner fortement sur l'entraînement et aucun progrès n'a été fait sur les questions sanitaires.
L'historien anglais Nicholas Rodger a calculé qu'au milieu du XVIIIe siècle un vaisseau britannique est en moyenne 60 % du temps à la mer contre 15 % pour un vaisseau français. On se contente le plus souvent d'exercices en rade de médiocre efficacité et il n'est pas rare de voir des enseignes de vaisseau qui n'ont presque jamais navigué. La vitesse de tir des canonniers est très inférieure à ce qui se pratique dans la marine britannique, surtout sur les pièces de gros calibre (les 24 et les 36) qui ont un tir naturellement plus lent à cause de leur poids. Les Britanniques réussissent à obtenir un rythme de tir de 2 ou 3 à 1 face aux navires français, ce qui veut dire qu'un vaisseau britannique délivre 2 à 3 bordées pendant qu'un vaisseau français n'en délivre qu'une. Pris au pied de la lettre, à nombre égal de canons, un vaisseau britannique est donc 2 à 3 fois plus puissant qu'un vaisseau français. Les consignes rituellement répétées aux officiers de « ne pas aventurer les vaisseaux du roi » par souci d'économiser le précieux outil naval n'incitent pas non plus à une grande prise de risque, et justifient d'avance de céder le champ de bataille en cas de difficulté. Comme pour la vitesse de tir inférieure, le conflit qui vient de s'achever sans désastre retentissant masque cette réalité, mais les réformes engagées par la Royal Navy ne peuvent que creuser encore un écart qui risque d'apparaître criant et irrattrapable en cas de nouvelle guerre.
Quant à l'alliance avec un « État maritime » qu'évoquait Maurepas, il ne peut guère s'agir que de l'Espagne qui sort elle aussi de la guerre avec le Royaume-Uni. Mais faire fonctionner une alliance est un art difficile. Hormis pour lever le blocus de Toulon en 1744, les deux marines n'ont guère collaboré par la suite, chaque pays poursuivant le conflit avec ses propres objectifs, et aucun contact n'est maintenu au lendemain de la paix de 1748. De son côté, la Royal Navy, malgré ses victoires de 1747, a terminé la guerre sur un sentiment de semi-échec. La qualité des vaisseaux français capturés lors de ces batailles (voir plus haut) a laissé pantois les amiraux britanniques. « Je puis seulement vous dire que l’Invincible surpasse à la voile toute la flotte anglaise. Je ne puis m'empêcher de penser que c'est une honte pour les Anglais qui font toujours grand cas de leur marine », déclare Keppel après inspection du vaisseau français. De ce malaise sortent des réformes profondes, conduites par l'amiral Anson. La marine britannique se met à l'école française en copiant les vaisseaux de 74 canons et en liquidant les navires trop vieux ou inadaptés. À la suite du tour du monde de l'amiral Anson, elle réussit à vaincre le scorbut en développant un système de ravitaillement à la mer en produits frais. Les vaisseaux britannique peuvent ainsi, pour la première fois, tenir l'Atlantique des mois devant Brest y compris en hiver. Elle construit des bases bien équipées dans les Antilles (Antigua, la Jamaïque) pour pouvoir y faire stationner longtemps ses escadres. Les vaisseaux peuvent ainsi être réparés sur place et on peut faire reposer les équipages pour se prémunir des épidémies tropicales.
Côté français, la situation est paradoxale. Des crédits très importants ont été dépensés depuis 1721 pour la protection du Canada avec la construction de Louisbourg, base conçue pour accueillir une forte escadre, mais rien d'équivalent n'a été entrepris dans les Antilles. Le poids économique de ces îles est pourtant très supérieur à celui de la Nouvelle-France. Ainsi, contrairement à sa rivale britannique, la marine française doit continuer de tout improviser lorsqu'elle veut se déployer dans cette région stratégique. La Compagnie des Indes, plus prévoyante, a développé depuis 1735 une excellente base sur l'Île-de-France, au milieu de l'océan Indien. Elle dispose ainsi à Port-Louis d'un arsenal avec une cale de construction et d'un hôpital pour soigner les scorbutiques après les longues traversées. Néanmoins, cette région elle aussi essentielle au commerce français reste négligée par la Marine royale et les officiers n'aiment pas y servir. Étienne Taillemite note que l’océan Indien est « peu connu et guère apprécié des officiers de la marine royale, qu’une telle affectation éloignait pour longtemps des entours de la Cour et des bureaux où l’on pouvait trouver des protections. On faisait là-bas plus de commerce que de guerre et le doux paradis de l’Île-de-France n’était pas fait pour développer les ardeurs belliqueuses. (…) L’indiscipline des officiers y semblait spécialement marquée ».
La marine britannique, qui semble pendant ces courtes années de paix agir en miroir de sa rivale, se dote aussi de « soldats de marine » comme sur les vaisseaux français, pour aider au tir, mais aussi à la discipline. Les efforts sur le renseignement sont accentués : de nombreux espions sont entretenus dans les ports d'outre-Manche et l'amirauté britannique dispose dans les années 1750 d'excellentes cartes de côtes françaises et canadiennes. Elle épure et rajeunit le corps des officiers, améliore la rémunération de ses équipages et renforce la discipline, déjà sévère, par un code pénal très dur qui prive les marins du bénéfice du jury. Un comble, au pays de l'Habeas Corpus et de la Déclaration des droits, mais qui montre la détermination du Parlement de la Grande-Bretagne, comme des amiraux, à reprendre la main contre les Français. Il s'agit donc, comme pour la marine française dans les années 1730, d'une véritable révolution navale silencieuse, marquée par un important saut qualitatif et quantitatif qu'on ne perçoit pas côté français, où l'on a remplacé les vaisseaux perdus en augmentant leur nombre et leur puissance, mais sans chercher à améliorer le sort des matelots qui sont moins bien nourris, soignés, habillés, payés et entraînés que leurs confrères britannique. Mais il est vrai que du côté de Versailles on a fait le choix de la paix, contrairement à Londres. En 1754-1755, le Chambre des communes britannique, tenaillé par un important courant anti-français, porte au pouvoir des hommes comme William Pitt déterminés à briser l'expansion commerciale et coloniale de la France.

#### La guerre de Sept Ans, ou le temps des désastres (1755-1763)
| Année                                                                                    | Millions de l.t | Année | Millions de l.t | Année | Millions de l.t |
| ---------------------------------------------------------------------------------------- | --------------- | ----- | --------------- | ----- | --------------- |
| 1755                                                                                     | 31,3            | 1758  | 42,3            | 1761  | 30,2            |
| 1756                                                                                     | 40              | 1759  | 56,9            | 1762  | 24,5            |
| 1757                                                                                     | 39              | 1760  | 23,7            | 1763  | 20              |
| En millions de livres tournois. Pour la Marine seule, dépenses coloniales non comprises. |                 |       |                 |       |                 |

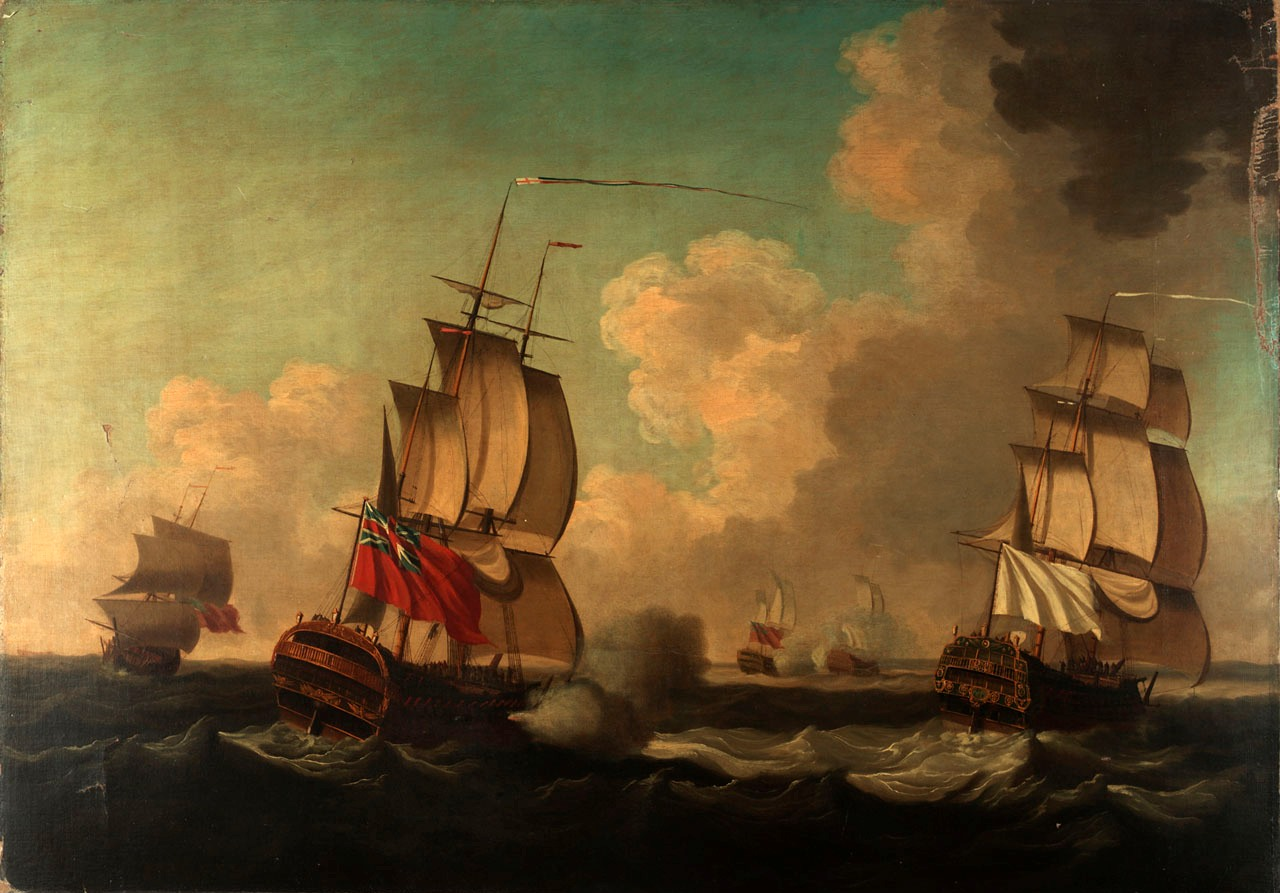
L'attaque du et de l’. En 1755, le Royaume-Uni entre en guerre sans déclaration et s'en prend à tous les navires français dans l'Atlantique.

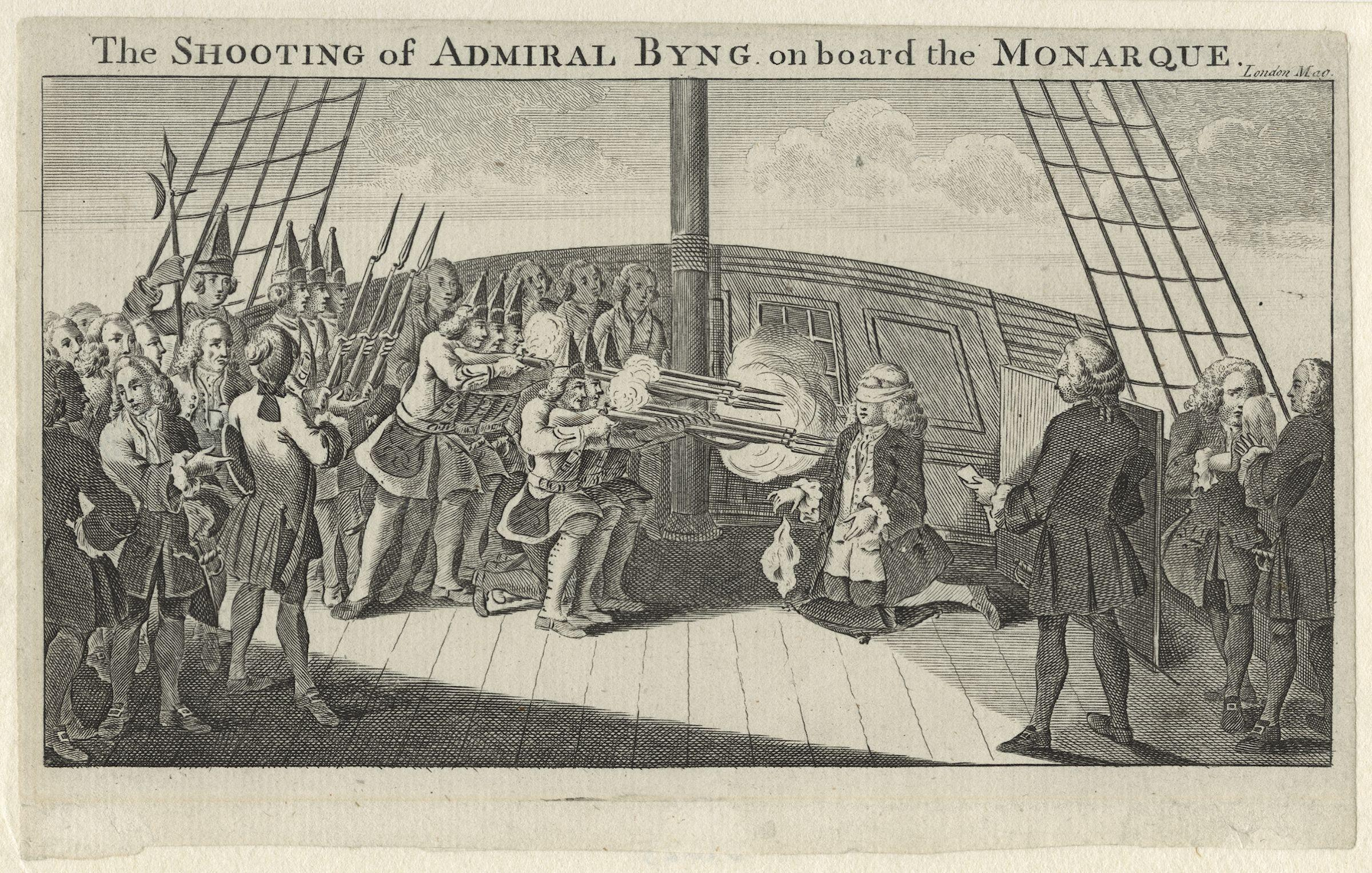
L'exécution de l'amiral Byng. La Royal Navy est quasiment tenue en échec les deux premières années du conflit. Après la défaite de Minorque l'un de ses amiraux est même condamné à mort.

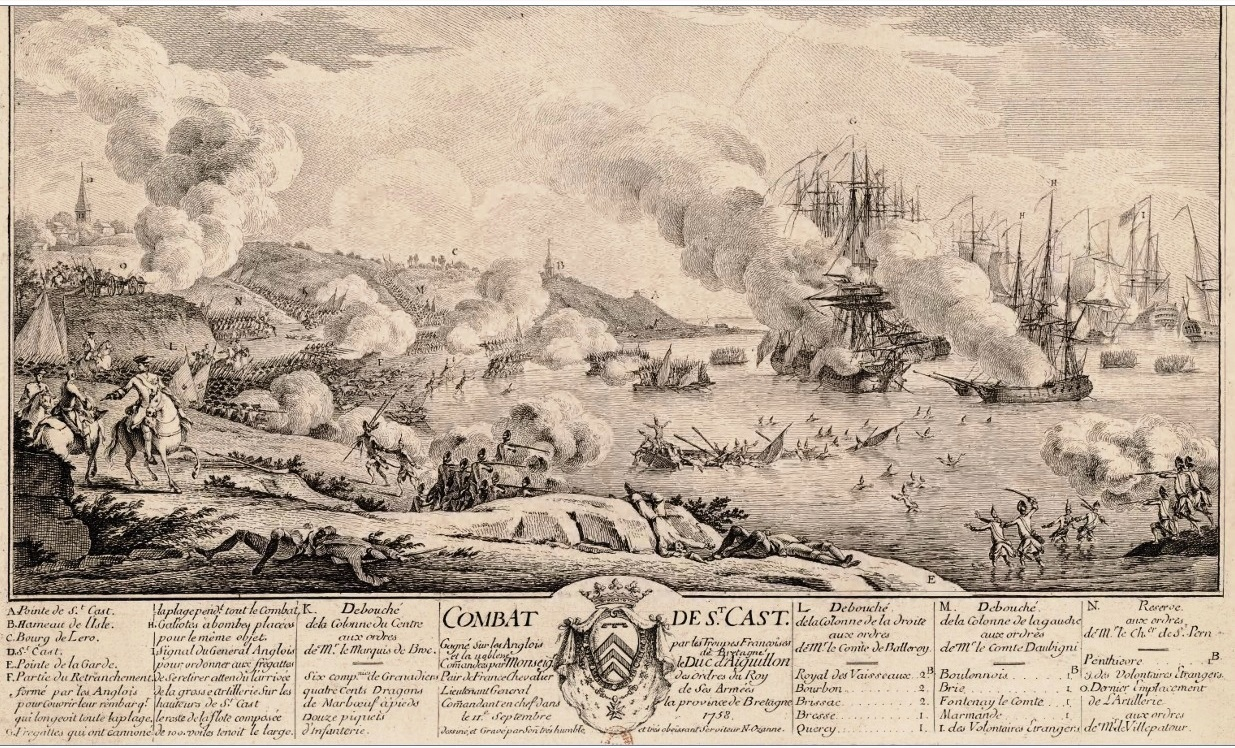
Le combat de Saint-Cast en 1758 près de Saint-Malo. La Royal Navy organise de nombreuses « descentes » sur les côtes pour y entretenir une insécurité permanente.

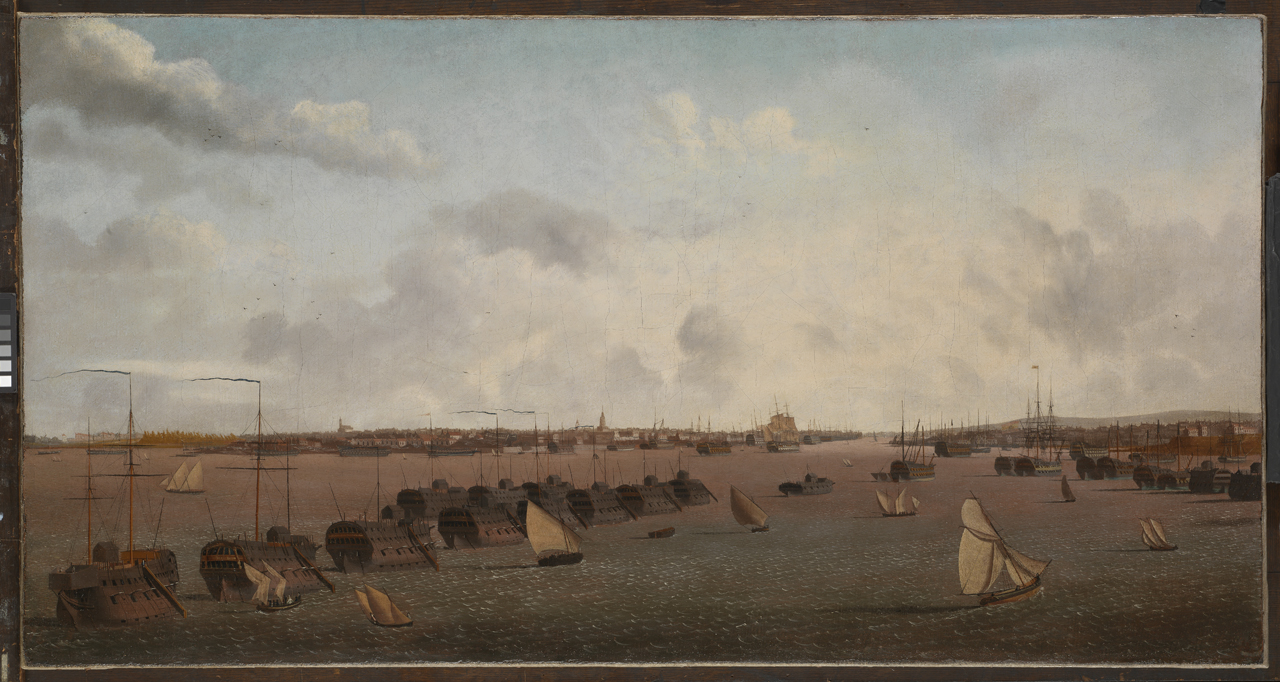
Des pontons à Portsmouth. Entre 1755 et 1763, la Royal Navy rafle 60000 marins français qui s'en vont croupir dans ces sinistres prisons flottantes. Plus de 8000 y périssent.

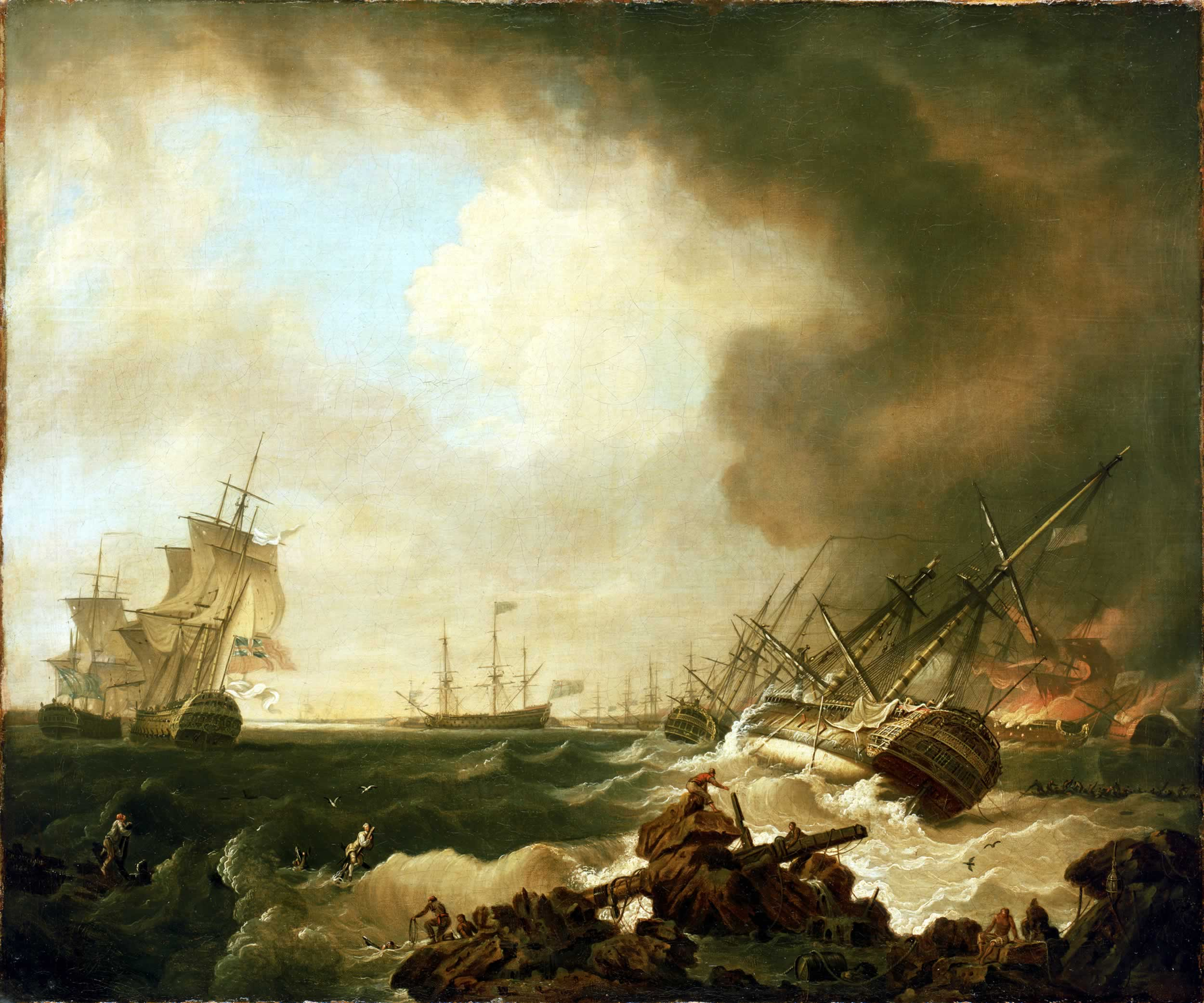
En 1759, la bataille des Cardinaux, après la défaite de Lagos, achève de laisser la maîtrise des mers à la Royal Navy jusqu'à la fin de la Guerre de Sept Ans.

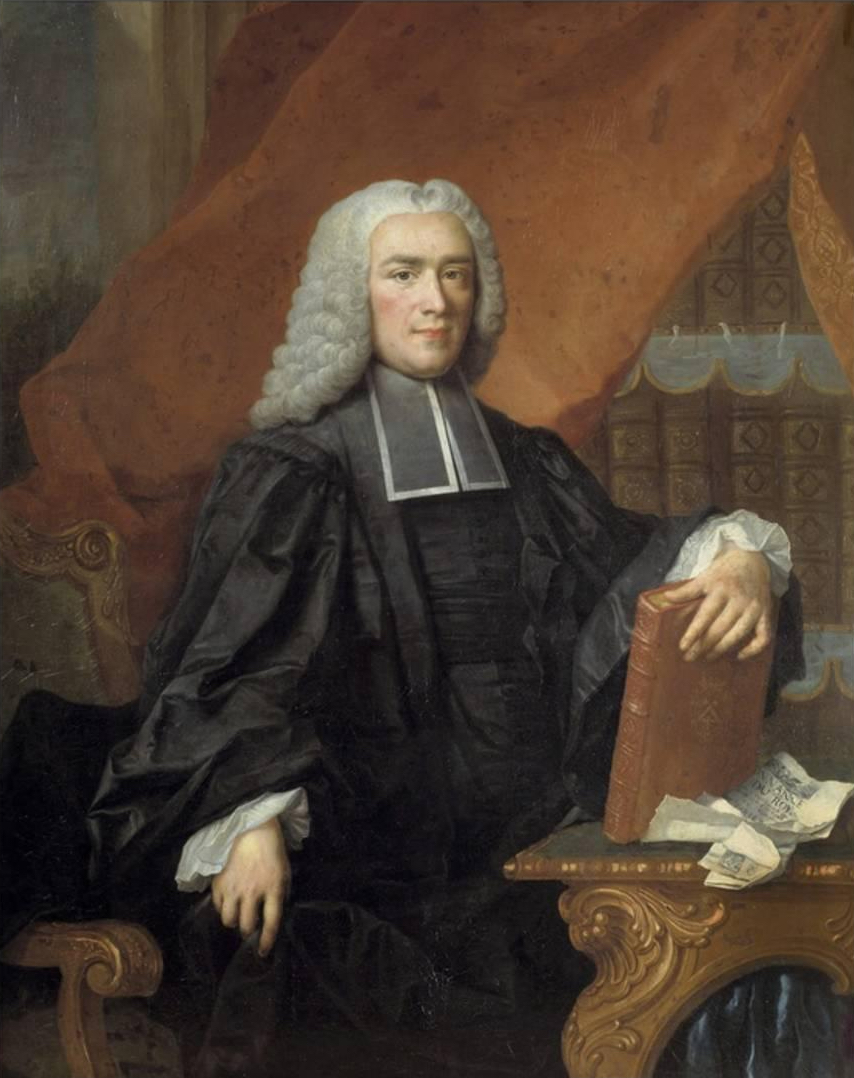
Les défaites s'expliquent aussi par l'instabilité ministérielle, puisque le poste change cinq fois de titulaire pendant la guerre. Berryer (ci-dessus) reste le plus longtemps en place, mais c'est sous son ministère que les défaites s'accumulent et que les lancements sont arrêtés.

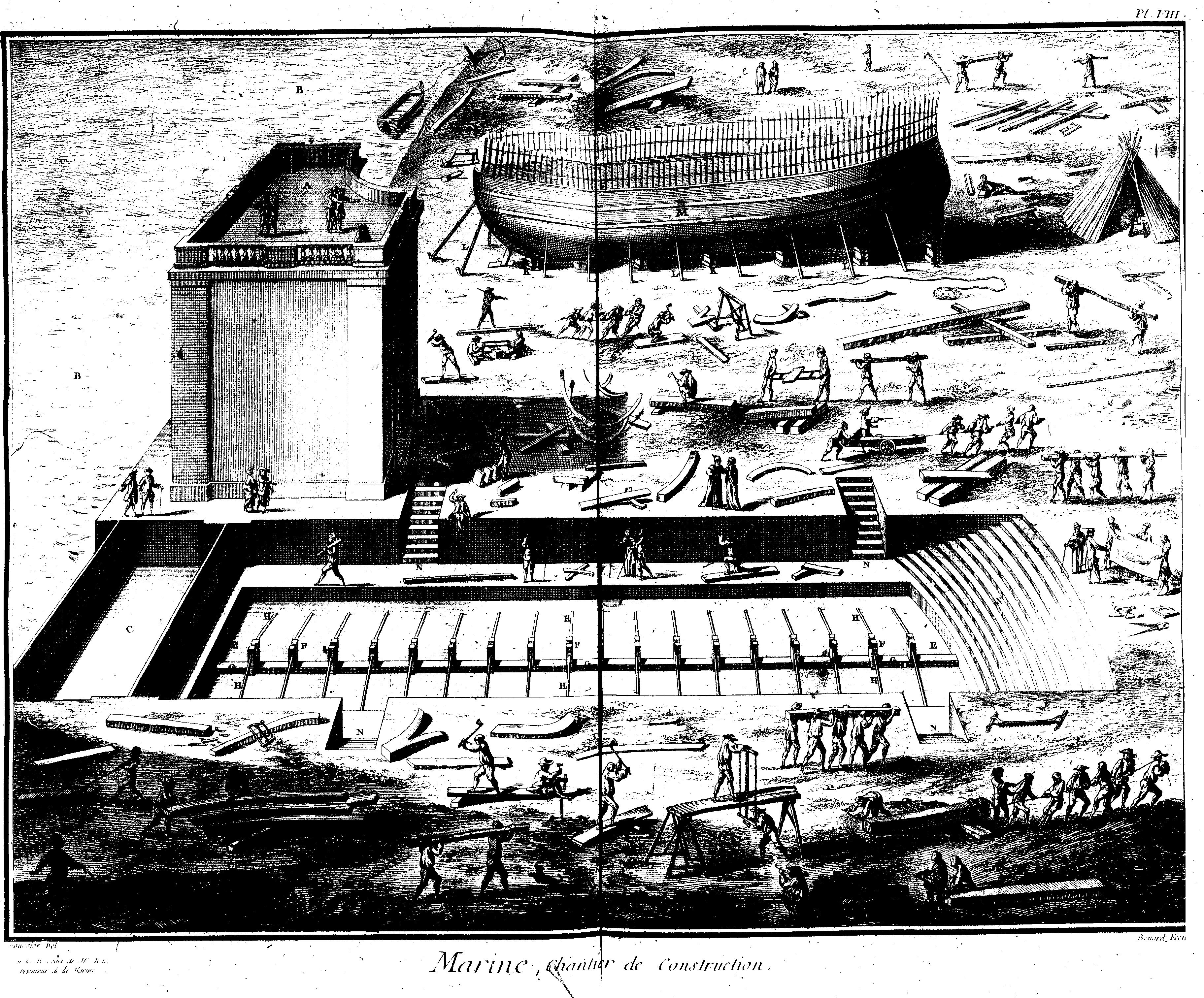
Chantier de construction naval, vu par lEncyclopédie. En 1758, sous les effets du blocus qui stoppe l'arrivée des matières premières et du bois de charpente, les lancements cessent presque totalement.

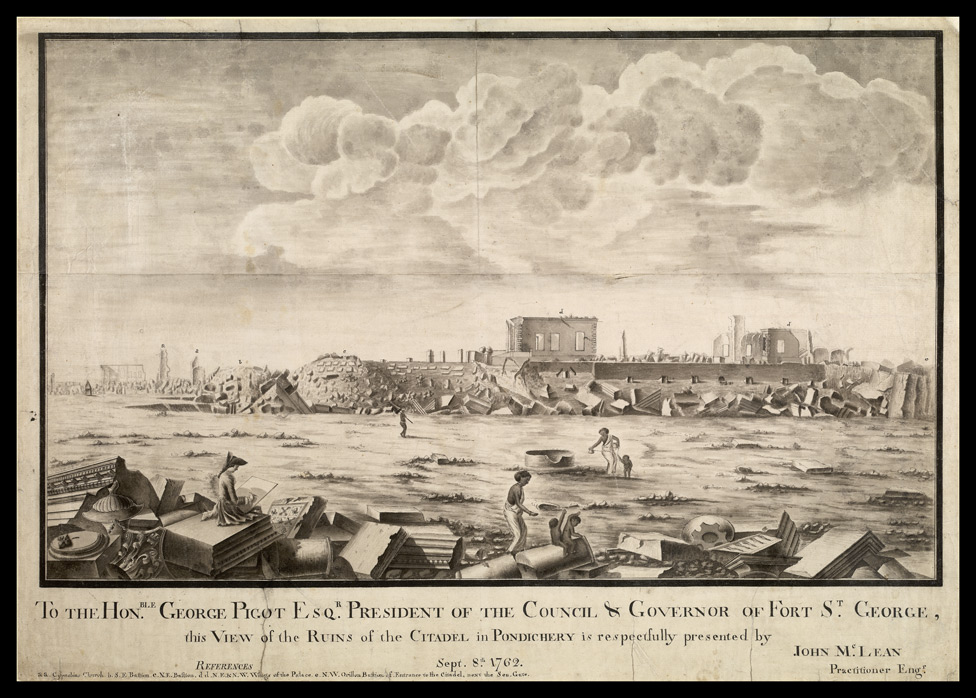
Les ruines de Pondichéry après sa destruction en 1761. Une image qui symbolise la chute de l'empire français, que la marine, faute de moyens et de préparation n'a pu défendre malgré tous ses efforts.

Les écarts quantitatifs et qualitatifs de l'entre-deux-guerres, combinés à l'attaque surprise de 1755 par le Royaume-Uni qui concentre ensuite ses efforts sur mer en limitant son engagement continental aboutissent aux désastres de la guerre de Sept Ans.

##### LaRoyal Navyattaque sans déclaration de guerre
À Londres, où l'on n'a pas oublié les batailles éprouvantes de 1747, on décide de se donner toutes les chances de victoire en engageant les hostilités sans déclaration de guerre. Les Britannique commencent à mobiliser leurs forces pour bloquer le Canada et s'en prennent avec une extrême violence aux populations d'Acadie qui refusent de prêter serment de fidélité. De son côté, Louis XV, qui croit encore la paix possible n'a pris aucune précaution pour protéger le commerce français dans l'Atlantique. Duguay, avec neuf vaisseaux, réussit néanmoins à écarter par ses manœuvres l'escadre de Hawke et permet à plusieurs convois d'Amérique de rentrer sains et sauf sur Brest. Mais ce n'est que partie remise : les amiraux britanniques raflent de septembre à novembre 1755 trois cents navires français et 6 000 marins. Les cargaisons sont vendues à Londres pour 30 millions de l.t. alors que la Marine se trouve privée de précieux matelots. Cette affaire représente l’équivalent de la prise de douze vaisseaux de guerre, soit le cinquième des forces françaises. La Royal Navy, qui sait que la marine française ne peut compter que sur un « réservoir » de 50 000 marins inaugure ainsi une tactique de grignotage des ressources humaines de son adversaire pour le priver peu à peu d'équipages.
La marine britannique s'en prend aussi aux vaisseaux français près des côtes. Deux bâtiments qui rentrent du Canada faiblement armés en font les frais. Le premier, l'Opiniâtre, un 64 canons qui, armé en flûte, n’en porte que 22, est attaqué par deux navires britanniques mais réussit à se dégager. Le second, l’Espérance a moins de chance. Ce vieux vaisseau de 74 canons (1722) qui ne porte lui aussi que 22 pièces, succombe après un combat de plus de cinq heures contre quatre assaillants. En représailles, la division navale de Duguay saisit au large de Brest la frégate britannique qui porte en Amérique le gouverneur de la Caroline du Sud. Louis XV ordonne de relâcher celle-ci, alors que les navires de commerce britannique continuent à fréquenter les ports français impunément. La situation en 1755 semble irréelle : le parti de la guerre triomphe à Londres et celui de la paix à Versailles. Une modération française peu compréhensible pour les observateurs de l'époque : le lointain roi de Prusse, Frédéric II, note mi-étonné mi-ironique, la « léthargie stoïque » avec laquelle le gouvernement de Louis XV supporte les insolences du gouvernement britannique. Ce n'est qu'en décembre 1755 que Louis XV, ouvrant enfin les yeux sur la réalité de l'agression britannique, lance un ultimatum exigeant — en vain — la restitution des navires saisis. Et il faut encore attendre le printemps 1756 pour qu'il rappelle ses diplomates et que la guerre soit officiellement déclarée.
La France fait pourtant mieux que de se défendre lors des deux premières années du conflit, grâce entre autres, à l'action déterminée du ministre de la Marine, Machault d'Arnouville, l'une des rares personnes à avoir anticipé le conflit. Au vu des faits, on peut presque dire que la Royal Navy rate, malgré la rafle des navires civils en 1755, le début de cette guerre qu'elle a pourtant longuement préparée. Parfaitement au courant des préparatifs militaires de la marine britannique en Amérique du Nord, Machault d'Arnouville réussit au début de 1755 à faire passer des renforts au Canada malgré le Blocus du Saint-Laurent. Une flotte de dix-huit bâtiments commandés par Dubois de La Motte y achemine 3 000 soldats. Au large de Terre-Neuve, elle est interceptée par l'escadre de Boscawen, mais ce dernier ne réussit à s'emparer que de deux navires isolés (ce qui provoque tout de même une vive émotion à Paris car on était officiellement en paix). Machault d'Arnouville arme aussitôt trois divisions à Toulon, Brest et Rochefort. En 1756, de nouveaux renforts pour le Canada (1 500 hommes avec à leur tête Montcalm) sont escortés sains et saufs par les trois vaisseaux et trois frégates de Beaussier de l'Isle. De son côté, la division de trois vaisseaux et trois frégates de Kersaint détruit les établissements britanniques de la côte d'Angola puis passe aux Antilles et livre bataille à une division britannique qui est forcée de se retirer. Du Chaffault, sur la frégate l’Atalante (36 canons), réussit l'exploit de s'emparer, au large de la Martinique, d'un vaisseau britannique de 60 canons, le HMS Warwick, et le ramène à Brest.
C'est cependant en Méditerranée que se déroulent les opérations les plus importantes, avec l'attaque de la grande base britannique de Port-Mahon à Minorque. L'opération, préparée avec soin, est conçue comme de justes représailles aux rafles sur les navires civils en pleine paix. La flotte de douze vaisseaux, cinq frégates et cent-soixante-seize bâtiments de transport, commandée par La Galissonnière, quitte Toulon en avril sans avoir été repérée — et c'est déjà un exploit — par les espions britanniques. Elle réussit à faire débarquer sans encombre les 12 000 hommes du maréchal de Richelieu, puis repousse les vaisseaux de Byng accourus depuis Gibraltar pour secourir la place. La victoire est complétée par le débarquement de 3 600 hommes en Corse, en novembre, pour mettre l'île à l'abri des tentatives de la Navy. Ces succès français, ressentis comme une humiliation à Londres, valent à Byng de passer en cour martiale et d'être condamné à mort, autant comme bouc émissaire que pour pousser au bout de leurs limites les autres amiraux britanniques.
1757 reste pourtant une année favorable à la France. Les chantiers navals, qui tournent à un rythme soutenu, permettent à la flotte de dépasser le chiffre symbolique de cent vaisseaux et frégates (cent-sept unités en 1757), alors que les opérations navales se déroulent convenablement dans l'océan Indien et dans l'Atlantique. Une petite division de navires de la Compagnie des Indes commandée par le comte d'Aché part en mai 1757 pour Pondichéry avec un renfort de 4 000 hommes qui arrivent à bon port l'année suivante, malgré la perte de 300 hommes fauchés par une épidémie lors d'une escale. Début 1757, Québec et l'île Royale sont ravitaillées, puis Louisbourg est défendue victorieusement grâce à une importante concentration navale. Londres a envoyé une escadre de dix-sept vaisseaux, seize frégates et 15 000 soldats pour attaquer la place. En face, Dubois de La Motte rassemble trois divisions arrivées séparément dans le port, soit un total de dix-huit vaisseaux, quinze frégates et 11 000 soldats. L'effort pour le Canada est donc aussi important côté français que côté britannique, lesquels n'osent pas attaquer. C'est la dernière grande opération navale victorieuse de la marine française dans cette guerre, alors que déjà la situation se dégrade en Méditerranée.

##### Blocus, rafles et défaites sur presque toutes les mers
L’escadre de Toulon, minée par les désertions (les équipages n'ont pas été payés depuis un an) a toutes les peines du monde à être armée. Son chef, La Clue ne réussit à mobiliser qu'une petite division de six vaisseaux et deux frégates pour escorter des renforts vers les Antilles et le Canada. Il quitte Toulon en décembre 1757, mais n'ose pas franchir le détroit de Gibraltar barré par quatorze vaisseaux britanniques et doit se réfugier à Carthagène, poursuivi par la Royal Navy qui fait sans complexe le blocus de la place malgré la neutralité espagnole. Un petit renfort de trois vaisseaux et une frégate venus de Toulon sous les ordres de Duquesne de Menneville est anéanti devant le port. Sur le navire amiral le Foudroyant (80 canons), une partie de l'équipage, paniqué, a refusé de se battre et s'est mutiné. La Clue, poursuivi par Boscawen, rentre péniblement sur Toulon en mai 1758, alors que le port, en panne de matelots, reste inactif cette année-là. Mais le pire est pour Brest, ravagé par une épidémie de typhus qui s’était déclarée pendant le retour de l’escadre de Dubois de La Motte depuis Louisbourg. Le 23 novembre 1757, il avait débarqué 5 000 malades qui contaminèrent toute la ville et firent entre 10 et 15 000 morts. On payait au centuple l'absence de progrès sanitaire dans l'entre-deux-guerres, contrairement à la Royal Navy. Les pertes en navires commencent aussi à augmenter : alors qu'en 1756 une seule unité seulement a été saisie par les Britanniques, en 1757, on passe à deux vaisseaux et six frégates perdues.
Le désastre sanitaire de Brest, qui désorganise totalement les armements bretons, contribue à faire de 1758 l'année charnière de la guerre. Les liaisons avec le Canada, les Antilles, l'océan Indien sont presque rompues cette année-là. Sur les cinq divisions qui quittent Rochefort ou Brest, seule celle de Du Chaffault, chargée de renforts pour le Canada réussit à forcer le blocus britannique, à l’aller comme au retour. Le 27 octobre, avec quatre vaisseaux, il repousse au large d'Ouessant les neuf navires de Boscawen pour pouvoir rentrer sur Brest. Ce combat secondaire est l'une des dernières victoires navales de la France dans le conflit, alors que le Royaume-Uni récolte ses premiers gros succès outre-mer. Louisbourg, que la Marine n'est maintenant plus capable de défendre, est assaillie par vingt-deux vaisseaux, quinze frégates et cent-vingt bâtiments de charge qui débarquent 12 000 hommes. La garnison de 3 000 soldats dispose de quoi tenir jusqu'à l'automne, mais le moral s'effondre après la destruction dans le port des cinq vaisseaux et trois frégates de la division navale. Redoutant un massacre en cas d'assaut victorieux, la place capitule en plein été 1758. Les portes du Canada sont ouvertes encore une fois à l'invasion. Bougainville, venu demander des renforts pour Québec, doit emprunter un navire corsaire (octobre 1758) et s'entend répondre par le ministre Berryer « qu'on ne cherche point à sauver les écuries quand le feu est à la maison ». Des propos malheureux qui témoignent du désarroi du gouvernement de Louis XV pris dans un conflit maritime et terrestre qu'il n'a pas su éviter et dans lequel il doit disperser ses forces. Bougainville repart en mars 1759 avec un petit convoi de vingt bâtiments porteur de vivres et d'un maigre renfort de 400 soldats alors que l'essentiel de l'effort français se porte sur l'armée de terre.
La Royal Navy poursuit son ratissage des côtes commencé en 1755. Des essaims de frégates raflent méthodiquement pêcheurs, caboteurs, navires coloniaux et autres corsaires imprudents. L'efficacité de cette politique de grignotage qui prive progressivement la marine de guerre de son réservoir d'hommes a été assez récemment mise au jour par l'historien canadien T.J.A. Le Goff. 1757 est peut-être l’année la plus noire de la guerre en termes de captivité navale. Cette année-là, alors qu’il n’y a aucune bataille navale d’envergure, près de 14 000 sujets de Louis XV de toute condition sont capturés en mer, soit l’équivalent de la population d’une ville moyenne dans la France des années 1750. Dans les centres de tri que T.J.A. Le Goff, qualifie de « sorte de camp de concentration » s’entassent tous les occupants des navires marchands quel que soit leur âge, leur sexe et leur statut (marchands, artisans embarqués, domestiques, passagers, femmes et enfants). La Navy ne libère que les femmes, les enfants de moins de douze ans, les hommes âgés, les passagers, les soldats et les officiers. À l’automne 1758, 18 000 à 20 000 hommes allant du mousse de quinze ans au maître d’équipage quadragénaire sont détenus en Grande-Bretagne contre environ 3 000 prisonniers navals en France, soit six fois moins. En 1759, c’est plus de 50 000 marins qui croupissent dans les sinistres pontons et autres prisons portuaires britanniques. Ils seront 60 000 à la fin de la guerre (1763). 8 500 y mourront.
La marine britannique fait aussi régner l'insécurité sur les côtes françaises par une série de raids de diversion de grande envergure, opérations qui ont aussi pour but de fixer le maximum de troupes sur le littoral après avoir semé la panique dans les populations. En juin 1757, la Royal Navy débarque par provocation à Bormes-les-Mimosas pour se ravitailler en raflant le bétail. L'île d'Aix est brièvement occupée entre le 20 et le 30 septembre 1757, mais sans rien oser entreprendre contre Rochefort. Le 18 juin 1758, ce sont 15 000 Britanniques qui débarquent à Cancale et à Paramé où ils détruisent quatre-vingt navires marchands. Le 7 août, c'est Cherbourg qui est victime d'un raid dévastateur de 10 000 « tuniques rouges ». La ville, qui armait au commerce, à la guerre et à la course est mise à sac et toutes ses installations portuaires sont détruites. En septembre 1758, les Britanniques débarquent près de la cité corsaire de Saint-Malo, avec la claire intention de lui faire subir le même sort qu'à Cherbourg. La défense vigoureuse du gouverneur de Bretagne à Saint-Cast rejette les envahisseurs à la mer avec de lourdes pertes, mais l'émoi est considérable. En juin 1759, la Royal Navy canonne l'anse des Sablettes (Toulon) et en juillet c'est Le Havre qui est pilonnée pendant 52 heures. La ville est ravagée. En juillet 1760, un raid détruit les batteries françaises de l'embouchure de l'Orne. Au printemps 1761, c'est Belle-Île qui est saisie par les Britanniques et sera conservée jusqu'à la fin de la guerre.
Le gouvernement britannique s'arroge pour finir le droit de contrôler tous les navires neutres afin de saisir les marchandises françaises arrivant des colonies. C'était le dernier moyen trouvé par les négociants et armateurs pour tromper le blocus. Les Néerlandais et les Espagnols sont les premiers concernés, surtout dans les Antilles, où les négociants français ont imaginé un système de fausses factures et de billets à paiement différé pour déguiser les cargaisons françaises. Les tribunaux de la Jamaïque et de la Barbade couvrent les saisies en jugeant de bonne prise plusieurs dizaines de navires néerlandais et espagnols, au grand scandale des capitales concernées. C'est une des causes qui expliquent le refus des Provinces-Unies d'entrer en guerre aux côtés de Londres et du rapprochement entre Madrid et Versailles. Blocus qui par ailleurs paralyse ou ralentit fortement l'activité des chantiers navals français, ces derniers ne recevant presque plus de matière première par voie de mer. Des stocks de bois, bloqués au Havre et dans l'île d'Indret en aval de Nantes, pourrissent dans les entrepôts à cause de l'arrêt du cabotage. Pour le bois français qui vient de l'intérieur par la Loire, il faut imaginer un système de charroi afin de l'acheminer vers les arsenaux, ce qui est fort lent et en décuple le prix.
1759 est l'année des désastres. Versailles, qui veut réagir aux rafles et aux humiliantes attaques sur les côtes françaises, ordonne à l'escadre de Toulon (douze vaisseaux, trois frégates) de rejoindre celle de Brest (vingt-et-un vaisseaux, cinq frégates) pour une nouvelle tentative de débarquement en Grande-Bretagne. L'opération, murie pendant l'année 1758, prévoit de combiner les deux forces pour escorter plus de 45 000 hommes qui doivent embarquer en Bretagne sur trois-cent-trente (ou trois-cent-cinquante) bateaux de transport. Un plan superbe sur le papier, mais qui ne tient plus compte de l'état réel de la flotte. À Brest, où l'on ne s'est pas remis de la terrible épidémie de l'année précédente qui se combine aux effets des rafles britanniques, on manque totalement de matelots. On embarque en hâte des artilleurs de terre et des bateliers de rivière (Dordogne, Garonne, Saône et Rhône) dépourvus d'expérience et dont beaucoup voient la mer pour la première fois. Les Britanniques, qui ont aussi des espions jusque dans les bureaux versaillais, sont parfaitement informés et surveillent attentivement les ports français. Les retards s'accumulent et le plan d'invasion se transforme en opération calamiteuse de bout en bout. Les deux escadres, avec leurs équipages de fortune encadrés par des officiers à court d'entraînement, sortent péniblement de Toulon et de Brest pour se faire balayer aux batailles de Lagos (août) et des Cardinaux (novembre).
L'escadre de Toulon, sous les ordres de La Clue, profite d'une éclipse de la Navy partie réparer quelques avaries, pour sortir et tenter de passer discrètement dans l'Atlantique. Mais elle est repérée par une frégate britannique alors qu'elle longe les côtes africaines. L'escadre de Gibraltar se lance aussitôt à sa poursuite alors qu'elle remonte le long des côtes espagnoles. Dans la nuit du 17 au 18 août, la force française se disloque à la suite de signaux défectueux mal interprétés. Cinq des douze vaisseaux et les trois frégates se réfugient à Cadix. Le reste (sept vaisseaux) est rattrapé par les quatorze navires de Boscawen puis anéanti après deux jours de poursuite et de combat jusque dans les eaux portugaises de Lagos. Deux vaisseaux abandonnent La Clue et se sauvent, trois sont capturés et deux sont incendiés sur la côte portugaise, dont le navire-amiral, l’Océan (18-19 août).
La défaite de l'escadre de Toulon réduit d'un tiers l'escorte prévue et compromet le plan d'invasion, d'autant que la saison, maintenant très avancée, rend périlleuse, avec les tempêtes, la concentration des navires de transports. Mais le ministre Berryer maintient l'opération. L'escadre de Brest, sortie le 14 novembre, est immédiatement repérée par les forces de Hawke qui montent la garde devant le port breton depuis des mois. Sur le papier, avec vingt-et-un vaisseaux français contre vingt-trois britanniques, les forces sont presque à égalité. Mais Conflans, sans illusion sur la puissance réelle de son escadre, cherche à éviter le combat en se mettrant à l'abri dans les eaux de la baie de Quiberon. Les Français sont rattrapés le 20 au milieu d'une tempête dans un secteur parsemé de hauts-fonds dangereux où Conflans pensait que Hawke n'oserait pas s'aventurer. Deux vaisseaux britanniques s'échouent et sombrent, mais l'arrière garde, prise en tenaille, se fait laminer près des récifs des Cardinaux : quatre vaisseaux sont pris ou coulés. Le 21 au matin, huit vaisseaux abandonnent leur chef — comme à Lagos — pour se réfugier à Rochefort. Le soir, c'est encore sept vaisseaux qui se sauvent à toutes voiles pour se réfugier dans l'estuaire de la Vilaine. Restent deux bâtiments coincés au Croisic : un survivant désemparé du combat de la veille qui n'a pu fuir, et le navire-amiral, le Soleil Royal (80 canons). Conflans, abandonné de tous, doit se résoudre à les incendier pour éviter leur capture.
La fuite de nombreux vaisseaux dans ces deux batailles montre l'ascendant psychologique que les officiers de la Royal Navy ont pris sur ceux de la Marine Royale. Ceux-ci semblent, à Toulon comme à Brest, n'avoir jamais cru en la possibilité de mener à bien cette campagne. Tout se passe comme si les commandants n'avaient eu le choix qu'entre la fuite, au motif de sauver les vaisseaux, ou d'accepter de se sacrifier dans des combats désespérés et perdus d'avance. Quoi qu'il en soit, ces défaites, qui coûtent onze vaisseaux et dispersent le reste des unités jusque dans des ports étrangers, ruinent le plan d'invasion et achèvent de laisser au Royaume-Uni triomphante la maîtrise des mers. Sur le papier, la marine dispose encore d'une quarantaine de vaisseaux, mais ceux-ci, bloqués et sans équipage, n'ont plus de capacité opérationnelle face à une Royal Navy qui aligne au même moment pas moins de cinq escadres sur tous les théâtres d'opération. Les bâtiments réfugiés à Cadix vont y rester bloqués jusqu'en janvier 1760, et il faut plus de deux ans et demi d'effort à Ternay et d’Hector pour sortir de la Vilaine ceux qui s'y étaient précipités lors de la débâcle de la baie de Quiberon. Louis XV se laisse aller à dire « qu'il n'y a plus en France d'autre marine que celle du peintre Vernet ». Ces propos malheureux, tenus sous le coup de l'accablement des défaites vont entretenir la légende noire d'un roi qui se désintéresse de sa marine. Il est vrai qu'en plus des défaites, le ministère semble tanguer au rythme de la valse de ses occupants. Machault d'Arnouville est renvoyé en février 1757 à la suite d'une cabale de Cour. Peiresc de Moras exerce pendant seize mois et Massiac pendant cinq mois. Berryer reste en place trois ans (novembre 1758, octobre 1761), mais c'est avec lui qu'on touche le fond, puisqu'aux défaites s'ajoute le quasi arrêt des lancements à partir de 1758. Le budget de la Marine a pourtant bondi de 31,3 millions de livres tournois en 1755 à 56,9 millions de l.t. en 1759, ce qui indique qu'on a sacrifié les constructions au profit des opérations navales en jouant le tout pour le tout dans le plan d'invasion du Royaume-Uni. Les crédits reculent ensuite fortement en 1760 en tombant à 23,7 millions, ce qui en dit long sur l'acceptation de la victoire britannique outre-mer et la priorité donnée (ou rendue) aux opérations continentales. C'est un ministère en pleine déroute que trouve le duc de Choiseul à son arrivée au poste en 1761.
Alors que l'armée française a 100 000 hommes engagés en Allemagne, la Royal Navy recueille les fruits de son colossal effort naval. Les comptoirs africains sont progressivement perdus : Saint-Louis tombe en avril 1758, puis les postes de traite échelonnés sur la rivière du Sénégal, plus au sud ceux de Gambie, celui de Ouidah et enfin Gorée en décembre 1758. Les Antilles résistent plus longtemps, mais le Royaume-Uni est décidée à s'emparer de ces îles où la contrebande vers ses propres possessions est importante, tout comme les corsaires qui font de gros dégâts sur son commerce. Quelques renforts ont été apportés par l'escadre de Bart en 1755, relayée par Antoine Alexis Perier de Salvert en 1756, puis celle de Bauffremont et de Kersaint en 1757. Rien ne parvient en 1758 car le blocus britannique est de plus en plus efficace. En janvier 1759, après deux échecs sur la Martinique, l'escadre de Morre débarque ses 5 000 (ou 7 000) soldats sur la Guadeloupe. L'opération coûte 2 000 hommes à l'armée britannique car l'île résiste jusqu'en mai. Les troupes britanniques dévastent la ville de Basse-Terre et de nombreuses sucreries puis accordent des conditions très favorables pour pousser le commandant à la capitulation. Maximin de Bompar, qui a réussi à franchir le blocus, arrive dans les Antilles en mars avec huit vaisseaux et trois frégates. Mais le gouverneur de la Martinique, Beauharnais, reste inerte pendant des semaines. Lorsqu'il réagit enfin pour secourir la Guadeloupe, il est trop tard, l’île vient de capituler. Les petites îles des Saintes, Marie-Galante et la Dominique tombent dans la foulée. La révolte des esclaves de la Jamaïque, importante base britannique, explique le répit dont bénéficie la Martinique en 1760-1761. Le 7 janvier 1762, l’île est assaillie par trente-cinq vaisseaux qui pilonnent Fort-Royal et couvrent le débarquement de 18 000 tuniques rouges. En face, le successeur de Beauharnais, Le Vassor de La Touche, n’a que 700 grenadiers et 300 soldats de marine. Dès le 28 janvier, il doit abandonner Fort-Royal, sous la pression conjointe du débarquement et des colons qui ne veulent pas subir les mêmes dévastations qu'à la Martinique. Replié sur Saint-Pierre, il signe une suspension d'armes le 13 février et se rend le 1er mars. À Versailles, où Choiseul a repris en main la Marine, on a pourtant tenté de sauver l’île. Mais l'escadre de Blénac-Courbon (huit vaisseaux), porteuse d'un gros renfort de 5 500 soldats arrive peu de temps après la capitulation. Cet effort n'est cependant pas vain : les troupes sont débarquées sur Saint-Domingue. Elles y rejoignent les 2 000 hommes déjà présents, ce qui met la plus riche possession française des Antilles à l'abri des tentatives britanniques et des pressions des colons pour capituler sans combattre.
Louisbourg tombée en 1758, le gouvernement français estime la partie perdue au Canada et cesse pratiquement d'y envoyer des renforts après l'aller-retour de Bougainville (voir plus haut). En juin 1759, Québec est attaquée par vingt-deux vaisseaux, vingt-deux frégates et soixante-dix bâtiments de charge portant 10 000 soldats embarqués. Cette grande escadre remonte sans encombre le Saint-Laurent alors qu'on pensait côté français que c'était presque impossible à cause des courants violents et des nombreux bancs de sable. Côté britanniques on avait fait discrètement un relevé cartographique très précis du fleuve, confiée à un jeune officier inconnu, James Cook. On tente d'incendier les vaisseaux britanniques avec des brûlots. En vain. Québec capitule en septembre après un siège mémorable et une lourde défaite devant les murs de la ville. En avril 1760, un renfort symbolique de cinq navires marchands porteurs de vivres, de munitions et de 400 soldats escortés par une frégate de 26 canons quitte Bordeaux pour secourir le chevalier de Lévis qui tente de contre-attaquer devant Québec. Le miracle n'aura pas lieu : deux navires sont saisis par le blocus britannique devant Bordeaux, un autre fait naufrage au large des Açores, le reste est anéanti en juillet dans la baie des Chaleurs, à la bataille de la Ristigouche. Montréal, attaquée par trois armées britanniques capitule en septembre 1760. Choiseul tente encore en 1762 un effort désespéré pour reprendre pied en Amérique du Nord afin d'y avoir quelques gages pour négocier la paix. Ternay, à la tête d'une division de cinq navires portant un corps de 500-700 hommes réussit à atteindre Terre-Neuve et à débarquer à Saint-Jean (juin). La ville est prise par les hommes de Cléron de d'Haussonville et Ternay détruit ou capture 470 navires de pêche provoquant un million et demi de l.£ de pertes. Mais ce succès est sans lendemain car le petit corps expéditionnaire est défait à la bataille de Signal Hill. Ce combat isolé signe la fin du conflit en Amérique du Nord et la perte définitive du Canada Français. Quant à Ternay, qui fait face à des forces navales bien supérieures accourues en renfort, il ne peut que se replier pour sauver sa division. Poursuivi par la Navy, il rentre péniblement à Brest en janvier 1763 après une escale en Espagne. Reste la Louisiane, menacée elle aussi par la chute du poste avancé de Mobile, mais cet immense territoire sous peuplé n'est que de très faible valeur économique.
Après un long périple, d'Aché arrive aux Indes au printemps 1758, et repousse, lors d'un difficile combat, les neuf vaisseaux de Pocock qui cherchent à l'intercepter (28 avril). Les renforts qu'ils débarquent permettent à Lally-Tollendal de prendre Gondelour en mai, ce qui compense la chute de Chandernagor. D'Aché dispose d'une division navale mixte, soit un 74 canons de guerre et huit navires de la Compagnie des Indes, renforcée de trois autres vaisseaux de 64 canons en 1759. Il livre à Pocock une deuxième bataille difficile dans les eaux de Négapatam (3 août 1758). Ce dernier est tenu de nouveau en échec, mais d'Aché se retire sur l'Île-de-France à l'approche de la mousson d'hiver alors que l'escadre britannique hiverne sur place dans sa base abritée de Bombay. Privées de soutien naval, les forces françaises échouent à prendre Madras (février 1759), alors que les Britanniques reçoivent des renforts importants et passent à l'offensive dans le Carnatic pour reconquérir le terrain perdu. À l'Île-de-France, la Compagnie des Indes déploie des efforts gigantesques pour armer la division navale en faisant venir du ravitaillement de Madagascar et du Cap. Le 10 septembre 1759, d'Aché revient enfin sur les côtes indiennes avec des renforts et de l'argent. Il livre un nouveau combat victorieux pour repousser Pocock, mais à peine a-t-il mouillé devant Pondichéry qu'il s'empresse de rentrer sur les Mascareignes. La côte de Coromandel étant abandonnée à la Royal Navy, le sort des établissements français de l'Inde est scellé. Pondichéry, assiégée par seize vaisseaux et 15 000 hommes capitule en janvier 1761, après dix mois de siège. La ville est ravagée de fond en comble. Mahé tombe le mois suivant. Ne reste plus à la France que l'archipel des Mascareignes où se sont repliés les vaisseaux français. D'Aché rentre en mars 1761, alors que d'Estaing fait depuis l'Île-de-France, avec deux navires, une brillante campagne corsaire dans le golfe Persique et à Sumatra, où il saccage de nombreux comptoirs britanniques. À la Chambre des communes, William Pitt déclare que « tant que les Français tiendront l'Île-de-France, les Britanniques ne seront pas maîtres de l'Inde ». C'est sans doute la démission du Premier ministre britannique, combinée à l'entrée en guerre de l'Espagne attirant la Royal Navy dans le Pacifique, qui sauve la base française d'un débarquement massif. Quant à la Compagnie des Indes, que ces armements en guerre ont épuisée alors que son trafic s'est effondré, elle est financièrement exsangue.
L'alliance avec l'Espagne, sollicitée à mots couverts par Maurepas en 1749 est conclue en 1761 mais ne change rien au sort de la guerre. La marine espagnole ne fait pas le poids : la Royal Navy triomphante s’empare de La Havane (13 août 1762), fait la conquête de la Floride, puis de Manille (22 septembre 1762), et capture les deux galions transpacifiques. L'empire espagnol semble menacé d'effondrement. Les deux alliés se sont aussi montrés incapables de réunir leurs forces pour combattre ensemble. Les vaisseaux et les soldats français, par exemple, sont restés rivés à Saint-Domingue lorsque la Navy a attaqué La Havane. Les troupes espagnoles de Floride sont restées l’arme au pied lorsque les Britanniques ont débarqué sur la plage de Mobile.

##### La guerre de course faute de mieux?

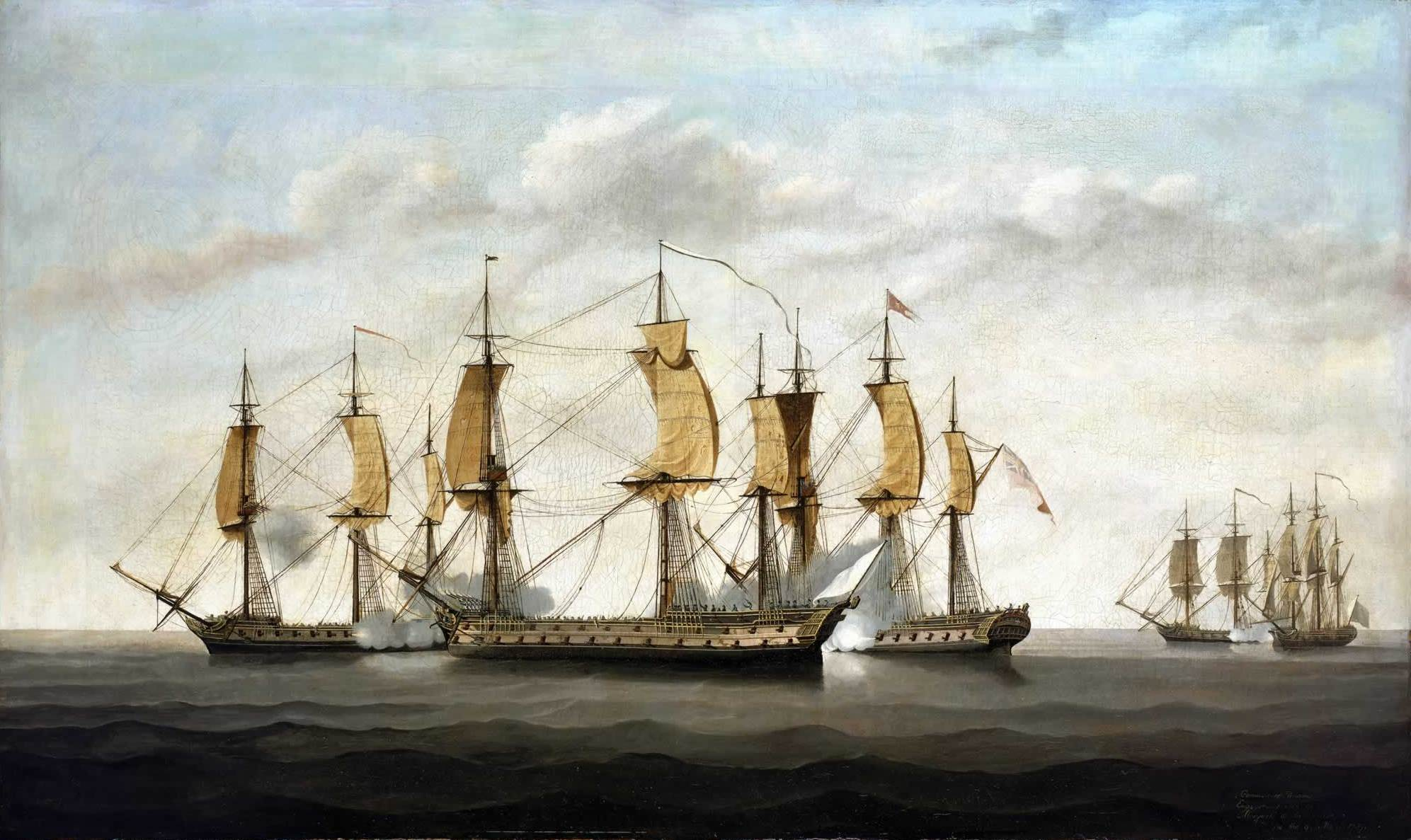
Trois navires britanniques de la Compagnie des Indes attaqués par deux corsaires français. Les corsaires sont très actifs car la domination de la Royal Navy pousse de nombreux armateurs qui n'osent plus faire de commerce à tenter leur chance dans la guerre de course.

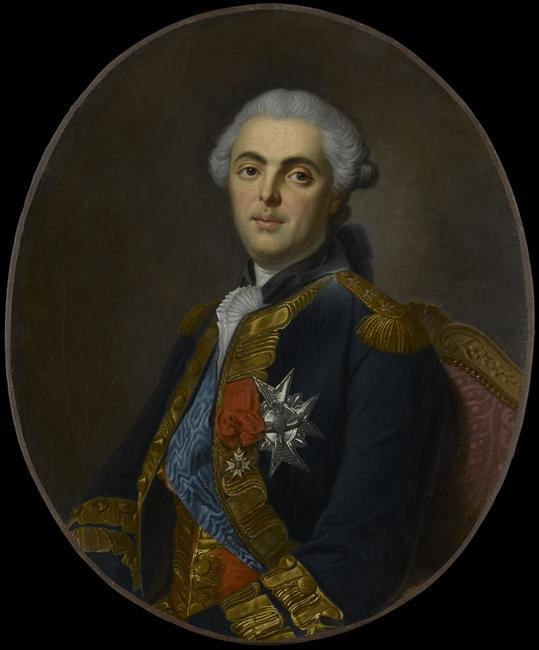
Un officier de marine en grand uniforme. Après s'être très bien comporté pendant la guerre de Succession d'Autriche, le corps des officiers connait de graves défaillances pendant la Guerre de Sept Ans. Il faut mettre à la retraite plus d'une centaine d'entre eux à la fin du conflit.

Il faut conclure sur ce conflit en tirant un bilan rapide de la guerre de course qui compense en partie les déficiences de la Marine royale. Avec le blocus des côtes et des colonies, les ports français voient leurs activités progressivement paralysées, surtout ceux de la Manche. Le Havre et Saint-Malo sont durement touchés. Louis XV n’autorise à armer en course qu’en mai 1756 alors que la guerre est déjà commencée depuis presque un an. Dunkerque retrouve sa place de premier port corsaire avec 688 captures. Saint-Malo s’empare de 257 voiles mais souffre du débarquement britannique de 1758 à Cancale (voir plus haut) qui détruit 20 navires corsaires. Bayonne confirme son dynamisme récent de cité corsaire en s’emparant de 375 navires, imitée par sa voisine Saint-Jean-de-Luz (108 prises). La grande innovation est l’armement en course à Bordeaux, Nantes et La Rochelle, villes jusque-là dévolues au grand commerce atlantique et qui s’étaient tenues presque totalement à l’écart de la course lors du précédent conflit. Certains armateurs qui n’osent plus armer au commerce devenu trop risqué tentent leur chance en course. Bordeaux arme 54 corsaires qui font 63 prises, mais le commencement d’activité corsaire de Nantes est stoppé par la prise de Belle-Ile. Seule la course passe commande aux chantiers navals. La vente des prises remplace en partie les importations. Elle permet aux marins comme aux armateurs de vivre partiellement de la mer. La course atlantique pendant la Guerre de Sept Ans apparaît ainsi, plus qu’un choix patriotique ou économique, comme une tentative de survie de l’activité maritime. Une activité qui selon les calculs de J. Delumeau aurait coûté au Royaume-Uni 2 600 captures pour 90 millions de livres. On constate aussi que la marine royale imite sa rivale puisqu’elle capture et revend pour 8-10 millions de l.t. en 1759-1760. Kersaint, lors de sa campagne sur les côtes africaines en 1757 (voir plus haut) rafle 15 prises qui sont revendues aux Antilles pour 370 000 livres. Des chiffres qui montrent que la course est loin d’être une activité négligeable pour les ports français.
Il arrive aussi que les corsaires remplissent des missions que n’assure plus la Marine de guerre exsangue, comme lorsque Bougainville vient chercher des renforts pour le Canada (voir plus haut) ou pour ravitailler certaines îles, comme la Martinique. Le corsaire breton Charles Cornic escorte douze convois sur les côtes de France et réussit à faire entrer sur Brest, malgré le blocus, de grosses cargaisons de chanvre néerlandais. Il s'empare aussi de 7 corsaires britanniques et repousse en 1758 au large d'Ouessant 3 navires britanniques avant de s'emparer en 1761 d'un indiaman de 600 tx arrivant de Madras avec une cargaison valant plus de 3 millions. Il termine la guerre intégré dans la marine royale avec le grade de capitaine de vaisseau. François Thurot, un habile corsaire de Dunkerque qui a fait en 1757-1758 une soixantaine de prises, se voit chargé d'organiser une descente en Irlande (C'était tout ce qui restait du grand projet d'invasion de 1759). L'opération, menée avec une division de 5 frégates et un corps expéditionnaire de 1 200 hommes commence par une série de succès. Il trompe le blocus britannique, contourne la Grande-Bretagne par l'Est et par le Nord, s'arrête aux îles Feroë, puis redescend sur la mer d'Irlande. Il débarque en février 1760 près de Belfast à Carrickfergus, s'empare de la localité et libère de nombreux prisonniers français.
Mais la course reste une activité aléatoire et dangereuse. Nombre de corsaires rentrent bredouilles et beaucoup se font intercepter par les frégates britanniques. Sur les 60 000 marins français capturés pendant le conflit, plus de 31 000 sont des corsaires. D'Estaing, malgré sa belle campagne dans l'océan Indien est capturé à son tour et finit dans un cachot à Londres. Quant à Thurot, il ne peut inquiéter Belfast faute de troupes suffisantes et il est tué au retour dans un combat désespéré avec une division de frégates britanniques. Ces deux exemples illustrent les limites biens connues de la guerre de course. Des corsaires talentueux peuvent grâce à l'effet de surprise infliger des pertes importantes à l'ennemi, mais sans changer le cours de la guerre car leurs forces sont trop limitées, même dans le cadre d'un armement mixte avec des navires fournis par la marine de guerre. Face aux frégates ennemies, Thurot est abandonné par ses capitaines et meurt seul. Dans les Antilles, la course qui reprend un temps depuis la Martinique (20 corsaires qui font 180 prises en 1759) est peu à peu étouffée par les victoires britanniques. Côté britanniques, la situation est paradoxale puisque les corsaires déclinent fortement, victimes de la concurrence de… la Royal Navy qui fait les prises les plus nombreuses, les plus riches et les revend à son profit (comme en 1755 avec la rafle de 300 navires français, ou la prise du galion d’Acapulco en 1762).
En additionnant les prises coloniales, les corsaires britanniques saisissent 1 400-1 500 navires, contre 2 600 pour le conflit précédent. À partir de 1758, nombre d’armateurs renoncent à la course et préfèrent reprendre leurs activités de temps de paix, en étant obligés de se protéger sous forme de convois, pour ne pas subir les attaques des corsaires français ! La guerre a donc des effets inattendus, puisque la Royal Navy victorieuse acquiert la maîtrise des mers, mais en provoquant une augmentation des activités corsaires françaises. Ces derniers remplissent donc la mission de guerre au commerce que n’est pas capable de mener la Marine royale. Ils font deux fois plus de captures que lors de la précédente guerre alors que déclinent les corsaires d'outre-Manche. Les armateurs britanniques, exaspérés, ne cessent de se plaindre contre la Navy et William Pitt devient de plus en plus impopulaire. Ce n’est pas le moindre paradoxe de cette guerre qui est de toute façon perdue, même avec la démission, en octobre 1761, de l'intraitable ennemi de la France…

### Choiseul, le redressement de la flotte et l'idée de revanche: le début d'une conscience navale?

#### Le «don des vaisseaux»

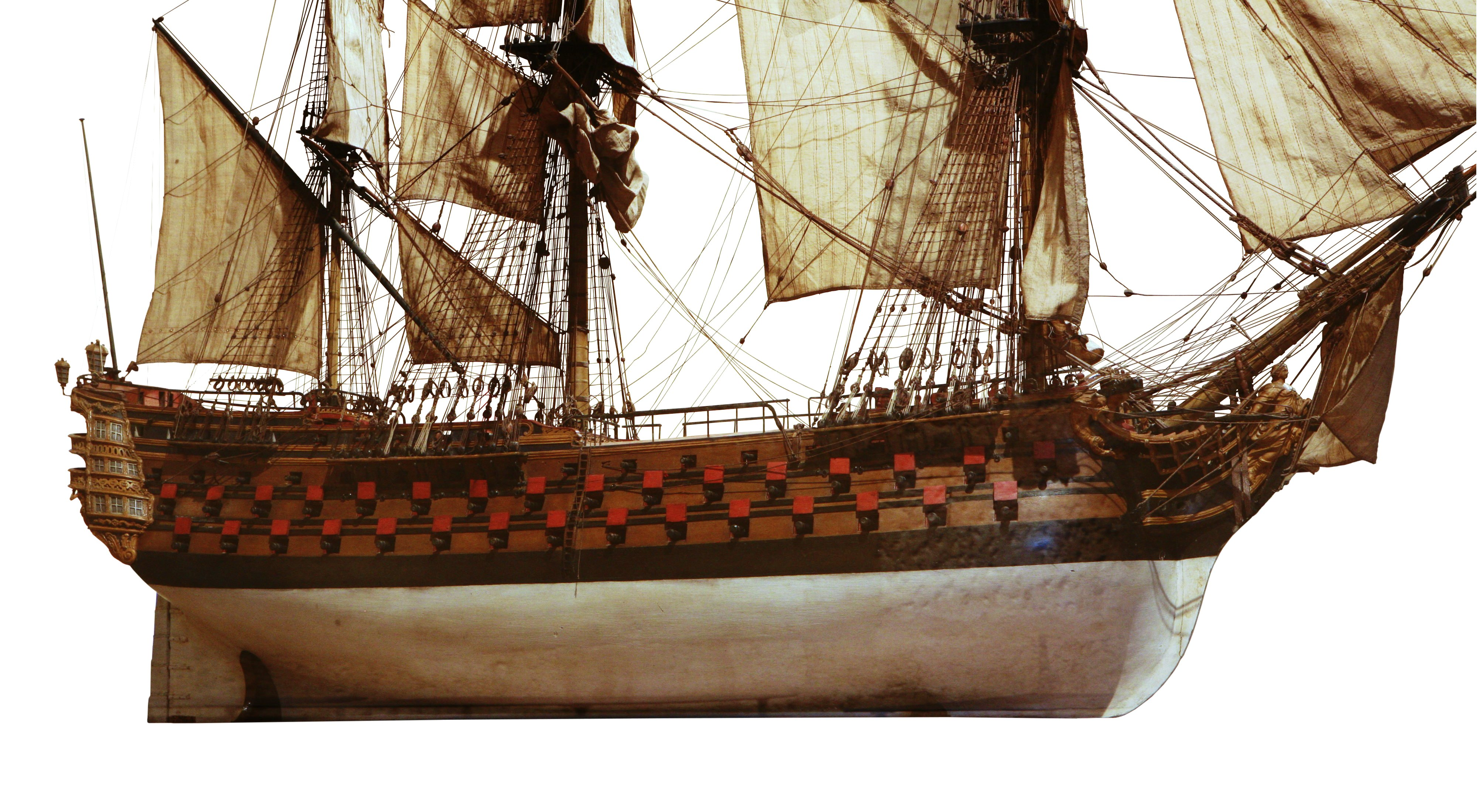
Le Bretagne, trois-ponts issu du « don des vaisseaux », incarne avec les seize autres unités construites la volonté de revanche des Français après la guerre de Sept Ans.

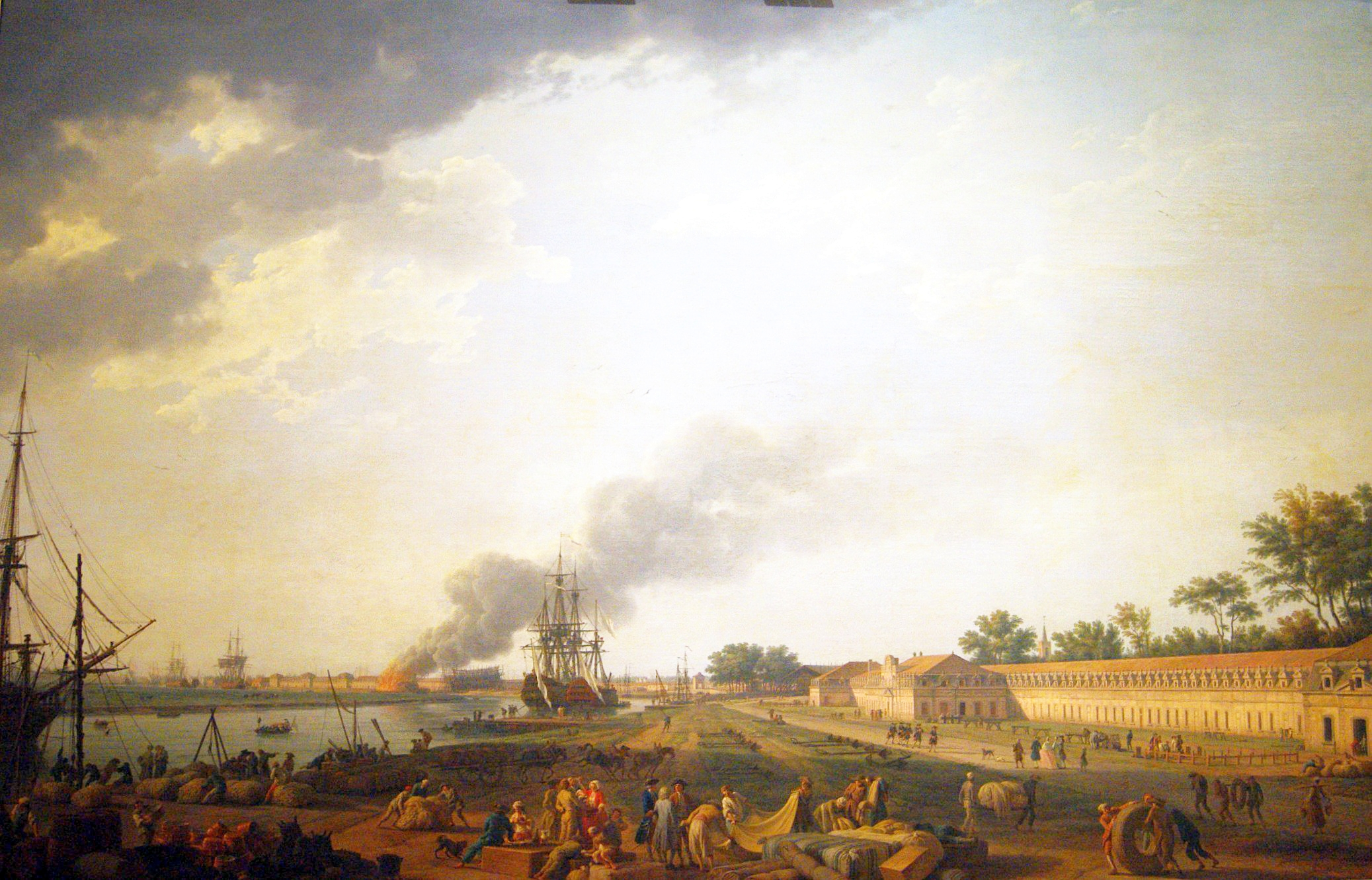
Rochefort en 1762, vu par le peintre Vernet. Ce dernier, par ses tableaux sur les ports de France contribue à populariser la mer dans l'opinion.

En 1762, la flotte française n’a plus que quarante-sept vaisseaux et vingt frégates, contre cent-quarante-cinq vaisseaux et cent-trois frégates pour sa rivale britannique menée par des amiraux énergiques et obéis, alors que côté français on manque de chefs d'envergure et que l'indiscipline mine le corps des officiers. À Lagos, La Clue Sabran a été abandonné par nombre de ses subordonnés. Même constat aux Cardinaux ou le chef d'escadre Bauffremont a désobéi formellement aux ordres de Conflans en s'échappant de la baie de Quiberon. Cette fuite a déclenché la panique et un sauve-qui-peut général qui a précipité la victoire britannique. Choiseul, ministre issu de l'armée de terre où l'on est habitué à une discipline autrement sévère, tire une conclusion impitoyable de ces défaillances en traitant les officiers de marine de « corps abâtardi ».
La France a perdu dans cette guerre dix-huit vaisseaux et trente-sept frégates, pris par l'ennemi ; dix-neuf vaisseaux et dix-neuf frégates, brûlés ou perdus par naufrage, soit quatre-vingt-treize bâtiments portant 3 880 canons. L'effort de redressement commence avant même la fin du conflit lorsque Choiseul devient ministre de la Marine en 1761. Il profite de sa popularité pour réorganiser les services du ministère et mettre d'office à la retraite soixante-quatre capitaines de vaisseaux et quarante-deux lieutenants trop âgés, malades, ou médiocres quadragénaires, en échange de quoi est créée une retraite pour les officiers. « Je pense qu'il faut avancer les jeunes gens : il y en a de la première distinction et qui feront honneur au siècle », écrit le nouveau ministre à Louis XV. Cette atmosphère de reprise en main explique entre autres le petit redressement naval de 1762 avec le sauvetage de Saint-Domingue et la tentative de reconquête à Terre-Neuve (voir plus haut).
Choiseul s'appuie aussi sur le sursaut patriotique du pays pour chercher de nouveaux financements alors qu'il est impossible d'augmenter le budget et que les mises en chantier ont pratiquement cessé depuis 1758. Ainsi est lancé en 1761 le « don des vaisseaux » par les provinces, villes ou corps constitués, et qui offre à la flotte dix-sept navires neufs et une frégate, soit une année de budget de la marine. Deux de ces vaisseaux sont des trois-ponts de 100 canons (le Ville de Paris et le Bretagne). Choiseul, en bon propagandiste, mobilise le talent du peintre Vernet qui réalise entre 1754 et 1765 une célèbre série de Vues des ports de France. Le Ville de Paris, lancé en 1764, est visible à l'arrière-plan du tableau peint en 1762 par Vernet sur le parc de construction de Rochefort. « Aimables images faisant fi des malheurs de la guerre, ces tableaux illustrent les multiples facettes de la vie maritime française, où se décèle la mise en place d'une flotte de revanche » (Jean Meyer, Martine Acerra).
Ce sursaut patriotique mérite d'être analysé de près, car c'est la première fois dans l'histoire de France que l'opinion se sent concernée dans ses profondeurs par les questions navales, preuve que les Français ne sont plus tout à fait d'indécrottables terriens qui pensent que le sort d'une guerre ne se joue que sur terre. Le conflit, qui s'est achevé avec le traité de Paris (10 février 1763) a entériné la liquidation politique et militaire de la présence française en Amérique du Nord et en Inde. Voltaire ironise même sur la perte des « quelques arpents de neige » du Canada qui ne sont guère regrettés. Néanmoins, les nombreuses défaites sont vivement ressenties, à une époque où le sens de l'honneur se porte haut. Outre la volonté de laver ces humiliations, le sursaut est entretenu après la guerre par le retour des prisonniers qui font le récit des conditions de détention barbares qu'ils ont subies. Rappelons que sur les 60 000 marins capturés, 8 500 sont morts sur les pontons, au point que même l’opinion publique britannique s’en est émue. Les survivants « en garderont une haine extraordinaire vis-à-vis des Britanniques, haine qui perdurera pendant les guerres d’Amérique, de la Révolution et de l’Empire », note Patrick Villiers. Une haine qui irrigue tous les ports et qui contribue à faire prendre racine dans l'opinion l'idée d'une revanche nécessaire contre le Royaume-Uni. La question ne laisse pas indifférent non plus les milieux philosophiques : « Philosophes de tous les pays, amis des hommes, pardonnez à un écrivain français d’exciter sa patrie à élever une marine formidable », s’écrie l’abbé Raynal. Situation étonnante, vue l’anglomanie de toute une partie des élites qui admire les « libertés anglaises », à la suite des écrits de Voltaire et Montesquieu.

#### La popularité des grands voyages d'exploration

Le récit du voyage de Bougainville autour du monde en 1766-1768 rencontre un vif succès auprès du public, ce qui témoigne d'un intérêt nouveau pour la mer.

Mais Bougainville n’est pas le premier français à avoir fait le tour du monde, c est Le Gentil de La Barbinais qui en 1714-1717 effectué la première circumnavigation française.
Le changement d'attitude vis-à-vis de la mer se perçoit aussi avec l'engouement du public pour les voyages d'exploration autour du monde, entreprise encore considérable et risquée au XVIIIe siècle. De 1766 à 1768, Bougainville, soutenu par Choiseul, effectue un long périple qui le mène jusqu'au cœur de l'océan Pacifique. Parti de Brest en décembre 1766 avec la Boudeuse puis rejoint par la flûte l’Étoile, il explore le détroit de Magellan, prend possession de Tahiti en avril 1768, reconnaît les îles Samoa, les Nouvelles-Hébrides, un archipel au sud de la Nouvelle-Guinée, longe les îles Salomon pour revenir par les Moluques, Batavia, l’isle de France et le cap de Bonne-Espérance. Il rentre en mars 1769, rapportant 3 000 espèces nouvelles, (dont la Bougainvillée) et c’est aussi la première fois qu’une Française fait le tour du monde… Le récit que Bougainville fait de sa mission rencontre un succès considérable, tout comme ceux issus des voyages de son concurrent d'outre-Manche, James Cook.
Bougainville n'est cependant pas seul à mener des missions d'exploration. Un officier de la compagnie des Indes, Jean-François de Surville, part de Pondichéry en juin 1769 sur le Saint-Jean-Baptiste pour réduire le temps de voyage depuis la France. Il explore une large partie de l’archipel des Salomon et en fixe de manière assez précise la position géographique puis passe au large des côtes australiennes et touche la pointe nord de la Nouvelle-Zélande. L’expédition, exténuée, prend fin au Pérou en avril 1770 après avoir traversé tout l’océan Pacifique d’Ouest en Est. Peu après, c’est Marc Joseph Marion Dufresne, depuis l’isle de France, qui entreprend une mission vers les terres australes inconnues. En janvier 1772, il découvre l’île du Prince Édouard, les îles Marion et Crozet puis passe dans l’océan Pacifique. En mars 1772, il touche la Tasmanie, puis fait, à partir de mai, une longue escale en Nouvelle-Zélande. Le voyage, cependant, s’arrête là car Marion-Dufresne est massacré par les Maoris après avoir abattu un arbre tabou pour faire réparer ses navires. L’exploration de l’océan Indien se poursuit avec les deux missions d'Yves Joseph de Kerguelen de Trémarec, en 1771-1772 et en 1773-1774 qui permettent la découverte et la prise de possession de l’archipel qui porte aujourd’hui son nom.
C'est à l'issue de ces voyages que les milieux littéraires français (et anglais) commencent à célébrer le mythe du bon sauvage à la façon de Jean-Jacques Rousseau alors que les savant dissertent sur la possible existence d'un continent austral « au sud de l'Asie capable de tenir le globe en équilibre ». Ces voyages scientifiques ayant pour but une meilleure connaissance du monde participent aussi, quoi qu'on en dise, de la préparation des conflits futurs. Si l'opinion retient surtout les comptes rendus et dessins exotiques des savants, écrivains et artistes embarqués, ce n'est cependant pas pour rien que ces expéditions sont confiées à des militaires. Les officiers ont aussi pour mission de faire l'inventaire des ressources disponibles sur les territoires explorés, repérer les atterrages, noter l'attitude de leurs habitants. Ils dressent (ou corrigent) les cartes afin de juger de l'importance stratégique des lieux en tant qu'éventuelles bases de ravitaillement ou point d'appui et testent des nouveaux instruments de navigation. C'est le cas, par exemple, du chevalier de Fleurieu, spécialiste en hydrographie et qui expérimente la première montre marine sur la frégate l'Isis, au cours d'une campagne d'un an dans l'Atlantique, en 1768-1769.

#### Les réformes de structure

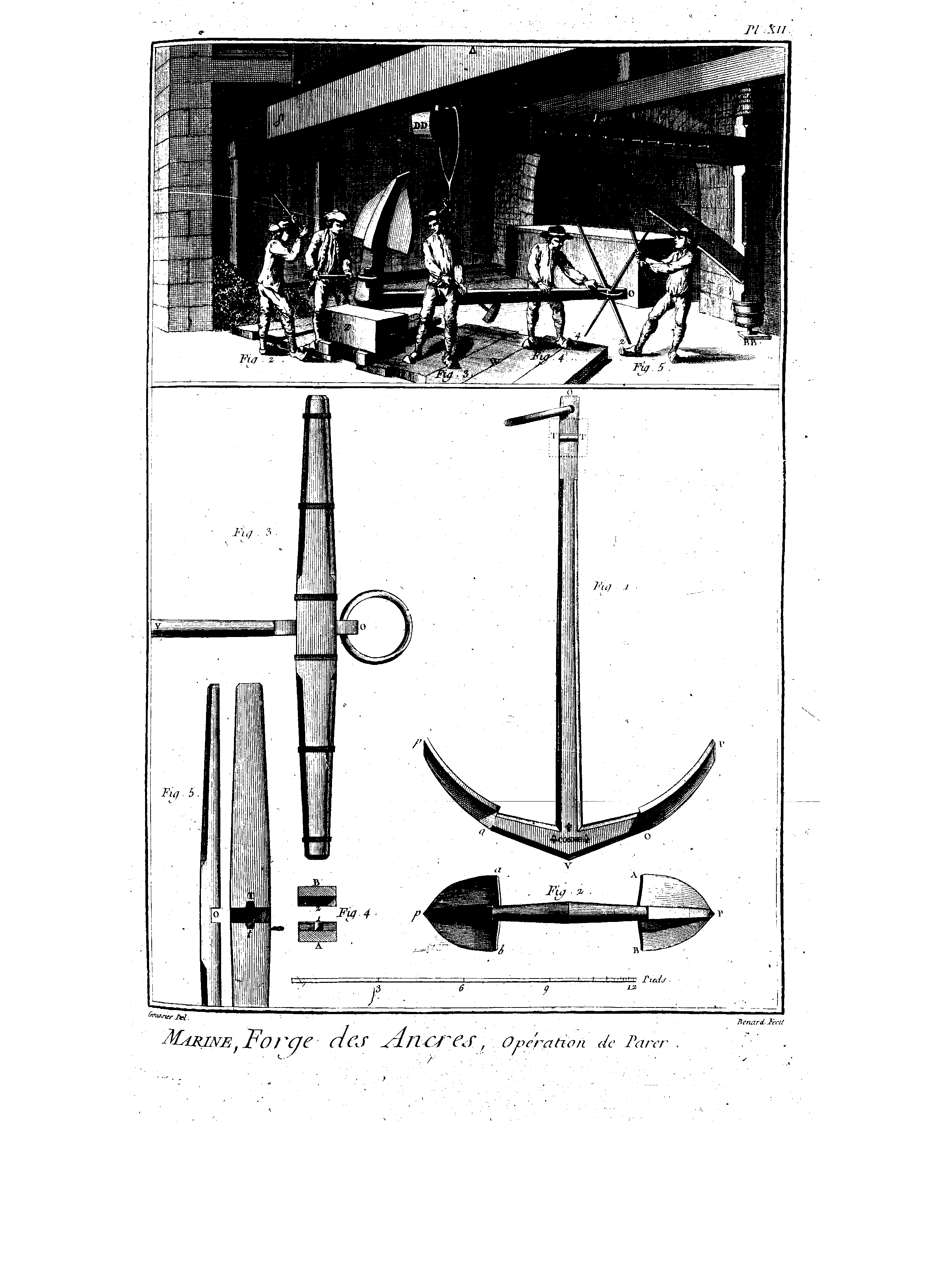
La forge des ancres, vue par lEncyclopédie. En prévision d'une reprise de la guerre, Choiseul fait stocker des quantités considérables de bois de construction, d'agrès, de munitions et de matériel.

Le nouveau ministre entreprend aussi de revoir la formation des officiers. En 1765, celle-ci est sanctionnée par des notes et Choiseul se réserve le droit de recruter les meilleurs marins marchands, tant comme volontaires que comme officier, et d'accorder des promotions sans tenir compte du sacro-saint tableau d'avancement imposé depuis Colbert. Cet avancement au mérite doit être complété par la création d'une escadre d'évolution afin d'améliorer l'entraînement. Choiseul réforme aussi le corps des constructeurs, dont la formation est encore améliorée, et qui se voient appelés « ingénieurs constructeurs ». L'ingénieur en chef dirige désormais l'arsenal avec un grade équivalent à celui de capitaine de vaisseau. On cherche clairement à encourager cette élite de l'excellence. Clairins-Deslauriers, ingénieur en chef de Rochefort, est anobli après le lancement réussi du futur vaisseau-amiral, le Ville de Paris.
Choiseul fixe en 1763 l’objectif ambitieux de porter la flotte à quatre-vingt vaisseaux et quarante-cinq frégates. C'est un chiffre irréaliste compte tenu de l’état des finances après la Guerre de Sept Ans. Le budget de la marine ne représente guère que 8 % des dépenses de l'État, soit l'équivalent des dépenses des années de paix de 1750-1754, ce qui relativise fortement son redressement. Ce dernier provient essentiellement du « don des vaisseaux », des réformes effectuées et du changement d'état d'esprit de l'opinion, alors que les moyens restent très inférieurs à ceux de la Royal Navy. Le « don des vaisseaux », qui enlève une grosse épine financière du pied au ministère de la Marine, permet à Choiseul de passer commande de nombreuses frégates, navires essentiels à la guerre océanique. En 1768, vingt frégates supplémentaires ont été lancées, soit les deux tiers des constructions neuves effectuées entre 1765 et 1768. Choiseul fait même acheter des frégates en Angleterre en 1763.
Tout semble bon, par ailleurs, pour trouver des navires. La Compagnie des Indes, qui va d'emprunts en emprunts pour reconstruire sa flotte et relancer ses comptoirs, est suspendue en 1769. Choiseul fait racheter quatre de ses vaisseaux et plusieurs de ses frégates que la marine intègre dans ses rangs. Elle récupère aussi les installations de Lorient qui s'additionnent aux trois arsenaux dont elle dispose déjà à Brest, Rochefort et Toulon. Les bois, les agrès et les munitions étant hors de prix en temps de guerre, des stocks gigantesques sont constitués. Les réserves de bois de construction triplent entre 1764 et 1768 et augmentent encore de moitié en 1769. Toutes les autres réserves de matières premières croissent dans des proportions semblables. Choiseul combine donc la construction immédiate et la construction différée, rendue possible par l'accumulation de stocks en prévision de mises sur cales rapides. En 1768, la flotte est revenue à son effectif d'avant la guerre de Sept Ans. L'examen de la puissance de feu des navires lancés montre cependant que les crédits sont restés on ne peut plus juste. Alors que la guerre de Sept Ans a révélé la puissance des vaisseaux de 70-74 canons, Choiseul a fait construire quatre vaisseaux de 50 canons et fait refondre des unités trop vieilles ou démodées, comme le Conquérant. La flotte reste donc, malgré les tentatives d'uniformisation, assez disparate et compte en 1770 neuf vaisseaux de 50 canons de très faible intérêt militaire.
Choiseul réorganise aussi l'administration coloniale. Il reprend aux compagnies de commerce leurs établissements et place leurs territoires sous l'administration directe du secrétariat d'État à la marine. Nationalisation (pour reprendre un terme actuel), qui est effective en 1763 pour les comptoirs des côtes d'Afrique au moment de leur restitution par le Royaume-Uni (Gorée, Gambie, golfe de Guinée). En 1767, c'est le tour des établissements de l'océan Indien (les Seychelles, l'Île-de-France et l'île de Bourbon). Même chose en 1769 pour les comptoirs sur les côtes indiennes (Pondichéry, Mahé, Chandernagor, Karikal…), à l'occasion de la suppression de la Compagnie des Indes. D'autre part, les ordonnances de 1763 réglementent l'administration générale des Antilles (Saint-Domingue, Martinique, Guadeloupe, Sainte-Lucie) avec pour objectif d'y réaffirmer l'autorité de l'État face à des colons plus soucieux de leurs fructueux trafics que de la défense des colonies. Les milices locales sont dissoutes et toute immixtion dans le domaine politique est interdite aux colons, même s'ils conservent des pouvoirs importants dans les fonctions judiciaires. Cette reprise en main provoque une virulente agitation autonomiste à Saint-Domingue, au point qu'il faut mater une révolte en 1768-1769 et qu'il faut faire des concessions en rétablissant la milice. Néanmoins, la défense des îles est maintenant assurée par des troupes venues de métropole. En 1769, Choiseul réorganise les troupes de marine qui dépendent de son département et crée une brigade supplémentaire d'artillerie de marine et une brigade de fusiliers. Choiseul, qui voudrait aussi compenser les pertes coloniales, lance en 1763 une tentative de colonisation rapide de la Guyane. Cette opération, trop hâtivement préparée, est un désastre complet qui coûte la vie à la quasi-totalité des 12 000 immigrants recrutés dans toute l'Europe. Ces derniers sont emportés par les épidémies, et la tentative, qui relève d'un véritable coup de tête de l'entreprenant ministre laisse au trésor une ardoise de 30 millions de l.t, soit presque le double du budget de la marine en temps de paix.

#### 1770-1774: la guerre de revanche attendra un autre roi

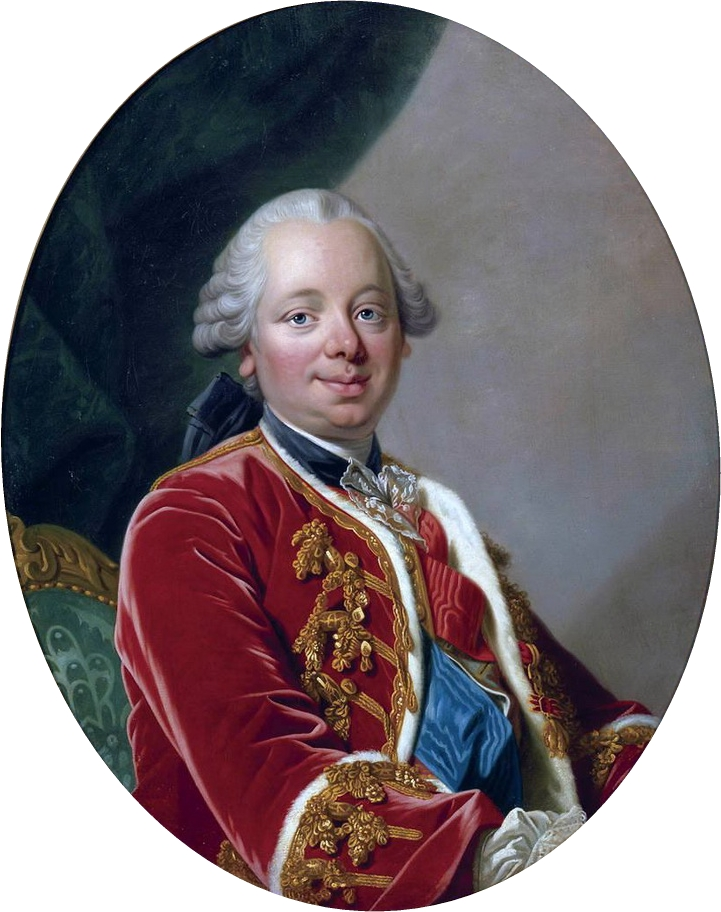
Après la guerre de Sept Ans, Choiseul réforme et relance la marine, mais Louis XV, qui ne veut pas d'un nouveau conflit, finit par le renvoyer.

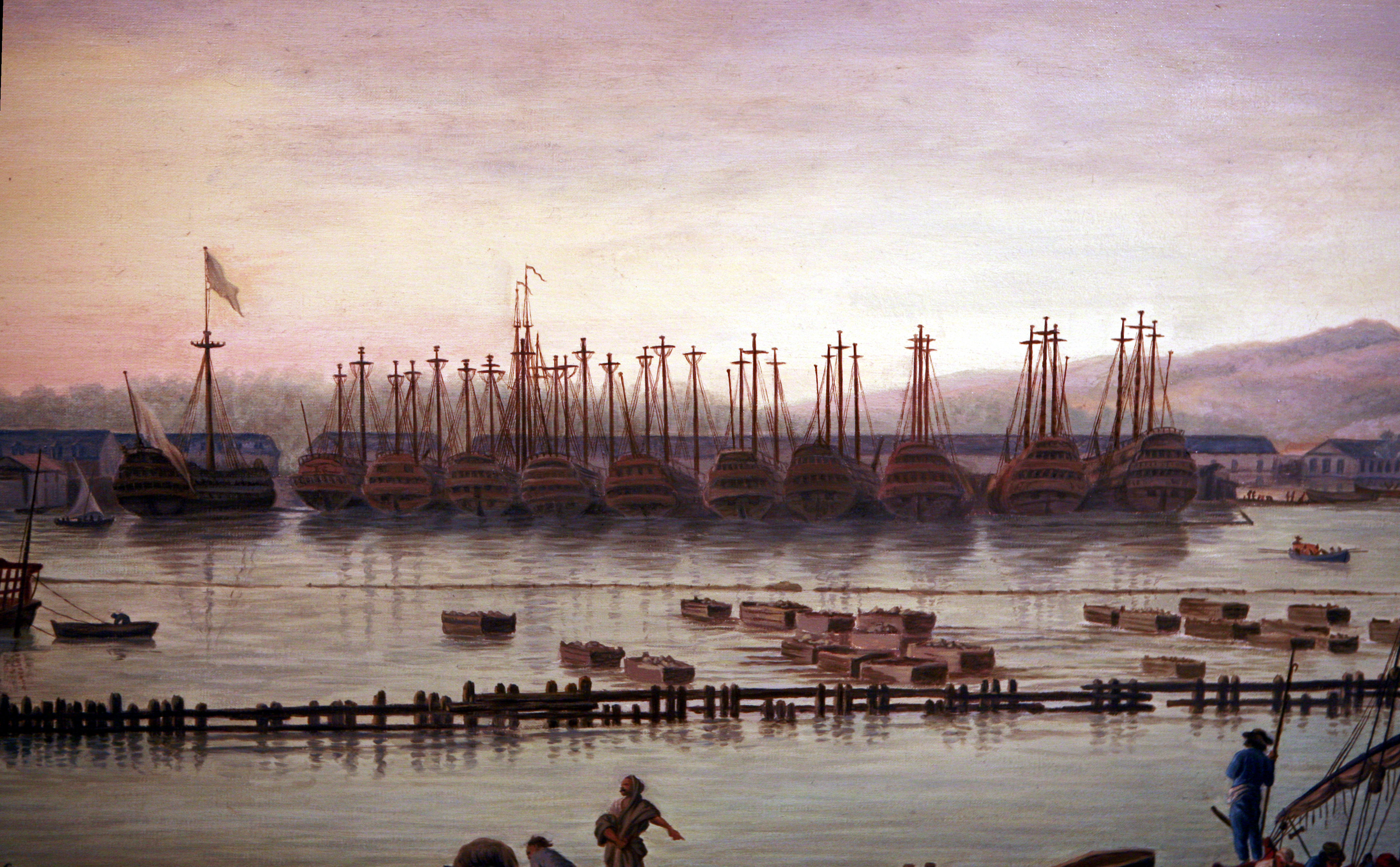
Vaisseaux désarmés à Toulon. En 1774, à la mort du roi, le plus gros de la flotte est inactive depuis des années.

De son côté, Louis XV préoccupé par l'agitation intérieure menée par les Parlements (Tribunaux) refuse toute politique étrangère aventureuse qui pourrait provoquer un nouveau conflit. « Raccommodons-nous avec ce que nous avons pour ne pas être engloutis par nos vrais ennemis. Pour cela, il ne faut pas recommencer une nouvelle guerre », déclare le souverain à l'un de ses intimes en 1763. Des propos qui expliquent aussi pourquoi les crédits sont restés un peu en dessous des besoins. Le roi, tenant compte du sursaut patriotique, a laissé son populaire ministre rebâtir une flotte, mais pas au point de lui abandonner une totale liberté d'action. En 1769, la flotte est inspectée sévèrement. Tout semble indiquer qu'elle est en état de reprendre de grandes opérations. En décembre 1770, Choiseul, qui guette le moment de déclencher le conflit de la revanche, estime que l'heure est arrivée à l'occasion d'une crise diplomatique entre le Royaume-Uni et l'Espagne. Les deux pays se disputent les îles Malouines. Choiseul soutient l'Espagne, avec pour finalité que les flottes additionnées franco-espagnoles puissent faire jeux égal avec la Royal Navy. Mais Louis XV y met son véto absolu et renvoie son ministre deux jours après lui avoir déclaré, le 22 décembre : « Monsieur, je vous ai dit que je ne voulais point la guerre ».
Tout est dit. La France des dernières années du règne de Louis XV se focalise sur ses problèmes intérieurs et ne s'engage plus dans aucune grande crise internationale. La Marine doit se contenter d'opérations de petite envergure, comme les expéditions menées pour réprimer les corsaires « barbaresques ». En 1765, une escadre de treize navires (un vaisseau, huit frégates, deux chébecs, deux galiotes à bombes) sous les ordres de Du Chaffault bombarde les villes marocaines de Salé et Larache, localité où un débarquement est tenté pour détruire des navires à l'ancre dans un oued. En 1770, c'est contre le bey de Tunis, qui a refusé l'annexion de la Corse, que l'on monte une expédition. La petite escadre de onze navires (deux vaisseaux, quatre frégates, deux chébecs, une flûte, et deux galiotes à bombes) sous les ordres de Brovès s'en prend à la ville de Sousse pour forcer les Tunisiens à la négociation.
Bourgeois de Boynes, qui reprend le flambeau de la réforme après la disgrâce de Choiseul, veut améliorer la formation des officiers en renforçant leur niveau pratique : « On ne peut jamais bien faire exécuter les choses qu'autant qu'on les sait parfaitement soi-même ; c'est en pratiquant que l'on acquiert les bonnes connaissances, moyens sûrs pour former de vrai marins et surtout en les assujettissant dans le commencement à des choses dures et pénibles », déclare le ministre. Il décide de les former non plus à partir des théories livresques délivrées en « salles » dans les gardes marines de Toulon, Brest et Rochefort, mais comme les marins britanniques, à la mer, sur deux bâtiments d'instruction destinés à cet usage pédagogique : l'Espiègle et l'Hirondelle. Partant du constat que lors du règne de Louis XIV ce sont les ports de commerce qui avaient donné les officiers les plus illustres, il décide d'établir la nouvelle École royale de la Marine du Havre. Mais ces réformes importantes se mettent lentement en place et la situation matérielle de la marine reste globalement très délicate. La politique de stockage est interrompue. Des menaces de suppression de l'arsenal de Rochefort planent même, un temps, sur l'avenir de la Marine. Cinq vaisseaux et deux frégates seulement sont lancés sous le ministère de Bourgeois de Boynes.
En 1774, à la mort de Louis XV, une large partie de la flotte (soixante-deux vaisseaux et trente-sept frégates) est désarmée dans les ports et le département de la Marine est endetté de plus de 11 millions de l.t. Le personnel des ports (fournisseurs, ouvriers, charpentiers…) tout comme les matelots et officiers ne sont plus payés. L'escadre d'évolution n'a que brièvement navigué (1772 et 1774) et le corps des officiers reste miné par l'indiscipline. On a frisé une mutinerie générale en 1772 lorsque Bourgeois de Boynes, voulant calquer l'organisation et la discipline de la flotte sur celle de l'armée de terre, a cherché à faire porter aux officiers de marine le même uniforme que ceux de l'infanterie. Quand on pense aux propos tenus par Choiseul onze ans plus tôt sur les officiers : « Je suis très déterminé à faire servir ou à faire quitter », on conclut qu'il y a encore loin de la coupe aux lèvres. Par ailleurs, l'observateur qui compare le niveau des forces navales en Europe à cette époque constate que l'Espagne, qui fournit elle aussi un vigoureux effort de reconstruction dispose de presque autant d'unités que la marine française, tout comme l'Empire russe qui n'a pas hésité à envoyer une escadre en Méditerranée contre les Turcs. Autant dire qu'en plus de la revanche, la rénovation en profondeur de la flotte et sa réelle montée en puissance attendront un autre règne.

## La marine de Louis XVI (1774-89)

### Louis XVI,«navigateur immobile»
Cette époque est souvent considérée comme bénie pour la flotte française qui connaît un développement considérable et prend sa revanche sur la Royal Navy lors de la guerre d'Amérique. Il est vrai que Louis XVI accorde à sa marine des moyens qu'on n'avait plus vus depuis le règne de Louis XIV. Le jeune roi (20 ans) partage pourtant, par son éducation et son caractère, un point important avec son grand-père Louis XV : c'est un prince pacifique soucieux d'équilibre européen qui désapprouve les guerres de conquête et pense que la France a atteint son développement territorial maximal. Mais c'est aussi un souverain soucieux du prestige de son royaume et qui adhère à l'idée qu'il faut laver les humiliations de la guerre de Sept Ans. Louis XVI rejette aussi l'idée de domination des mers par un seul pays, rôle que s'arroge volontiers le Royaume-Uni, au grand dam de ses voisins dont la France. Cette combinaison d'idées suppose d'accepter une nouvelle guerre avec les Britanniques et cette fois de la préparer, plutôt que de la subir comme en 1755. L'idée est partagée par les nouveaux ministres des Affaires étrangères, le comte de Vergennes, et de la Marine, Antoine de Sartine. Le redémarrage n'est cependant pas totalement immédiat, car le ministre des Finances, Turgot, freine des quatre fers en arguant du fait qu'une nouvelle guerre risquerait de mettre à terre les finances de la monarchie. Turgot, dont la mentalité est par ailleurs très « terrienne », n'estime pas le grand commerce colonial comme essentiel à l'économie du pays et rend un rapport défavorable à son sujet. Lors de son court passage au ministère de la marine en 1774, il décide de transformer en magasin à grains le bâtiment construit à grand frais par son prédécesseur au Havre pour la formation des aspirants officiers. Après le renvoi de ce dernier en 1776, la marine ne cesse plus de recevoir des crédits auxquels Choiseul aurait à peine rêvé. L'opinion pensait d'ailleurs que le nouveau roi allait rappeler ce dernier. Mais Louis XVI n'aime pas Choiseul et ne veut pas de lui dans son équipe ministérielle. On remarque cependant le retour d'un homme des débuts lointains du règne de Louis XV, le comte de Maurepas, ancien ministre de la Marine renvoyé en 1749… Maurepas (que Louis XVI a rappelé sur les conseils de ses vieilles tantes), ne revient cependant pas à la marine, mais à titre de conseiller et mentor du roi qui avoue lui-même manquer d'expérience. Mais l'homme, qui a 73 ans, a beaucoup vieilli, et ce choix va se révéler, à l'épreuve du pouvoir, loin d'être convaincant.
Antoine de Sartine, ancien lieutenant-général de police de Paris, est chargé du ministère de la Marine et des Colonies en 1774. Son absence de formation en matière navale est compensée par ses dons d'organisateur, ses capacités à s'entourer de conseillers compétents et sa rapide compréhension des problèmes qu'il doit affronter. Sartine, soucieux de tourner la page de son prédécesseur annule ses réformes les plus contestée en supprimant l'École royale de marine du Havre et reconstitue les trois compagnies de gardes de la Marine, chargées à Brest, Rochefort et Toulon de la formation des futurs officiers, en y renforçant la sélection et l'enseignement des mathématiques. Sartine visite les ports de Bretagne, inspecte les ateliers, étudie minutieusement les marchés d'approvisionnement. Il fait construire des casernes à matelots spacieuses dans les principaux ports du royaume, en commençant par Brest. Il crée un corps royal d'infanterie de la Marine et s'attèle à une profonde réforme de l'administration maritime. Les sept ordonnances du 27 juillet 1776 renversent la prééminence établie depuis Colbert des officiers d'administration (la « Plume », comme on l'appelait), chargés de la gestion à terre et à bord des navires, sur les officiers combattants (l'« Épée »), dont les compétences techniques et pratiques laissaient à désirer. Sartine abandonne ce système en faisant le constat qu'il a perdu de sa pertinence depuis que ces derniers, mieux éduqués et mieux formés, ont acquis d'excellentes capacités. Il confie donc l'autorité suprême à un chef d'escadre-directeur général, assisté de quatre officiers de vaisseau. L'intendant, cantonné aux affaires comptables et financières, est secondé de commissaires des ports et arsenaux et de commissaires des classes, chargés du recrutement des matelots. Dans chaque port, le conseil de marine, sorte de conseil d'administration permanent, doit se réunir au moins tous les quinze jours. Quant au corps des contrôleurs de la marine, il est réorganisé et rattaché directement au ministère. Il s'agit là d'une vraie révolution que Bonaparte consacrera en 1800 par la création des préfets maritimes et la prédominance du commandement militaire. Afin d'homogénéiser la fabrication des canons de marine, Sartine fait l'acquisition de la fonderie de Ruelle, près d'Angoulême, et crée celle d'Indret, en aval de Nantes. Dans cette dernière on fait venir deux recrues britanniques de grande qualité, les frères John et William Wilkinson, inventeurs du four à réverbère, bientôt rejoints par Ignace de Wendel, capitaine d'artillerie qui descend d'une famille de maître de forge lorrains, appelés à une renommée durable. Pour finir, Sartine, qui n'a rien perdu de sa culture d'ancien policier, réorganise de fond en comble les services d'espionnage. Le ministre dispose rapidement de rapports très précis sur l'état des forces britanniques. Les vaisseaux britanniques sont comptés, classés selon leur puissance de feu et leur état d'entretien, répartis en fonction de leur lieu de stationnement. Ces résultats remarquables de l'espionnage français livrent un portrait exact de la Royal Navy dans les années 1770 et orientent les choix de Louis XVI et de son ministre.
Louis XVI suit attentivement la réorganisation de la marine. Sartine, constamment, lui demande son opinion et ses intentions. Celui-ci lui répond ou non par un « approuvé » en marge des notes transmises et parfois donne de sa main des instructions plus précises. Louis XVI veille au détail, réclame l'état exact des escadres, veut connaitre jusqu'aux menus incidents de la vie navale et portuaire - protestation des officiers ou avarie d'un navire - et passe de longs moments à regarder les cartes. Les clichés sur Louis XVI passionné par la marine et la géographie sont donc parfaitement authentiques, au point qu'on peut s'étonner qu'il n'ait pas cherché à voir la mer et visiter les ports dès le début de son règne (il ne le fait qu'une seule fois, en 1786). Étienne Taillemite, dans un ouvrage récent, le qualifie de « navigateur immobile ». Mystère qui s'explique sans doute par les mauvais conseils de Maurepas, « lui aussi immobile dans son fauteuil » et qui a peur que le roi lui échappe. Quoi qu'il en soit, Louis, qui passe pour un roi hésitant sur les affaires intérieures, se montre déterminé à faire de sa marine une force qui puisse rivaliser avec la Royal Navy. L'évolution du budget porte témoignage de cette volonté. Ce dernier passe de 17,7 millions de livres en 1774 à 20,5 en 1775, à 27,2 en 1776, à 41,1 en 1777 et à 74 millions en 1778, l'année de l'entrée dans la guerre d'Amérique. Un effort financier sans précédent.
Les arsenaux, à nouveau réapprovisionnés, se mettent à réparer les nombreux navires hors service ou ayant besoin d'être radoubés, ce qui est le cas de la plupart des unités issues du « don des vaisseaux » des années 1760. Il s'agit même d'un besoin urgent puisque d'Orvilliers, qui commande la flotte du Ponant, estime en 1776 que treize vaisseaux seulement sont opérationnels. En fait, la forte hausse des dépenses s'explique aussi par le rattrapage nécessaire à la suite de l'abandon relatif des années 1770-1774. En 1776, on refond les treize vaisseaux les plus vieux et on achète un gros stock de mâts en Baltique. On dépense 480 000 livres rien que pour le radoub du Bretagne, âgé de 10 ans. En 1777, la marine dispose de sept vaisseaux refondus. Les rapports livrés par l'espionnage montrent qu'avec soixante-quinze frégates, la Royal Navy aligne deux fois plus de navires de ce type que la marine française. Sartine réagit immédiatement et entame une course au rattrapage du retard accumulé : en 1777, huit lancements sur dix concernent les frégates. Elles sont toutes commencées et finies dans l'année. En 1778, treize frégates (contre sept vaisseaux) sont construites et lancées de la même façon et neuf encore en 1779 (contre trois vaisseaux). Une rapidité de construction qui impressionne. Rochefort s'illustre en ce domaine : deux vaisseaux de 74 canons sont mis en chantier en avril et lancé six mois plus tard, en octobre de la même année. S'inspirant encore des travaux de l'ingénieur Duhamel du Monceau, Sartine poursuit la standardisation de la construction des vaisseaux autour du modèle de 74 canons et des grandes frégates de 12. Le roi et son ministre fixent un objectif de quatre-vingt vaisseaux de ligne et soixante frégates. C'est, pour les vaisseaux, l'objectif que voulait atteindre Choiseul quinze ans plus tôt, sauf que cette fois-ci, on y met réellement les moyens. Les puissances navales neutres, comme le Portugal et les Provinces-Unies, qui observent les efforts de redressement français, estiment la reprise de la guerre avec le Royaume-Uni inévitable et organisent leur propre stratégie en conséquence.
Il faut aussi remettre à plat le dossier de l'entraînement des équipages. Trop de navires s'échouent en sortant de Brest, s'égarent ou s'abordent lors des manœuvres. Louis XVI et Sartine tombent d'accord pour rétablir l'escadre d'évolution. Cette dernière est confiée en 1776 au comte du Chaffault de Besné, l'un des rares officiers victorieux lors du conflit précédent. Ses ordres sont clairs : « Les armements qui s’exécutent annuellement dans les différents ports, soit pour les colonies et le Levant, soit pour le cabotage n’étant jamais assez nombreux pour occuper et instruire les officiers, les gardes et les troupes de la marine, ni pour former les équipages, Sa Majesté a pensé à propos d’y suppléer en mettant cette année en mer une escadre d’évolution composée d’un nombre de bâtiments suffisants pour exercer une partie de sa marine et exécuter toutes les manœuvres de navigation et de guerre auxquelles les officiers ne peuvent être trop accoutumés pour l’avantage de son service ». Constamment, le roi interroge son ministre sur la discipline au cours de ces exercices d'entraînement, « sur la police de l'escadre, les soins de propreté et les précautions qui peuvent contribuer à conserver la santé des équipages ». On s'active, « au prix d'un féroce entraînement », pour que les canonniers puissent égaler le rythme de tir de leurs confrères britanniques et on embarque des officiers en surnuméraire dans l'escadre d'évolution pour tester leurs capacités.
La discipline et la promotion des officiers continuent à rester le point faible - traditionnel - de la flotte, Bourgeois de Boynes, le dernier ministre de la Marine de Louis XV s'y étant même cassé les dents pour avoir essayé d'y mettre bon ordre (voir plus haut). La promotion des officiers continue à se faire la plupart du temps à l'ancienneté et non en fonction des capacités ou des services rendus. Faute de limite d'âge, on conserve en activité des vice-amiraux, lieutenants généraux et chefs d'escadres chenus, souvent devenus incapables de naviguer. Dans un corps marqué par les préjugés sociaux et les jalousies de caste, la discipline n'est pas la vertu principale, à l'opposé des officiers de la Royal Navy. D'autre part, contrairement à l'Admiralty Board, forte de ses traditions et de sa cohésion, la flotte continue de souffrir de l'absence d'un état-major chargé de la conception et de la direction des opérations navales. Tout se décide en petit comité de quelques ministres (Marine, Guerre, Affaires étrangères…) autour du roi, dont aucun n'est marin. Une dernière faiblesse entache cette active politique navale : l'insuffisance des bases d'outre-mer, tout particulièrement dans les Antilles, pourtant au cœur de la prospérité coloniale française. On ne trouve rien à la Martinique à la Guadeloupe ou à Saint-Domingue de comparable aux arsenaux britanniques bien équipés de la Barbade et de la Jamaïque.

### Les hésitations de Louis XVI face aux affaires américaines (1774-1778)

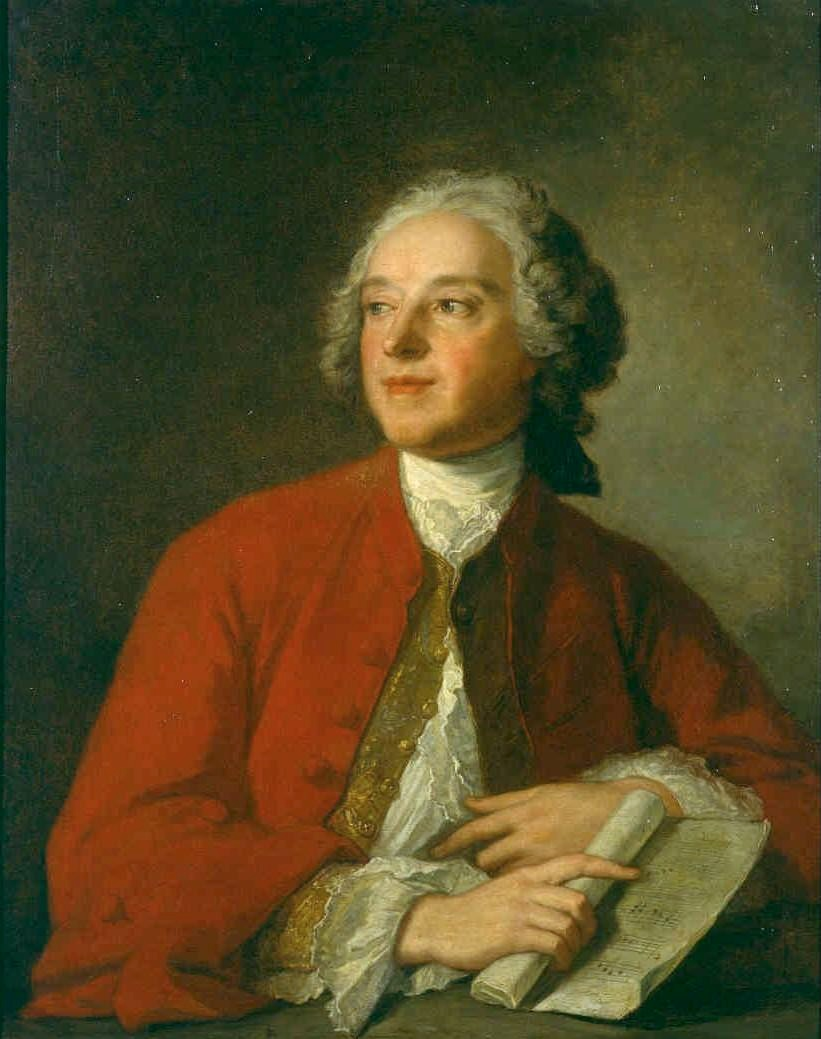
Beaumarchais reçoit l’autorisation de se livrer à un actif trafic d’armes avec les « Insurgents » car la flotte française n’est pas encore prête et Louis XVI hésite à intervenir dans la guerre américaine.

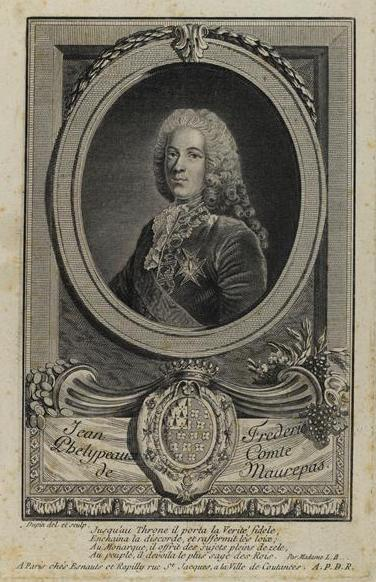
Maurepas, rappelé par Louis XVI comme conseiller, estime que malgré tous les efforts de redressement, la marine française n'est pas assez forte pour se mesurer à la Royal Navy sans alliance avec l'Espagne.

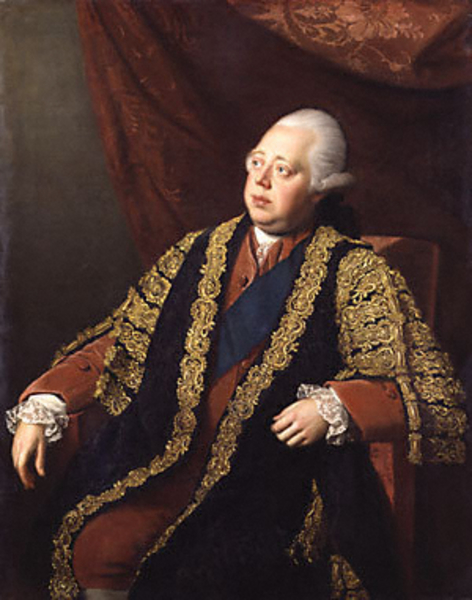
Le Premier ministre britannique, Lord North, en donnant ordre à la Royal Navy de contrôler tous les navires, y compris neutres, isole progressivement le Royaume-Uni et facilite l'entrée en guerre de la France qui défend la liberté des mers.

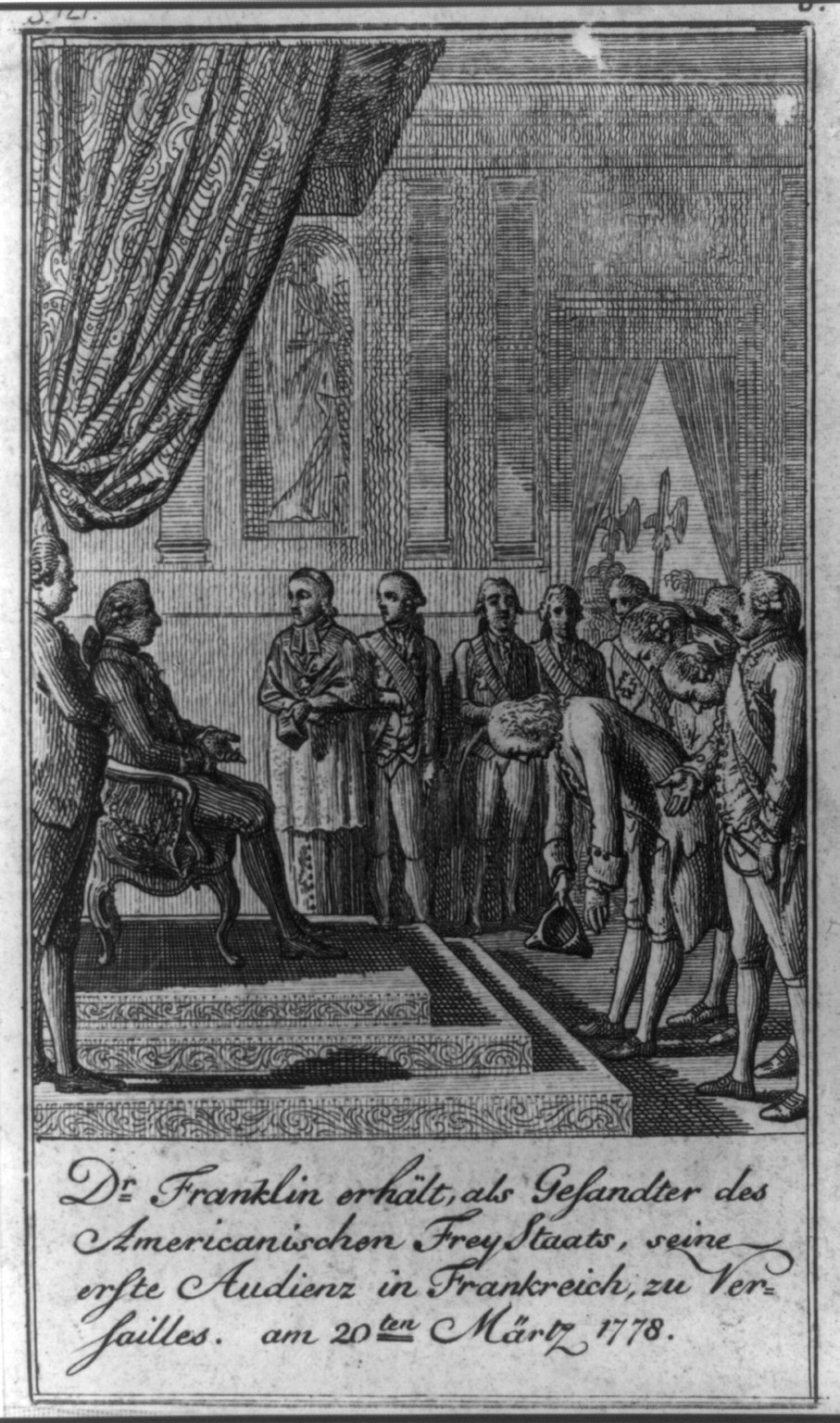
Benjamin Franklin reçu par Louis XVI en mars 1778. La victoire américaine de Saratoga pousse Louis XVI à signer une alliance avec les jeunes États-Unis ce qui précipite le déclenchement du conflit avec la Grande-Bretagne. (Gravure allemande de 1784)

Il est aussi un domaine sur lequel la recherche historiographique récente a montré que Louis XVI s’est beaucoup investi : les Affaires étrangères, secteur noble par excellence, et domaine de prédilection absolument central pour les rois. Le jeune souverain se choisit, avec Vergennes, un ministre habile, et suit avec beaucoup d’attention et d’application tous les dossiers diplomatiques. Louis y passe beaucoup de temps, annote personnellement les dossiers (comme à la Marine) et y affirme dès le départ une assurance tranquille qui étonne même son ministre. Parmi ces dossiers, celui sur la guerre d’Amérique va l’accaparer pendant presque 10 ans.
L’affaire n’est pas nouvelle. Dès la fin de la guerre de Sept Ans, Choiseul, avec une lucidité étonnante, a prédit dans un mémoire à Louis XV l’inéluctabilité d’une « Révolution d’Amérique », compte tenu des priorités de plus en plus éloignées de chaque côté des rives de l’Atlantique. La « Boston Tea Party », qui ouvre le conflit en 1773, lui donne raison quelques mois avant la mort de Louis XV. Le nouveau souverain, qui partage l’opinion que la France a atteint son maximum d’expansion territoriale, refuse — comme Louis XV — les guerres de conquête. Il entend donc mener en Europe une politique de « désintéressement et de paix » et emploie sa diplomatie à déjouer les plans d’expansion de Marie-Thérèse d’Autriche et Frédéric II de Prusse, qui ont pris l’habitude, depuis plusieurs années de chercher à dépecer les petits États voisins. Le fait est que la paix va régner sur l’Europe continentale pendant presque toute la durée de son règne, mais que faire pour contenir la volonté d’expansion mondiale de l'Empire britannique ?
Louis XVI, comme toute une partie des élites nobiliaires et bourgeoise du pays partage des sentiments d’attraction/répulsion vis-à-vis de la Grande-Bretagne. La noblesse copie les habitudes d’outre-Manche en s’entichant des courses de chevaux, de chapeaux rond et de longues beuveries, alors que les philosophes continuent d’y voir la terre de liberté et de progrès. Louis XVI, qui parle britannique, lit les gazettes londoniennes et les comptes rendus des débats parlementaires, admire ce qui s’y réalise, mais n’aime pas le comportement considéré comme orgueilleux et rapace de ce peuple de marchands, conforté en cela par Vergennes pour qui Albion est une « nation avide et inquiète ». On ne pouvait pas, en effet, oublier la fourberie dont elle avait fait preuve pour endormir la France en 1754-1755 en faisant mine de discuter tout en préparant une guerre d’agression impitoyable qui avait jeté à terre l’empire colonial français. On ne pouvait pas oublier les centaines de navires raflés en pleine paix, ni les conditions de détention barbares sur les pontons qui avaient couté la vie à plus de 8 000 matelots. L’opinion non plus ne l’oubliait pas, et Louis XVI devait tenir compte de la virulente anglophobie qui continuait à réclamer la revanche et la destruction des humiliants traités de 1763.
Le dossier de l’insurrection américaine arrive très tôt sur le bureau du Roi et de Vergennes. On se félicite en secret des difficultés britanniques qui ruinent son commerce atlantique et lui coûtent cher en hommes et en matériel. Mais Louis XVI, d’ailleurs soutenu par son Conseil, décide dans un premier temps de ne pas se mêler du conflit. Louis XVI, roi scrupuleux, n’est pas disposé à violer les traités de 1763 au seul motif d’abaisser une puissance que l’on n’aime pas. De plus, le roi, qui a été élevé dans les principes politiques de l’Absolutisme se montre très réticent à l’idée d’aider un peuple en révolte contre son roi légitime, et de toute façon, en 1774-1775, la flotte n’est pas prête. Louis XVI interdit de vendre des armes et des munitions aux « insurgents ». Côté britannique, on se montre prudent et on fait même assaut d’amabilité, puisqu’en 1775, un pêcheur français dont les séchoirs ont été détruits et le bateau malencontreusement saisi à Terre-Neuve est grassement indemnisé. En novembre de cette même année, une violente tempête jette sur les côtes françaises des transports de troupes britanniques, chargés de détachements en partance pour le Nouveau Monde. Les Français se portent sans réticence à leur secours, au péril de leur vie.
L’opinion publique, cependant, ne partage pas cette sérénité plus ou moins machiavélique. Dans les salons et cercles philosophiques, l’Amérique est depuis longtemps à la mode et on y suit avec enthousiasme le déroulement de la guerre. Des clubs pro-américains se forment et déploient une activité insatiable pour pousser le roi à intervenir outre-Atlantique, mais ce dernier reste de marbre. L’intensification de la guerre et les erreurs du gouvernement britannique font cependant évoluer la situation. Londres, en effet, renoue avec ses pratiques dominatrices sur les mers. Une nouvelle loi de restriction sur le commerce américain autorise les vaisseaux britanniques et ceux de la Compagnie britannique des Indes orientales à arraisonner tous les navires pour en vérifier leur cargaison et à saisir celle-ci pour peu qu’on trouve des armes à bord, ce qui est toujours le cas pour faire face à de mauvaises rencontres dans les mers du sud. Les officiers britanniques, sûrs de leur impunité, y ajoutent bientôt des vexations et des comportements désinvoltes, comme faire la course aux bâtiments royaux jusque dans les rades des îles, sans arborer de pavillon pour se faire connaitre. La situation devient rapidement alarmante. Partout, de Terre-Neuve au canal des Bahamas, des Iles-sous-le-Vent aux côtes de Coromandel, on signale les mêmes procédés outrageants sur les navires français, en violation des règles internationales les plus élémentaires. Ces brutalités poussent Louis XVI à réagir. Le 12 mai 1776, il ordonne à ses navires de guerre de protéger les bâtiments des « insurgents » ou ceux des États neutres qui demanderaient la protection du pavillon français. La mesure est habile : il ne s’agit pas de favoriser ouvertement les Américains, mais de défendre le principe de la liberté des mers et du droit d’asile contre les frégates britanniques et leur vexatoire droit de visite, alors que Londres, depuis novembre 1774, interdit à toute l’Europe de faire commerce avec les colonies en révolte. La tension est maintenant de plus en plus vive. Fin juillet 1776, par exemple, le capitaine du HMS Shark (Requin, en français), qui a fait tirer sur la corvette bostonienne La Reprise, réfugiée dans la rade de Saint-Pierre de la Martinique, exige des Français qu’on la lui livre. Presque au même moment, l’escadre d’évolution, qui s’entraîne au large des côtes espagnoles, est suivie par des frégates britanniques et il faut tirer un coup de canon pour écarter l’une d’elles qui cherche à traverser la formation qui navigue en ligne de file. La flotte, en pleine refonte (voir plus haut), n’est cependant pas encore en état de soutenir un conflit alors que la Royal Navy est déjà presque sur le pied de guerre. En 1775, elle a réarmé seize vaisseaux, vingt-deux frégates, trente-deux corvettes, envoyé 12 000 hommes outre-Atlantique, alors qu’au Ponant, d’Orvilliers estime en 1776 que treize vaisseaux seulement sont opérationnels.
Pourtant, la pression s’accentue sur le roi et un débat actif secoue les ministères. Vergennes, au vu des rapports de l’espionnage, estime l’entrée en guerre de la France inévitable. Si on ne fait rien, on court le risque de laisser passer l’occasion et même de voir les « insurgents » se réconcilier avec Londres, car les contacts n’ont pas été totalement rompus. Et si le Royaume-Uni perd la guerre, il y a aussi de fortes chances qu’elle cherche à se dédommager en attaquant les îles françaises. Sartine et le ministre de la Guerre, Saint-Germain, appuient l’idée d’aider les révoltés, mais pas le ministre des finances, Turgot, qui met en garde contre le coût de cette guerre et estime que de toute façon les Américains vont conquérir leur indépendance avec ou sans l’aide de la France. Maurepas, très prudent, estime que le Royaume-Uni garde la maîtrise des mers. Si la France intervient directement dans le conflit, le sort des armes reposera essentiellement sur les forces navales. C’est par la mer que le Royaume-Uni envoie troupes et approvisionnements. C’est par la mer que les « insurgents » recevront canons, poudres, uniformes et argent en cas d'engagement français. La guerre sera une guerre de convois dans l’Atlantique Nord. Or Maurepas estime que la marine royale, malgré ses progrès et tout ce que peut en dire Sartine, ne fait pas le poids face à la Royal Navy. C’est seulement en additionnant les flottes françaises et espagnoles qu’on peut espérer l’emporter. Mais Madrid se dérobe. Après s’être réjoui en secret, comme à Versailles, de l’insurrection américaine, on change radicalement d’avis, au vu des risques de contamination révolutionnaire dans l’immense empire espagnol. Le premier ministre du roi Charles III d’Espagne, le comte de Florida Blanca, engage même des négociations secrètes pour obtenir la restitution de Gibraltar en échange de la neutralité espagnole…
Les Américains envoient en 1776 un premier émissaire, Silas Deane avec pour mission d’acheter des armes et du ravitaillement. Il arrive juste au moment où Louis XVI, sans enthousiasme, se rallie à l’idée d’un soutien plus marqué aux révoltés. Silas Deane est mis en contact avec un partisan actif de l’aide à la jeune République américaine, Pierre-Augustin Caron de Beaumarchais, qui reçoit des fonds pour créer une maison de commerce chargée de fournir les armes, les munitions, les équipements militaires nécessaires aux « insurgents ». L’entreprise, au départ subventionnée secrètement par le trésor royal, doit cependant voler de ses propres ailes à ses risques et périls, alimentée par des fournitures de denrées américaines à écouler dans le royaume. Pour le roi, il n'est pas question d'aller plus loin. Au début de 1777, trois navires chargés d’armes quittent la France, suivis de neuf autres en septembre. Beaumarchais fait même acheter un vieux vaisseau de 64 canons, l'Hippopotame, rebaptisé le Fier-Roderigue, pour protéger ses navires de commerce des frégates britanniques. Le ministère de la Marine apporte un soutien discret mais actif à l’entreprise qui va compter jusqu’à quarante unités. Des milliers de fusils, des dizaines de canons, dont les fleurs de lys ont été limées, partent pour l’Amérique, accompagnés de matériaux de toutes sortes.
Bien que les autorités françaises aient interdit à tous les officiers de rejoindre les « insurgents », la passion pour le conflit ne faiblit pas. De nombreux jeunes seigneurs, attirés par les possibilités d’engagement qu’offre l’émissaire américain se portent volontaires pour partir outre-Atlantique. Le plus connu d’entre eux, le marquis de La Fayette, quitte la France au printemps 1777 après avoir armé à ses frais un navire de 200 tonneaux et 30 hommes d’équipage, la Victoire. Il sympathise avec George Washington et participe aux combats dès l’été, ce qui n’empêche pas la situation militaire de rester très précaire pour les révolutionnaires américains. L’année précédente, New York a été prise par les 34 000 hommes de William Howe, soutenus par la Royal Navy. L’armée de Washington, avec ses milices indisciplinées en est réduite à une guerre d’usure, d’embuscades et de coups de main. Le Congrès américain, devant la gravité de la situation, envoie en Europe le responsable de sa diplomatie en personne, Benjamin Franklin, 70 ans, porteur d’une proposition de traité de commerce, doublée d’une alliance politique et militaire à qui voudrait bien la signer. Il arrive à Nantes le 17 décembre 1776 et fait rapidement la conquête des salons parisiens grâce à sa personnalité bonhomme et souriante. Mais Louis XVI, qui garde une méfiance instinctive vis-à-vis de la rébellion américaine ne le reçoit pas et campe pendant tout 1777 sur les positions définies l’année précédente. En mer, les incidents se multiplient, même si tout le monde évite d’aller trop loin. Londres, parfaitement au courant du trafic d’armes franco-américain grâce à ses espions et aux fuites dans les gazettes, ne parvient cependant pas à intercepter les navires de Beaumarchais. Côté français, on augmente le nombre de frégates présentes dans les Antilles. Les Américains, qui se livrent à une active guerre corsaire, viennent vendre de janvier à mai, vingt-quatre prises dans les îles françaises pour 2 275 000 livres coloniales. En 1777, l’escadre d’évolution ne navigue pas, mais on est déjà sur un quasi pied de guerre avec presque 14 000 matelots mobilisés contre un peu plus de 10 600 l’année précédente. Sartine, très boutefeu, estime que la flotte est prête. Le nouveau ministre des finances, Necker, en place depuis juin 1777, assure au roi que la guerre peut être financée aux moyens d'emprunts dont il garantit le succès sans qu'il soit nécessaire d'augmenter les impôts.
Le 4 décembre 1777, arrive une dépêche qui sonne comme un coup de tonnerre. Une armée britannique de plus de 9 000 hommes a capitulé avec toute son artillerie et son général à Saratoga, dans l’État de New York. Une victoire obtenue entre autres grâce aux livraisons d’armes et de matériels français qui ont fait passer peu à peu les troupes américaines du rang de milice à celui d’une véritable armée. À Londres, c’est la consternation, alors que l’écho de la bataille est considérable dans toute l’Europe. Cette victoire change la donne et fait réagir le roi, d’autant que le gouvernement britannique, sonné, fait des ouvertures de paix. Il faut absolument battre le fer tant qu’il est chaud, au risque de voir Britanniques et Américains se réconcilier et signer une paix séparée. L’Espagne, consultée, refuse catégoriquement de soutenir les révoltés. La France se retrouve seule avec ses interrogations sur la suite à donner aux sollicitations américaines. Pourtant, il existe une véritable fenêtre diplomatique, car le Royaume-Uni est très isolée. Les pratiques prédatrices de la Royal Navy ont fini par agacer tout le monde chez les neutres. Signe qui ne trompe pas, les Provinces-Unies, autrefois alliés sûrs, tournent maintenant le dos à Londres. Une contrebande acharnée s’est développée depuis longtemps entre les îles néerlandaises et les colonies britanniques, contrebande qui s’accentue encore avec le conflit. Devançant la France, les Provinces-Unies ont conclu depuis peu un traité de commerce avec la jeune République qui se fait maintenant appeler « États-Unis d'Amérique », mais la reconnaissance politique, et donc militaire ne peut venir que d’une puissance navale importante. Vergennes est convaincu, en décembre 1777, qu'il serait dommage de ne pas exploiter « la seule occasion qui se présentera peut-être au cours de bien des siècles de remettre l'Angleterre à sa véritable place ».
Après des semaines de négociations complexes, les Français et les Américains signent deux traités, le 30 janvier et le 6 février 1778. Le premier, public, est un accord commercial mais dont le contenu est une véritable dénonciation des pratiques britanniques puisqu’il y est énoncé le principe de la liberté des mers et du droit des États neutres à commercer avec des nations en guerre (avec pour seule exception le transport des armes). Le roi de France y prend sous sa protection les navires américains, en cas d’attaque, et s’engage même à s’entremettre auprès des puissances barbaresques d’Afrique du nord afin d’ouvrir le commerce méditerranéen aux Américains. Les deux nations se promettent d’accorder à l’autre la clause de la nation la plus favorisée et les Américains s’engagent à respecter les droits de pêche français sur les bancs de Terre-Neuve. Cet accord commercial que la France va devoir faire respecter avec sa flotte de guerre constitue en soi un casus belli avec le Royaume-Uni. Le second traité, destiné à rester secret, est une alliance « éventuelle et défensive », au cas où une guerre éclaterait entre la France et la Grande-Bretagne. Une disposition importante prévoit qu’aucune des deux parties ne doit conclure de paix séparée avec la Grande-Bretagne sans avoir au préalable obtenu le consentement de l’autre, toutes deux s’engageant à ne pas mettre bas les armes avant que l’indépendance des États-Unis ne soit assurée. Il s’agit, par cette dernière clause, d’éviter une réconciliation anglo-américaine, la grande crainte de Louis XVI et de Vergennes.
Le 20 mars 1778, Benjamin Franklin, « ambassadeur des treize provinces unies » d’Amérique est reçu solennellement par le roi dans l’allégresse générale. Depuis quelques jours déjà, les relations étaient rompues avec Londres, le gouvernement britannique ayant prié l’ambassadeur de France de faire ses bagages en rappelant en même temps le sien de Paris. Le commissaire britannique établi à Dunkerque depuis la paix de 1763 avait aussi reçu de Louis XVI l’ordre de quitter les lieux. Une des dispositions les plus humiliantes du traité de Paris était ainsi effacée, à la grande satisfaction de l’opinion publique. L'ancien Premier ministre William Pitt, artisan principal de la victoire britannique pendant la guerre de Sept Ans, avait fait un malaise en pleine Chambre des Communes en apprenant la nouvelle de l'alliance franco-américaine et était décédé peu de temps après… On transmet immédiatement les ordres aux escadres de Brest et Toulon afin de se tenir prêtes à lancer les opérations. Pour la première fois de son histoire, la France s’engage dans une guerre exclusivement navale sans avoir à soutenir en même temps un conflit continental. Dans les capitales européennes - où l’on vit aussi avec les souvenirs de la guerre de Sept Ans - on retient son souffle. Tout repose désormais sur les escadres françaises. Vont-elles tenir le choc ?

### La guerre d’Amérique (1778-1783)

#### Les objectifs de la France et les premiers combats navals en Europe

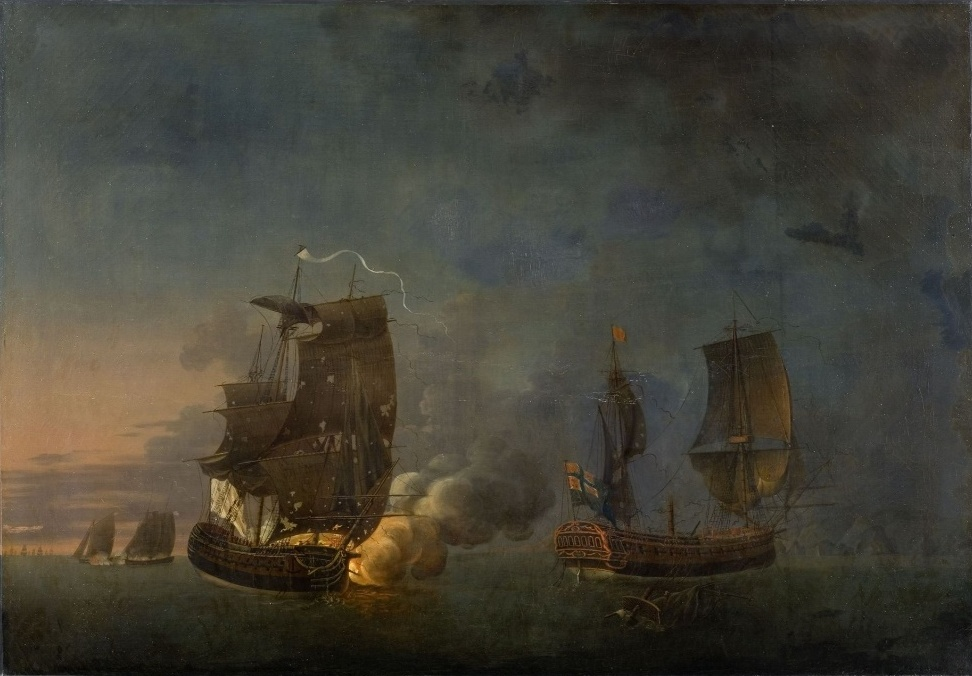
Le combat entre les frégates la Belle Poule et l’Aréthuse, le 17 juin 1778, ouvre les hostilités entre la France et la Grande-Bretagne.

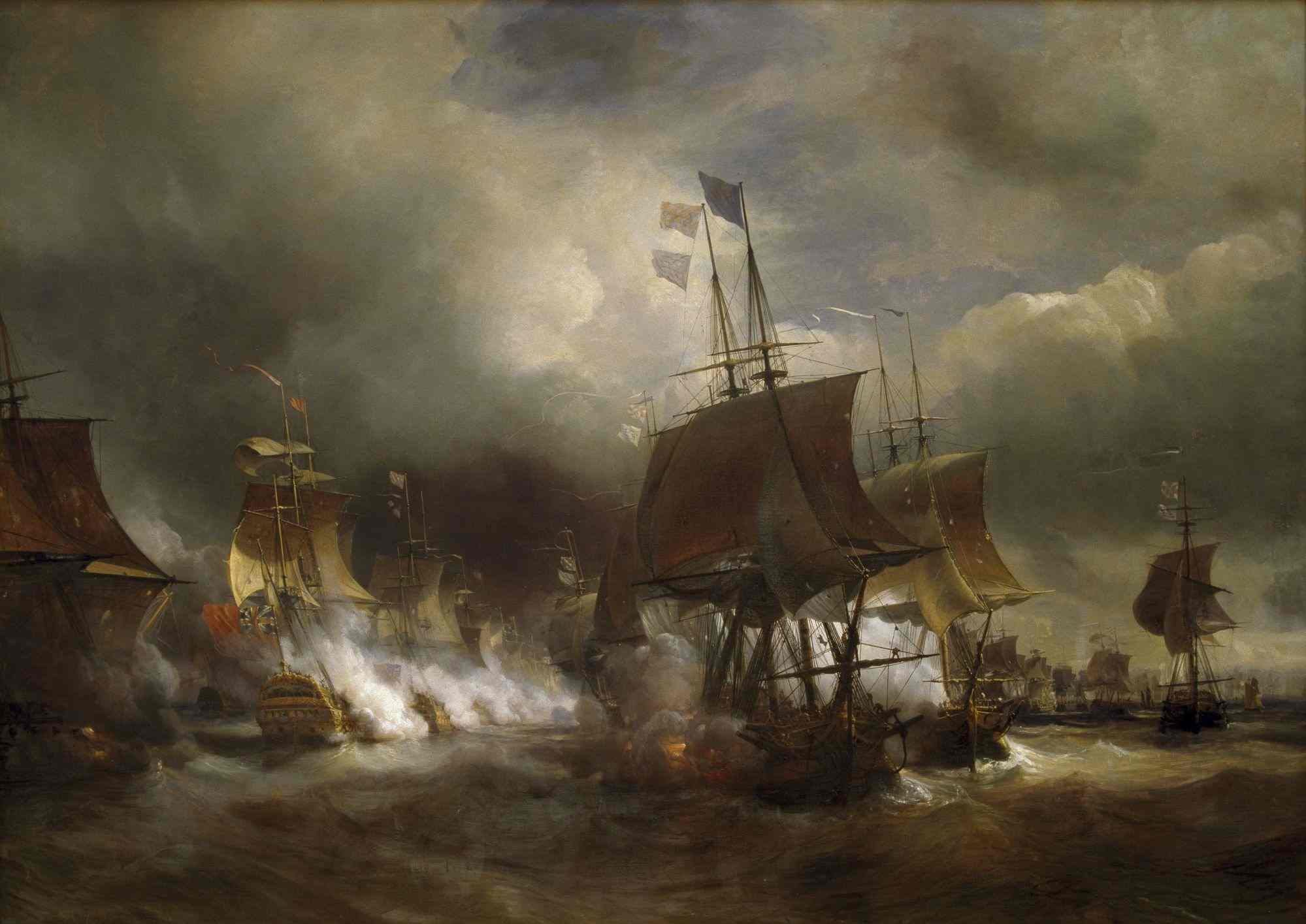
La bataille d'Ouessant, le 27 juillet 1778 est indécise, mais montre que la Marine royale est de nouveau en état d'affronter la Royal Navy.

Louis XVI, toujours retenu par ses scrupules, laisse l’initiative du premier coup de canon aux Britanniques, ce qui ne favorise pas forcément la tâche des marins. La puissante escadre britannique de la Manche qui, vient, comme lors du conflit précédent, opérer sur les côtes françaises, s’en prend le 17 juin 1778 à une petite division qui patrouille au large de Roscoff. Celle-ci est composée de deux frégates, la Belle Poule (30 canons) et la Licorne (26) ; d’une corvette, l’Hirondelle (16) ; et d’un lougre, le Coureur (8). La corvette réussit à s’enfuir. La Belle Poule - qui vient depuis peu de rentrer d’Amérique après y avoir porté le traité d'alliance franco-américain - est rejointe par la frégate HMS Aréthuse (32) qui lui ordonne de « se présenter », c'est-à-dire de se rendre. Son capitaine refusant catégoriquement, il s’ensuit cinq heures de combat acharné, jusque tard dans la nuit. Le navire, qui n’est plus qu’un ponton sanglant entièrement dégréé, échappe à la capture et réussit à se trainer jusqu’à Brest. Le lougre le Coureur, qui a soutenu avec la Belle Poule un combat inégal contre un sloop mieux armé, est lui contraint de se rendre, tout comme la Licorne, qui s’est laissé cerner par 4 vaisseaux.
Le combat symbolique mais acharné de la Belle Poule fait oublier la saisie des deux autres unités et déclenche un torrent d’euphorie guerrière dans tout le pays. L'enthousiasme des foules est à son comble, témoin de la force inouïe du patriotisme et du désir unanime de gloire des Français. L'abbé de Véri, qui se trouve alors à Versailles n'entend qu'un seul cri dans les couloirs : « Guerre ! Guerre ! ». On imprime des récits enjolivés du combat, on vend dans la rue des estampes allégoriques et les élégantes arborent au milieu de flots de rubans de gigantesques coiffures dites À la frégate ou À la Belle Poule. On a le sentiment que la marine française est enfin capable de se mesurer à la Royal Navy et d'effacer la honte du précédent conflit. Dans l’opinion on ne parle que de guerre de vengeance. Le commandant de la Belle Poule, La Clocheterie, est récompensé de sa bravoure par une promotion au commandement d'un vaisseau de 64 canons, le Triton.
La guerre ne fait pourtant que commencer. Le Royaume-Uni, qui doit fixer des forces navales et terrestres considérables en Amérique du Nord, a perdu l’initiative du conflit et n’est plus en mesure de rééditer la rafle de 1755 qui lui avait grandement facilité la victoire. Côté français, on hésite cependant sur la stratégie à suivre car il reste un écart numérique important en faveur de la Royal Navy. La France n’ayant pas d’état-major de marine, c’est donc Louis XVI, Sartine et Vergennes qui doivent décider de la stratégie à suivre, aucun d’eux n’étant marin. Sartine propose d’envoyer l'escadre de Toulon en Amérique du Nord, et de faire combattre la flotte de Brest contre celle, britannique, de la Manche. C’est un choix assez habile, car en envoyant des vaisseaux sur les côtes américaines on oblige le Royaume-Uni à laisser des escadres sur la défensive à Halifax et à New York, donc à diviser ses forces alors que les troupes britanniques stationnant dans ces secteurs ont un besoin vital d’être soutenues par la mer. La flotte de Brest répond à une autre logique, plus politique : il s’agit de prouver que la Marine, qui n’a plus remporté de victoire depuis 1756 (Minorque), est capable de battre ou tenir en échec la Royal Navy dans les eaux où elle règne en maître depuis la guerre de Sept Ans. C’est essentiellement l’Espagne qui est visée, car on reste persuadé que les forces espagnoles sont nécessaires pour combler l’écart avec la marine britannique, mais Madrid n’entrera en guerre que si les Français sont capables de battre les Britanniques.
Les ordres transmis par Sartine témoignent de la volonté offensive française et de l’abandon des anciennes consignes rituellement répétées sous Louis XV aux officiers de « ne pas aventurer les vaisseaux du roi » et qui justifiaient de céder facilement le champ de bataille. Le comte d’Orvilliers, qui commande l’escadre de Brest reçoit début avril des consignes très claires :

« Le roi vous a chargé, Monsieur, d’une commission des plus importantes (…). Il s’agit de rendre au pavillon français tout l’éclat dont il brillait, il s’agit de faire oublier des malheurs et des fautes passées (…). Quelles que soient les circonstances dans lesquelles l’armée navale du roi puisse se trouver, l’instruction de Sa Majesté qu’elle me charge expressément de vous faire connaître, ainsi qu’à tous les officiers commandant, est que ses vaisseaux attaquent avec la plus grande vigueur et se défendent en toute occasion jusqu’à la dernière extrémité. »

Le 8 juillet 1778, les trente-deux vaisseaux et huit frégates de la flotte du Ponant quittent Brest à la recherche des trente vaisseaux et cinq frégates de Keppel que l’on sait croiser dans les parages. Le vent contraire gène les manœuvres et deux bâtiments, dont un 80 canons, s'égarent dans la nuit puis rentrent sur Brest ce qui réduit la puissance réelle de l'armée navale à vingt-sept vaisseaux car trois navires sont de trop faible puissance pour être réellement engagés. Les deux escadres ne sont en vue l’une de l’autre que le 23 dans l’après-midi. On est à une centaine de milles au large d’Ouessant. Les historiens passent généralement très vite sur cet affrontement mené sur le classique schéma tactique de la ligne de file car il n'est pas d'un grand intérêt militaire. C’est une erreur, car cette bataille a été attendue avec beaucoup d'anxiété par des Français qui vivaient encore en 1778 sur les souvenirs des défaites du conflit précédent. Quant aux conséquences politiques du combat en Europe, elles sont loin d'être négligeables.
Le 27 juillet, après plusieurs jours d'approche, d'Orvilliers, bon manœuvrier, réussit à prendre le vent de son adversaire. Mais la météo se dégrade et tourne presque à la tempête, ce qui donne une forte gite aux vaisseaux. Les vaisseaux français gitant vers l'ennemi, il leur faut fermer les sabords des batteries basses, les plus puissantes, tandis que les Britanniques n'y sont pas obligés. Les Français ne peuvent donc engager que 1 934 canons contre 2 778 pour Keppel. La canonnade, violente, dure trois heures et semble indécise, mais Keppel profite de la nuit tombante pour faire retraite tous fanaux éteints. Les vaisseaux britanniques ont beaucoup souffert, à commencer par le navire amiral, le HMS Victory, sévèrement bousculé par le Bretagne. Cette retraite peu glorieuse signe la victoire française. À Londres, on ne s’y trompe pas, puisque Keppel passe en cour martiale et ne se verra plus confier de commandement dans la guerre. À Versailles, on exulte sur ce combat qui a été « bien honorable à la Nation », même si l’enthousiasme est un peu douché par une polémique mettant en cause l’arrière-garde qui n’a pas exécuté correctement les ordres, privant ainsi la flotte d’une victoire plus éclatante. On déplore 163 morts et 517 blessés, alors que Keppel a perdu 407 hommes et a 789 blessés. Ce fort déséquilibre en faveur de l’escadre française montre que celle-ci a fait jeu plus qu’égal avec sa rivale, alors qu’elle a aligné près de 800 canons de moins en raison de la houle. C’est une preuve que le niveau d’entraînement est devenu satisfaisant et que tous les efforts déployés depuis 1774 sont maintenant récompensés.
D'Orvilliers rentre à Brest le 29 juillet pour y réparer ses avaries et reprend la mer le 17 août avec vingt-huit vaisseaux. Mais la flotte britannique reste dans ses ports et les vents, en cette saison, ne sont pas favorables pour s’aventurer dans la Manche. On se contente donc d’une croisière de protection du commerce et de la pêche malouine. On capture quelques navires marchands et une frégate britannique, le Fox au large d’Ouessant. Le 18 septembre, l’escadre est de retour sur Brest. La Motte-Picquet, avec trois vaisseaux, longe les côtes britanniques et rentre le 25 novembre avec treize prises commerciales, clôturant ainsi la campagne. L’ultime combat dans l’Atlantique s’était déroulé au large de Lisbonne, le 20 octobre. Le vaisseau le Triton, à l’issue d’un violent engagement, avait contraint le HMS Jupiter et la frégate Medea (en) à prendre la fuite. L'absence de réaction de la Royal Navy devant ces croisières montre que les Français ont acquis à l'été-automne 1778 la maîtrise des eaux entre la Bretagne et le sud-ouest de l'Angleterre. Il est dommage qu'aucun corps d'armée n'ait été prévu pour un débarquement, mais l’idée n'a effleuré personne à ce moment-là, l'essentiel paraissant être de vérifier les capacités à vaincre de la nouvelle marine royale. À Madrid, où l'on tire les mêmes conclusions du combat qu'à Versailles, on accepte d'entamer les négociations en vue d'entrer dans la guerre.

#### Les espoirs déçus de la campagne américaine de D’Estaing (1778-1779)

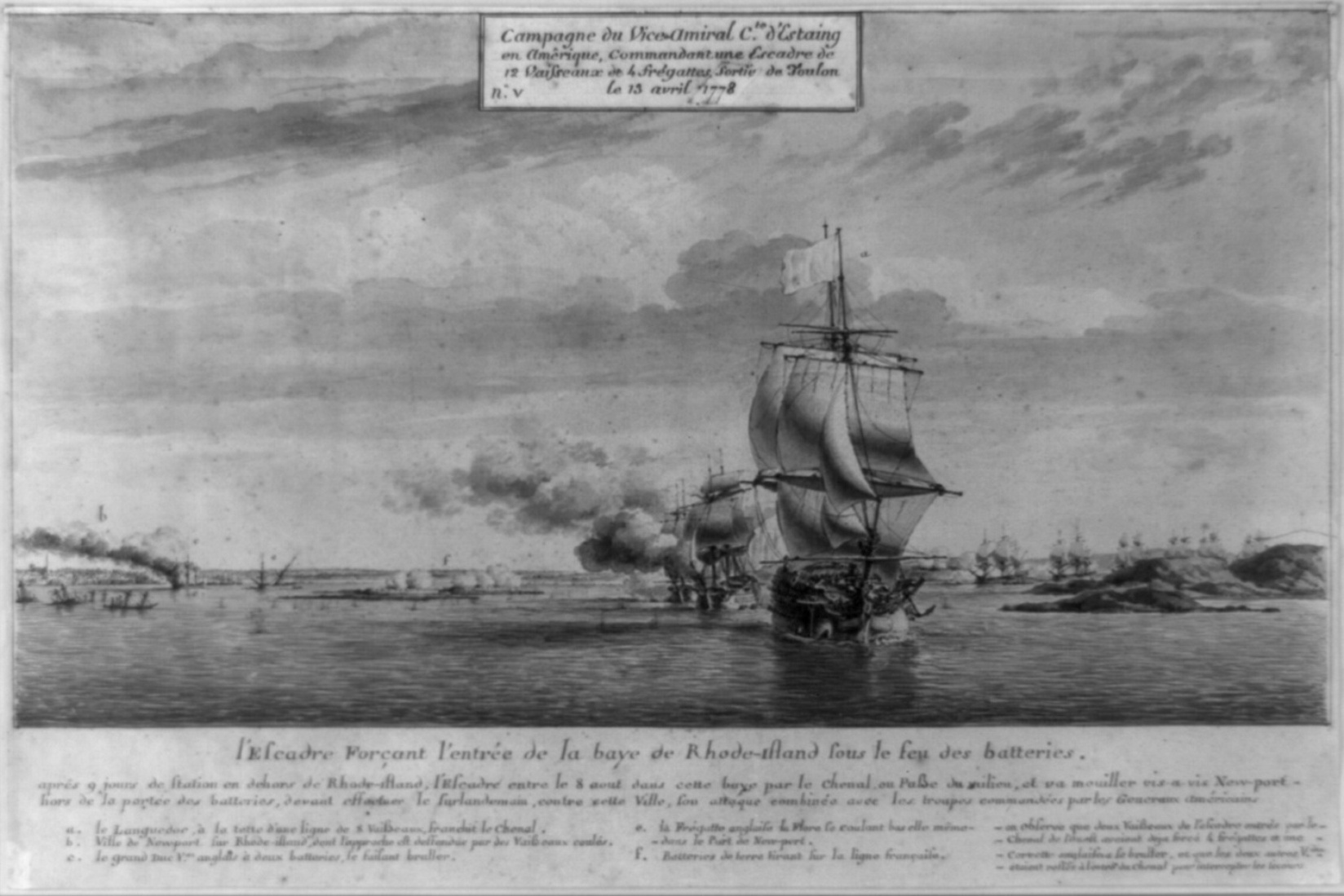
Entrée de l'escadre française dans la baie de Newport le 8 août 1778. Louis XVI envoie une escadre de douze vaisseaux et cinq frégates aider les révoltés américains.

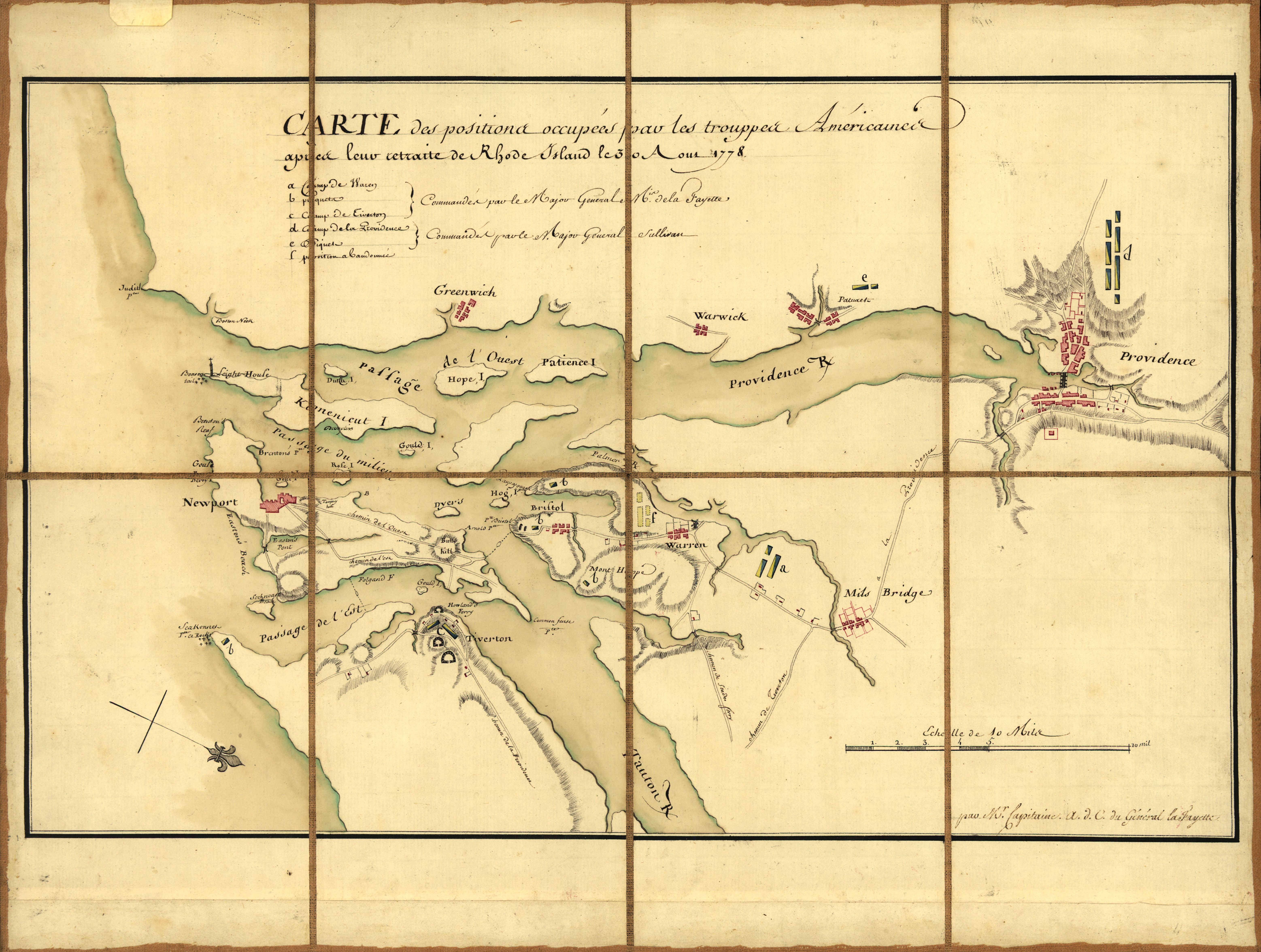
La baie de Newport. Les Franco-Américains ont beaucoup de mal à coordonner leur action pour tenter de s'emparer de Newport. (Carte de 1778)

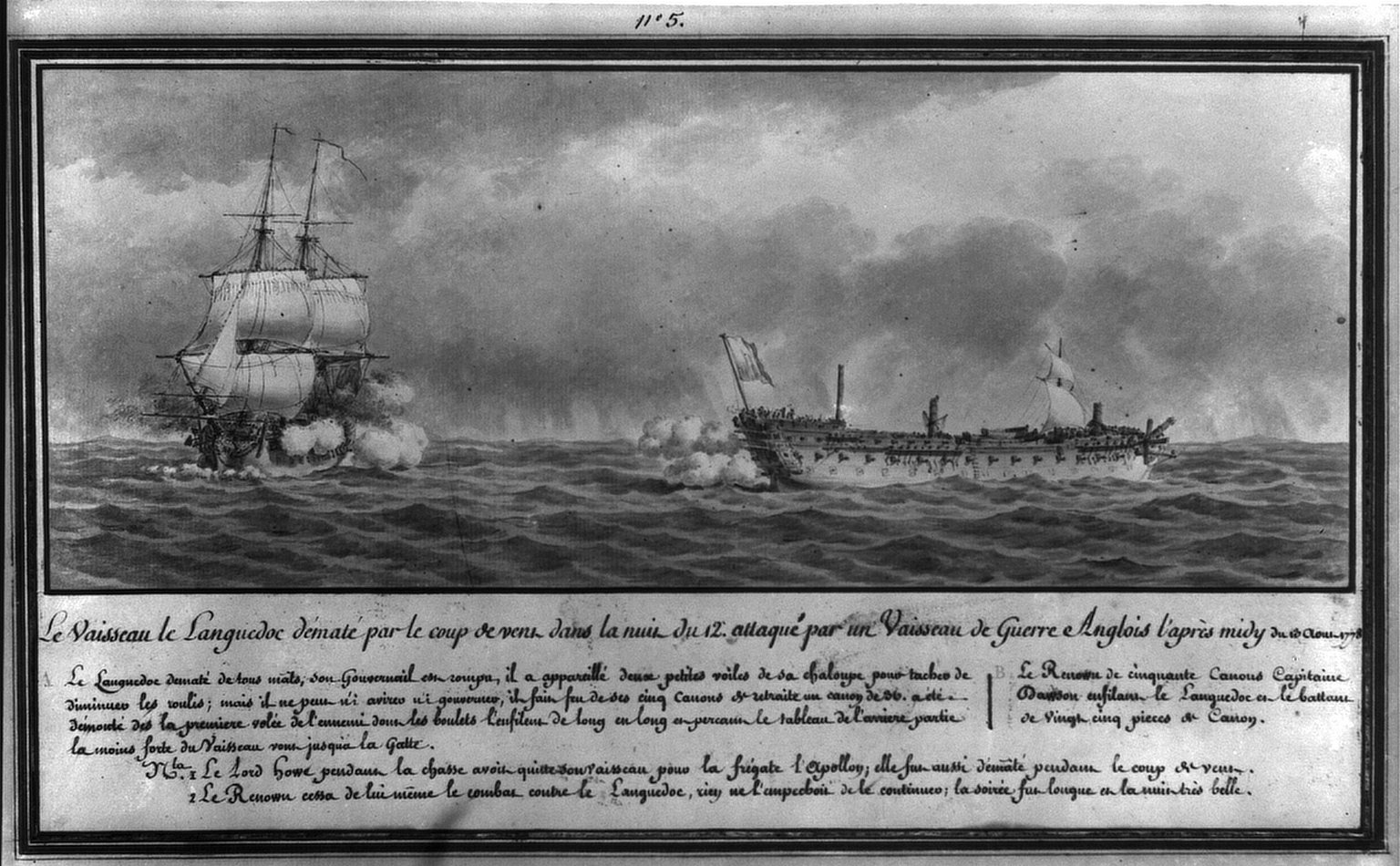
Une violente tempête disperse l'escadre devant Newport et démâte le Languedoc qui se retrouve en difficulté face à un petit vaisseau britannique.

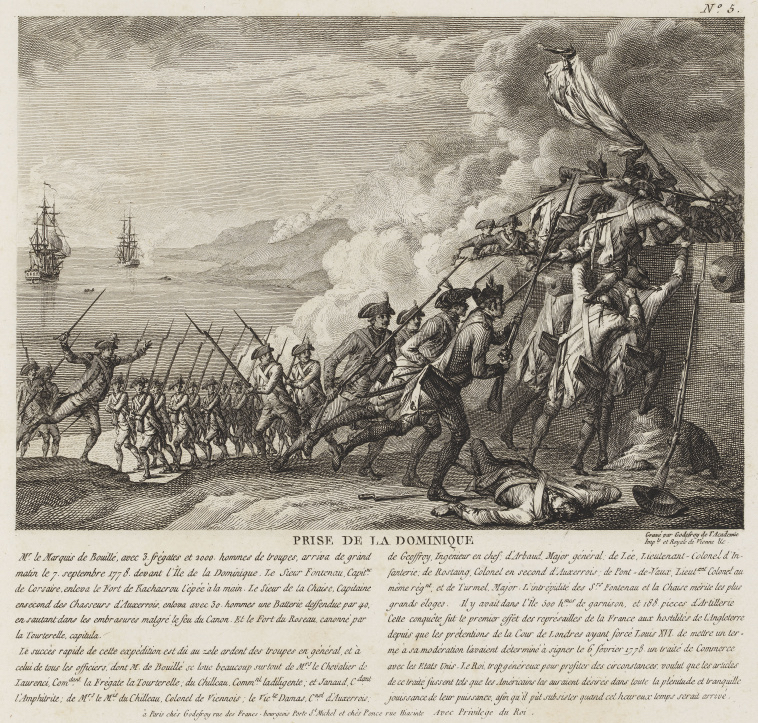
La prise de la Dominique est le seul succès français en Amérique à l’issue de la première année de guerre.

##### 1778: échecs sur les côtes américaines
L’escadre de Toulon, plus modeste (douze vaisseaux et cinq frégates), doit franchir l’Atlantique pour aller prêter main-forte aux « Insurgents » et si possible obtenir un succès décisif qui pousserait la Grande-Bretagne vers la table des négociations. Mission tout à fait considérable, mais jouable à condition de préserver l’effet de surprise sur les forces britanniques divisées entre New York et Halifax. Son commandement est confié à Charles Henri d'Estaing, qui a profité de ses victoires corsaires lors du conflit précédent et de son amitié avec Monseigneur le Dauphin (père de Louis XVI), pour connaître de très rapides promotions dans l’armée de terre puis la marine…
L'escadre appareille pour l’Amérique le 13 avril 1778, alors que la guerre n’est même pas encore officiellement déclarée. D’Estaing dispose d’ordres qui lui laissent presque carte blanche. Versailles lui recommande d’attaquer les ennemis « là où il pourrait leur nuire davantage et où il le jugerait le plus utile aux intérêts de Sa Majesté et à la gloire de ses armes ». On lui recommande encore de ne pas quitter les côtes américaines avant d’avoir « engagé une action avantageuse aux Américains, glorieuse pour les armes du roi, propre à manifester immédiatement la protection que Sa Majesté accorde à ses alliés ».
La traversée est interminable. À cause des alternances de calme et de vents contraires, l’escadre met 33 jours pour atteindre Gibraltar (16 mai) puis encore 51 jours pour traverser l’Atlantique. D’Estaing, qui entretient de mauvais rapports avec ses officiers et n’écoute personne, a trouvé le moyen de prendre la plus mauvaise route puis de perdre encore beaucoup de temps à organiser des exercices de manœuvre dans l’Atlantique. Il arrive à l’embouchure de la Delaware le 7 juillet après plus de 80 jours de traversée… Les équipages sont épuisés et l’effet de surprise est perdu, même si pour se consoler on détruit deux frégates. Howe s’est retiré le 28 juin avec ses neuf vaisseaux pour regrouper ses forces avec celles de Byron, soit vingt vaisseaux. D’Estaing, se présente devant New York, mais la ville est défendue par les 12 000 hommes du général Henry Clinton. Les pilotes américains font remarquer que le fond manque pour laisser accéder les plus gros vaisseaux à la baie intérieure de New York. D’Estaing, prudent, refuse de forcer les passes de la ville et concocte un nouveau plan avec George Washington, auquel collabore La Fayette, qui propose d'attaquer Newport, dans le Rhode Island.
Le 29 juillet, la flotte se présente devant Newport. Le plan prévoit de bloquer la place par la mer tandis que les miliciens du général Sullivan doivent débarquer dans le Nord de l’île de Rhode Island L’accès à la baie n’est possible que par trois chenaux relativement étroits et assez peu profonds, dans lesquels on ne peut engager que des frégates ou des 64 canons. Mais la coordination avec les forces américaines du général Sullivan se passe mal. Les troupes de Sullivan ne sont pas rassemblées et le général américain demande qu’on l’attende. L’effet de surprise est perdu. Face aux 6 000 « tuniques rouges » qui défendent la place, il faut se contenter de laisser l’escadre stationner à hauteur de la passe centrale pour assurer le blocus. Suffren et Albert de Rions donnent un peu de relief à cette action décevante grâce à un raid audacieux. Les deux hommes, sur le Fantasque (64) et le Sagittaire (50), entrant par le chenal ouest, sèment la panique dans la baie et détruisent le 5 août deux batteries côtières, puis cinq frégates contraintes de s’échouer et de s’incendier.
Le 8 août, enfin, les Américains font savoir qu’ils sont prêts à attaquer. D’Estaing laisse deux vaisseaux en couverture au large, détache trois frégates pour fournir un appui feu aux troupes de Sullivan, et force la passe centrale avec huit vaisseaux en échangeant une vive canonnade avec les batteries de la place. L’attaque franco-américaine est prévue pour le 10 août. Mais le 9, les quatorze vaisseaux de Howe sont signalés à l’horizon. Ce dernier, qui arrive de New York, a reçu des renforts et se trouve en position de bloquer les Français dans la baie. D’Estaing doit faire rembarquer les troupes et profite d’un vent favorable, au matin du 10, pour sortir de la nasse en coupant ses câbles. Howe, surpris par cette manœuvre hardie se dérobe. La situation se retourne même complètement puisque d’Estaing se lance à la poursuite de le Britannique. Dans l’après-midi du 11, le combat est près de s'engager, mais la météo s’en mêle et une violente tempête qui dure toute la nuit disperse les deux flottes. Le Languedoc (80) perd son gouvernail, démâte et se retrouve au matin complètement isolé, roulant bord sur bord. On frise même la catastrophe lorsqu’un petit vaisseau britannique vient brièvement attaquer le navire amiral qui ne peut se défendre. Le Languedoc réussit finalement à se trainer près de la Delaware, rejoint le 14 août par les autres vaisseaux de l’escadre avec encore un navire démâté, le Marseillais (74), que remorque le Sagittaire (50). Seul manque à l’appel le César (74), mais ce dernier est parti se réfugier à Boston.
Contre toute attente, malgré les avaries et le scorbut qui frappe les équipages, d’Estaing décide de tenter une nouvelle attaque sur Newport. Le 20 août les Français sont de nouveau devant la place. Mais un conseil de guerre réuni à bord du Languedoc conclut à l’impossibilité de l’opération, même en doublant les troupes mises à terre. Le siège est abandonné : l’escadre lève l'ancre pour Boston afin d'y réparer les vaisseaux, se ravitailler, soigner les malades et blessés. L’accueil de la population bostonienne est glacial. Si la cause américaine était populaire en France, l’inverse n’était pas tout à fait vrai pour ce qui est de l’aide française… Les Américains sont circonspects face à ces nouveaux venus, réputés pour être des coureurs de jupons légers et frivoles. La population, profondément protestante, se méfie aussi de ces Français « papistes » (catholiques) autrefois leurs ennemis. Les rixes entre Bostoniens et marins français sont fréquentes.
Cet échec provoque une crise de confiance entre les deux alliés. Les Américains déclarent que le retrait devant Newport est « dérogatoire à l’honneur de la France, contraire aux intentions du roi et aux intérêts de la nation américaine ». Il faut tout le sens diplomatique de George Washington, secondé par La Fayette, pour apaiser ces tensions, alors que côté français on se plaint du manque d’esprit de coopération des nouveaux alliés, qui parlent fort, exigent beaucoup et n’ont que peu de moyens matériels. Les eaux de la côte américaine sont aussi inconnues des marins français qui dépendent des pilotes américains, à la fiabilité pas toujours certaine.
On se rend compte aussi que le port de Boston n’est absolument pas équipé pour entretenir des grands bâtiments de combat et il faut tout improviser. La baie offre cependant un bon mouillage facile à défendre. En quelques jours, on met en place un puissant dispositif. Les trois vaisseaux les plus abimés sont mouillés à Quincy bay sous la protection d'un vaste camp retranché et de plusieurs batteries. Les neuf vaisseaux les plus valides sont embossés en demi-cercle dans la rade Nantasket, eux aussi protégés par des batteries. Lorsque le 1er septembre l'escadre de Howe, encore renforcée de plusieurs vaisseaux, se présente devant Boston, elle ne peut que constater la solidité des défenses françaises et se retire sans avoir rien tenté. Les semaines passent. Les réparations sont achevées, les équipages reposés, mais il faut se rendre à l’évidence : l’escadre française est au point mort. D’Estaing n’a aucun plan de rechange et semble frappé d’inertie. Ses subordonnés tentent alors de lui en souffler d’autres, à commencer par Suffren, qui propose une attaque sur Terre-Neuve avec un petit détachement de deux vaisseaux et deux frégates pour saccager les pêcheries et s’en prendre au commerce. Puis c’est La Fayette qui défend un projet voisin avec une attaque sur la base britannique d’Halifax en Nouvelle-Écosse. D’Estaing refuse les deux plans car les Canadiens, consultés, ne veulent pas se ranger auprès de ceux qu'ils ont combattus lors des guerres précédentes.
Les chances pour l’escadre d’entreprendre quoi que ce soit de victorieux s’amenuisent de jour en jour alors même que les généraux britanniques, que cette force française rend très inquiets, évacuent Philadelphie, haut lieu de la résistance des « Insurgents ». Le 17 octobre, la crise de confiance franco-américaine est digérée. Le Congrès des États-Unis rend un hommage vibrant à d'Estaing, mais la saison est maintenant trop avancée pour envisager la reprise des opérations. En novembre, d’Estaing sort enfin de sa torpeur et profite d'un méchant coup de vent qui disperse l'escadre britannique devant Boston pour appareiller vers la Martinique où il arrive le 9. Ce sont des Antilles qui donnent la première victoire française en Amérique, mais sans d’Estaing. Au mois de septembre, le gouverneur général des Îles du Vent, le marquis de Bouillé, attaque victorieusement avec trois frégates, une corvette et deux régiments l'île de la Dominique qui est enlevée d'assaut. La garnison britannique capitule sans combattre. C’est presque une leçon d’efficacité militaire administrée à d’Estaing qui dispose de moyens bien supérieurs.
Cette victoire est rapidement contrebalancée par l’amiral Barrington, commandant de la division navale des Antilles qui profite des renforts apportés de New York pour attaquer Sainte-Lucie. Le gouverneur de l’île, qui n’a que de faibles forces à opposer aux 5 000 « tuniques rouges » débarquées le 13 décembre, se replie vers l’intérieur de l’île. Sainte-Lucie est voisine de la Martinique. Il faut réagir immédiatement. D’Estaing appareille aussitôt en embarquant 3 000 hommes de troupe et se présente dès le 15 décembre devant l’île. Il surprend l’escadre britannique à l’ancre : sept vaisseaux ou frégates et une poignée de petites unités. Les Français disposent de douze vaisseaux. C’est une occasion unique d’attaquer et d’anéantir une force britannique en situation d'infériorité, même si celle-ci peut compter sur le soutien d’une grosse batterie côtière. Mais D’Estaing, malgré les supplications de Suffren, se contente de canonnades lointaines et préfère débarquer son contingent un peu plus loin avec des pièces d’artillerie de marine et tenter un assaut en règle. C’est un sanglant échec (18 décembre) qui coûte la vie à 800 hommes, dont 40 officiers tués ou blessés. D’Estaing, qui craint l’arrivée de l’escadre de Byron, rembarque son contingent le 24 décembre et regagne piteusement Fort-Royal, contraignant la garnison de Sainte-Lucie à la reddition. L'opinion ironise et chansonne : « Si d'Estaing doit recevoir le bâton (de maréchal), il ne sera point du bois de Sainte-Lucie ! ». Il n'en reste pas moins que cet échec inexcusable livre aux Britanniques un excellent mouillage aux portes de la Martinique et que la Royal Navy saura utiliser à son avantage.
Compte tenu des objectifs affichés au début de l’année (voir plus haut), on n’est pas très loin du fiasco. En sept mois de campagne stérile, d’Estaing s’est révélé un chef hésitant, pusillanime et incapable de tirer parti des circonstances. Tout n’est cependant pas négatif, car l’escadre s’est bien comportée et l’Europe a pu constater que si la marine de Louis XVI n’a pas (encore) pu vaincre, les mers ne sont plus sous total contrôle britannique. En additionnant les efforts de l'escadre de D'Orvilliers, celle de D'Estaing et l'escorte des convois, on constate que 92 % de l'effectif des vaisseaux et la totalité des frégates sont partis en campagne en 1778. L'engagement a été total, dès la première année de la guerre.

##### 1779: premiers succès non décisifs

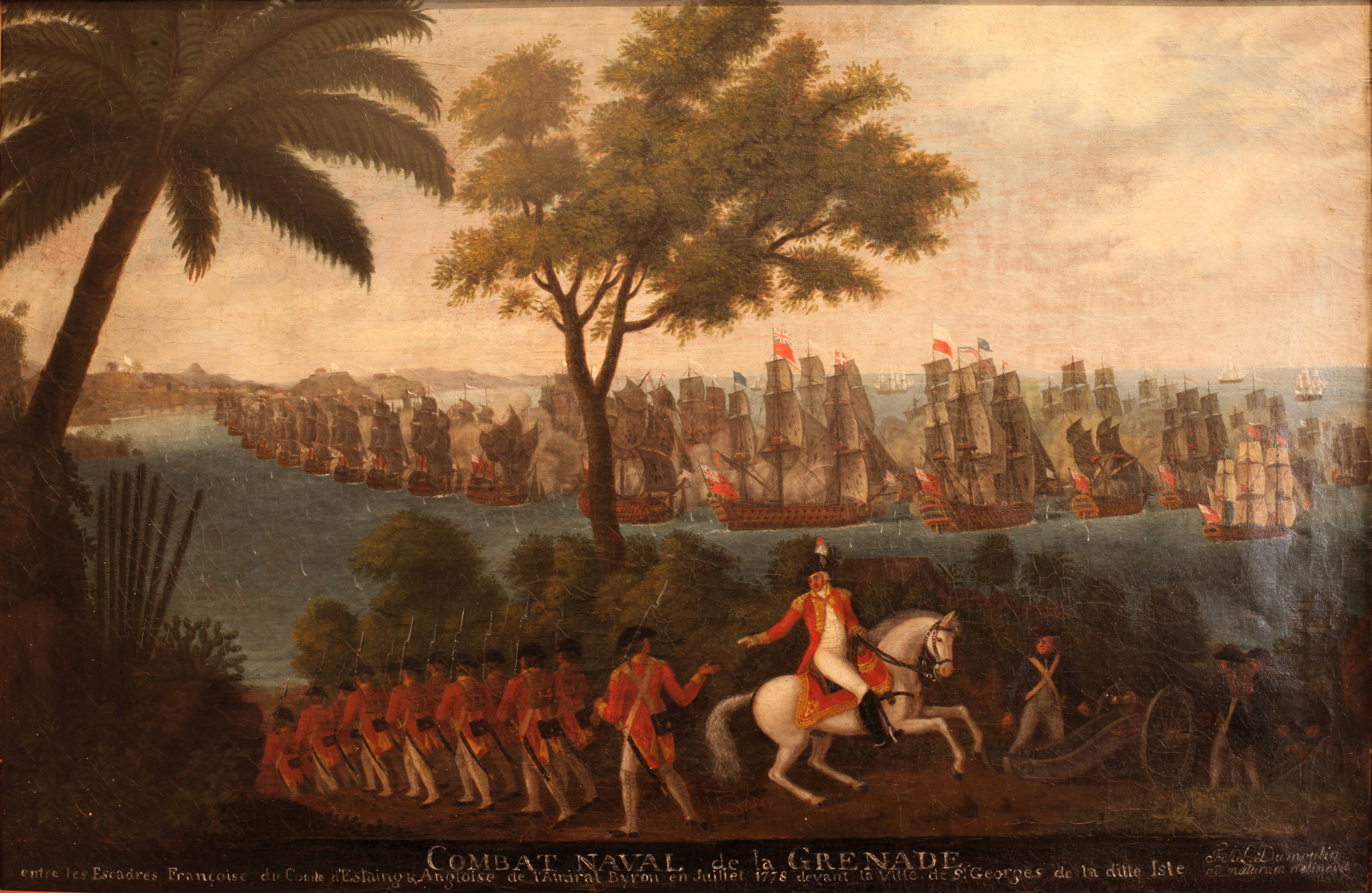
La bataille de la Grenade, le 6 juillet 1779, est une belle victoire française mais qui n'est pas exploitée car d'Estaing ne poursuit pas son adversaire.

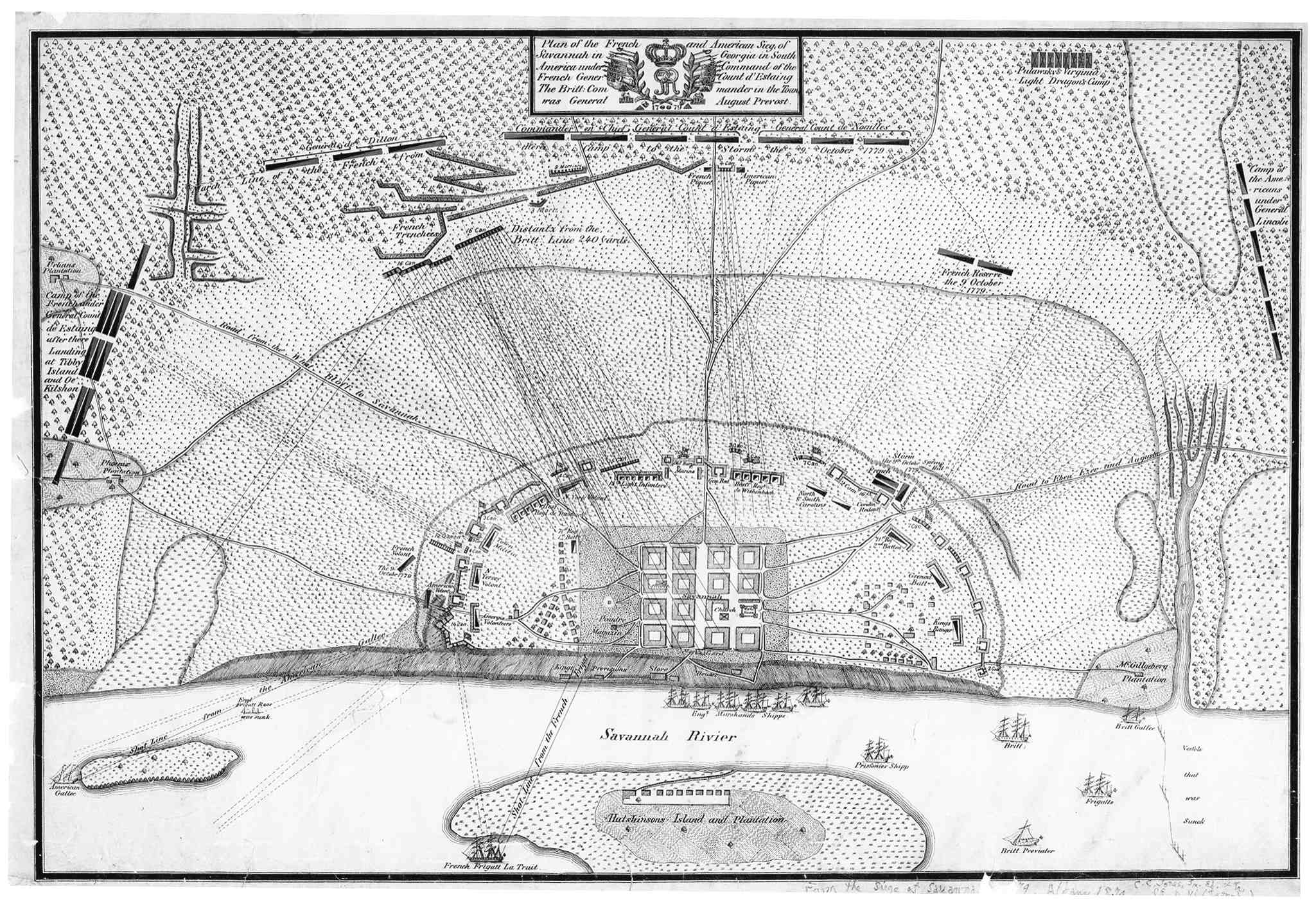
Le siège de Savannah (octobre 1779), mené en collaboration avec les Américains est un lourd échec pour les Français. (Carte américaine de 1874, d'après un plan d'époque)

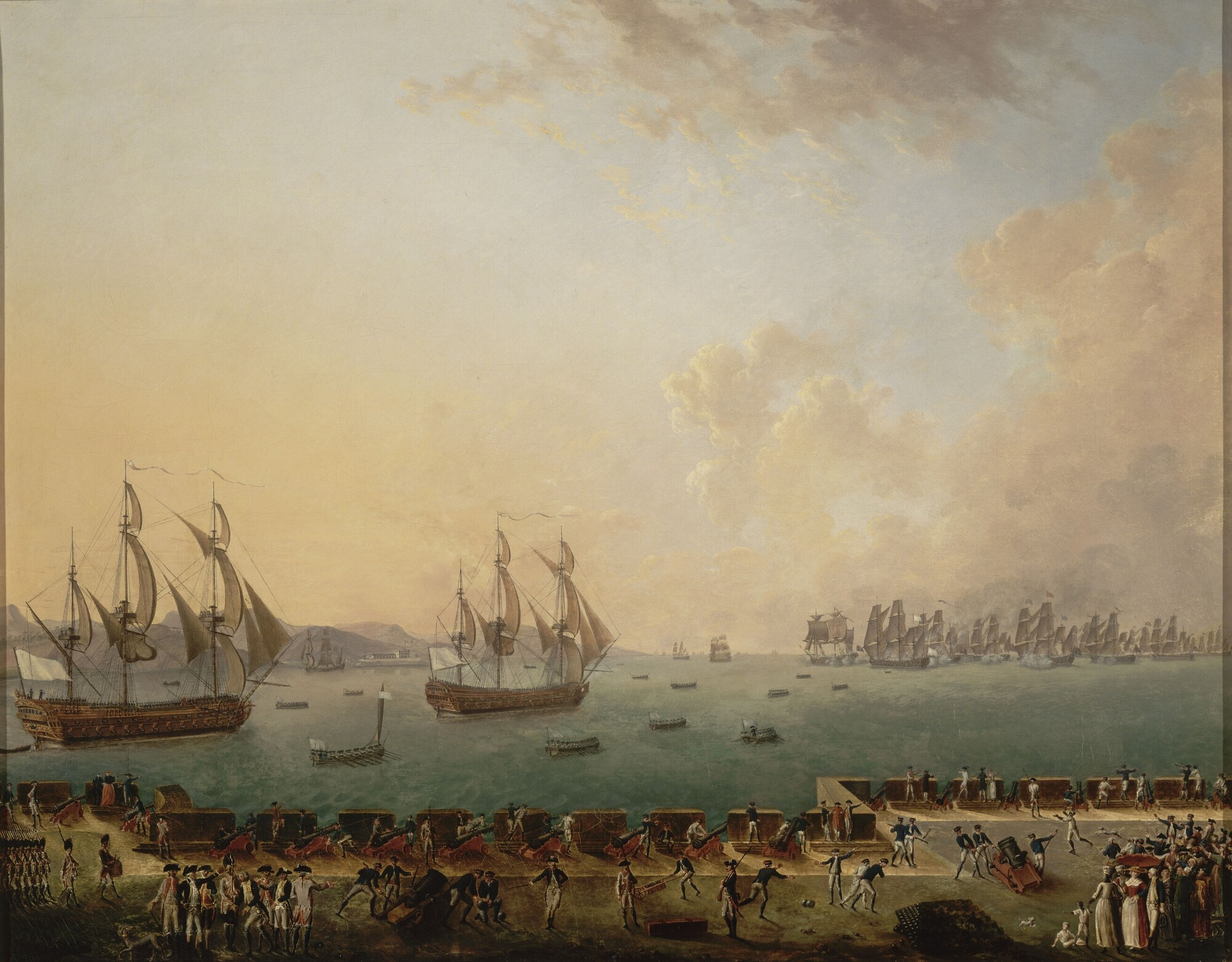
Le combat de la Martinique, le 18 décembre 1779 est un brillant succès de La Motte-Picquet qui repousse une escadre britannique avec seulement trois vaisseaux pour couvrir l'arrivée d'un convoi.

De janvier à mars 1779, Français et Britanniques se disputent les îles secondaires. On monte de petites expéditions pour s'emparer de Saint-Martin (24 février), de Saint-Barthélemy (28 février) et pour finir de Saint-Vincent (17 juin). La guerre s’intensifie avec le renfort des divisions navales du comte de Grasse (19 février), qui arrive de France, de Vaudreuil (26 avril), qui vient de s’emparer des établissements britanniques sur la côte africaine et de La Motte-Picquet (27 juin) qui vient d’escorter jusqu’à la Martinique un gros convoi marchand de quarante-cinq voiles. D'Estaing dispose ainsi au début de l'été 1779 de vingt-cinq vaisseaux, soit plus du double des effectifs de l’année précédente, l'ensemble étant accompagné d'une dizaine de frégates. Côté britannique on s’active aussi : l’escadre du vice-amiral Byron arrive à Sainte-Lucie le 6 janvier avec dix navires et reçoit ensuite des renforts importants. En juin, il dispose de vingt-et-un vaisseaux, sans compter les transports de troupes et les frégates.
Tout est prêt pour reprendre des opérations d’envergure. D'Estaing décide de prendre l’initiative en attaquant la Barbade, île qui abrite une forte base de la Royal Navy, mais la météo ne lui est pas favorable. Il reporte donc son choix sur l’île de la Grenade devant laquelle il se présente le 2 juillet. 1 200 soldats sont débarqués. L’attaque dure deux jours, conduite en personne par d’Estaing. C’est un plein succès : les défenses britanniques sont balayées, la garnison capitule au prix de faibles pertes et trente bâtiments marchands sont capturés. Mais le 6 juillet, arrive l’escadre de Byron accompagnée d’un gros convoi de cinquante voiles chargé de troupes. Byron, qui n’a guère le choix, engage le combat. Il a quatre vaisseaux de moins, mais les puissances de feu s’égalisent car les vaisseaux britanniques sont plus gros (1 516 canons contre 1 468 pour les Français). Il se faufile entre l’île et l’escadre française, pensant la capturer ou la détruire, mais les équipages sont complets et d’Estaing dispose de brillants seconds pour l'aider à faire face (Suffren, Grasse, La Motte-Picquet…). L’escadre britannique qui passe près des côtes essuie aussi le tir de l’artillerie française débarquée sur l’île. La bataille, menée sur le classique schéma tactique de la ligne de file tourne au désavantage de Byron qui a quatre vaisseaux hors de combat. Les Français ont tiré 21 000 coups de canons. La victoire peut-être totale si d'Estaing engage la poursuite, comme le pressent ses principaux lieutenants. Mais d’Estaing ne réagit pas et laisse Byron se retirer en prenant en remorque ses quatre vaisseaux hors de combat. Rien n'est tenté non plus contre le convoi de troupes, pourtant extrêmement vulnérable et qu'un simple vaisseau de 50 canons accompagné de quelques frégates aurait pu capturer, au dire de Suffren.
La bataille, non exploitée, apparait comme une totale occasion perdue : « Le combat de la Grenade aurait pu, aurait dû être une grande victoire française », note Rémi Monaque. Mais d’Estaing manque de sens marin et ne comprend pas la portée de sa victoire. Le chef français reste un homme qui a commencé sa carrière dans l’armée de terre et il a beaucoup de mal à voir dans les escadres autre chose qu'un moyen de transporter des troupes. Par ailleurs fait remarquer Jean Meyer, « cela correspond à l’état d’esprit des amiraux français qui considéraient que le seul fait d’avoir tenu tête était suffisant et qu’il ne fallait pas risquer davantage le matériel et les hommes ». En laissant filer la Navy, d’Estaing a laissé « s’échapper une victoire décisive qui lui aurait permis de prendre la grande base de la Jamaïque », estime Jean-Christian Petitfils. Et porter un coup terrible au moral des forces britanniques jusqu’en Amérique du Nord, car la bataille a un retentissement considérable dans les opinions publiques. D’Estaing se contente donc de la conquête de la Grenade, victoire complétée par la prise quelques jours plus tard des petites îles voisines des Grenadines, opération menée par Suffren presque sans combats et sans pillage.
D’Estaing fait relâcher sa flotte à Saint-Domingue. On s’achemine encore une fois vers de longs mois d’inactivité lorsqu’arrivent de mauvaises nouvelles des treize colonies en révolte. La situation militaire s’est soudainement dégradée avec l’invasion par l’armée britannique de la Géorgie, l’État le plus au sud des « États-Unis » (décembre 1778). La Caroline du Sud est sur le point d'être occupée. Libre de ses mouvements, la Royal Navy bloque étroitement les côtes des treize États, multipliant les descentes à terre et interceptant le trafic côtier américain. Le Congrès appelle au secours la flotte française pour délivrer Savannah. De son côté, d’Estaing vient de recevoir l’ordre du roi de rentrer à Toulon, mais il s’estime dispensé d’y répondre car son succès à la Grenade est antérieur à la décision du roi.
Avec vingt vaisseaux et 3 000 hommes prélevés sur les garnisons de la Martinique et Saint-Domingue, d’Estaing se porte donc devant Savannah pour aider les troupes du général Lincoln. Mais l’affaire tourne mal. Les ouragans (2 septembre), l’impéritie des pilotes américains incapables de guider les lourds vaisseaux de ligne, les avaries, le manque d’eau et les maladies désorganisent l’escadre et brisent le moral des Français avant même que ne commence le siège. On doit mener (grâce à Suffren) d’importantes opérations de reconnaissances et de sondages. Le 9 septembre, les fortifications de l’île de Tybee sont détruites, et le 12 les Français peuvent enfin débarquer. Au large, l'escadre capture un petit vaisseau et une frégate britannique. Le 24 septembre, trois vaisseaux français s'emparent d'un vaisseau britannique devant New York. Ce seront les seuls succès de cette campagne. On perd ensuite du temps, ce qui permet à la garnison britannique de recevoir des renforts et de se fortifier. Le 9 octobre, d’Estaing qui croit rééditer son exploit de la Grenade, tente un assaut en règle contre la ville de Savannah, bâtie sur une grande terrasse dominant le fleuve. Mais il se heurte à la résistance féroce du général britannique Prévost et il est blessé aux deux jambes. Les Français doivent se retirer sans gloire en rembarquant troupes, tentes, et artillerie… C'est une fois de plus l'échec, mais avec des conséquences inattendues et positives pour les Américains : les Britanniques ne menacent plus Charleston et la Caroline du Sud. Beaucoup plus au Nord, les Britanniques inquiets du retour de d'Estaing ont évacué le Rhode Island pour concentrer leurs forces à New York. Newport, sur lequel les Français se sont cassé les dents l'année précédente (voir plus haut) se retrouve maintenant libre. Ce bon port va par la suite jouer un rôle décisif en permettant d'accueillir les troupes de Rochambeau.
D'Estaing quitte les eaux américaines en octobre, mais la guerre ne ralentit pas pour autant. Trois frégates françaises sont capturées par 4 vaisseaux britanniques en décembre 1779 au large de la Guadeloupe. La perte de Sainte-Lucie, l'année précédente, fait sentir ses effets car ce bon mouillage permet à la Navy de surveiller de près la Martinique. Il faut tout le talent de La Motte-Picquet pour secourir et sauver le plus gros du convoi qui arrive de France le 18 décembre avec une seule frégate d'escorte. Le marin breton, qui stationne dans l'île avec trois vaisseaux, attaque audacieusement Hyde Parker qui tente, avec treize vaisseaux, de barrer la route au convoi qui veut entrer dans Fort-Royal. La manœuvre, superbement menée en s'appuyant sur les batteries côtières, lui vaut une lettre de félicitation de l'amiral britannique qui mérite d'être citée :

« La conduite de Votre Excellence dans l'affaire du 18 de ce mois justifie pleinement la réputation dont vous jouissez parmi nous, et je vous assure que je n'ai pas été témoin sans envie de la compétence que vous avez montré à cette occasion. Notre inimitié est passagère, et dépend de nos maîtres [rois], mais votre mérite a gravé sur mon cœur la plus grande admiration à votre égard. »

Un affrontement et une lettre admirative qui sonnent encore comme une leçon d'efficacité pour d'Estaing et son escadre mal employée. « S'il avait été aussi marin que brave », grogne Suffren dans sa correspondance…

##### Le maigre et discuté bilan de la campagne d'Estaing

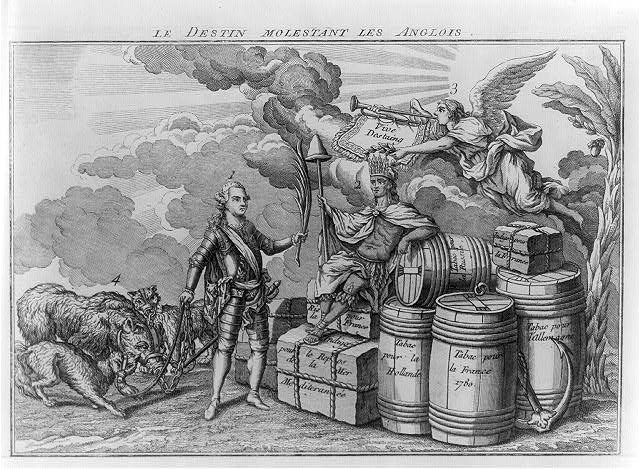
Caricature allégorique à la gloire de D'Estaing. Malgré le peu de résultats de ses deux ans de campagne, d'Estaing rentre d'Amérique couvert de gloire.

Le retour de d'Estaing est particulièrement difficile. Le 28 octobre, une terrible tempête disloque l’escadre. Trois navires et une prise britannique rallient Toulon, le gros des vaisseaux gagnant Brest autour du César comme chef d’escadre. Il était temps de rentrer : les équipages sont exsangues et beaucoup de vaisseaux font de l’eau. Le Languedoc, emporté par les vents se retrouve seul à quelque 500 milles dans le sud-est de Savannah. Le vaisseau amiral rentre le dernier sur Brest, en solitaire, le 7 décembre. On devrait être loin de l'enthousiasme de 1778. D’Estaing s'est révélé « un médiocre marin, lent, indécis, voire pusillanime, contrastant avec la singulière audace du corsaire et de l’aventurier d’autrefois ». Pourtant le vice-amiral est accueilli en héros, longuement reçu par le roi, couvert d'éloges, faisant l'objet de poèmes, de chansons et même d'un opéra. « Sa victoire à la Grenade a fait oublier ses sottises », juge avec sévérité Jean-Christian Petitfils.
La campagne n’a rien eu de décisif, mais Patrick Villiers note que les pertes infligées au Royaume-Uni sont loin d’être négligeables : six frégates détruites ou brûlées, douze corvettes ou corsaires qui ont subi le même sort, dix navires de guerre capturés avec quatre corsaires et cent-six navires de commerce pour 2 405 000 livres tournois. Martine Acerra et Jean Meyer analysent l’action de d’Estaing dans le cadre plus vaste du conflit : « Le vice-amiral d'Estaing n'a pas su tirer le meilleur parti d'une campagne de deux ans pourtant vigoureuse. Il s'est emparé de quelques îles aux Antilles, mais n'a pas pu réellement aider les Insurgents. Au moins, a-t-il attiré hors des eaux européennes une partie de la Royal Navy, aidant ainsi à la préparation du grand plan d'invasion de la Grande-Bretagne ». En 1779, l’Espagne, devant l'absence de défaites françaises, décide logiquement d’entrer en guerre.

#### Fiasco franco-espagnol dans la Manche (1779)

En 1779, l'Espagne rejoint la France contre la Grande-Bretagne, mais la flotte combinée franco-espagnole ne parvient pas à s'imposer dans la Manche et la tentative de débarquement est abandonnée.

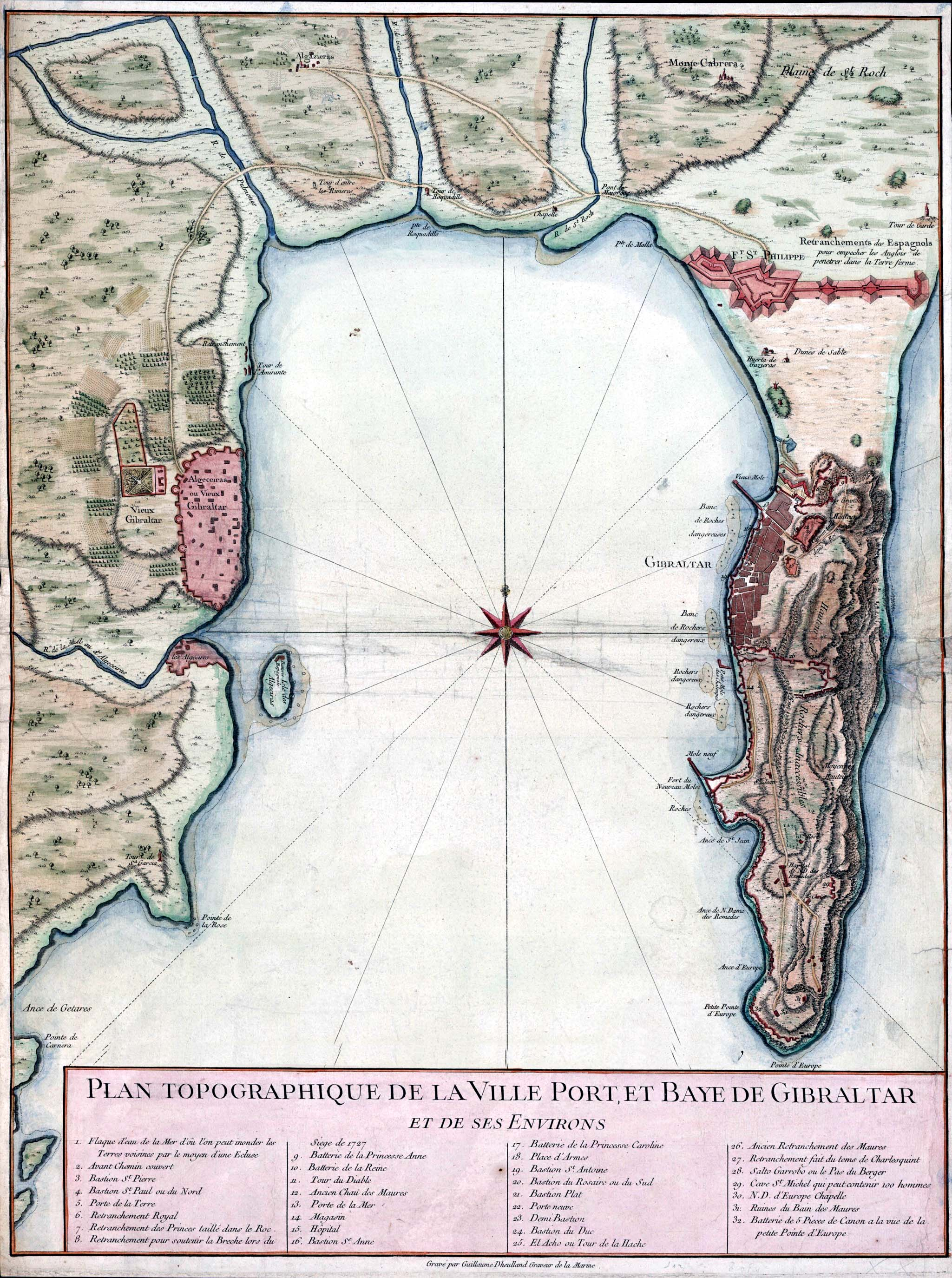
Carte de Gibraltar et de la baie d'Algésiras. L'Espagne veut profiter du conflit pour réaliser ses propres objectifs. L'un des plus importants est la reprise de Gibraltar pour lequel Versailles a promis le soutien de la marine royale.

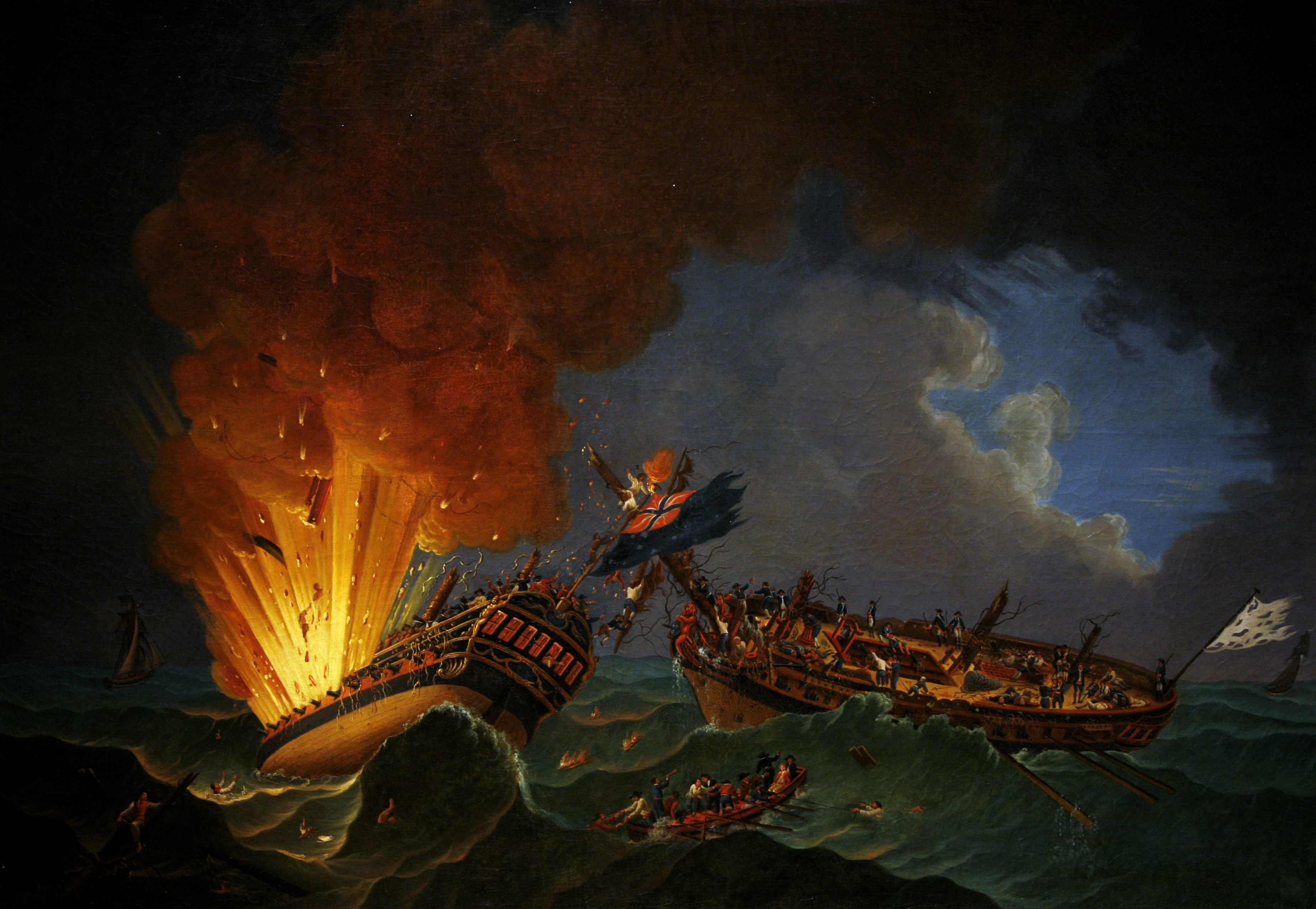
Le combat de la frégate la Surveillante contre le HMS Québec, le 6 octobre 1779 est un engagement mineur, mais qui permet de faire oublier la déception de la campagne franco-espagnole manquée dans la Manche.

L'entrée en guerre de l'Espagne a été longuement attendue, mais elle va se révéler très difficile à gérer, car Madrid refuse absolument de reconnaître les États-Unis d'Amérique et veut surtout profiter du conflit pour faire la reconquête de Gibraltar et d'autres positions perdues lors des guerres antérieures. Le premier ministre espagnol, le comte de Florida Blanca, exige un débarquement en Irlande, voire sur la côte britannique, car « l’Angleterre, comme Carthage, doit être châtiée dans ses propres foyers, si l’on veut tirer quelque avantage d’une rupture ». Des fortes paroles qui nécessitent de rassembler le plus gros des deux marines pour passer en force dans la Manche. C’est en théorie réalisable car les Britanniques ont dispersé leurs escadres sur toutes les mers, et cela permettrait de conclure la guerre rapidement, ce que les deux alliés veulent aussi obtenir. L’apparente concordance militaire cache pourtant des objectifs divergents. Si à Madrid on veut réellement envahir le Royaume-Uni, il n’en est pas de même à Versailles, où ni le roi ni Vergennes ne désire se lancer dans cette aventure aux airs d’« Invincible armada » qui va à l’encontre de leur conception de l’équilibre européen. « Je pourrais annihiler l’Angleterre, que je m’en garderai comme la plus grande extravagance », déclare Vergennes à son secrétaire. C’est pourtant la condition posée par les Espagnols à laquelle on a fait mine de souscrire en signant la convention d'alliance le 12 avril 1779, mais sans préciser aux responsables de la flotte les désirs inverses du roi et de son ministre. D'Orvilliers, qui assure de nouveau le commandement à Brest, va devoir piloter sans le savoir une opération totalement bancale.
En théorie, les Espagnols disposent de soixante-quatre vaisseaux, dont une cinquantaine sont prêts à prendre la mer. Mais la flotte espagnole est-elle fiable ? À Versailles on ne le croit pas, les rapports dont on dispose ayant depuis longtemps retiré toute illusion sur les qualités de cette marine pourtant renouvelée à grands frais. Les vaisseaux espagnols, construits à La Havane en bois de cèdre, sont très solides, mais aussi très lourds, lents et peu manœuvrant. Les gréements sont fragiles et l’artillerie est composée de pièces de plus faible calibre que ce dont on met en œuvre dans les arsenaux français et britanniques. De plus, nombre de ces canons sont de facture médiocre et s'enrayent au bout de quelques dizaines de coups. L'ambassadeur de France à Madrid, M. de Montmorin, bon observateur militaire, note aussi le manque d'entraînement des matelots et des officiers, alors que la corruption règne dans les arsenaux espagnols. Ces gros bâtiments très hauts sur l'eau, couvert de dorures et statues de bois comme on le faisait au XVIIe siècle, semblent anachroniques dans les années 1760-1780, à l’image du navire amiral, le Santisima-Trinidad, véritable « citadelle flottante » de 112 canons, qui fait l’orgueil de la « flotta », mais ne trompe personne sur ses qualités réelles. Vergennes déclare au roi que les forces espagnoles « ont peut-être plus d’apparence que de réalité, mais quand elles ne serviraient qu’à partager l’attention et les forces des Britanniques, elles nous donneront du moins un jeu plus libre ou moins resserré des nôtres ». Tout est dit. La marine espagnole n'est perçue que comme un auxiliaire de luxe. Reste que l’alliance précise que la France doit contribuer « par tous ses moyens » à la reconquête de Gibraltar, de Minorque, de la Floride, ce qui sur le papier place sa marine à la remorque de sa consœur espagnole…
Le plan d’invasion est très ambitieux. Les deux flottes doivent se rejoindre au large de la Corogne pour tromper l’ennemi, puis doivent forcer le passage dans la Manche et couvrir le départ d’une armada de 400 navires de charges portant 40 000 hommes (avec chevaux et artillerie) au départ du Havre et de Saint-Malo. Le débarquement est prévu dans l’île de Wight, les opérations devant commencer à la mi-mai. Mais comme souvent dans ce genre d’opération, rien ne se passe comme prévu. C’est d’abord le Ville de Paris qu’on tarde à aménager, et d’Orvilliers ne reçoit pas de consignes précises concernant la coordination avec l’armée de terre. Lorsqu’on prend enfin la mer le 3 juin avec trente vaisseaux (presque au même moment ou d’Estaing est victorieux à la Grenade à l’autre bout de l’Atlantique), il faut attendre la flotte espagnole. Les arsenaux ibériques ont aussi pris du retard, et le vieux et hiératique don Luis de Cordoba y Cordoba (76 ans), à la tête des trente-six vaisseaux espagnols ne fait pas preuve de beaucoup d’allant. Les vents contraires du côté de Cadix repoussent la jonction au 22 (ou 26) juillet, ce qui fait sept semaines de perdues. Puis on remonte vers le nord en prenant tout son temps, de façon à faire des exercices conjoints en mer et à harmoniser les systèmes de signaux, mais la coordination est très mauvaise à cause des querelles de prestiges et de commandement entre officiers français et espagnols. On perd une semaine en pourparlers et négociations pour savoir qui va commander à qui, et dans quelle formation, au point qu’on laisse s’échapper deux gros convois britannique arrivant des Antilles, et constituant pourtant des proies faciles. C’est alors qu’au large d’Ouessant, la situation sanitaire de l’escadre française se dégrade. On commence à manquer de vivres et une épidémie de « flux intestinal » se déclare. D'Orvilliers demande à pouvoir débarquer les malades et à recevoir de l’eau et de la nourriture fraiche. Mais on joue de malchance car la flottille de ravitaillement, partie de Brest, ne parvient pas à joindre l’escadre, sauf pour les navires chargés de bois.
Versailles, compte tenu du retard pris, change alors le plan et donne ordre à d'Orvilliers de se porter sur les côtes de Cornouailles, le débarquement devant se faire à Falmouth. Le 16 août, la flotte combinée mouille enfin devant les côtes britanniques. L’amiral britannique Charles Hardy n’a que trente-sept (ou quarante-deux) vaisseaux à opposer aux soixante-six franco-espagnols. Il ne veut pas risquer un affrontement, mais ses vaisseaux doublés de cuivre sont plus rapides et il multiplie les manœuvres pour entraîner vainement les alliés à sa poursuite. Si la stratégie britannique est d’épuiser l’escadre combinée, c’est réussi : l’état des équipages s’aggrave encore avec des fièvres putrides, la variole et le typhus. Sur les 28 000 hommes embarqués, on déplore 8 000 malades. Impossible avec autant d’éclopés et de mourants de déferler ou de carguer les voiles correctement dans des eaux que l’on connait mal et où on a laissé passer l’époque des vents favorables. Pourtant, la mission est remplie car Hardy s’est réfugié dans la baie de Plymouth et la Manche est libre. Mais d'Orvilliers, qui vient de perdre son fils unique emporté par l’épidémie, n’est plus en état de commander et donne sa démission. Il est immédiatement remplacé par son second, l’efficace comte du Chaffault, mais il est trop tard. L’escadre espagnole, épuisée elle aussi, a déjà jeté l’éponge et s’est repliée sur ses ports. Le 11 septembre, les vaisseaux français rentrent sur Brest à leur tour, avec des centaines de morts et le reste des équipages exsangues sans avoir combattu pendant trois mois de vaines manœuvres.
Cette opération oubliée des annales militaires est aujourd’hui jugée avec sévérité par les historiens, tel Jean-Christian Petitfils :

« Ainsi, vingt-cinq ans avant le camp de Boulogne de Napoléon, s’achevait cette tentative de débarquement en Angleterre qui avait demandé d’énormes préparatifs. Elle avait échoué à cause des retards successifs, de l’invraisemblable errance de la flotte au large du golfe de Gascogne, de l’asthénie du haut commandement espagnol, des épidémies dues aux carences sanitaires, des hésitations de D’Orvilliers et, sans doute aussi, du scepticisme et de l’incapacité de Versailles à mener à distance une guerre navale, comme du temps de Louis XIV et de Pontchartrain, le grand-père de Maurepas. »

La Marine a payé très cher le fait de ne pas disposer d’un état-major, mais l’amiral François Carron estime essentiel le rôle des politiques dans cet échec, que l’escadre de Brest, en la personne de son chef d’Orvilliers, n’a pu mener à bien faute d’ordres clairs :

« On lui a demandé, note François Carron, de faire à son niveau un effort de clarification que l’on avait peut-être pas pris la peine de tenter en haut lieu. Si les concepteurs peuvent se satisfaire d’idées fumeuses, mal perçues ou incomplètes, il n’en est pas de même pour l’exécutant qui, au contact des réalités, endosse la responsabilité de les traduire dans le concret de l’action. Tous ceux qui ont eu à commander savent combien le succès d’une opération dépend de la clarté des ordres. »

Les Franco-espagnols ne savent pas encore qu’ils viennent de laisser passer la dernière occasion de débarquer en Grande-Bretagne. Celle-ci, avec peu ou pas de troupes sur son sol et aucun port fortifié, s’est sentie à juste titre vulnérable. L’arrivée dans la Manche de la nouvelle Armada a provoqué à Londres un début de panique où la Bourse s’est effondrée. L’opinion française, qui ne comprend pas cette campagne ratée, commence à murmurer devant tant de gâchis. « Beaucoup d’argent pour ne rien faire », lâche à juste titre Marie-Antoinette, pour une fois en phase avec ses sujets. La mer débarrassée de l’escadre franco-espagnole, Rodney profite de l’occasion et ravitaille Gibraltar avec dix-huit vaisseaux, à la barbe des Espagnols qui ont commencé le blocus de la place depuis juillet.
Deux faits d’armes sont mis en valeur, faute de mieux, pour faire oublier cette morne campagne : la capture du HMS Ardent (64 canons) par les frégates Junon (32) et Gentille (32), ainsi que le combat, le 6 octobre, de la Surveillante (32) du chevalier de Kergoaler contre le HMS Québec (32). Les deux frégates, totalement dégrées, se sont livrées, au large d’Ouessant, un combat à mort qui ne s’est achevé que par l’explosion du navire britannique. Grièvement blessé, le chevalier de Kergoaler agonise pendant plusieurs jours et on lui dédie un monument à Brest célébrant son courage : « Jeune élève de la Marine, admirez et imitez l’exemple du brave Du Couëdic ». Sur les théâtres d’opérations plus lointains, le duc de Lauzun, avec deux vaisseaux, le Fendant (74) et le Sphinx (64), trois corvettes et une goélette, a repris le Sénégal (février 1779). Mais c’est une opération secondaire, et la Royal Navy a raflé une partie des possessions d’outre-mer mal défendues : l’île de Gorée, Saint-Pierre-et-Miquelon, Pondichéry et les autres comptoirs des Indes. On peut comprendre aussi, dans ces conditions, l’accueil triomphal réservé à D’Estaing au retour de sa victoire à la Grenade. La guerre courte a de toute façon échoué. Il faut se lancer dans une guerre de longue haleine et changer de stratégie.

#### 1780: La stratégie de la guerre périphérique

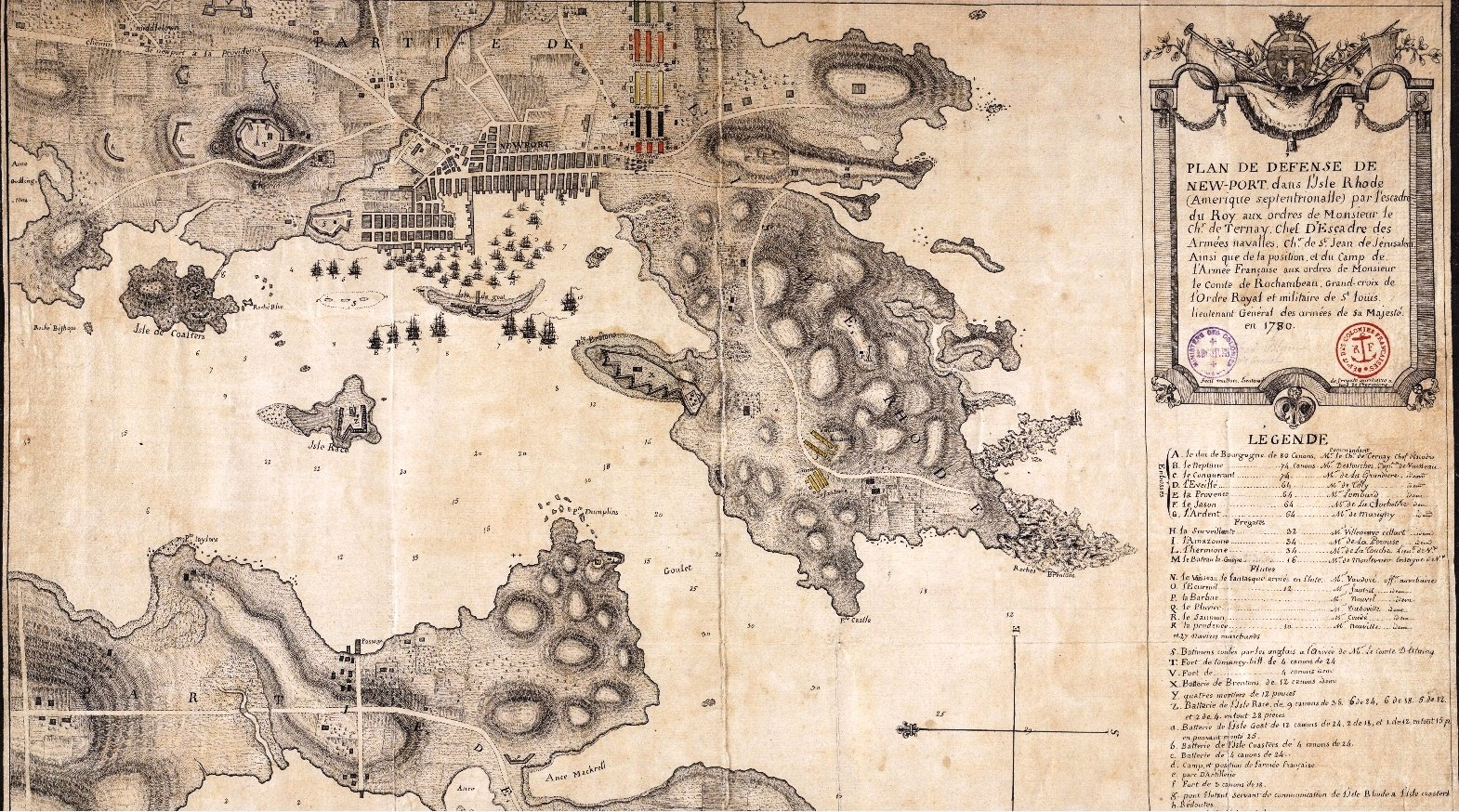
Plan du stationnement des troupes et des vaisseaux à Newport en 1780. Ternay escorte sans perte les forces de Rochambeau, et la marine trouve à Newport une base où elle peut mouiller jusqu'à la fin du conflit.

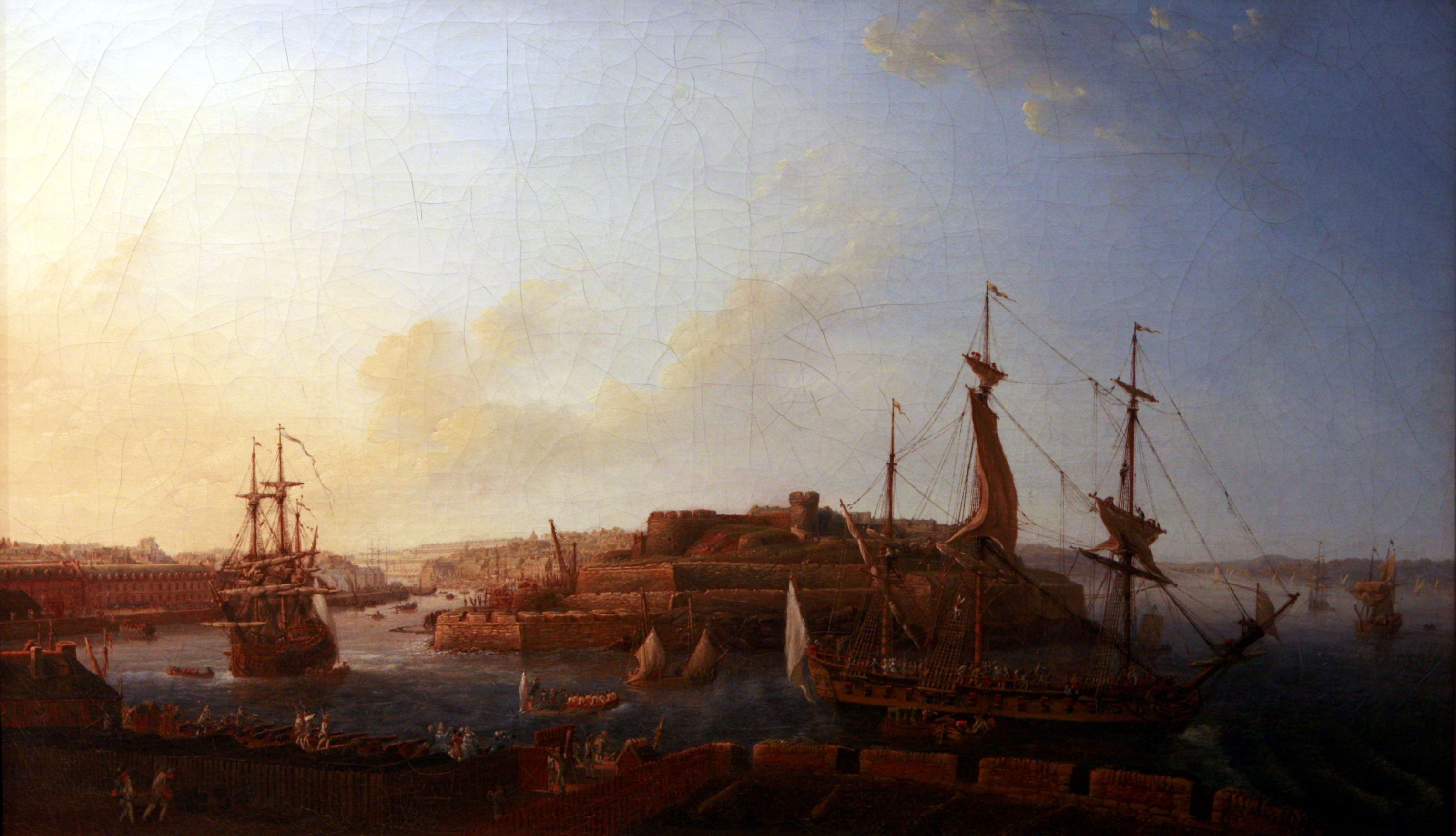
L'Arsenal et le château de Brest vus de Recouvrance, 1774, huile sur toile,, Musée national de la Marine, 2020.3.1. Les activités portuaires représentées témoignent de l'effervescence qui règne dans le port à la veille de la Guerre d'Amérique. En 1780, la Royal Navy perd la maîtrise de l'Atlantique lors de l'intense guerre des convois que lui mène la marine royale.

##### Le corps expéditionnaire de Rochambeau
Il n’est plus question, en 1780, de renouveler la concentration navale de l’année précédente dans la Manche. Les Espagnols, obnubilés par la reconquête de Gibraltar, y concentrent l’essentiel de leurs moyens. Côté Français, à défaut de pourvoir obtenir la victoire en Europe, il faut reporter son attention sur les Amériques. Ainsi s’ouvre la deuxième période de la guerre, que les historiens appellent aussi la « stratégie périphérique ». Le paradoxe de la guerre d’Indépendance américaine est que la seule épidémie navale ait eu lieu en Manche en 1779. C’est la dernière grande crise sanitaire que connaît la flotte française. En deux ans de campagne américaine, d’Estaing n’a pas rencontré de problème médical majeur, malgré les atteintes habituelles du scorbut. La bataille de la Grenade, obtenue sur une forte escadre britannique, a montré que la Royal Navy, peut être battue outre-mer. On décide donc de concentrer le plus gros des moyens hors du théâtre européen. Deux axes se dégagent : l’aide directe aux « Insurgents » et la guerre dans les Antilles, avec dans les deux cas un développement considérable de la logistique autour des problèmes clés de la sécurité des convois.
Au début de l’année, les nouvelles qui arrivent des treize colonies en révolte sont mauvaises. La guerre s’enlise, et on voit mal comment les maigres troupes de Washington pourraient renouveler l’exploit de Saratoga face aux dizaines de milliers de « tuniques rouges » qui tiennent les principales localités. Le Congrès, miné par une puissante faction pro-britannique, risque, si l’occasion s’en présente, de trouver un compromis avec Londres et tourner le dos à l’alliance si difficilement conclue en 1778. La Fayette, rentré en février 1779, s’est transformé en ambassadeur bis des États-Unis et remue ciel et terre pour demander l’aide d’un corps expéditionnaire qu’il se verrait bien commander. Au début de février 1780, le Conseil du roi, après de longs débats, décide l’envoi d’une troupe de 5 500 hommes, prélevée sur les régiments concentrés en Normandie pour le débarquement raté de l’année précédente. La Fayette, jugé trop jeune (22 ans) et qui brasse beaucoup trop d’idées politico-militaires sur la suite du conflit, est écarté du commandement au profit d’un officier d’expérience vétéran de la guerre de Sept Ans, le comte de Rochambeau. Le 2 mai, les soldats de Rochambeau quittent Brest sur vingt-six navires de transport escortés par Ternay, à la tête de sept vaisseaux de ligne et deux (ou trois) frégates. La Fayette reçoit pour mission, en lot de consolation, de partir en avant-garde sur la frégate l’Hermione pour avertir Washington de l’arrivée prochaine de l’escadre. Ternay, sur le Duc de Bourgogne (80 canons) assure sans trop de mal la traversée. Le 16 juin, au large des Bermudes, il repousse une brève tentative d’interception britannique. Le 11 juillet, le corps expéditionnaire débarque dans le Rhode Island avec son artillerie et son matériel de siège. Lapérouse, sur l’Astrée, transporte avec succès des fonds pour les États-Unis. Latouche-Tréville, aux commandes de l’Hermione (32), dépose La Fayette à bon port et mène le 7 juin un très dur combat contre la frégate britannique l'Isis (32).
Le succès de l’expédition ne doit pas masquer sa relative précarité. Les troupes françaises, disciplinées, biens équipées, n’ont aucun mal à soutenir la comparaison avec les miliciens dépenaillés de Washington, mais le renfort reste insuffisant. Les Britanniques ont 50 000 hommes sur toute l’Amérique du Nord, Canada compris, dont 30 000 rien que dans le secteur voisin de New York et viennent encore de recevoir des renforts. Washington, qui aligne péniblement 14 000 soldats et miliciens, vient d’en perdre 5 000 à Charleston qui s’est rendue presque sans combattre. À Versailles, on est parfaitement conscient de cette insuffisance, mais le manque de navires de transport n’a de toute façon pas permis d’embarquer plus de monde. Un deuxième corps de troupe doit venir renforcer l’armée de Rochambeau, qui en attendant est contrainte de se retrancher dans l’île de Newport. Ternay, dont l’escadre ne rentre pas, participe activement aux travaux, et la ville, il est vrai facile à défendre, se transforme en place inexpugnable.

##### La guerre des convois

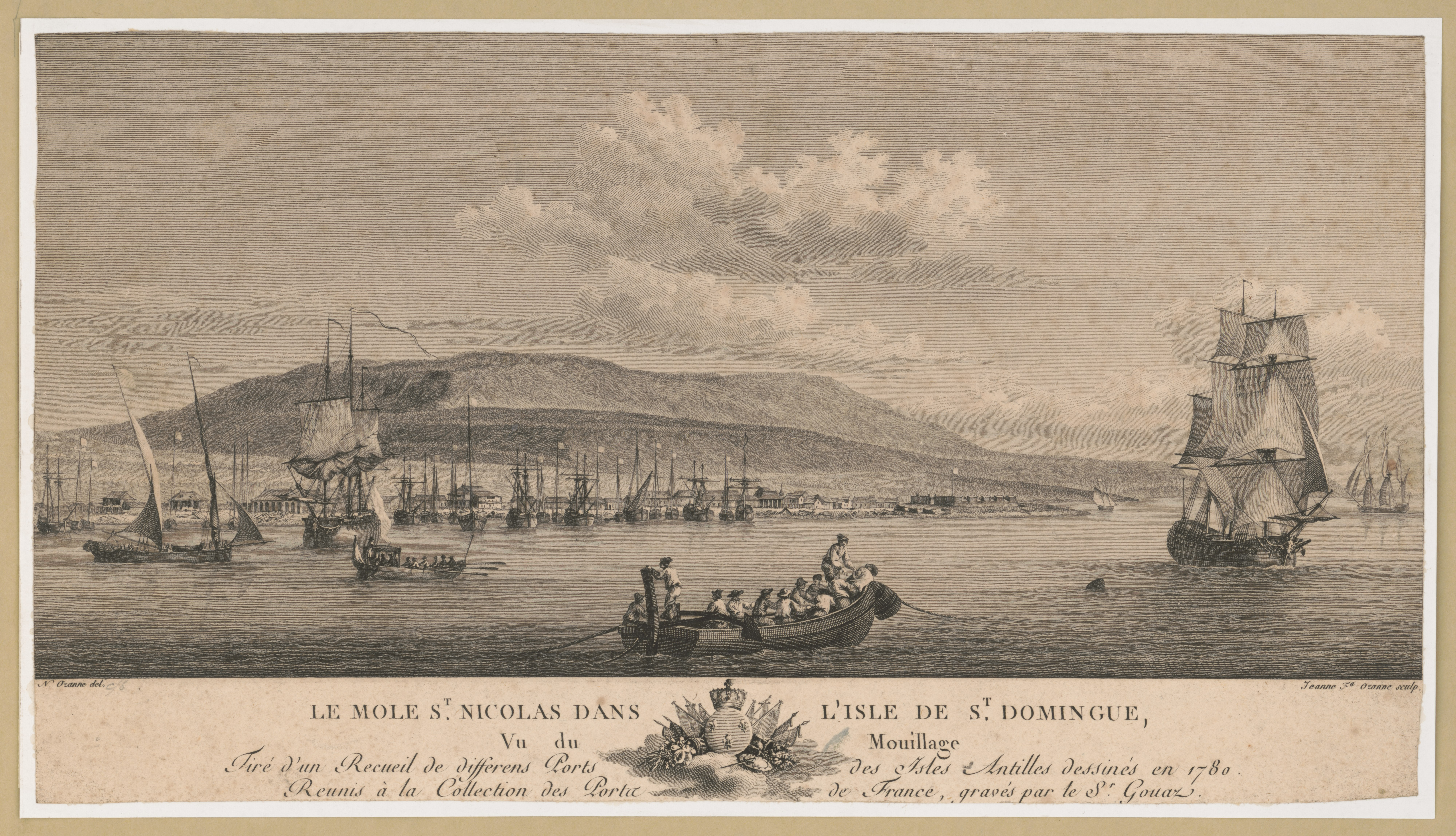
Saint-Domingue en 1780. La Marine réussit à préserver le commerce du blocus britannique. Les convois entre les Antilles et la métropole sont escortés sans trop de pertes.

Côté britannique, le débarquement de cette troupe et la conquête sans coup férir de Newport sont un rude coup. Newport est un excellent mouillage qui permet à la Marine royale de disposer d’un point d’appui sur la côte américaine, ce dont elle avait cruellement manqué lors de la campagne d’Estaing. L’échec de la Royal Navy qui n’a pas su intercepter Ternay, n’est pas un incident isolé. Mobilisée sur de trop nombreux théâtre d’opérations, elle doit accorder la priorité aux transports de troupes et de matériel dans l'Atlantique. La marine britannique s’épuise à surveiller des milliers de km de côtes américaines pour lutter contre le trafic d’armes et les corsaires américains. Outre la guerre navale, elle se retrouve, un peu comme la France lors du conflit précédent, à soutenir une guerre continentale avec 50 000 soldats qu'il faut ravitailler dans un pays hostile à 5 000 km des ports britanniques. Elle perd en 1780, le contrôle des routes de l’Atlantique. Libérée de l’impitoyable blocus qu’elle avait connu pendant la guerre de Sept Ans, la Marine française (et espagnole) peut développer ses opérations, protéger avec succès les navires de commerce et intercepter les convois britanniques.
La guerre des convois n’est pas nouvelle, puisqu'on y a eu recours lors des trois précédents conflits. Peu « médiatisée » par les historiens, elle joue pourtant un rôle essentiel et se combine avec la guerre de course, puisque les vaisseaux de guerre raffolent de ces prises qui permettent de compléter la solde des équipages, voire de s’enrichir. Les armées navales françaises et leurs escortes ratissent l’Atlantique Nord et s’emparent des frégates et des petits convois isolés, comme d’Estaing, lors de ses deux années de campagne (voir plus haut). Le 8 août 1780, une flotte britannique revenant de la Jamaïque est interceptée par les Franco-Espagnols au large des Açores : soixante-et-un bâtiments marchands sont capturés avec 3 000 marins et soldats. Les pertes en marchandises atteignent 20 millions de livres sterling et provoquent un effondrement boursier. Sur les cinq ans que vont durer le conflit, la Marine royale va faire à peu près neuf-cents prises, dont quatre-cent-six lors des escortes des convois dans l’Atlantique.
Sartine a choisi au moment de la déclaration de guerre la tactique de la « route patrouillée ». Les escorteurs patrouillent sur un itinéraire communiqué à l’avance aux marchands, mais faute de frégates en nombre suffisant, le commerce éprouve des pertes sensibles : cent-dix navires sont pris en 1778. Le 22 février 1779, on décide de revenir à la tactique du convoi obligatoire. Les pertes baissent aussitôt, ce qui incite les armateurs à faire confiance au pavillon royal. Dès 1779, le trafic colonial représente 70 % de celui du temps de paix, ce que confirme l’analyse par port, comme à Nantes, où l’essentiel des pertes ont lieu en 1778-1779, c'est-à-dire pendant la période de rodage des convois. La Motte-Picquet, qui excelle dans l'escorte des convois, accomplit avec succès toutes ses missions. Après le combat de décembre 1779 au large de la Martinique (voir plus haut), il repousse avec ses quatre vaisseaux, une division britannique qui veut s'en prendre à son convoi, près de Saint-Domingue (mars 1780). Les vaisseaux du roi, comme les ordres l'exigent, se sacrifient en cas d'interception pour sauver le convoi dont ils ont la responsabilité : c'est le cas du Protée (64 canons), près de Madère, le 24 février 1780 (en). On note quelques coups durs, comme la capture par les Britanniques, au large de la Martinique, de neuf navires, et la destruction de quatre autres d’un convoi de ravitaillement, le 18 décembre 1780. Pour assurer une meilleure protection, les grands convois naviguent sous l’escorte des grandes escadres, comme celle de Guichen en 1780. Le transport des troupes se combine au commerce atlantique pour en faire un enjeu stratégique et les deux camps y affectent de puissants moyens. Patrick Villiers note que « le succès des convois français permet le passage des marchandises coloniales et, en dépit de la hausse des prix, les consommateurs européens achètent sucre, coton, café, thé ou indigo, finançant ainsi indirectement l’effort de guerre ». Un succès plus que méritoire, mais invisible pour l’opinion publique (et pendant longtemps aussi pour les historiens), qui guette depuis trois ans la bataille décisive.

##### Rodney contre Guichen: les batailles indécises des Antilles

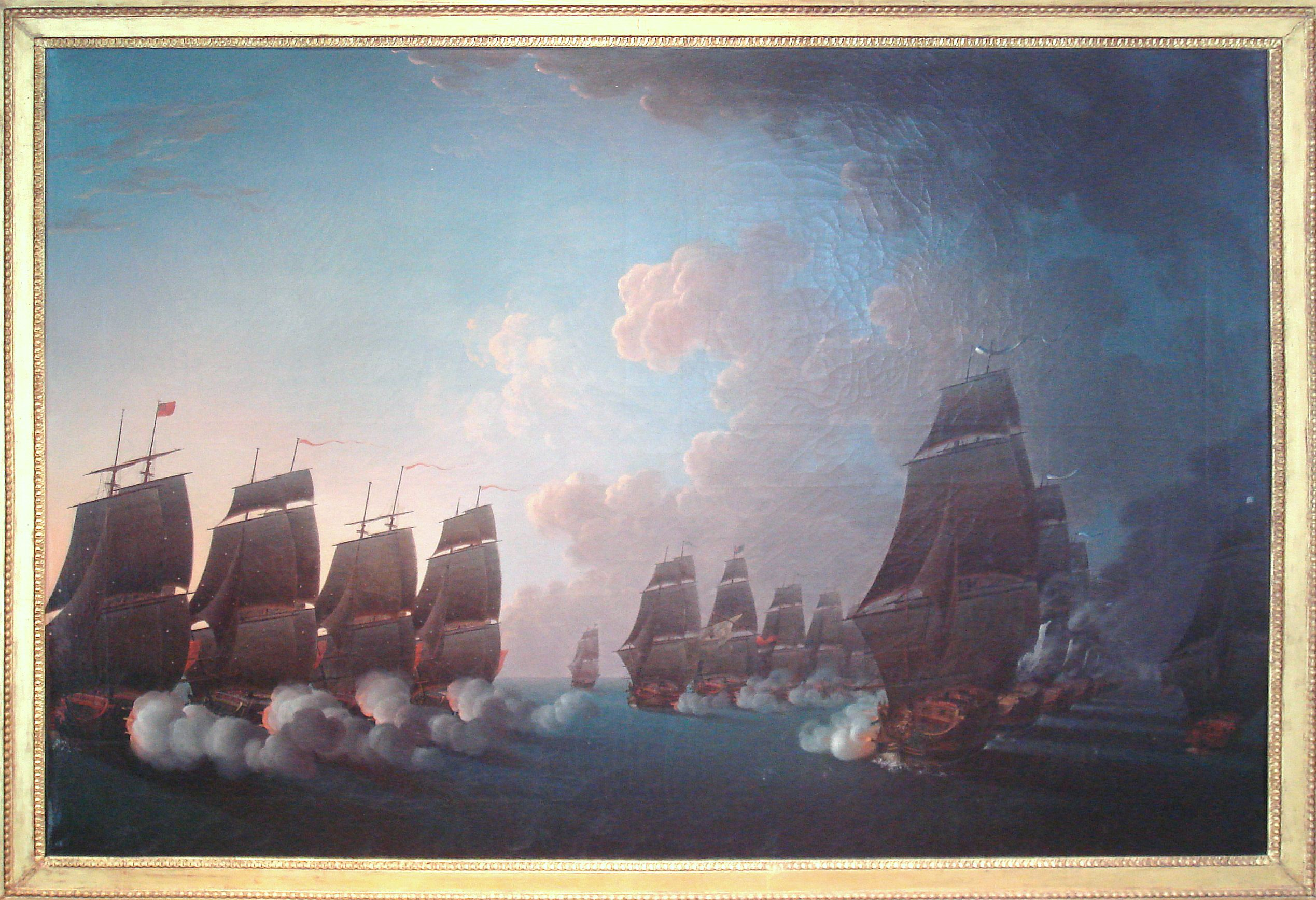
La bataille de la Dominique, le 17 avril 1780. Les trois combats que Guichen livre à Rodney dans les Antilles sont indécis, mais montrent que la flotte française est au même niveau d'entraînement que sa rivale britannique.

C’est dans les Antilles qu’ont lieu en 1780 les affrontements les plus importants. Guichen reçoit en janvier le commandement de l’armée navale qui traverse l’Atlantique sans encombre et porte des renforts pour les garnisons locales. C’est là qu’il croise l’escadre de Rodney par trois fois, au large de la Dominique, le 17 avril, le 15 et le 18 mai. Guichen, déjà âgé, exerce son premier grand commandement alors que Rodney a l'habitude des responsabilités importantes depuis la guerre de Sept Ans. Les deux hommes sont de bons manœuvriers, mais sont aussi très prudents. Ces combats, menés sur le schéma tactique de la ligne de file, sont parfois considérés comme des chefs-d’œuvre, mais montrent que deux flottes de puissance équivalente menées par de bons amiraux aboutissent presque nécessairement sur un match nul.
Ces batailles, parfois appelées « Les trois combats de Monsieur Guichen », ne sont plus guère mentionnées par les ouvrages récents. Elles montrent cependant que la Marine royale a totalement perdu ses complexes et se trouve maintenant à parité de manœuvre et de tir et avec sa rivale. Au combat du 17 avril, Guichen engage vingt-trois vaisseaux, Rodney seulement vingt-et-un. Malgré cet écart, le chef britannique dispose d'une puissance de feu supérieure car ses unités sont plus grosses. Guichen aligne 1 410 canons, Rodney 2 014, soit 604 de plus, dont des caronades. Rodney réussit à prendre le vent de son adversaire et cherche à envelopper l’arrière-garde française. Cette manœuvre est classique dans un combat en ligne de file, mais elle échoue car les commandants britannique ne comprennent pas l'ordre de Rodney. La canonnade qui s'engage dure plus de quatre heures et tourne au désavantage de la Navy. Au centre, où l’affrontement est le plus violent, les deux navires amiraux, la Couronne (80) et le HMS Sandwich (90) se rendent coup pour coup. Le dispositif de Guichen étant plus resserré, le trois-ponts britannique doit aussi soutenir le feu de deux autres vaisseaux français et n’y résiste pas. Il encaisse plus de 80 boulets dans la coque, dont 3 sous la ligne de flottaison, démâte presque complètement et sort de la ligne. Rodney doit abandonner son vaisseau pour hisser son pavillon sur un autre navire. Deux autres vaisseaux britanniques sont en difficulté. C’est la victoire, mais Guichen, qui croit que le HMS Sandwich à la dérive coupe volontairement la ligne française, donne l’ordre de retraite. Le navire amiral britannique échappe ainsi à la capture, et Rodney peut même se déclarer victorieux vu que les Français ont quitté le champ de bataille… On compte à peu près huit-cents morts et blessés de chaque côté, ce qui témoigne encore de la violence de l’engagement. Le navire amiral britannique est réparé, mais les deux combats suivant coûtent un vaisseau à l’escadre britannique, le HMS Cornwall (74), jugé irrécupérable et qui doit être détruit à Sainte-Lucie.
Dans les premiers jours de juin, arrive une escadre espagnole de douze vaisseaux avec un énorme convoi portant 10 000 hommes de troupes aux ordres du chef d’escadre Solano. Elle mouille à la Martinique et à la Guadeloupe. Aussitôt, Guichen et le marquis de Bouillé proposent de combiner les forces françaises et espagnoles pour attaquer la Jamaïque, pièce maîtresse du dispositif britannique dans les îles. Les chances de succès paraissent élevées, car avec trente-quatre voiles contre vingt-deux, Rodney n’a guère les moyens de s’y opposer. En vain. Solano répond invariablement que ses instructions sont d’aller à La Havane et que le devoir des Français et de l’y escorter. À la vérité, l’escadre de Solano est dans un état lamentable. Ravagée par le scorbut, elle est incapable de tenir la mer plus longtemps. Commentaire de Guichen dans son rapport : « Dans la position ou elle est arrivée, c’est à l’escadre du roi qu’elle doit son salut ». Tout est dit. Guichen se résout donc à lui faire escorte pour terminer son voyage. Début juillet, il l’accompagne jusqu’au canal de Bahama d’où elle finit par arriver à Cuba sans avoir rencontré les Britanniques. Pas plus que dans la Manche l’année précédente, l’alliance franco-espagnole ne donnait de résultats concrets dans les Antilles.
Le 16 août, Guichen appareille pour l’Europe et escorte jusqu’à Cadix un gros convoi de quatre-vingt-quinze bâtiments (Rodney fait de même). Il laisse sur place quinze bâtiments aux ordres du chef d'escadre de Monteil, qui tente, sans succès, de relancer la coopération franco-espagnole. La campagne des Antilles s’achève par la perte, en septembre, d'une frégate corsaire de 32 canons, l'Espérance, compensée par la capture, en octobre, de la frégate Unicorn. Ces petits combats sont vites oubliés à cause des tempêtes d’automne qui causent de lourdes pertes. Deux ouragans font couler dans les Caraïbes trois vaisseaux et deux frégates françaises ; deux vaisseaux, quatre frégates et sept petits navires de guerre britannique. L’année 1780 se termine comme la précédente, dans la déception. D'Estaing, à qui on a encore confié une escadre, est bousculé dans le golfe de Gascogne par des vents contraires et doit rentrer en décembre à Brest sans avoir rien pu faire de sérieux. Sur les côtes françaises, la campagne se révèle même franchement difficile puisque plusieurs frégates sont perdues dans des combats malheureux. Le 5 juillet, la Capricieuse (32), qui croise sous le cap Finisterre, est attaquée par deux frégates britanniques. Complètement désemparée, son commandant tué, elle doit baisser pavillon puis explose juste après l’évacuation de son équipage. La Belle Poule (32), qui avait tiré les premiers coups de canon de la guerre, est attaquée dans la nuit du 15 au 16 juillet au large de l’île d’Yeu par un vaisseau britannique de 64 canons. Son commandant est tué et elle doit se rendre elle aussi malgré une vive résistance. Le 19 juillet, la Nymphe (32), qui rentre sur Brest, repousse l’attaque d’un vaisseau de 64 canons, mais le 10 août, au large d’Ouessant, elle est forcée de se laisser amariner par une frégate britannique. Le 3 janvier 1781, la Minerve succombe à l’entrée de la Manche dans un combat inégal contre deux vaisseaux de ligne.

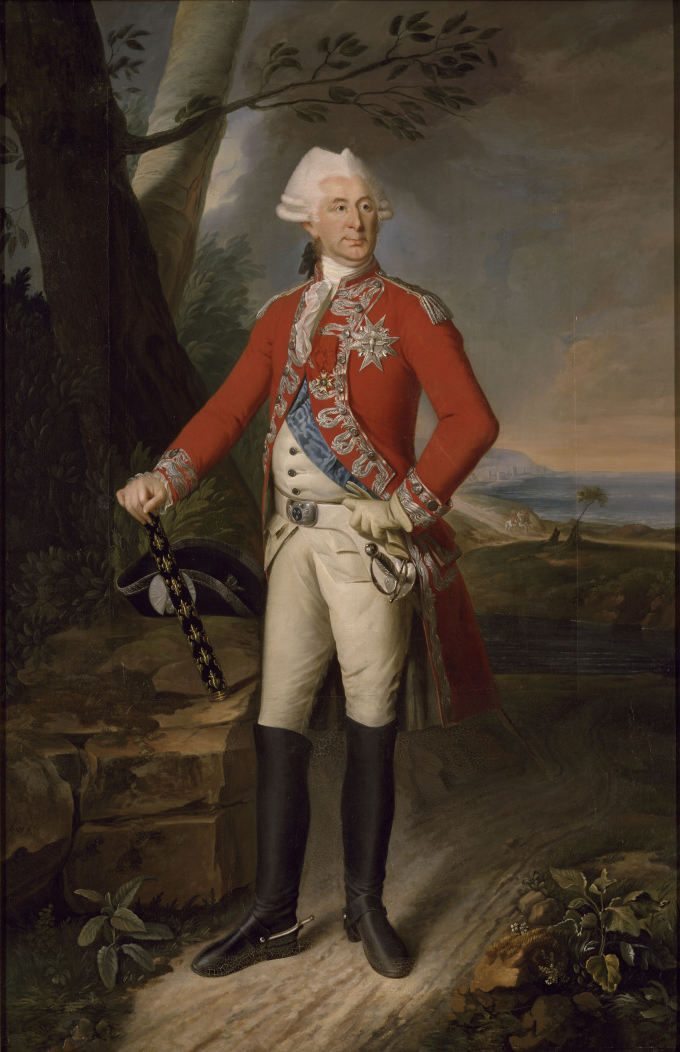
Le nouveau ministre de la Marine et des Colonies, de Castries, confie en 1781 les escadres à des chefs renouvelés et redéploie une partie de celles-ci pour tenir compte de la mondialisation du conflit.

L'opinion commence à gronder contre cette guerre interminable et ruineuse. À Versailles, Maurepas ironise : « Savez-vous ce qu'est un combat naval ? On manœuvre, on se tire des coups de canon, puis chacune des deux armées navales se retire et la mer n'en reste pas moins salée ». Ce bon mot ne peut cacher le malaise qui s'exprime aussi au plus haut niveau de l'État : à la suite d'un rapport du ministre des Finances, Necker, qui dénonce une mauvaise utilisation des crédits militaires, Louis XVI doit renvoyer, en octobre, le ministre de la Marine, Sartine, et le ministre de la Guerre, Montbarrey.

#### Un conflit maritime aux dimensions devenues colossales pour la France
Les historiens n’ont peut-être pas assez insisté sur le caractère démesuré de la guerre d’Indépendance américaine, et surtout du poids de plus en plus élevé que ce conflit fait peser sur les épaules de la France. Si 1780 est une année décevante en termes d’opérations navales, elle marque cependant une intensification de la guerre qui se traduit par des responsabilités de plus en plus lourdes pour la Marine royale.
La première raison tient au rôle de l’Espagne dans le conflit : après la stérile campagne dans la Manche et 1779, l'année 1780 confirme que ce pays n'est pas en mesure d'inquiéter la Grande-Bretagne. Si Madrid envoie des troupes aux Antilles pour y défendre ses positions (voir ci-dessus), son objectif essentiel reste en Europe avec la reconquête de Gibraltar. L’Espagne concentre sur le blocus de la place le plus gros de ses forces, soit une trentaine de vaisseaux depuis Cadix. Une opération qui en théorie fait les affaires de la France puisque la Royal Navy doit régulièrement distraire, pour ravitailler la position, une flotte qui ne peut intervenir ailleurs. Mais dès le début de 1780, les voyants passent au rouge : le 8 janvier, l’escadre de Rodney, en route pour Gibraltar avec vingt (ou vingt-deux) vaisseaux, capture un gros convoi espagnol avec son escorte (quinze navires de commerce, sept vaisseaux ou frégates). Huit jours plus tard, au retour de Gibraltar, il croise au cap Saint-Vincent les onze vaisseaux de Juan de Lángara, chargé du blocus de la place. Les Espagnols ne sont pas assez nombreux pour se battre et trop lents pour s'enfuir. La débandade qui s'ensuit en pleine nuit leur coûte six vaisseaux (capturés ou détruits) dont le navire amiral. Avec treize unités perdues en à peine plus d’une semaine, c’est une véritable raclée que subit la marine espagnole. Résultat : il faut détacher en permanence un renfort français pour soutenir les vaisseaux madrilènes, soit une quinzaine d’unités qui perdent leur temps au large de côtes ibériques, même si une certaine revanche est prise pendant l’été 1780 avec la capture d’une gros convois britanniques d’une soixantaine de voiles marchandes (voir plus haut). En Europe comme aux Antilles, l’allié devient une charge dont il faut supporter les demandes et récriminations incessantes, avec le risque de le voir se retirer du conflit s’il n’est pas soutenu.
La deuxième raison tient à l'accentuation de la mondialisation du conflit. Autant que par ses escadres, Versailles n'a jamais cessé d'activer sa diplomatie pour isoler le Royaume-Uni. Une tâche que Londres lui facilite à sa façon, car la Royal Navy applique avec une rigueur renforcée le droit de visite et de prise, déclarant matériel de contrebande les goudrons, les câbles et même les grains et les légumes. Une prédation qui exaspère les Neutres, au point qu’à la fin de l’année, la Russie, la Prusse, le Portugal, l’Autriche, le royaume des Deux-Siciles et l’Espagne proclament une « Ligue de la neutralité armée » au nom de la liberté des mers. Ce texte, poussé discrètement par la France qui y adhère elle aussi, apparait comme une dénonciation des pratiques britanniques et sonne comme un camouflet diplomatique pour Londres. Les Provinces-Unies envisageant d’y adhérer, la Grande-Bretagne leur déclare froidement la guerre, en décembre 1780.
Pour la première fois au XVIIIe siècle la Grande-Bretagne se retrouve totalement isolée. Les États généraux des Provinces-Unies, qui ne peuvent attendre grand-chose des Neutres, se tournent alors vers la France, qui y gagne un nouvel allié. Les Provinces-Unies, avec leurs solides assises financières et maritimes, apportent un renfort important de trente-deux vaisseaux et dix-sept frégates. Cette flotte est qualitativement très supérieure aux navires espagnols. La Navy se retrouve dans la Manche avec une zone d’opération de plus à assumer, ce qui fait les affaires des Français. Cependant, si les Provinces-Unies peuvent faire la guerre seules en Europe, comme le montre la bataille de Dogger Bank, il n’en est rien dans les lointains espaces maritimes où les colonies néerlandaises se transforment en proie de choix. Dès février 1781, l’île de Saint-Eustache, qui est alors le plus grand entrepôt de commerce des Antilles, tombe entre les mains de la Royal Navy (en). L’île, qui trafiquait aussi avec les colonies américaines en révolte, leur fournissant armes et faux papiers, subit un pillage impitoyable. Les comptoirs d'Essequibo et Démérara, sur la côte guyanaise, partagent le même sort. Pour les Néerlandais, qui s’étaient habitués à vivre dans l’ombre amicale de la Grande-Bretagne en renonçant à armer de grandes flottes de guerre, le réveil est brutal.
En plus d’aider les « Insurgents », et de travailler pour le roi d’Espagne, il faut maintenant défendre l’immense empire colonial néerlandais, lequel s’étire jusqu’au Sud de l’Inde (Ceylan) et l’actuelle Indonésie (Batavia) en passant par l’Afrique du Sud (Le Cap). La campagne de 1781 s’annonce avec un effort naval absolument colossal et qui relève du jamais vu dans les annales militaires françaises. Côté britannique, la mobilisation est encore plus gigantesque, car, en plus de lutter contre trois puissances navales, il faut aussi mener en Amérique du Nord un conflit terrestre de grande ampleur. Fait révélateur, la Navy n’est plus en mesure d’« insulter » les côtes françaises comme lors du conflit précédent. Il est évident que le Royaume-Uni combat à la limite de ses forces. Cependant, si elle est complètement isolée en Europe, elle combat pour ses intérêts seuls et n’a pas d'allié faible ou défaillant à soutenir, contrairement à la France.

#### 1781, année admirable pour la flotte française

##### L'accentuation de la stratégie périphérique
| France                     |    | Grande-Bretagne             |    |
| -------------------------- | -- | --------------------------- | -- |
| Brest                      | 20 | Europe (Manche)             | 34 |
| Toulon                     | 1  | Gibraltar                   | -  |
| Mer du Nord                | -  | Mer du Nord                 | 3  |
| Antilles                   | 6  | Antilles                    | 22 |
| À destination des Antilles | 20 | Retour des Antilles         | 7  |
| La Havane                  | 4  | Jamaïque                    | 5  |
| Amérique du Nord (Newport) | 8  | Amérique du Nord (New York) | 9  |
| Indes (Île-de-France)      | 6  | Indes                       | 5  |
| À destination des Indes    | 5  | À destination des Indes     | 5  |
| Escorte des convois        | -  | Escorte des convois         | 4  |
| Total des vaisseaux        | 70 |                             | 94 |

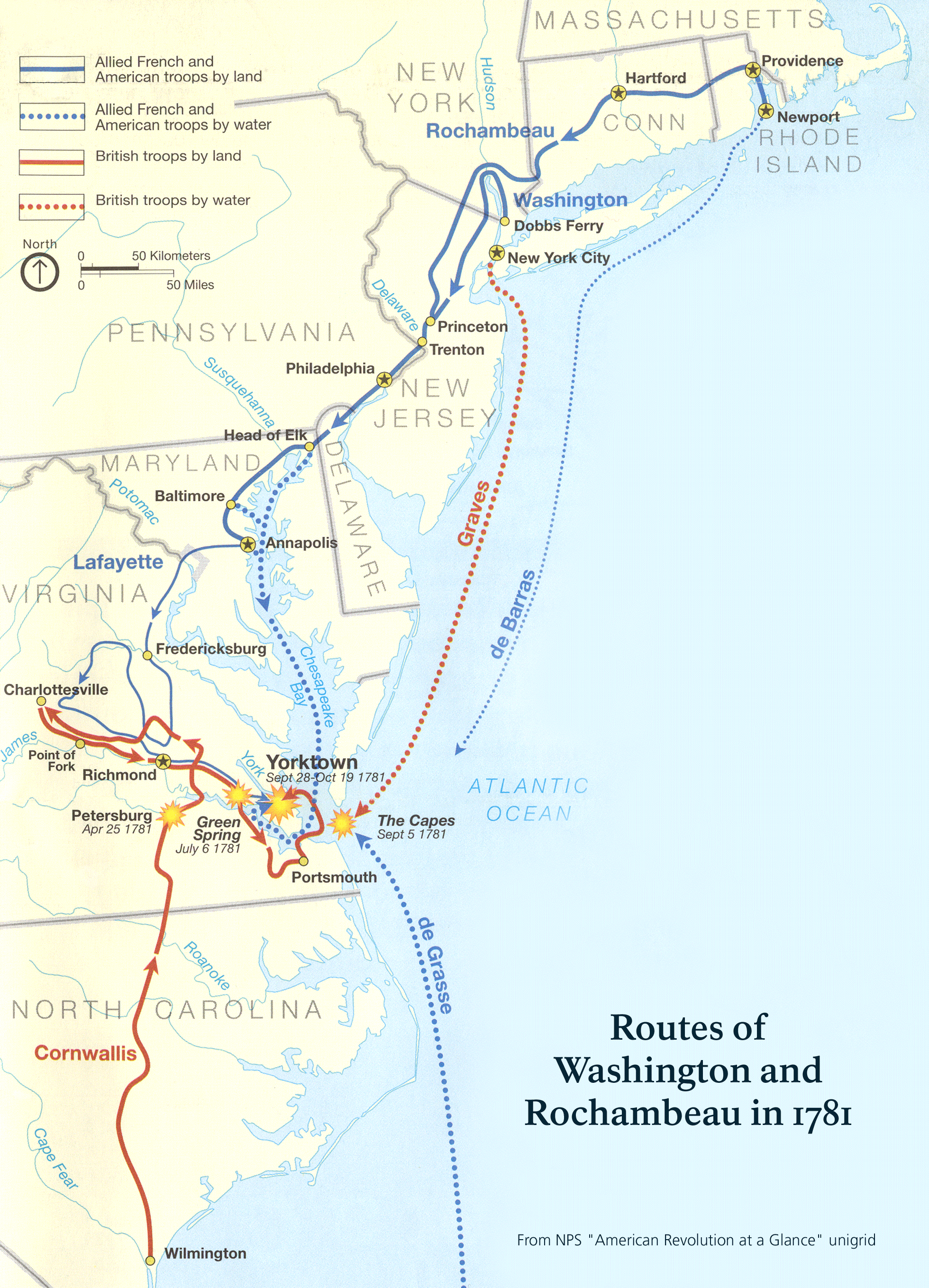
Les opérations militaires sur la côte américaine en 1781. Celles-ci s'étirent sur des centaines de km, mais Grasse réussit à coordonner l'action des forces navales et terrestre avant même l'arrivée des troupes de Rochambeau et Washington.

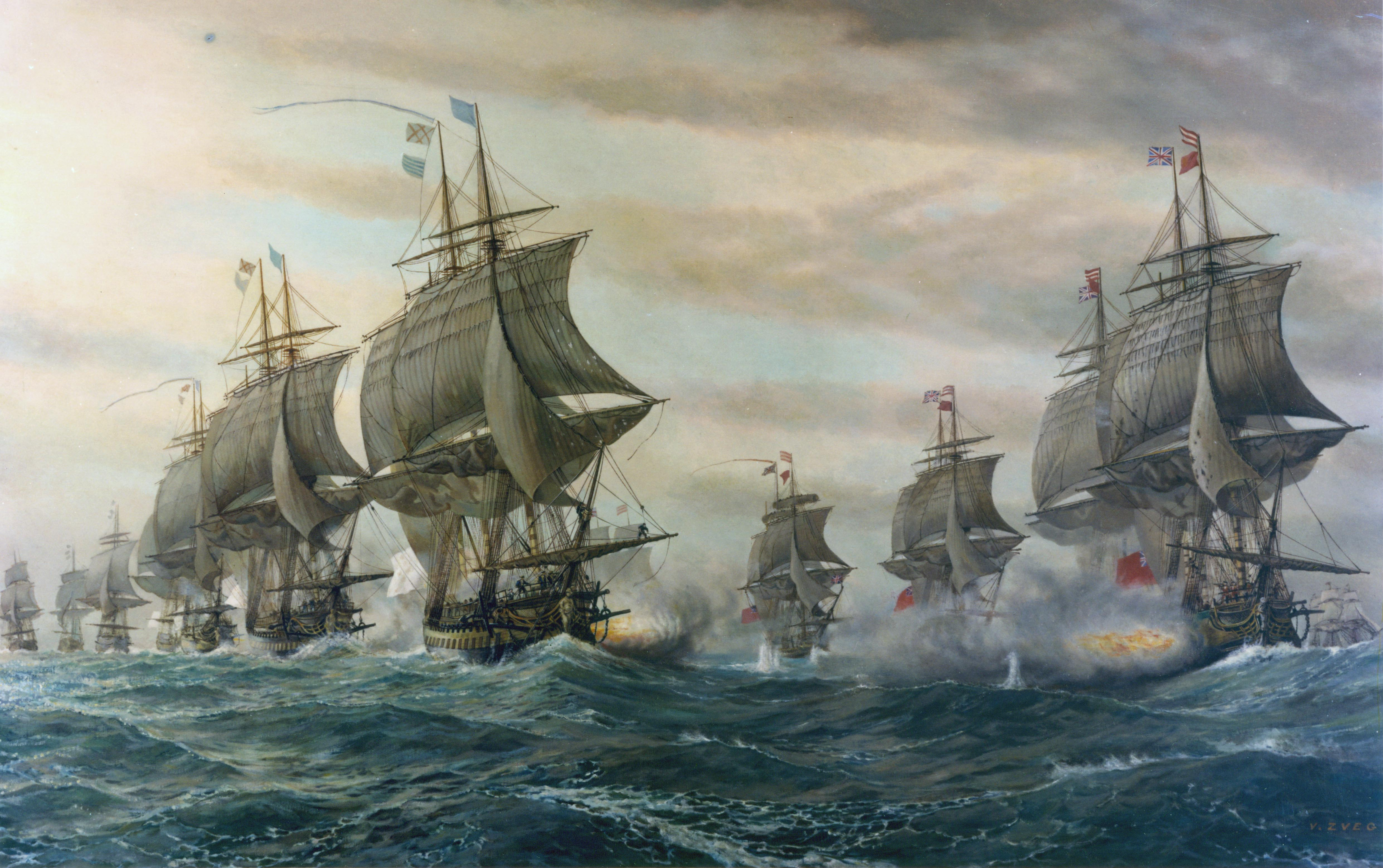
La bataille de Chesapeake est en apparence indécise, mais joue un rôle déterminant dans l'isolement de l'armée britannique retranchée à Yorktown. Peinture américaine de 1962 au Hampton Roads Naval Museum de Norfolk.

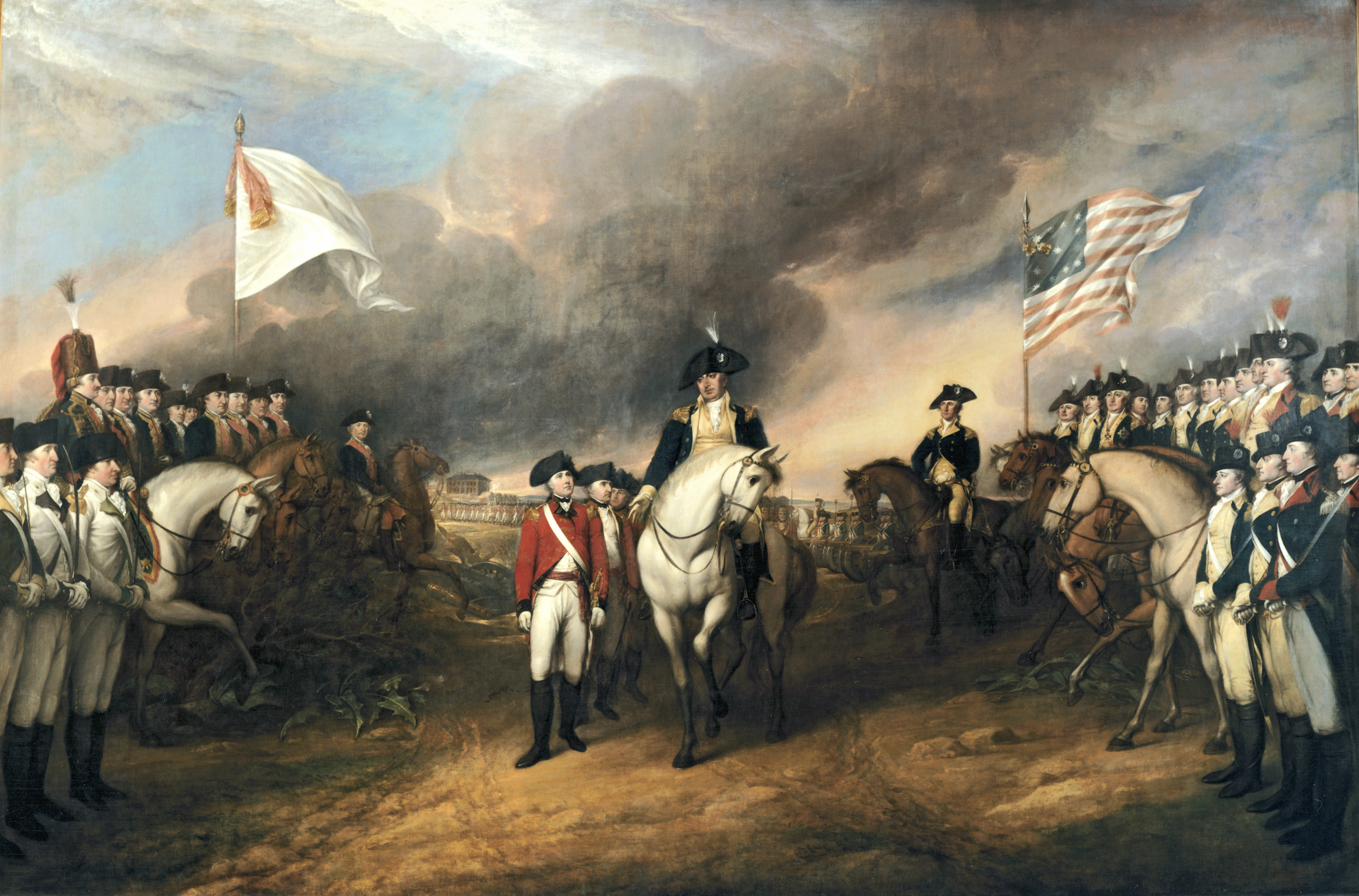
La reddition solennelle de l'armée britannique, à Yorktown, devant les troupes françaises et américaines, fait oublier le rôle essentiel joué par la marine dans cette victoire. Grasse, qui n'est pas présent lors de la capitulation se retrouve oublié des mémorialistes et des illustrateurs.

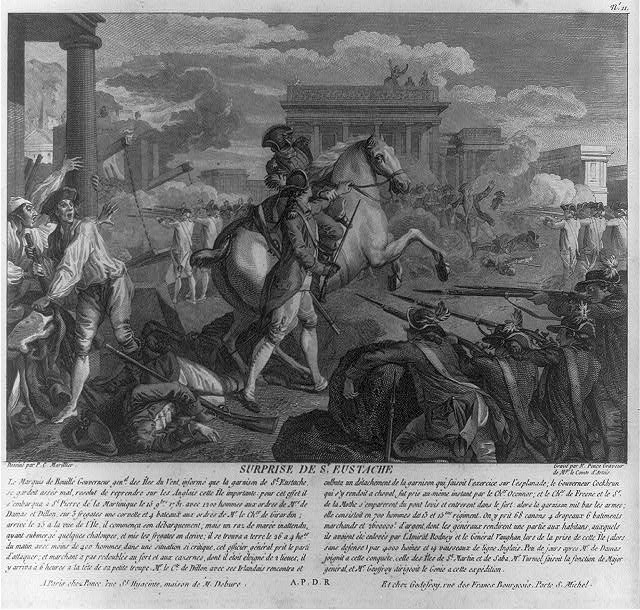
Loin des côtes américaines, les Français aussi sont victorieux. Après la prise de Tobago en mai, Bouillé délivre l'île néerlandaise de Saint-Eustache en novembre. Suffren, de son côté, sauve la place du Cap après avoir attaqué la flotte britannique au Cap Vert.

Le maréchal, marquis de Castries, le nouveau ministre de la Marine est issu de l'armée de terre, mais s'est révélé un des rares bon chefs pendant la guerre de Sept Ans. À la fois guerrier et réformateur, il s'impose rapidement à la tête du ministère. Castries a une vision globale des opérations à entreprendre et joue autant le rôle d'un ministre que d'un chef d'état-major, fonction dont la flotte royale reste dépourvue, contrairement à la Navy. Il mise sur de nouveaux commandants et impose des choix stratégiques plus clairs que ceux de son prédécesseur. En apparence, la répartition des vaisseaux ne change guère, mais montre qu'il ne croit plus à une victoire en Europe, ce qui ne veut pas dire que la priorité passe forcément aux insurgés américains.
Dans l'Atlantique, Guichen passe la main à Grasse qui reçoit le commandement d'une grande escadre de vingt vaisseaux et trois frégates à destination des Antilles où se porte toujours l’essentiel de l’effort de guerre. Il doit assurer la défense des Iles du Vent en y apportant 3 200 hommes de troupe sur cent-vingt bâtiments de charge et de commerce. La Motte-Picquet doit suivre un mois plus tard avec une division de six vaisseaux chargée de faire la chasse aux convois britanniques. Louis XVI renonce à envoyer des renforts à Rochambeau, toujours enfermé dans Newport. Pour le chef français - et pour Washington - qui attendait 10 000 hommes de plus, c’est un coup dur. Mais Louis XVI, qui commence à s’effrayer du coût de cette guerre, a décidé de ne pas donner suite à cette demande, décision hâtée par le comportement peu reluisant des envoyés américains à Paris. L'escadre qui stationne à Newport depuis juillet 1780 reçoit le renfort d'un unique vaisseau et passe à huit unités. On est loin des effectifs dont dispose de Grasse pour les Antilles. L'engagement auprès des « Insurgents » apparait au mieux comme une diversion de grande ampleur. L'Espagne reçoit même des renforts très supérieurs à ce qui est destiné pour Newport, puisqu'une vingtaine de vaisseaux confiés à Guichen doivent aller prêter main forte à la flotte ibérique devant Minorque et Gibraltar. Pour finir, Suffren reçoit le commandement d’une division de cinq vaisseaux et une corvette pour escorter des troupes vers la colonie néerlandaise du Cap (Afrique du Sud), prochaine cible évidente de la Royal Navy.
Castries a retiré huit vaisseaux du champ de bataille européen pour les redistribuer outre-mer, ce qui donne un quasi-équilibre entre les forces françaises et britanniques hors d'Europe. Même si on laisse beaucoup de vaisseaux entre Brest et Cadix pour complaire au gouvernement espagnol, il est clair qu'on a renoncé aux projets d'invasion de la Grande-Bretagne. Pour la première fois au XVIIIe siècle, le théâtre d'opération décisif est hors d'Europe, preuve de l'importance prise par les colonies et de l’accentuation de la stratégie de la guerre périphérique. Castries, conscient de l’enjeu de ces armements, se rend à Brest en mars 1781, décision exceptionnelle et fortement symbolique de son engagement personnel dans le suivi des opérations. Il rencontre le comte d'Hector qui commande le port, déjeune à bord du Ville de Paris avec tous les chefs des escadres en partance et assiste à plusieurs exercices dans la rade.

##### Victoire en Amérique
De Grasse quitte Brest le 22 mars. Pour aller plus vite, il fait prendre en remorque les navires civils les plus lents par les vaisseaux les plus rapides. Le 28 avril, il arrive sans encombre à la Martinique, avec presque un mois d'avance sur le temps moyen habituel de traversée. En face, se trouvent deux des meilleurs amiraux britanniques, Rodney et Hood. Ce dernier, avec dix-huit vaisseaux, fait le blocus de Fort-Royal. Après quatre heures de canonnade, le Britannique fuit et Grasse lui donne la chasse durant 30 lieues à l’ouest de Sainte-Lucie. Le blocus levé, Grasse entre à Fort Royal avec le convoi (6 mai), puis passe à l’offensive, de concert avec le gouverneur des îles, le marquis de Bouillé. On tente un coup de main sur Sainte-Lucie. En vain. Les deux hommes ont plus de succès avec l’attaque de Tobago, le 24 mai. Les 3 000 hommes débarqués forcent sans mal la garnison britannique à la capitulation (2 juin). Rodney, qui arrive avec vingt vaisseaux, n’ose pas engager le combat et se retire. On constate par ailleurs que toute la région s’anime d’une intense activité militaire, indépendamment de l’arrivée des forces du comte de Grasse. Le 25 avril, La Motte-Picquet appareille de Brest avec six vaisseaux et trois frégates. Le 1er mai, il intercepte le gros convoi de Rodney chargé du pillage de Saint-Eustache : vingt-deux navires richement chargés sont capturés. Peu après, c’est la Floride qui est visée par les Franco-Espagnols. Avec quatre vaisseaux et deux frégates, le chef d’escadre de Monteil, à la demande du gouverneur de Louisiane, vient soutenir l’attaque du poste britannique de Pensacola aux côtés de dix navires espagnols. Les troupes espagnoles renforcées de 700 Français s’emparent la place le 9 mai. C’est une belle victoire qui prive les Britanniques de base dans le golfe du Mexique et profite à l’Espagne, qui garde la place.
Sur les côtes américaines, les français tentent aussi une offensive malgré l’absence de renforts. Si les 5 500 hommes de Rochambeau toujours retranchés à Newport ne sont pas en mesure d’inquiéter les 30 000 Britanniques qui tiennent New York, il n’en est pas de même sur le plan naval où les deux escadres sont à égalité. Ternay, décédé pendant l’hiver, a été remplacé par Destouches. Les Français capturent lors d’une patrouille, une grosse frégate de 44 canons. Destouches, qui n'a pas encore reçu le vaisseau supplémentaire détaché depuis Brest, dispose, avec cette prise, de huit navires, tout comme Arbuthnot. Rochambeau et Destouches, sollicités par Washington, acceptent de tenter une opération dans le sud contre une petite armée britannique retranchée à Portsmouth, en Virginie. La Fayette manœuvre contre celle-ci mais manque d’hommes. Un renfort arrivé par la mer peut forcer la place à capituler. Le 8 mars, Destouches embarque 1 200 hommes et lève l’ancre pour la Virginie. Arbuthnot se lance à sa poursuite et le rejoint le 16 mars à l’entrée de la baie de Chesapeake. Il dispose d’une puissance de feu supérieure, mais le combat tourne à son désavantage. Trois vaisseaux britanniques sont très endommagés, contraignant Arbuthnot à décrocher. Cependant, Destouches, qui compte aussi deux navires abimés, n’insiste pas et préfère se replier sur sa base. C’est donc un échec franco-américain. Néanmoins, l’idée d’une opération combinée mer-terre n’est pas laissée de côté et est ressortie des cartons avec l’arrivée des forces de métropole.
Le 5 juillet, Grasse appareille pour Saint Domingue en escortant un gros convoi qui doit ensuite partir pour la métropole. Grasse n’a pas d’ordres précis pour la suite des opérations et envisage de monter une attaque sur la Jamaïque ou éventuellement New York. Au large de Louisbourg, La Pérouse et Latouche-Tréville mènent un dur combat contre un convoi britannique et capturent deux frégates avec plusieurs transports (21 juillet). C'est cependant un engagement secondaire car la situation des insurgés américains ne cesse de se dégrader : pas d’argent, plus de médicaments, des désertions en masse et deux importantes armées britanniques, à New York et en Virginie qui semblent intouchables. On ne peut sortir de cette impasse que par une aide massive venue de la mer. Washington et Rochambeau proposent alors un plan qui relève d’un véritable coup de dés : attaquer et encercler les 8 000 hommes de Cornwallis qui stationnent dans la péninsule de Yorktown (Virginie), en combinant une marche forcée des troupes franco-américaines avec un blocus naval qui doit tenir la Royal Navy au loin.
Grasse stationne au Cap Français (aujourd’hui Cap-Haïtien, au nord-ouest de l’île de Saint-Domingue), lorsqu’il reçoit la demande des deux généraux. Grasse accepte ce plan audacieux, prend en main toute l’opération et en augmente les moyens. Il emprunte sous sa signature 500 000 piastres à des banquiers espagnols et fait embarquer les sept régiments destinés à attaquer la Jamaïque, avec un petit corps de dragons et d’artilleurs : 3 200 hommes en tout, avec du matériel de siège, des canons et des mortiers. Le moral, stimulé par les victoires précédentes est très élevé. L'escadre se sent forte au point de couper au travers des écueils du canal de Bahama jusqu'alors inconnu aux flottes françaises.
Commence alors, selon l'historien Patrick Villiers, une « opération combinée extraordinaire. Grasse joue sur les distances maritimes qui séparent les différents théâtres d’opération pour créer la surprise et obtenir une supériorité décisive face à un ennemi qui ne s’y attend pas » (Voir carte ci-contre). Les troupes de Rochambeau, très éloignées de Yorktown, entament une marche vers le sud de plus de 600 km en laissant de côté l’armée britannique de New York, alors que les quelques centaines de cavaliers de La Fayette et du général Waine remontent vers la baie jusqu’à Williamsburg. Mais l’essentiel vient de la mer : le 30 août, les vingt-huit navires de ligne et les quatre frégates de Grasse se présentent à l’entrée de la Chesapeake et jettent l'ancre dans la baie de Lynnhaven. Le débarquement des troupes, sous les ordres du marquis de Saint-Simon commence aussitôt. La situation des Français reste pendant plusieurs jours extrêmement aventureuse, car avec 8 000 soldats réguliers et 9 000 Américains loyalistes, Cornwallis dispose de forces très supérieures. L’armée de Rochambeau est encore loin, mais Grasse envoie quatre navires bloquer les rivières James et York. Pour marcher plus rapidement, les troupes de Rochambeau ont laissé leur matériel lourd à Newport. Celui-ci est confié à la protection de la petite escadre de Barras de Saint-Laurent qui a pris la relève de Destouches. Barras de Saint-Laurent reçoit la tâche délicate de transporter le matériel sans se faire repérer par l’escadre britannique de New York qui au printemps avait fait échouer la tentative de Destouches.
Le 5 septembre, l’opération de débarquement n’est pas encore achevée qu’une flotte se présente à l’horizon. Mais ce n'est pas celle de Barras de Saint-Laurent : ce sont les pavillons des Britanniques Hood et Graves qui apparaissent dans les longues vues, avec dix-neuf (ou vingt selon les historiens) vaisseaux et sept frégates. Les deux hommes ont déjà capturé une frégate, le 2 septembre, devant New York. L’instant est décisif pour les Français, qui d’assiégeants risquent de se retrouver en situation d’assiégés, enfermés dans la baie. Mais Grasse ne perd pas son sang-froid. Il stoppe le débarquement, laisse filer les ancres et engage le combat avant que l’escadre britannique ne bloque la baie entre les caps Charles et Henry. Grasse a un atout important : il a plus de vaisseaux que les amiraux britanniques, même s'il n'en engage que vingt-quatre sur vingt-huit et si plus de mille marins n'ont pas eu le temps de rembarquer. Côté britannique, Hood, trop sûr de lui car il est du côté du vent, laisse passer sa chance en attendant que les Français se déploient pour ouvrir le feu. À cette première erreur s’ajoute une confusion dans la compréhension des signaux : l’avant-garde britannique s’éloigne de son centre et de son arrière-garde alors que les Français commencent à tirer. Après quatre heures de canonnade la nuit tombante sépare les combattants. La bataille, qui s’est concentrée sur les deux avant-garde, est souvent considérée comme indécise. L’examen des pertes montre que ce n’est pas tout à fait vrai : l’escadre britannique a été sévèrement bousculée et compte cinq ou six vaisseaux très abimés. L’un d'eux, le HMS Terrible (74) doit être sabordé dans la nuit. Hood et Graves restent encore au large jusqu’au 9 septembre alors que Grasse cherche à reprendre le combat. En vain. Les deux chefs britanniques finissent par rentrer sur New York pour réparer. Grasse regagne à son tour son mouillage en saisissant au passage les frégates Isis et Richemond. Cette retraite signe la victoire française à la « bataille des caps », que l’histoire retient sous le nom de bataille de la baie de Chesapeake. La nasse de Yorktown est désormais fermée : Cornwallis ne peut plus attendre aucun secours de la mer.
Le blocus reprend aussitôt. Grasse débarque 2 500 marins pour renforcer les 3 200 hommes de Saint-Simon. Le 9 septembre (jour où s’enfuit la Royal Navy), arrive Barras de Saint-Laurent qui s’est faufilé le long de la côte avec ses douze vaisseaux et frégates accompagnés des dix-huit transports chargés de l’artillerie et des munitions pour le siège. Grasse organise aussi une flottille pour transporter sur 200 km dans la baie les troupes de Rochambeau arrivées à Annapolis, alors que Washington qui marche le long de la côte arrive à Williamsburg le 14 septembre. Le 17, Grasse et Washington se rencontrent sur le Ville de Paris pour organiser les opérations. À New York, Clinton reste sans réaction, car il ne comprend pas la destination prise par Rochambeau et Washington. Lorsqu'il se décide enfin le 17 octobre à envoyer 7 000 hommes en renfort vers le sud, il est trop tard.
Cornwallis, qui n’a plus rien à espérer de la mer, se retranche au bout de la presqu’île, dans la petite bourgade de Yorktown. Le 29 septembre, les coalisés (3 600 Américains et 11 000 Français) commencent le siège. Washington, qui a le commandement théorique, mais qui n’a ni les effectifs ni l’expérience de la guerre de siège, doit laisser faire les Français qui investissent méthodiquement la place. Cette dernière, soumise au feu de l’artillerie terrestre et des pièces de marine n’y résiste pas. Cornwallis, qui n’a pratiquement plus de munitions et de vivres capitule sans conditions le 19 octobre. Cette éclatante victoire laisse aux Franco-Américains deux-cent-quatorze canons, vingt-deux étendards et 8 000 prisonniers qui défilent en habit rouge entre une rangée de soldats français et une autre d’Américains. La nouvelle de la victoire est accueillie par des transports de joie dans toute l’Amérique puis à Versailles avant de faire tomber le gouvernement britannique.
La bataille de Yorktown n’est pas une victoire terrestre, mais bien une victoire navale : comme le souligne l’historien américain Morrison, sans la victoire du comte de Grasse, ce n’est pas la reddition de Cornwallis mais celle de George Washington que l’histoire aurait enregistrée. Cette bataille combinée terre-mer serait même un « Waterloo naval », selon l'historien américain Emil Reich. Grasse, qui s’est improvisé chef d’état-major interarmes (pour reprendre une expression actuelle) et interallié, a su coordonner l’action des différentes forces et mener à bien presque toutes les opérations. Presque toutes, car l’Histoire lui vole littéralement sa victoire. C’est à Rochambeau et Washington, qui ont achevé le siège, que Cornwallis rend son épée, pas à Grasse qui n’est pas présent ce jour-là. Le vice-amiral français est le grand oublié de cette victoire alors que son rôle a été essentiel. L’iconographie en porte témoignage. Les tableaux, gravures et estampes représentant la bataille terrestre puis la reddition solennelle de Cornwallis sont innombrables, tout comme celles de Washington (ou de La Fayette) lors du siège. On n’en trouve aucune du comte de Grasse, même pour illustrer la réunion pourtant hautement symbolique avec Washington sur le Ville de Paris. Quant à la présence de la flotte française, qui a concentré dans cette opération plus de trente-cinq vaisseaux et frégates, elle n’est visible que sur les plans d’époque et quelques modestes gravures. Ce n’est qu’au XIXe siècle que les peintres, comme Théodore Gudin, mettront en scène le combat de la Chesapeake et le tableau le plus souvent utilisé pour illustrer les revues historiques date de 1962 (Voir ci-contre). À Paris, c’est La Fayette qu’on fête en vainqueur alors qu’il n’a joué qu’un rôle tout à fait secondaire dans les opérations. Washington, plus réaliste que l'opinion française, déclare à Grasse qu'il a été « l'arbitre de la guerre ».

##### Offensive générale sur toutes les mers
De Grasse, qui refuse toute autre opération sur les côtes américaines, rembarque ses troupes et lève l’ancre, dès le 4 novembre, pour les Antilles. La guerre, pourtant n’est pas terminée. Le 26 novembre, Bouillé débarque sur l’île de Saint-Eustache et force la garnison britannique à la capitulation. On y trouve encore trois millions du butin de Rodney qui sont restitués aux Néerlandais (le reste ayant déjà été repris par La Motte-Picquet, voir plus haut). Une victoire qui se combine avec l’entrée en campagne réussie de Suffren dans l’Atlantique. Ce dernier, parti en même temps que l’escadre de Grasse, a surpris au Cap-Vert, le 16 avril, les forces de Johnstone au mouillage et leur a infligé de sérieux dégâts. Ce raid a permis aux Français d’arriver les premiers au Cap, en juin, d’y débarquer des troupes et de sauver ainsi la colonie néerlandaise de l’invasion. Cette victoire importante a permis aussi de maintenir ouverte la route des Indes. À Amsterdam, on ne s’y trompe pas et on boit à la santé du roi de France.
En Méditerranée, la flotte française a aussi manœuvré avec succès, cette fois encore au profit de l’Espagne (après la prise de la Floride). Le 19 août, une flotte de vingt vaisseaux français sous les ordres de Guichen, rejoint par cinquante-et-un navires de transports de troupes espagnols, avec dix-huit vaisseaux d’escorte, deux vaisseaux de bombardement et plus de vingt navires auxiliaires a débarqué une forte armée pour s’emparer de la base britannique de Minorque (en). L’opération a parfaitement réussi, même si la citadelle, assiégée par le duc de Crillon tient encore (elle va capituler en janvier 1782). Plusieurs frégates britanniques ont été saisies alors que la Royal Navy, qui concentre ses efforts sur la protection de Gibraltar ne s'est pas montrée en état de secourir la place.
Avec le recul de l’histoire, et après avoir fait l’inventaire de tous ces affrontements, 1781 apparait donc comme une année admirable pour la flotte française qui s'est montrée capable d’emporter la décision sur plusieurs théâtres d’opérations éloignés de milliers de km. Les escadres de Louis XVI ont bien travaillé pour les Américains, les Néerlandais, les Espagnols… On peut regretter que ce chapelet de victoires profite aussi peu à la France, hormis la gloire de les avoir organisées. En cette fin d’année 1781, alors que les diplomates vont bientôt commencer à négocier la paix, les Français, s’ils ont su faire gagner les autres où simplement les aider, n’ont fait la conquête pour eux-mêmes que d’une poignée d’îles antillaises et de comptoirs sur les côtes africaines.

#### Les arsenaux français dans la guerre
| Année                | Grande -Bretagne | France |
| -------------------- | ---------------- | ------ |
| 1774                 | 6                | 3      |
| 1775                 | 4                | 1      |
| 1776                 | 1                | 3      |
| 1777                 | 4                | 2      |
| 1778                 | 2                | 7      |
| 1779                 | 3                | 3      |
| 1780                 | 5                | 5      |
| 1781                 | 7                | 6      |
| 1782                 | 10               | 8      |
| 1783                 | 6                | 3      |
| 1784                 | 5                | 3      |
| Total des lancements | 55               | 45     |

##### 80 navires lancés en six ans
La guerre d'indépendance américaine, ouverte officiellement en mars 1778 provoque des comportements originaux en matière de construction navale. Il s’agit d’abord, et c’est un cas unique dans l’histoire de la marine de guerre à voile, d’un conflit prévu et préparé. Alors que tous les autres connaissent un temps d’attente avant que les arsenaux répondent à la déclaration de guerre par le lancement des vaisseaux, le conflit américain est précédé de deux années d’intense activité de construction. Sartine et le roi ont largement anticipé les besoins (voir plus haut sur le début du règne de Louis XVI).
En 1778, sont lancées vingt unités, soit sept vaisseaux et treize frégates. C’est la plus forte production annuelle de toute la guerre d’Indépendance américaine. Tous ces vaisseaux sont des 74 et 80 canons mis en chantier et lancés au cours de la même année : trois à Brest, trois à Rochefort, un à Toulon. Ce phénomène permet de mesurer toute l’importance et l’utilité du stockage prévisionnel. De surcroit, la maîtrise des techniques de construction et d’assemblage permet la préparation des pièces de charpente en « kits » prêt à monter, ce qui diminue d’autant la période de construction proprement dite. Cette période est habituellement de dix-huit mois pour un vaisseau et de un an pour une frégate. Or, au cours des premières années de la guerre, les frégates sont toujours lancées après six à huit mois sur cale et les vaisseaux, même les grands trois-ponts, sont construits en un an. À Rochefort, les trois vaisseaux construits en 1778 restent seulement de cinq à six mois sur cale.
La mobilisation navale déborde des trois arsenaux traditionnels cités ci-dessus. En 1778, sur les treize frégates construites, huit sont mises sur cale à Saint-Malo. Il ne s’agit pas d’un hasard dicté par les évènements mais d’une véritable programmation géographique des constructions. Tandis que les arsenaux importants bourdonnent comme des ruches, se consacrent à la production des vaisseaux de force et à l’armement des premières grandes escadres de la guerre, Saint-Malo, port de commerce et de course, est recruté pour lancer rapidement des frégates. Les bois de construction y parviennent en transitant par le bassin de la Seine et le port du Havre. En 1779, les frégates représentent encore les trois quarts des lancements. Saint-Malo, qui reconstitue ses réserves, est relayé par Nantes et Bordeaux, qui assurent la moitié de la production annuelle. Il s’agit là d’une petite révolution, car si en Grande-Bretagne on a l’habitude depuis longtemps de confier la construction des frégates à des chantiers privés, les arsenaux d’État ont jusqu’à cette guerre, toujours exercé un strict monopole sur les navires de guerre. En 1780, cinq vaisseaux et six frégates sont construits. Les énormes trois-ponts Invincible, Royal-Louis et Terrible, commencés l’année précédente, sont lancés après un temps de chantier très court pour des navires de cette force (110 canons).
En 1781, tout change. La production baisse légèrement et concerne surtout les vaisseaux. Ce fléchissement de la construction correspond au changement de stratégie consécutif au remplacement de Sartine par le maréchal de Castries. Les urgences, cette année-là, ne sont plus les mêmes d’autant plus que les effectifs atteignent cent-vingt-trois vaisseaux et frégates. La stratégie de la guerre périphérique, qui mondialise le conflit avec les actions simultanées aux Antilles, aux Indes et en Amérique du Nord, exige la concentration de toutes les énergies à la préparation des escadres, à celle du mouvement des vaisseaux, au rassemblement des troupes et des équipages à Brest. De Castries lui-même fait le déplacement à Brest pour assister aux derniers armements et rencontrer tous les chefs militaires en partance ainsi que le gouverneur du port (en mars, voir plus haut). Un temps ralenties, les constructions reprennent avec vigueur en 1782 avec huit vaisseaux et sept frégates.
Pendant le conflit, les arsenaux et ports secondaires montrent une capacité à produire sans faiblesse une quantité de vaisseaux presque égale à celle dont se dote en parallèle la Royal Navy. Entre 1777 et 1783, les chantiers navals français lancent quatre-vingt navires, dont vingt-huit vaisseaux deux-ponts de 74 canons et quarante-six frégates. En laissant de côté les quelque 80 canons et trois-ponts destinés aux amiraux, ces deux types de navire représentent 92 % du total de l’effort de guerre. Les quarante-six frégates lancées montrent la volonté que le ministère a eu de développer cette arme indispensable à la flotte, face à une Grande-Bretagne qui en est largement dotée, et en réponse à une extension mondiale de la guerre sur mer. La guerre d’Amérique change donc profondément les structures de la marine française, désormais dominée par les gros vaisseaux à deux-ponts et les nombreuses frégates océaniques. Il s’agit là de l’apogée d’une longue évolution technique commencée quarante ans plus tôt sous Maurepas.

##### Brest, pilier de la guerre d'Amérique

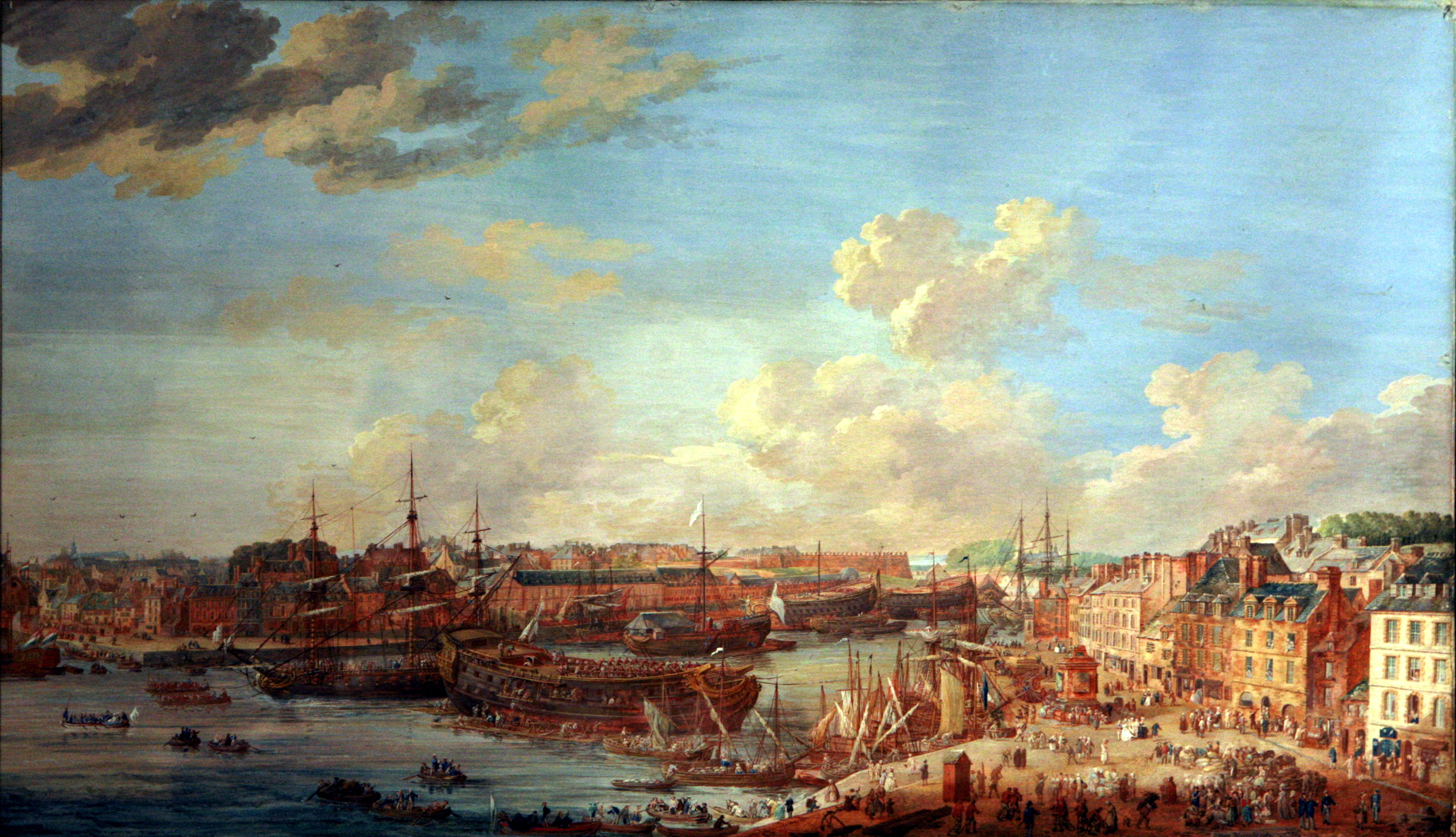
Brest assure l'armement des grandes escadres pendant la guerre d'indépendance américaine. En 1781, 20000 marins stationnent dans la ville et l’arsenal compte 8000 ouvriers. Tableau de Louis-Nicolas Van Blarenberghe, vers 1780.

Jamais la France n’aurait pu armer et entretenir les forces de Grasse, La Motte-Picquet, Suffren, Guichen sans les formidables efforts de l’arsenal de Brest. Durant l’hiver 1780-1781, la préparation simultanée de trois escadres montre l’importance que revêtent les opérations préalables à toutes campagnes. Dès la fin de 1780, et surtout début 1781 avec l’arrivée de Cadix de l’escadre du comte d'Estaing, la rade et le port de Brest regorgent de bâtiments de tous ordres, dont trente-et-un vaisseaux en rade et treize en désarmement. Or l’escadre du comte de Grasse et de Suffren quitte Brest le 22 mars, celle de La Motte-Picquet le 25 avril. On mesure l’effort : en l’espace de trois mois, l’arsenal fournit un travail considérable pour remettre en état des navires qui reviennent de campagne et doivent y repartir immédiatement. Il faut aussi nourrir les équipages présents : 15 082 hommes en rade, 4 186 à terre, soit presque 20 000 individus. À cela il faut ajouter les 8 000 ouvriers de l’arsenal qui travaillent le jour et la nuit à la lueur des torches, ce qui fait de ce dernier la plus grande entreprise de France à cette époque. Le but est atteint grâce à un travail incessant et à une organisation administrative efficace, même si quelques imperfections subsistent, comme le souligne Suffren lors de l’armement de sa division pour les Indes.
Plusieurs étapes importantes jalonnent la préparation d’une escadre. Chaque vaisseau arrivé en rade entre d’abord dans le port, puis dans un bassin de radoub si nécessaire. Il subit ensuite sa carène à flot, son armement proprement dit et, enfin, retourne en rade en attente de son départ. Compte tenu de l’étroitesse de la Penfeld, une noria de navires anime le port jour et nuit. Le comte d’Hector, commandant du port, surveille toutes les opérations avec la plus scrupuleuse attention. Chaque vaisseau est visité avec soin, chaque pièce inspectée de près, afin de découvrir ce qui est pourri. « Il n’est pas possible d’enfermer le loup dans la bergerie. Il viendra un temps où nous serons moins scrupuleux. Nous travaillons pour une longue campagne », écrit le comte d’Hector le 29 janvier 1781. Les difficultés sont nombreuses. Certaines manœuvres perturbent les travaux. Il faut trois essais pour abattre en carène l’Annibal (74 canons) et le doubler à flot. Le Vengeur, vieux vaisseau de 64 canons, âgé de 22 ans, ne parvient à entrer dans son bassin de radoub qu’au bout de la sixième tentative.
Mais les vraies difficultés viennent du climat et des approvisionnements. La préparation des escadres s’effectue pendant les trois premiers mois de l’année, époque où les intempéries, le froid, les vents contraires gênent ou bloquent l’activité de l’arsenal. D’Hector note que « le très mauvais temps arrête tous les travaux (…) le froid horrible (est) bien cruel pour les équipages qui arrivent des pays chauds et qui sont absolument nus (…). Une chose qui me désespère est le temps que nous éprouvons. Il pleut du matin au soir, ce qui retarde considérablement nos travaux ». Mais le plus grave concerne les approvisionnements. Les consommations de matières premières sont telles que toutes sont en rupture de stocks. Deux objets manquent cruellement : le bois de mâture et le cuivre pour le doublage des coques.

##### Les difficultés et limites de la mobilisation navale

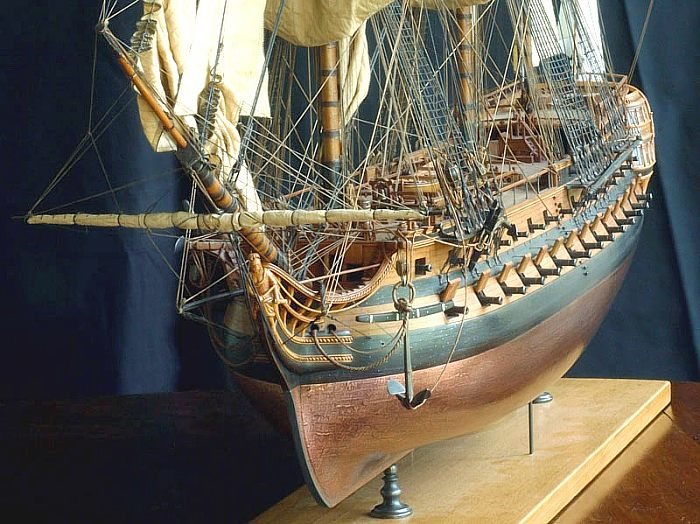
Un vaisseau de 74 canons doublé de cuivre. En dépit d'un effort de construction colossal, la France peine à doubler de cuivre tous ses vaisseaux, manque de bois de mâture et n'adopte pas la caronade.

Deux bois sont fondamentalement nécessaires pour un vaisseau de guerre : le chêne pour la coque et le sapin pour les mâts. Le chêne représente 70 à 80 % du poids d’un vaisseau. Un 74 canons de 1780 nécessite en moyenne 2 400 chênes centenaires. La forêt française est suffisante pour fournir le chêne, mais pas le sapin. Les Pyrénées fournissent un bois de sapin réputé cassant et pourrissant vite. Le meilleur vient d’Europe du Nord par la Baltique et passe pour avoir une durée de vie de quinze ans contre trois pour un mât des Pyrénées. Compte tenu de la supériorité britannique dans ces eaux, l’approvisionnement cesse en temps de guerre, même si les Neutres pourvoient en partie l’arsenal, mais à des tarifs en rapport avec le risque d’être intercepté dans la Manche par une frégate britannique. Sartine, qui a préparé la guerre, a fait constituer des stocks immenses de bois de mâture, mais en 1781, après trois ans de conflit, il est clair qu’on est au bord de la pénurie. Suffren fulmine contre les bureaux brestois qui lui refusent un supplément de rechange. Peine perdue. Il doit partir pour les Indes avec le strict nécessaire et ne cessera jamais de s’en plaindre.

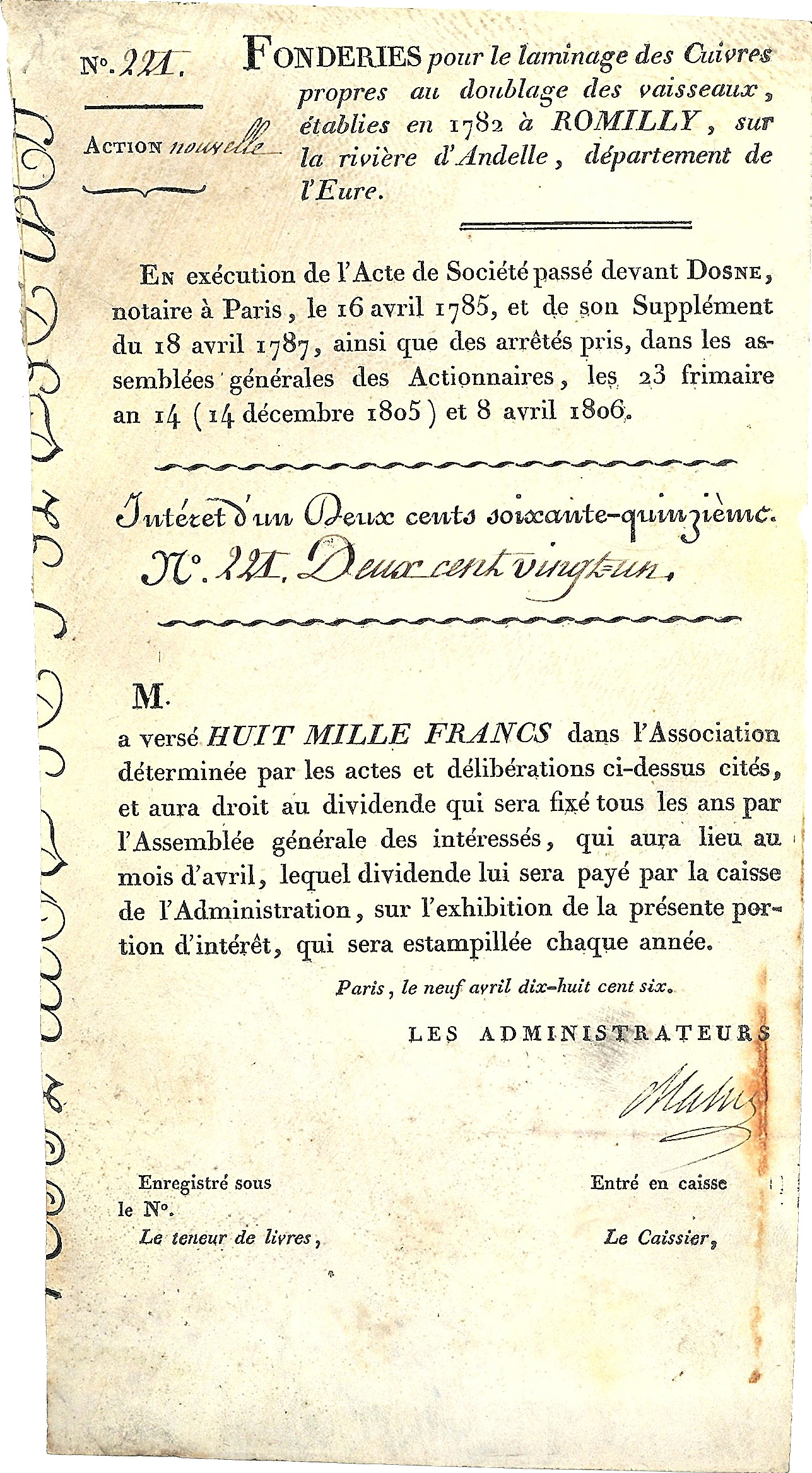
Action des Fonderies pour le laminage des cuivres propres au doublage des vaisseaux, émise le 9 avril 1806 à Paris, imprimée sur parchemin. Fondée en 1782, la fonderie de Romilly-sur-Andelle était à la fin du XVIIIe siècle l'un des plus grands complexes industriels de France. Première usine à produire industriellement du cuivre laminé, elle revêtait une importance stratégique puisqu'elle fournissait à la marine des plaques pour le ferrage des navires.

L’utilisation du cuivre pour doubler les carènes est une nouveauté apparue en 1775 en Grande-Bretagne. L’idée de départ était de protéger la coque de la prolifération des algues et des coquillages ou de mettre celle-ci à l’abri des tarets, ces vers redoutables qui creusent des galeries dans les bordages. On se rend compte aussitôt que les navires doublés de cuivre sont plus rapides que les autres, même avec une coque de bois neuve. La Royal Navy fait donc systématiquement doubler de cuivre ses vaisseaux, sur cale pour les unités en construction et au fur et à mesure de leur radoubage pour les navires plus anciens. Côté français, Sartine ordonne le doublage des vaisseaux à partir de 1780, mais le cuivre est aussi rare et cher que le bois de sapin. Il faut, comme pour ce dernier, le faire venir de Suède, même si l’Allemagne, l’Espagne, la Turquie en fournissent aussi, mais de moins bonne qualité. Il faut donc économiser le précieux cuivre. On choisit de ne l’utiliser que pour la partie immergée, la flottaison étant doublée en bois. On doit aussi se contenter de la solution nettement moins satisfaisante du mailletage. Cette technique plus ancienne consiste à couvrir la carène avec des clous à large tête quadrangulaire jointive, enfoncés à coup de maillet, mais le navire reste moins rapide qu’avec le doublage au cuivre. En dépit des efforts de l’arsenal, les escadres françaises sont donc nettement plus composites que celles de la Navy, et donc plus lentes, puisque le navire le plus mauvais marcheur détermine la vitesse de tous les autres sous peine de dispersion. La division de Suffren en porte témoignage : quatre des cinq vaisseaux sont doublés de cuivre (le Héros, l’Artésien, le Sphinx, le Vengeur). Le cinquième, pourtant récent et puissant (l’Annibal, 74 canons, lancé en 1779) n’est que mailleté, alors que la corvette de 16 canons (la Fortune) est doublée de cuivre. Mais elle a été construite en Angleterre en 1778, peu avant le conflit…
Une dernière nouveauté échappe totalement aux arsenaux français : la caronade. Ce canon court et léger de gros calibre, monté sur les hauts ponts pour être utilisé en combat rapproché a fait son apparition en 1774 aux forges Caron, en Écosse. Son feu déverse un torrent de boulets de tout calibre ou de mitraille qui balaye le pont adverse et pénètre jusque dans les entrailles du navire. L’arme, facile à mettre en œuvre avec trois hommes contre dix pour un gros canon a été adoptée par la Navy en 1779 sans que les Français réagissent. Mais il est vrai que tous les combats se sont déroulés jusqu'en 1781 à distance respectable, le plus souvent en ligne de file, ce qui n’a pas encore permis à cette arme de montrer son utilité. En termes de vitesse et de puissance de feu, la guerre d'Amérique creuse donc un écart entre les marines françaises et britanniques. Il n’est pas très important les premières années du conflit, comme le prouve la campagne glorieuse de 1781. Il devient apparent en 1782 lorsque la Royal Navy accentue ses efforts alors que la marine de Louis XVI est arrivée au maximum de ses possibilités.

##### Des dépenses qui échappent à tout contrôle

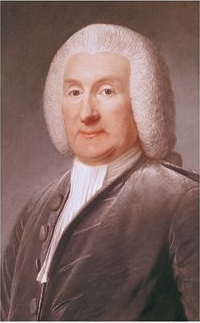
Le ministre de la Marine, Antoine de Sartine, est renvoyé en 1780 car il a émis des emprunts dans le dos du ministère des Finances. De manière générale, le financement de la guerre semble échapper au contrôle de l'État.

Le budget de la Marine atteint des niveaux jamais vu. Louis XVI accorde à la flotte et au financement de ce conflit - dans lequel il n’est pourtant entré qu’avec réticence - des crédits presque illimités : « un vrai pactole », selon l’historien André Zysberg. En laissant de côté le budget des Colonies qui dépend de la Marine, le financement, qui était de 17,7 millions de livres en 1774, est plus que doublé entre cette date et 1777 puisqu’il passe à 41,1 millions. En 1778, année de l’entrée en guerre, on arrive à 74 millions, puis 100 millions en 1779 et 110 millions en 1780. C’est pendant la guerre d’Amérique que, pour la première fois, les dépenses de la marine royale dépassent celles de l’armée de terre. En 1782, toujours sans compter les dépenses pour les colonies, la flotte consomme 189 millions de livres, tandis que l’armée se contente de 118 millions. Le coût des campagnes lointaines, nécessitant des transports de troupes et de matériel à travers l’Atlantique, explique ces chiffres, mais en partie seulement, car les dépenses dérapent et touche aussi le ministère de la Guerre, c'est-à-dire l’armée de terre, qui finance les différents corps expéditionnaires envoyés dans les Antilles et celui de Rochambeau sur les côtes américaines.
Lors de la troisième année de guerre, la gestion de Sartine est remise en cause. La primauté qui a été donnée en 1776 aux officiers sur les comptables — à l’« épée » sur la « plume » — s’est révélée très utile pour armer les escadres, mais a conduit à une dilapidation effrénée des deniers du roi. Le budget de la Marine et des Colonies, en constante augmentation, nécessite une administration rigoureuse, soumise à des contrôles périodiques. Or, non seulement Sartine s’y refuse, mais sans être lui-même malhonnête, se laisse entraîner à des expédients hasardeux. Les rapports avec Necker, le ministre des Finances, tournent peu à peu à l’aigre. Necker reproche à son collègue son insouciance à enrayer le laisser-aller de son département, tandis que Sartine accuse Necker d’être un agent de Londres… Les doléances de chacun remontent jusqu’au bureau du roi qui s’efforce de calmer les deux hommes alors que la polémique commence à transpirer dans le public : une caricature qui circule dans Paris représente Sartine en train de faire des ricochets avec des écus.
La crise ministérielle éclate en septembre 1780 lorsque le trésorier payeur général de la Marine, bras droit de Sartine pour les questions financières, est contraint d’avouer qu’il a émis pour 4 millions de billets à court terme, dont il ne peut honorer les échéances. Une nouvelle expertise montre que ce n’est pas 4, mais 20 millions d’engagements clandestins qui ne figurent pas dans les comptes officiels. Ces emprunts émis dans le dos du ministère des Finances provoquent la stupeur de Necker, puis du roi, lequel avait en 1778 strictement interdit ces pratiques. Le sort de Sartine est scellé : Louis XVI, pour qui l’honnêteté est primordiale, renvoie son ministre de la Marine le 13 octobre 1780.
Sartine est remplacé deux jours plus tard par de Castries, un homme énergique et rigoureux issu de l’armée de terre. De Castries va conduire cette guerre à son terme victorieux et rester au ministère jusqu’en 1787. Cette crise, pourtant, ne change rien au financement du conflit. Les Britanniques, confrontés au même problème, ont recours eux aussi à l’emprunt, mais augmentent tout aussi vigoureusement les impôts, ce que ni Louis XVI, ni Necker n’osent faire, alors que les ordres privilégiés, Noblesse et Clergé, échappent à la pression fiscale. Un rapport remis au roi en mars 1782 estime le coût des cinq années de guerre à 690 millions pour la Marine et 530 millions pour la Guerre, soit un total d’un milliard deux cents millions de livres tournois. Une facture réglée par Necker à coup d’emprunts, lesquels vont se révéler quasi impossible à rembourser et seront l’une des causes de la Révolution française. Une étude plus poussée des dépenses montre que la guerre d’Amérique, en comprenant les investissements initiaux, exige en moyenne 159 millions par an alors que le conflit précédent (la guerre de Sept Ans) n’en a nécessité que 53,5, et tous les autres infiniment moins (en tenant compte des variations de la livre). « Dans ce cas, il semble qu’il n’y ait plus aucune maîtrise des dépenses d’une guerre qui, bien que psychologiquement victorieuse, dépasse les moyens d’un État qui ne récupérera pas sa mise », concluent sobrement — et sévèrement — Martine Acerra et André Zysberg.

#### La difficile campagne de 1782

##### La situation et les enjeux au début de l’année

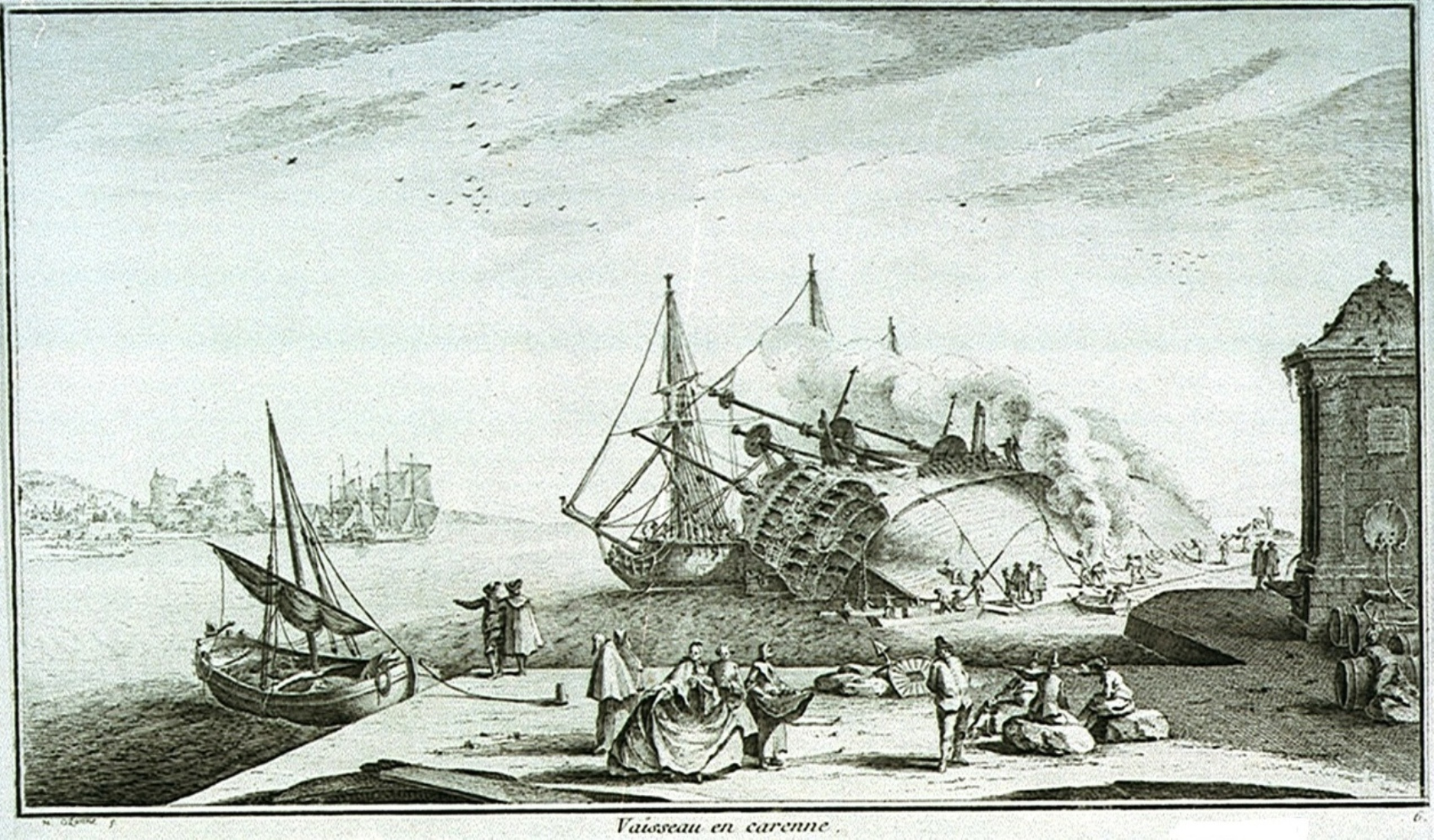
Navire en carénage. Contrairement à la Royal Navy, la Marine française ne dispose toujours pas de base bien équipée dans les Antilles, ce qui pose de lourds problèmes logistiques à l'escadre du comte de Grasse.

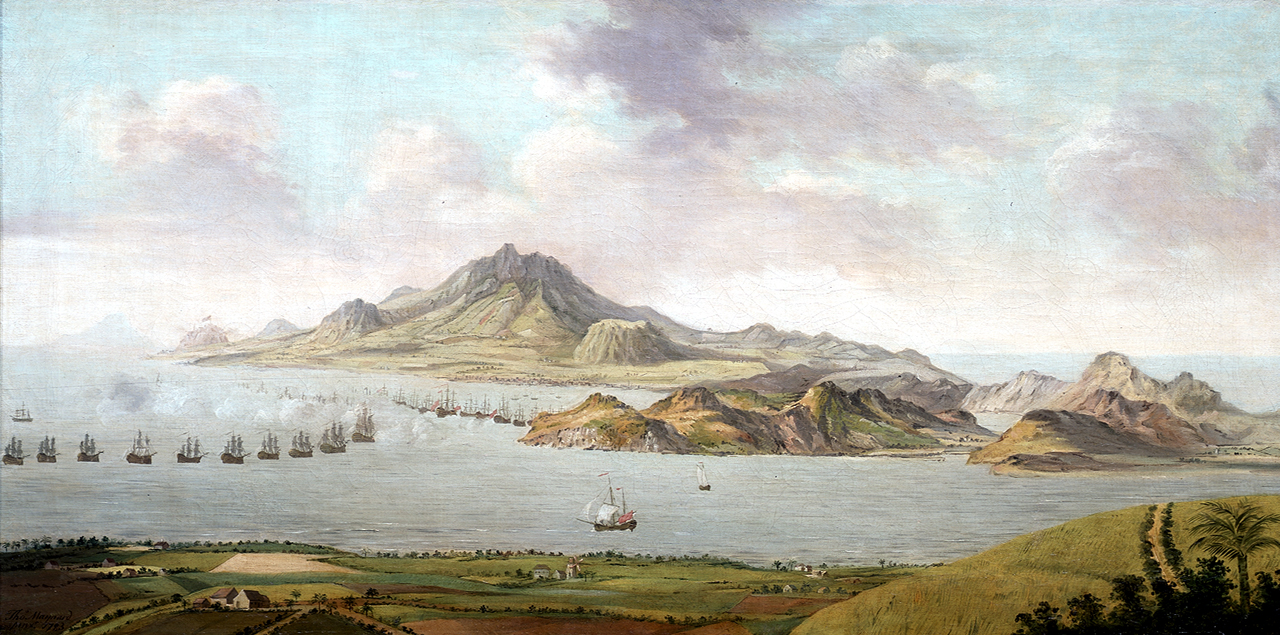
La bataille de Saint-Christophe, le 25-26 janvier 1782. Le théâtre d’opération des Antilles reste prioritaire en 1782. De Grasse affronte Hood après avoir mis à terre les troupes du marquis de Bouillé.

On pourrait croire que la victoire de Yorktown signe la fin des hostilités. Il n’en est rien : le conflit se poursuit sans marquer de ralentissement pendant toute l’année 1782 et au-delà. « Bonheur et malheur se mêlent pour une flotte française qui commence à souffrir d’une guerre qui se prolonge plus longtemps que prévu » (Jean Meyer, Martine Acerra).
En Méditerranée, les Franco-Espagnol s’emparent de Minorque où ils ont débarqué en août 1781 (en) : la forteresse de Saint-Philippe capitule en janvier 1782 et reste entre les mains de l’Espagne. En février 1782, Suffren arrive sur les côtes indiennes, commence à donner la chasse à l’escadre de Hugues et cherche à reconquérir les comptoirs français et néerlandais saisis par la Navy. Cependant, c’est toujours dans les Antilles qu’ont lieu les opérations de grande envergure. Ces îles, essentielles au commerce colonial, sont très fortement disputées. C’est donc là que se concentrent les plus grandes escadres et où se jouent les dernières grandes batailles du conflit.
La défaite en Virginie a provoqué la consternation à Londres : les triomphes de la guerre de Sept Ans sont maintenant bien loin et on comprend que l'Amérique est perdue. Le gouvernement britannique tombe et les négociations de paix vont bientôt commencer. Les combats cessent pratiquement après Yorktown et un armistice de fait s’installe dans les treize anciennes colonies. Ses effets, cependant, sont inattendus : la Royal Navy se retrouve libérée d’une charge importante ce qui lui permet de redresser la tête avec d’autant plus de vigueur que les amiraux britanniques, un temps ébranlés, cherchent à prendre leur revanche. En décembre, soit à peine deux mois après la victoire de Yorktown, c’est le convoi de Brest qui en fait les frais. Guichen, qui escorte avec dix-neuf vaisseaux plus de cent voiles, commet l’erreur de se porter trop en avant et de perdre de vue les navires dans la brume. À 53 lieues au sud d’Ouessant, Kempenfeld, qui n’a pourtant que douze vaisseaux, en profite pour attaquer le convoi sur l’arrière et s’emparer de vingt-quatre transports et plus de 1 000 soldats. Cet échec se transforme en désastre lorsque la tempête qui s’en mêle disperse le reste des navires. Deux vaisseaux seulement et quelques transports parviennent aux Antilles. À son retour, Guichen offre au roi de se démettre de son commandement, mais celui-ci lui renouvelle sa confiance.
Cette affaire est grave car elle prive Grasse d’un important ravitaillement alors que son escadre a passé l’hiver dans les Antilles et qu’il a reçu l’ordre d’attaquer la Jamaïque, la plus forte possession britannique du secteur. On retrouve là une des faiblesses françaises dans la guerre, puisqu'en dépit de l’importance économique des Antilles, la Marine n’y dispose toujours pas de base véritable, contrairement à la Navy qui s’appuie sur les arsenaux bien équipés de la Barbade et de la Jamaïque (les Espagnols font de même avec La Havane). On ne peut mener aucune opération sérieuse de radoubage et il faut tout improviser pour faire de l’eau ou transférer le ravitaillement au fur et à mesure de son arrivée. En février 1782, un autre convoi part de Brest avec des renforts pour les Antilles et les Indes, mais c'est de toute façon tardif compte tenu du temps de traversée, et cela ne peut compenser l'absence d'un véritable arsenal, alors que côté britannique l’effort de guerre s’intensifie : tous les vaisseaux sont maintenant doublés de cuivre et porteur de caronades, alors qu’aucun navire français ne dispose de cette arme. La Navy accélère aussi son programme de construction des frégates. Insensiblement, la balance des forces navales penche à nouveau en faveur de la Grande-Bretagne au printemps 1782.
Plus grave, il semble bien qu’une crise de commandement larvée s’installe dans l’escadre des Antilles. Après Yorktown, Grasse a demandé instamment à être relevé de son commandement. Sa santé se dégrade, mais le roi refuse de lui donner satisfaction. Castries prétend même que personne ne peut le remplacer. Réponse malheureuse, car La Motte-Picquet, fort d’une carrière brillante, peut parfaitement prendre la relève et Grasse, en raison de son caractère difficile est devenu très impopulaire. Les problèmes de discipline avec les commandants se multiplient au point que nombre d’entre eux, chose à peine croyable et inimaginable dans la Royal Navy, prétextent des problèmes de santé pour rentrer en France.

##### La reprise des opérations dans les Antilles et le drame des Saintes

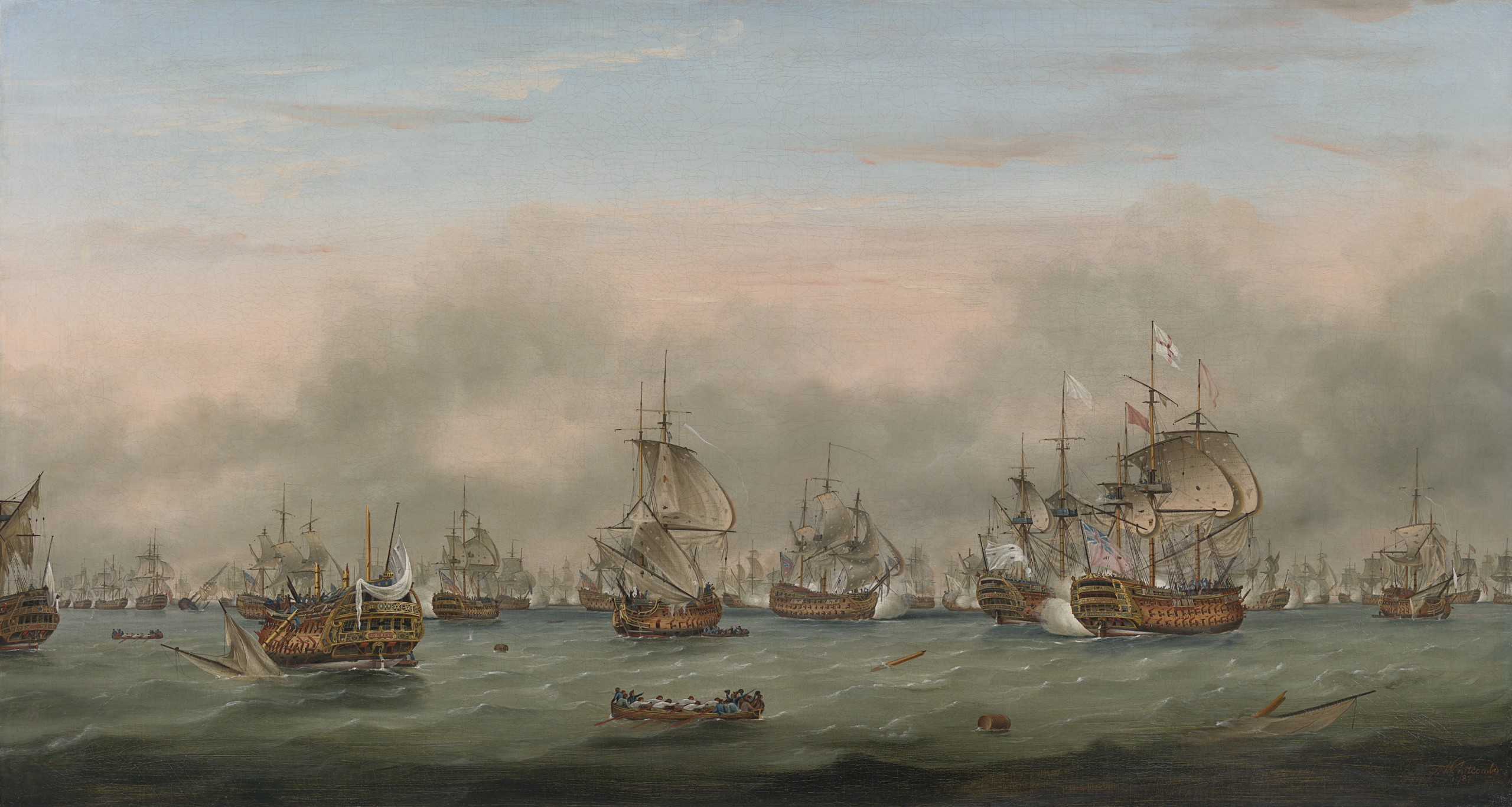
La bataille des Saintes, le 12 avril 1782 et son prolongement les jours suivants coûte sept vaisseaux à la Marine royale.

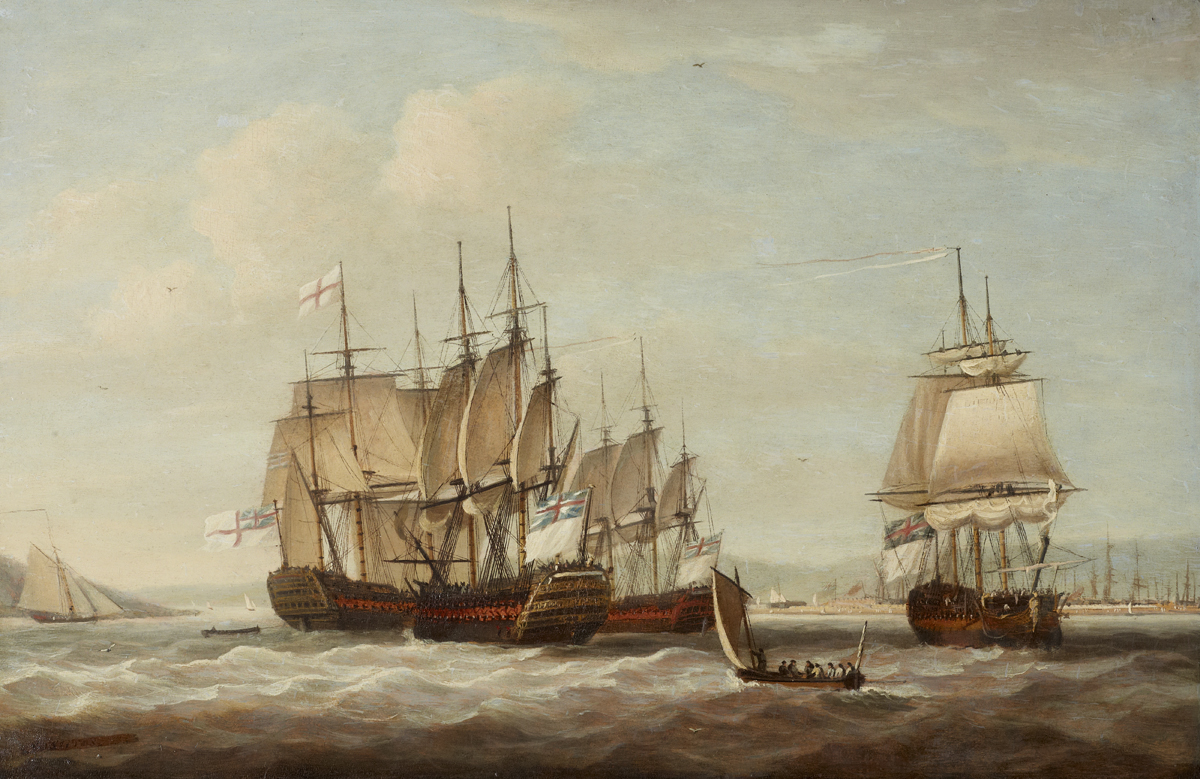
Vaisseaux français capturés après la bataille des Saintes. Cette défaite met un terme au projet de débarquement franco-espagnol sur la Jamaïque.

Quoi qu’il en soit, Grasse, qui dispose encore de la supériorité numérique, assure la protection des convois et cherche à passer à l’offensive avec les troupes de Bouillé. Grasse voudrait attaquer la Barbade où se trouve l’escadre de Hood, également rentrée d’Amérique. On change cependant d’avis, peut-être par prudence et/ou manque de moyen et on se tourne vers Saint-Christophe (ou Saint-Kitts). Le 11 janvier, l’escadre se présente devant la petite île. Grasse, avec vingt-six vaisseaux, couvre le débarquement. Les troupes de Bouillé, supérieures à la garnison britannique, refoulent celle-ci vers l’intérieur de l’île. Le 25 janvier, Hood se porte au secours de la position avec vingt-deux navires. Hood est un fin manœuvrier qui réussit à se glisser entre l’escadre française et l’île. Grasse attaque alors que les Britanniques se disposent à jeter l’ancre. Hood réussit à positionner ses bâtiments en ligne, en sorte que la file française attaquante essuie tout au long le feu des Britanniques. Grasse interrompt le combat, puis le relance le lendemain, renouvelant le scénario de la veille. Hood, maintenant en difficulté, réussit cependant à s’échapper pendant la nuit du 26 janvier. Cette bataille est souvent considérée par les historiens britanniques comme un succès pour la Navy qui reprendrait ainsi confiance en ses capacités. Il est vrai que nombre de vaisseaux français sont endommagés. La garnison britannique capitule cependant le 12 février et les îles voisines de Nevis et Montserrat sont saisies (en) sans difficultés par Barras de Saint-Laurent. Simultanément à ces combats, le comte de Kersaint délivre les établissements néerlandais d'Essequibo et Démérara qui avaient été capturés par les Britanniques en 1781. Le 22 janvier, à la tête d’une division de quatre sloops menés par la frégate l’Iphigénie (32), il débarque sur la côte guyanaise une petite troupe de 350 hommes qui forcent les garnisons britanniques à la capitulation. Cette victoire permet aussi la saisie de cinq petites unités de la Navy.
L’essentiel, pourtant, se joue ailleurs car Hood fait peu de temps après sa jonction avec Rodney qui arrive avec des navires neufs de Grande-Bretagne et prend le commandement général. Ce dernier, qui dispose maintenant de trente vaisseaux concentre ses forces à la Barbade et attend encore des renforts. Grasse regroupe ses unités à la Martinique, soit trente-cinq vaisseaux, et se décide à exécuter les ordres initiaux, c'est-à-dire la conquête de la Jamaïque. L’expédition doit se faire en coordination avec les forces espagnoles de l’amiral Don Solano qui dispose de douze ou treize vaisseaux et 15 000 hommes. Comme pour la Floride et Minorque, la position doit ensuite rester à l’Espagne seule… À cette très grosse opération se mêle un convoi marchand de cent-cinquante navires qui doit ensuite faire voile pour Nantes et Bordeaux. Rodney, qui protège la Jamaïque, n’a pas ces contraintes.
C’est encombré de ce lourd convoi que Grasse prend la mer, le 7 avril, pour Saint-Domingue, alors que les Britanniques qui le cherchent se sont rapprochés de la Martinique et de la Guadeloupe. Grasse, confiant, semble prêt à en découdre et de toute façon n’a guère le choix, les ordres, très clairs, lui imposant le combat en cas de rencontre avec Rodney. Le 9 avril, l’escadre britannique est repérée à l’ouest de la Dominique. Règne un calme plat dont ne sont exemptées que l’avant-garde britannique et une partie de l’escadre française. Entrent en contact quinze vaisseaux français et huit des douze vaisseaux britanniques de l’avant-garde. Après deux heures de combat, ces derniers se retirent. Ce mouvement offre aux Français l’opportunité de poursuivre et peut-être détruire ce groupe de vaisseaux, mais Grasse, dont la mission essentielle est d’escorter le convoi préfère décrocher. Rodney, qui vient de recevoir les renforts attendus, aligne maintenant trente-sept vaisseaux, bien secondé par Hood. L’écart avec Grasse, qui en a trente-cinq n’est pas très important, mais se creuse quelque peu car Grasse doit laisser plusieurs vaisseaux pour escorter au plus près le convoi, ce qui fait tomber son effectif à trente-trois unités. C’est alors que la malchance s’abat sur l’escadre. Dans la nuit du 10 au 11 avril, le Zélé, commandé par un officier inexpérimenté, heurte un autre vaisseau de ligne, le Jason, qu’il faut envoyer immédiatement vers Basse-Terre en réparation. Dans la nuit du 12, deuxième accrochage : le Zélé aborde par l’arrière le Ville-de-Paris. Le vaisseau amiral a peu de dégâts, mais le Zélé se retrouve désemparé et doit être pris en remorque par une frégate. La flotte se trouve alors à la hauteur des Saintes, deux îlots entre la Guadeloupe (au nord) et la Dominique (au sud) lorsque les voiles britanniques reparaissent à l’horizon.
Grasse n’a plus que trente-et-un vaisseaux, alors que Rodney, avec ses trente-sept unités - dont de nombreux trois-ponts - dispose aussi de 1 000 canons supplémentaires. Face à un tel déséquilibre, les lois de la guerre exigent d’abandonner le vaisseau désemparé et de se replier, ce que feraient d’ailleurs les Britanniques dans de pareilles circonstances. Grasse, pourtant, accepte le combat. La bataille débute vers 7h00 du matin, sur le classique schéma tactique de la ligne de file. Les Français ont l’avantage du vent, mais l’arrière-garde n’est pas parfaitement en ordre. Après deux heures de canonnade, Grasse qui ne veut semble-t-il pas trop s’éloigner du convoi, ordonne de faire un demi-tour contre le vent. C’est alors que le drame commence. Le vent d’est tourne brutalement au sud-est alors que les Français sont en pleine manœuvre et que l’avant-garde de Bougainville, qui n’a pas vu les signaux, continue à filer droit devant elle. Le désordre s'installe au centre et la ligne française se casse. Rodney profite de l’opportunité pour s'engager dans la brèche et couper la position française au niveau du Ville de Paris. Hood qui commande l’arrière-garde, imite son chef et achève de séparer le centre français du reste de l’escadre, maintenant sectionnée en trois endroits. La nasse se referme sur sept vaisseaux, dont le navire-amiral. La suite n'est plus qu'un long combat désespéré. Les navires isolés sont assaillis sur les deux bords « à portée de mousquet » ou pris en enfilade par les Britanniques qui utilisent pour la première fois intensivement leurs caronades. Vers 19h00, le drame est consommé. Cinq vaisseaux hors de combat, gréements ravagés et équipages décimés ont baissé pavillon : le Glorieux (74), l’Hector (74), le César (74), l'Ardent (64) et le Ville de Paris (104) qui a aussi épuisé ses munitions. Grasse, secouru par le Pluton (74) d'Albert de Rions a refusé de se faire remorquer ou de changer de vaisseau. La victoire britannique est complétée le 19 avril par Hood qui s'empare, près de Porto Rico, de quelques-uns des rescapés du combat : deux vaisseaux de ligne, le Caton (64) et le Jason (64) avec une frégate et un sloop, ce qui monte les pertes à sept grosses unités.
Vaudreuil, qui commande l’arrière-garde et qui a essayé lui aussi de secourir son chef, ne peut que se retirer pour sauver le reste de l'escadre. Il prend le commandement et Bougainville le rejoint quelques jours plus tard avec l'avant-garde. Les deux hommes font sans encombre leur jonction avec la flotte espagnole et le convoi marchand qui suit sain et sauf. Reste que le bilan de la journée est extrêmement lourd : près de 7 000 blessés et 2 000 morts, dont 400 sur le César qui explose dans la nuit du 12 au 13 en entraînant dans sa destruction l'équipage britannique de prise. Accident ou acte désespéré ? Mystère. On compte aussi 5 000 prisonniers qui sont acheminés vers la Jamaïque (où beaucoup vont périr). Grasse, traité avec égard sur le navire de Rodney part pour quelques mois de captivité en Angleterre. C’en est fait du projet de débarquement sur la Jamaïque et ces nombreux captifs donnent au Royaume-Uni un atout dans les négociations de paix car ce « trou » humain rend difficile l’armement de nouvelles escadres. La bataille des Saintes rend le sourire à une amirauté britannique qui en avait bien besoin, même si Rodney essuie de sévères critiques pour avoir laissé échapper le convoi. Côté français, cette défaite est très douloureusement ressentie par l’opinion et provoque un sursaut qui n’est pas sans faire penser à celui des années 1760 après la guerre de Sept Ans. Le Roi ordonne de construire dix vaisseaux pour remplacer les sept qui ont été perdus. Un grand élan patriotique parcourt le pays, de sorte que ce nombre est porté à douze, rappelant à s’y méprendre le « don des vaisseaux » que Choiseul avait initié en son temps. Les tempêtes d’automne viennent aussi atténuer la victoire britannique : le Ville-de-Paris et le Glorieux sombrent au large des Açores alors qu’ils sont remorqués vers la Grande-Bretagne, leur évitant ainsi d’être intégré à la Navy. La tempête qui disperse ce convoi coule aussi deux vaisseaux de ligne britannique.

##### Les derniers coups de canon en Amérique

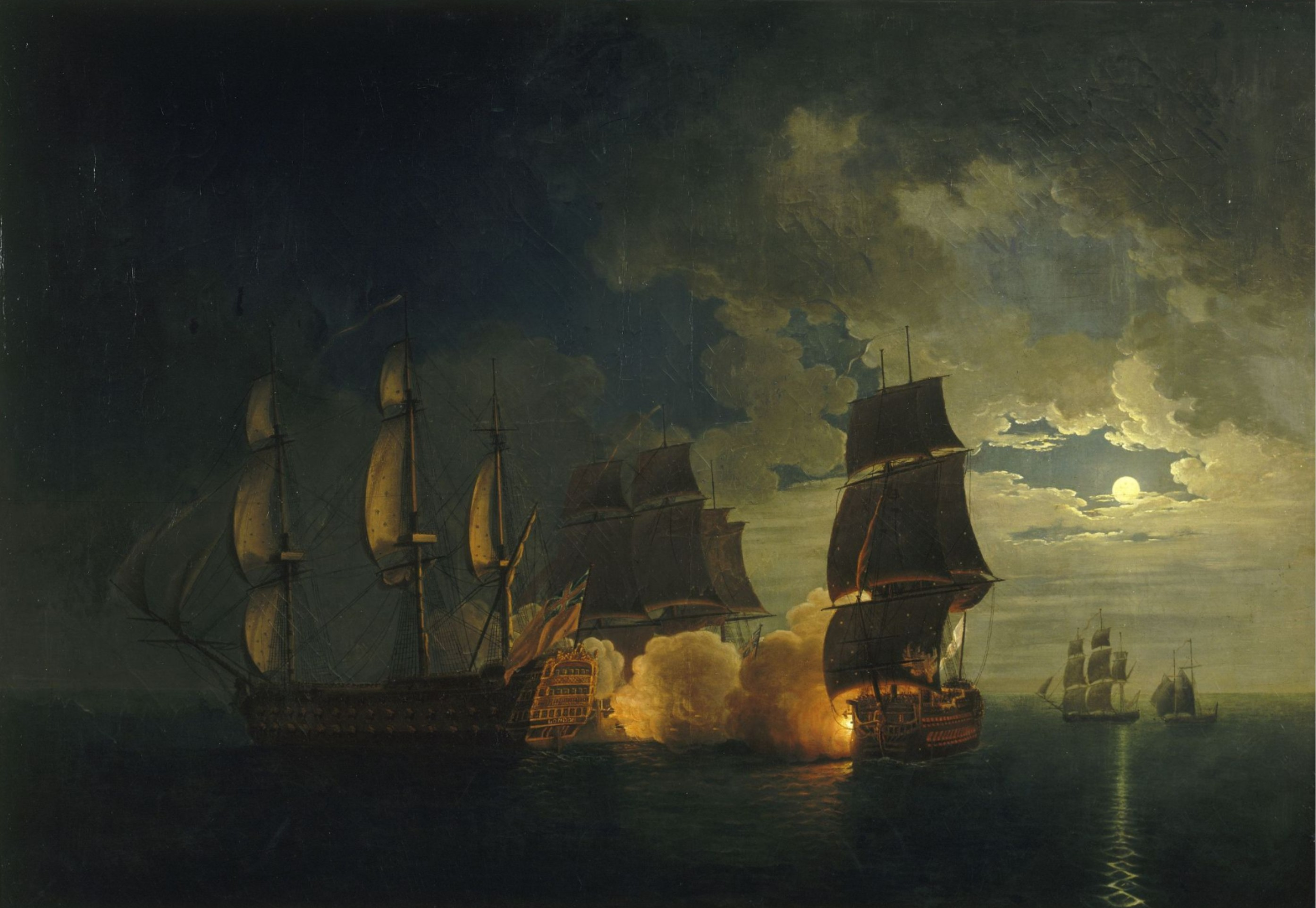
Le combat du Scipion contre le HMS London (octobre 1782). Après les Saintes, ne se livrent plus en Amérique que des combats secondaires où alternent succès et revers.

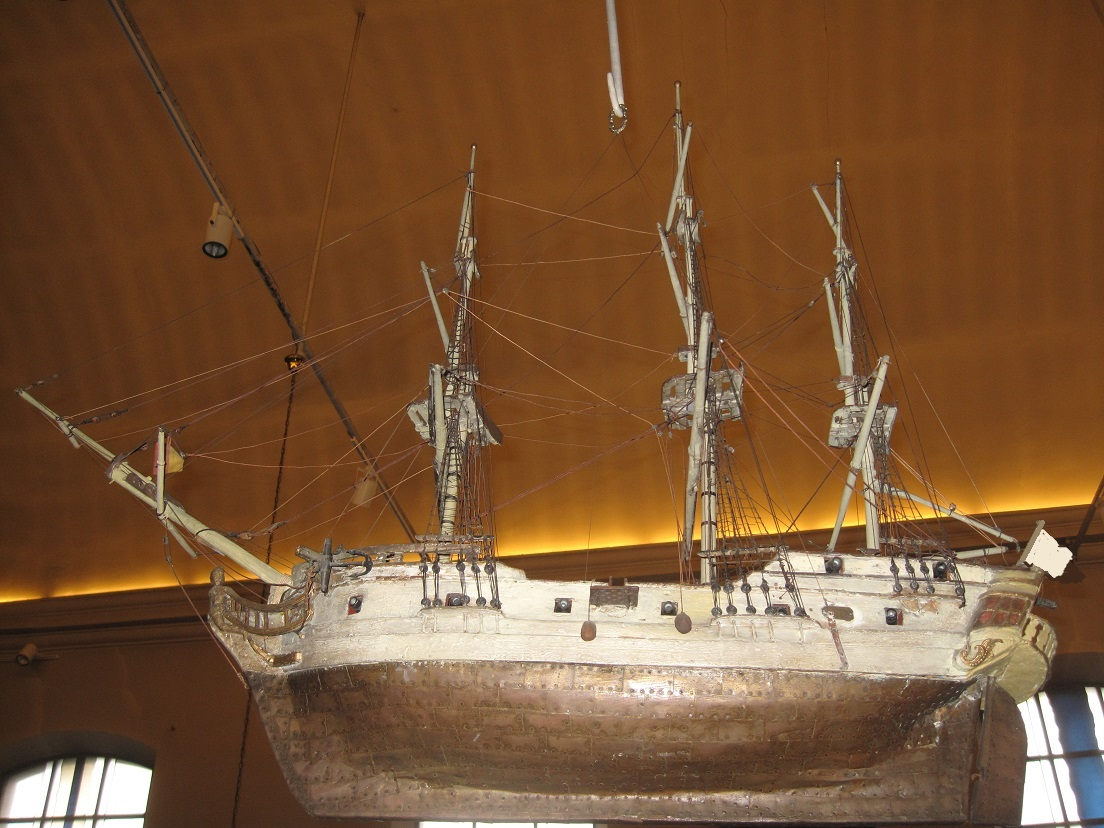
Modèle réduit de la corvette Le Dragon, perdue lors des derniers combats de 1783.

La bataille des Saintes ne gèle pas totalement les opérations navales. Vaudreuil, reprenant un projet ancien, décide d’attaquer les établissements britanniques de la baie d'Hudson. Il ne s’agit que d’une opération secondaire visant à porter atteinte au commerce des peaux, car il est hors de question de se lancer à la reconquête du Canada, action qui serait perçue comme une rupture de l’alliance avec le gouvernement américain. La mission est confiée à Lapérouse avec un vaisseau, le Sceptre (74), deux frégates, l’Astrée (38) et l’Engageante (26), embarquant un petit contingent de 250 fantassins, 40 artilleurs avec 4 canons de campagne et 2 mortiers. L’expédition quitte Saint-Domingue le 31 mai, pénètre sans difficultés dans la baie d’Hudson le 17 juillet où elle surprend complètement les Britanniques, même si deux de leurs navires réussissent à s’enfuir. Le 9 août, le fort Prince de Galles (en) capitule sans combattre, livrant ses stock de peaux, un sloop et une quarantaine de prisonniers, dont le gouverneur Samuel Hearne. Le 24 août, York Factory (ex-Fort Bourbon) se rend à son tour avec ses 60 hommes. Le poste est incendié. Une autre position, Fort Severn, est comprise dans l’acte de capitulation, mais la saison étant très avancée, on décide de rentrer. Le succès de l’expédition, combiné au traitement humain des prisonniers, contribue pour beaucoup à la célébrité naissante de Lapérouse.
La campagne américaine se termine sur de petits engagements où alternent succès et revers. Latouche-Tréville, qui achemine des fonds aux États-Unis avec les frégates l’Aigle et la Gloire, mène sa mission à bien et coule, le 5 septembre, le vaisseau britannique l’Hector (74). Mais le 12, il est capturé sur l’Aigle par une division britannique à l’embouchure de la Delaware. La Gloire, plus heureuse, parvient à s'échapper. Le 17-18 octobre, le vaisseau le Scipion (74) et la frégate la Sibylle sont attaqués par deux vaisseaux britanniques à Saint-Domingue. L’attaque est repoussée, le Scipion réussissant même à endommager gravement le HMS London (90), mais il coule peu après en heurtant un récif et son équipage est capturé. Le 6 décembre, le Solitaire (64), qui escorte un convoi près de la Barbade, doit baisser pavillon après un bref combat. Le 2 janvier 1783, la frégate la Sibylle (40), qui escorte un convoi vers la côte américaine, croise la frégate britannique la Magicienne et la laisse rasée comme un ponton. Mais le 24 janvier, la Sibylle rencontre deux vaisseaux britanniques, les HMS Centurion et Hussar qui la forcent à se rendre malgré une défense énergique. La corvette Le Dragon est sabordée à Monte-Christi par son commandant, le chevalier de l'Espine, fin janvier 1783 pour échapper à la capture. Les eaux de la Guadeloupe, dont les Britanniques cherchent à faire le blocus, donne lieu aux deux derniers combats dans les Antilles : le 15 février, la frégate la Concorde (30) y est capturée à l'issue d'un combat nocturne contre un 74 canons ; enfin, le 17 février 1783, alors que les préliminaires de paix sont signés depuis un mois, les frégates la Nymphe et l'Amphitrite attaquent le vaisseau britannique l’Argo (50) et le forcent à se rendre.

##### L’échec du siège de Gibraltar

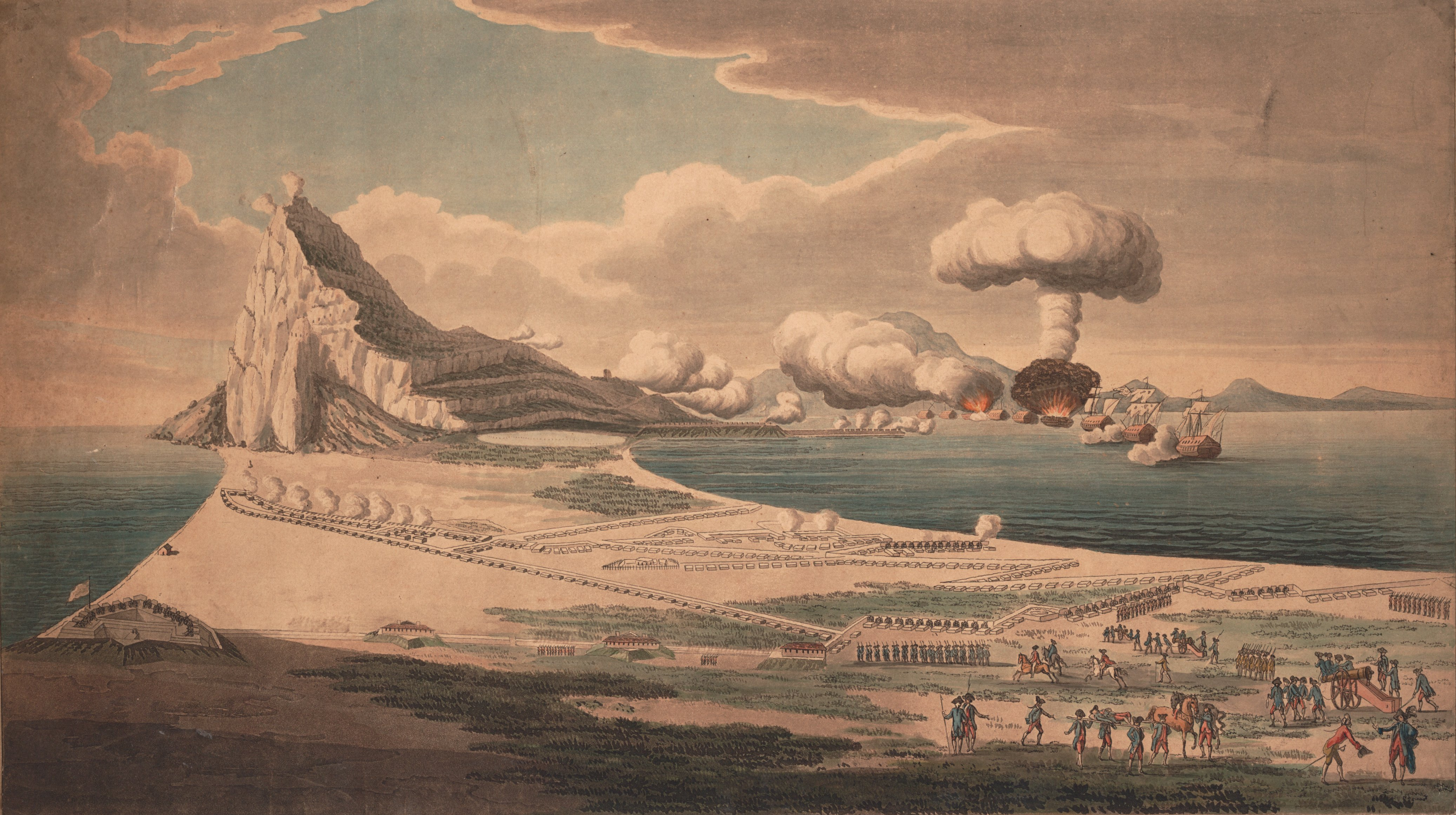
L’attaque des batteries flottantes contre Gibraltar, le 13 septembre 1782, est la dernière grande opération en Europe. Son échec permet à la Grande-Bretagne de conserver Gibraltar malgré trois ans de siège.

En Europe, les derniers grands affrontements se déroulent lors du siège de Gibraltar. La place britannique, devant laquelle campe une importante armée depuis 1779, tient toujours bon. À Versailles, on commence à se lasser de ce siège interminable dans lequel s’étale toute l’impuissance de la flotte espagnole. Cette dernière, en effet, s’est montrée rigoureusement incapable depuis trois ans d’intercepter les convois de ravitaillement escortés par la Navy. Douze vaisseaux français sont en 1782 mobilisés pour aider la flotte ibérique, mais ils ne font que partager l’impuissance du commandement espagnol. C’est trop peu pour Madrid qui multiple les demandes pour obtenir beaucoup plus, c'est-à-dire rien moins que quarante vaisseaux français. « Tout le poids de la guerre porte uniquement sur nous et l’Espagne semble n’y prendre part qu’à titre de spectatrice », gémit Vergennes. Louis XVI, agacé et sceptique, ne donne pas suite à cette demande extravagante, la France ayant trop besoin de ses vaisseaux pour protéger ses îles d’Amérique. Mais Louis, qui estime malgré tout essentielle l’alliance avec l’Espagne, accepte d’envoyer un renfort en hommes et en matériel, sachant que le siège vient déjà d’être confié à un Français, le duc de Crillon, auréolé de sa victoire à Minorque (en).
Pour venir à bout de l’imposante forteresse britannique, on retient l’idée de l’ingénieur militaire Le Michaud d'Arçon qui propose d’attaquer la place par la mer en s’approchant au plus près avec des batteries flottantes « insubmersibles et incombustibles » protégées par un blindage fait de plaquages de trois épaisseurs de chêne et disposant d’un système de pompage et de refroidissement. Dix batteries sont mises en chantiers à Algésiras et Cadix à partir de mai 1782 et sont rapidement achevées. Elles sont servies par 5 196 hommes qui mettent en action 172 canons de 24 dont le déluge de feu doit venir à bout des fortifications britanniques. Le 13 septembre 1782, l’assaut naval est donné. Les batteries flottantes s’approchent du « rocher », soutenues par les quarante-huit (ou quarante-six) vaisseaux franco-espagnols de Cordoba et Guichen venus de Cadix. Elles sont accueillies par l’artillerie britannique qui ouvre le feu à boulets rouges depuis des galeries creusées dans la falaise. Contrairement aux espoirs de Le Michaud d'Arçon, le blindage de chêne n’y résiste pas : trois des machines flottantes, touchées sur leurs réserves de poudre, explosent en formant de terrifiants champignons de feu et de fumée. La panique s'empare des autres batteries. Ordre est donné d'évacuer et de mettre le feu alors que les hommes sautent à l'eau. Ce qui reste des pontons embrasés est achevé dans la nuit par une flottille de chaloupes canonnières qui capture 500 hommes. Tout est englouti au pied de la falaise, avec plus de 2 000 marins espagnols, noyés ou brulés. L’idée de batteries flottantes n’était pas mauvaise, mais simplement trop en avance sur son temps, le blindage de chêne ne pouvant pas résister aux boulets rouges.
Ne reste plus qu’un espoir pour faire chuter la place : affamer la garnison en réussissant à bloquer le dernier convoi de ravitaillement britannique. C'est en théorie jouable car cette dernière, en panne de produit frais, est en partie minée par le scorbut. Peine perdue. Le 11 octobre 1782, Howe, comme avant lui Rodney, se joue de la flotte franco-espagnole, désorganisée il est vrai par une tempête, sans que les vaisseaux de Guichen puissent rien changer à la situation. Les forces françaises avaient pourtant été portées, avec l'arrivée de La Motte-Picquet, à quinze bâtiments, dont la quasi-totalité des trois-ponts disponibles. Avec trente-huit vaisseaux, Howe assure sans difficulté le passage des cent-quatre-vingt-trois navires de transports, puis glisse entre les doigts des Franco-Espagnols à l'issue d'un bref engagement au cap Spartel. La Royal Navy, qui n’a pas réussi à préserver Minorque, sauve l’essentiel avec Gibraltar, base stratégique permettant de contrôler le passage entre la Méditerranée et l’Atlantique. Les opérations en Europe se concluent donc sur un lourd échec franco-espagnol. « Heureusement, la campagne des Indes de Suffren vient équilibrer le tableau assombri de cette fin de guerre » (Martine Acerra, Jean Meyer).

#### La campagne de Suffren aux Indes (1781-1783)

##### La bataille de Porto Praya et le sauvetage du Cap (1781)

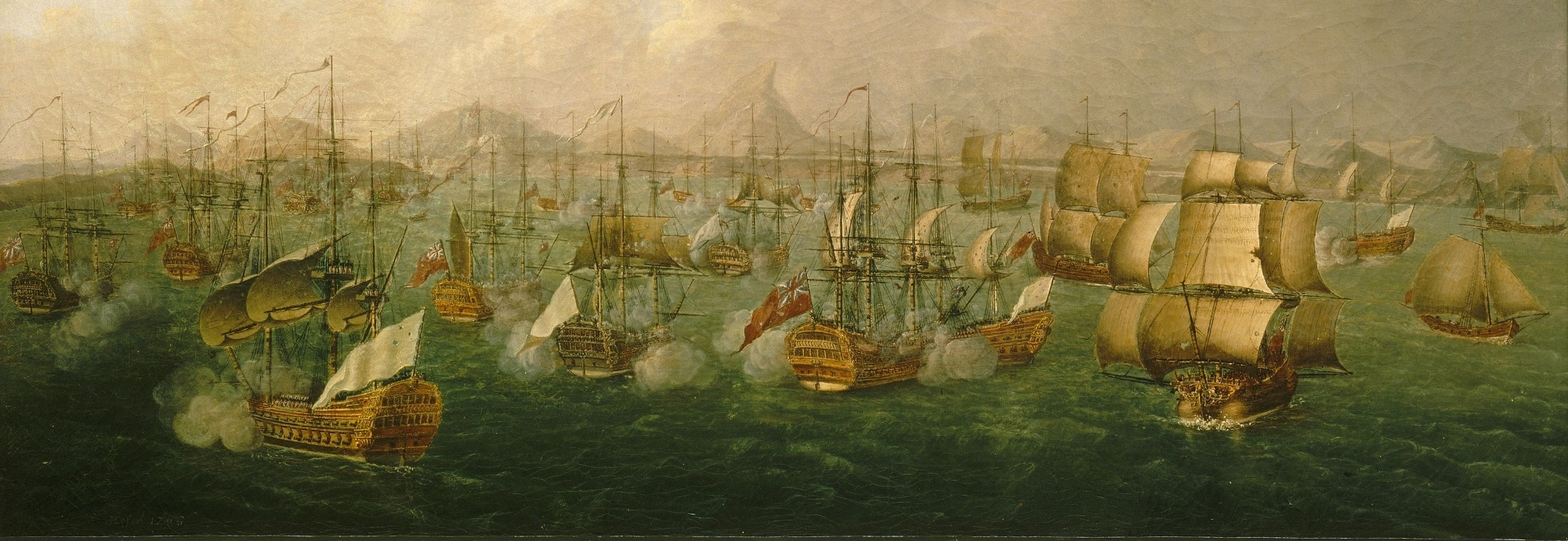
La bataille de Porto Praya, le 16 avril 1781. Le raid de Suffren endommage gravement l'escadre de Johnstone qui n'est plus en état de poursuivre sa route.

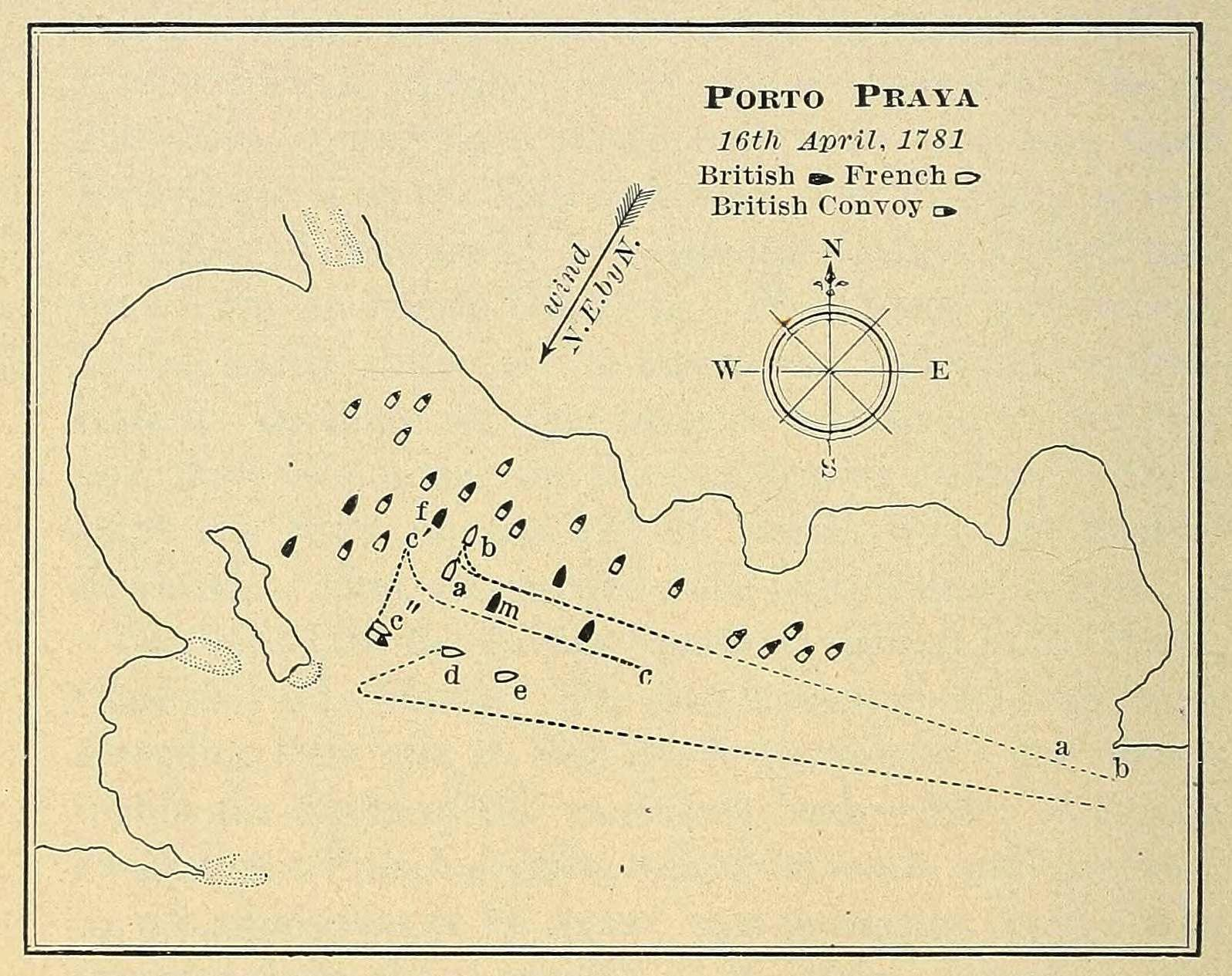
Plan de la bataille avec mouvement des vaisseaux français et d'une partie des Britanniques (carte d'Alfred Mahan).

Lorsque Pierre André de Suffren appareille de Brest, le 22 mars 1781, il est à la tête d’une division de cinq vaisseaux (deux de 74 canons, trois de 64 canons) et d’une corvette. Cette petite force est chargée d'escorter huit navires de transports embarquant un millier de soldats à destination du Cap (et cinq navires de commerce pour le Sénégal). Il s’agit de mettre à l’abri la colonie néerlandaise désormais menacée par la déclaration de guerre britannique aux Provinces-Unies (décembre 1780). C’est une mission importante - garder ouverte la route des Indes orientales - même si elle reste seconde, puisque l’essentiel de l’effort français se porte sur l’Atlantique (voir plus haut). L’action ultérieure doit se dérouler dans l’océan Indien. Elle n’est pas clairement définie par Versailles, et n'est conçue que comme une opération de diversion sous les ordres du gouverneur de l’Île-de-France, même si Suffren, dont l’action a été remarquée lors des trois premières années de guerre, rêve déjà d’en faire un tremplin pour sa gloire personnelle.
Cette première mission, marquée par un mémorable et difficile combat dans l’archipel du Cap-Vert, est un succès. Suffren arrive le 16 avril dans ces îles où il doit faire une escale imprévue car un de ses vaisseaux manque d’eau. C’est là qu’il découvre, dans la baie de La Praya, les navires du commodore George Johnstone qui se ravitaille depuis quelques jours en profitant de la bienveillance portugaise. Le Britannique, qui dispose de cinq vaisseaux et trois frégates, escorte vingt-cinq transports et navires de la Compagnie des Indes chargés de troupes pour aller attaquer Le Cap. Une partie des équipages sont à terre, et les navires, à l'ancre, sont en position favorable pour être pris en enfilade. L’occasion de détruire cette flotte vulnérable est trop belle pour Suffren qui décide d’attaquer en faisant fi de la neutralité portugaise.
Le combat, qui aurait dû se solder par l’anéantissement des forces britanniques n’est qu’un succès partiel, car Suffren, qui attaque avec impétuosité sur le Héros, est très mal secondé par trois de ses capitaines qui manœuvrent médiocrement et se contentent d’une canonnade lointaine ou tardive. Un quatrième, celui de l’Annibal, suit le Héros au cœur du dispositif britannique, mais n’a pas fait - chose à peine croyable - son branle-bas de combat car il pensait que Suffren n’oserait pas attaquer dans les eaux portugaises. Quant aux Portugais, ils réagissent vivement au viol de leur neutralité en joignant le feu de la citadelle à celui des canons britanniques. D’assaillant, l’Annibal se transforme en cible : criblé de coups, son commandant est tué, puis il démâte complètement. Après une heure trente de canonnade, Suffren, qui décide de sortir de ce guêpier, doit prendre en remorque l’Annibal rasé comme un ponton pour faire retraite. La panique, pourtant, s'était emparée des transports britanniques : certains avaient baissé pavillon, d'autres essayant de s'enfuir ou commençant à jeter leur cargaison à la mer.
La bataille de Porto Praya se réduit donc à un raid audacieux, mené par Suffren quasiment seul sur le Héros, au vu de la performance particulièrement décevante - pour ne pas dire plus - des quatre autres vaisseaux de la division. Les pertes sont lourdes : 107 morts et 242 blessés, soit à peu près deux fois plus que pour les Britanniques. Il n’en reste pas moins que les dégâts dans l’escadre adverse sont considérables. Johnstone, sorti un moment de la rade pour poursuivre Suffren, renonce à un nouveau combat et regagne son mouillage pour réparer. Il va rester 16 jours de plus à La Praya alors que les Français filent dans l’Atlantique sud et arrivent les premiers au Cap, le 20 juin. Les troupes sont débarquées, la place est sauvée : Johnstone, qui se présente en juillet, renonce à attaquer, saisit quelques navires de commerce néerlandais (en) et se replie. La route des Indes restera ouverte jusqu’à la fin des hostilités. La division, épuisée par plus de 90 jours de navigation depuis Brest, reste deux mois et demi au repos en Afrique du Sud. Les rapports avec les Néerlandais, plutôt anglophiles et peu habitués à avoir les Français comme alliés, sont difficiles. Le gouverneur du Cap traine des pieds pour assurer le ravitaillement et fournir du bois pour réparer les vaisseaux, ce dont se plaint vivement Suffren. L’Annibal, qui a été remorqué alternativement par le Héros et par le Sphinx, est finalement remis en état en récupérant les mâtures d’un navire de transport. C’est au Cap que Suffren reçoit l’ordre de passer dans l’océan Indien pour joindre ses vaisseaux à ceux de l’Île-de-France.

##### Des combats acharnés et indécis (1782)

Carte des « Indes orientales ». De Castrie, qui veut y accentuer la guerre, y dépêche en 1781 la plus forte escadre que la France ait jamais eu dans la région. (Carte de 1771).

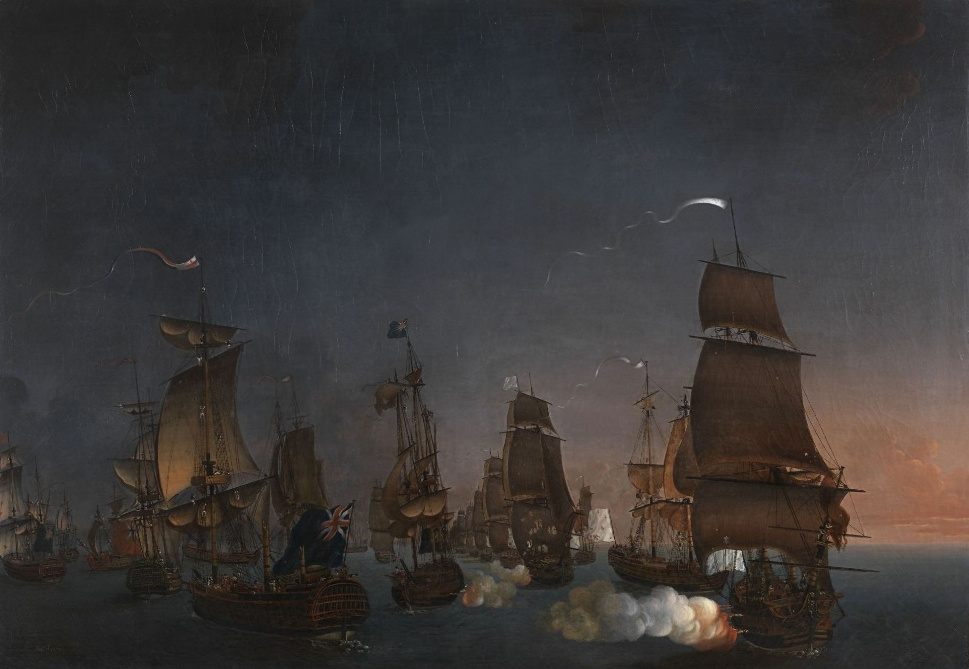
La bataille de Négapatam, le 6 juillet 1782, fait partie des nombreux combats que Suffren livre aux forces britanniques. Ils sont presque tous indécis car Suffren est mal compris et obéi de ses capitaines.

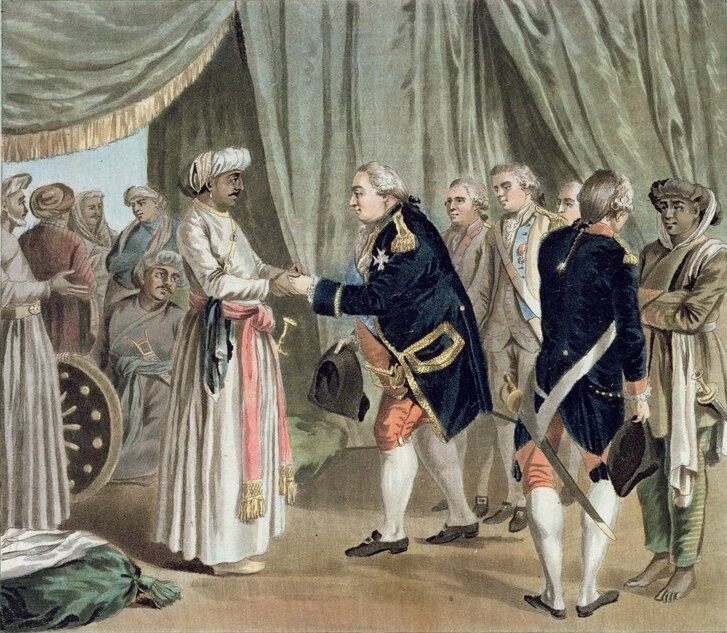
Suffren noue de son propre chef des accords ou alliances. C'est le cas avec les Néerlandais qui veulent sauver leurs possessions, ou comme ici avec le nabab Haidar Alî qui cherche lui aussi à chasser les Britanniques de l’Inde.

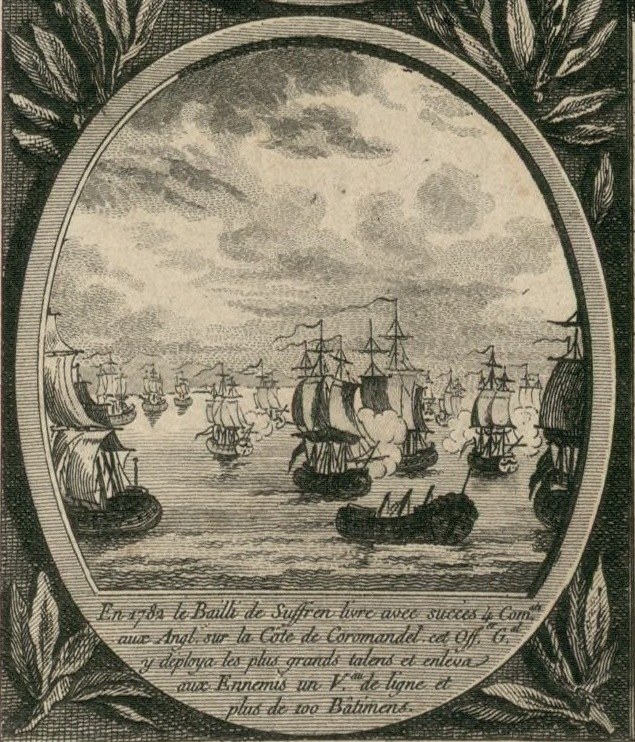
Gravure allégorique sur les combats de Suffren. Suffren réussit à se maintenir un an et demi aux Indes en étant presque coupé de la France. Il utilise pour cela les ressources locales que lui procurent ses accords diplomatiques et les nombreuses prises sur le commerce britannique.

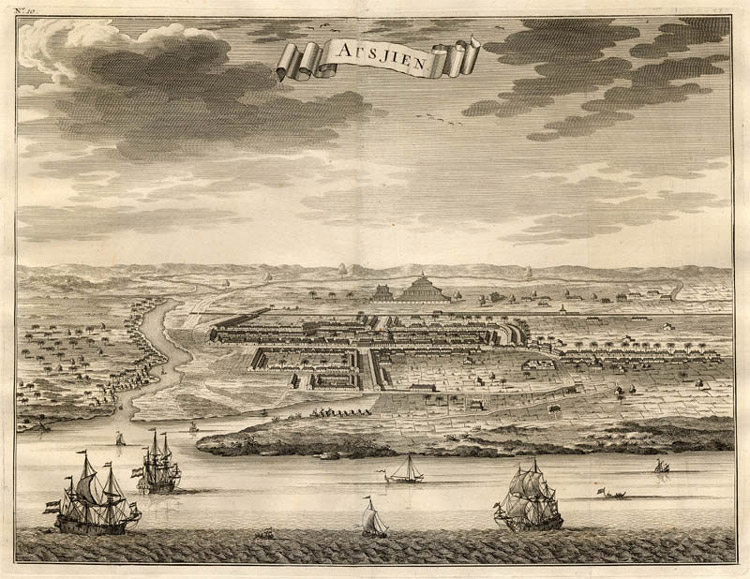
Le port d'Aceh à Sumatra. Suffren y fait hiverner ses forces pour rester proche du théâtre d'opération, plutôt qu'à la base habituelle mais lointaine de l’Île-de-France.

En Inde, le conflit était resté en sommeil après une brève bataille navale et la chute des comptoirs français. Le 10 août 1778, le capitaine de vaisseau Tronjoly, faisant office de chef d’escadre, avait affronté avec cinq navires (un 64 canons et quatre navires du niveau de la frégate) les forces d’Edward Vernon de puissance quasi équivalente. À l’issue d’une canonnade indécise, les deux chefs s’étaient repliés, puis les Français avaient perdu une de leurs petites unités. Après cela, Tronjoly avait abandonné la côte de Coromandel pour se replier sur l’Île-de-France, laissant de facto la victoire à Vernon ce qui avait contraint Pondichéry à la capitulation le 17 octobre, malgré la défense énergique du gouverneur de Bellecombe. Le successeur de Tronjoly, Thomas d’Orves, arrivé avec quelques vaisseaux en renfort en septembre 1779, n’avait pas fait preuve de plus d’esprit offensif. Après une stérile croisière dans les eaux indiennes au début de 1781, on s’était replié encore une fois sur l’Île-de-France où l’on semblait se résigner à attendre la fin de la guerre. D’Orves, officier très âgé, était aussi le jouet de ses commandants qui faisaient pression sur lui pour prendre le moins de risque possible et privilégier leurs affaires à l’Île-de-France.
L’arrivée de Suffren, le 25 octobre 1781, change radicalement la donne. L’addition de ses cinq navires aux six inemployés de d’Orves (plus trois frégates et quatre petites unités) donne aux Français la plus puissante escadre jamais engagée en Inde, soit onze vaisseaux, ce qui correspond à la volonté du ministre de Castries d’accentuer la guerre dans l’océan Indien. Les ordres sont d’attaquer les Britanniques partout où ils se trouvent et de leur causer le plus de dégâts possibles, ce qui convient parfaitement au caractère offensif de Suffren. L’escadre appareille pour l’Inde le 7 décembre 1781, accompagnée de dix navires de transports embarquant 3 000 hommes et un détachement d’artillerie. Elle est placée sous les ordres de… d’Orves, le supérieur de Suffren. Mais Suffren a de la chance : d’Orves, épuisé, décède en mer le 9 février 1782, lui laissant ainsi les mains libres. En face, les forces navales sont commandées par le contre-amiral Edward Hughes qui connait parfaitement les eaux indiennes où il sert depuis des années. Il s’appuie sur la base bien équipée de Bombay où il peut se mettre à l’abri de la mousson et y réparer ses vaisseaux alors que Suffren, à deux mois de navigation de l’Île-de-France, est presque coupé de tout et découvre les eaux indiennes. Le bailli veut détruire les forces britanniques pour rétablir la place que la France occupait en Inde avant les traités de 1763. Cette stratégie, qui va plus loin que les consignes de Versailles, semble réalisable car un puissant nabab du sud du pays, Haidar Alî, mène depuis des années une guerre impitoyable contre les Britanniques et réclame l’alliance française. De plus, Suffren dispose d’une nette supériorité car Hugues n’a que neuf bâtiments alors que son escadre en a maintenant douze avec la capture, pendant la traversée, d’un bon vaisseau de 50 canons.
Suffren et Hughes se rencontrent pour la première fois le 17 février 1782 au large du petit port de Sadras, sur la côte de Coromandel. Suffren, qui a réussi à prendre l'avantage du vent, veut profiter de sa supériorité pour envelopper l’arrière garde britannique et détruire celle-ci avec une partie du centre. Mais la manœuvre n’est qu’un succès partiel car le second de Suffren, Tromelin, désobéit et bloque une partie de la manœuvre d’enveloppement. Suffren se retrouve ainsi engagé avec à peine plus de la moitié de ses forces. Malgré cela, Hughes est mis en difficulté : plusieurs vaisseaux sont touchés sous la ligne de flottaison, dont le navire amiral. Un bâtiment, totalement hors de combat, baisse pavillon, mais les Français ne le voient pas et Hughes réussit à le faire prendre en remorque. La journée s’achève par la fuite de l’escadre britannique. Hughes fait cependant mieux que s’en tirer puisqu’il a capturé peu avant le combat un transport de troupe égaré.
Ce premier combat met en lumière une faille dans l’escadre française : le manque de cohésion des capitaines autour de leur chef. Plusieurs d’entre eux sont d’assez médiocres manœuvriers et ne comprennent pas la volonté de Suffren d’anéantir l’escadre britannique, ce qui suppose une prise de risque élevée, alors qu’ils sont habitués à la tactique de la ligne de file et à ses canonnades bien réglées conduites à distance respectable. Ces discordances sont renforcées par le caractère difficile de Suffren : le bailli est très aimé de ses matelots, canonniers et sous-officiers dont il prend grand soin, mais son style débraillé et vulgaire heurte nombre d’officiers. Suffren, qui méprise leur manque d’esprit offensif (et leur affairisme pour certains d’entre eux) multiplie à leur encontre les remarques désagréables, voire les insultes, et rend sur eux des rapports incendiaires. L’ambiance dans l’escadre est rapidement délétère, au point de gêner la circulation des ordres et de pousser Suffren à ne plus tenir de réunion d’état-major. Le commandant de l’une des frégates démissionne après Sadras. Plusieurs capitaines se rassemblent autour de l’officier le plus hostile à Suffren, Bernard de Tromelin, et demandent même à ce que l’escadre rentre sur l’Île-de-France après le deuxième combat.
Celui-ci intervient deux mois plus tard, le 12 avril 1782, au large des côtes de Ceylan. Suffren est venu s’y ravitailler après avoir débarqué à Porto Novo les troupes devant faire leur jonction avec Haidar Alî (9 mars). Hughes, qui a reçu le renfort de deux vaisseaux est presque à parité avec son adversaire (onze britannique contre douze français). Après de longues manœuvres, le combat s’engage en ligne de file, Suffren ayant réussi à prendre le vent de son adversaire. Le bailli attaque au plus près, mais comme à Sadras, une partie des vaisseaux seulement suivent ses ordres alors qu’il cherche à rompre la ligne adverse. La bataille tourne finalement à la confusion générale, alors que des deux côtés beaucoup de vaisseaux sont très endommagés, dont le Héros, ce qui oblige Suffren à changer de navire en plein combat,. Après cinq heures de canonnade acharnée, Hughes réussit à rassembler son escadre et à la mettre à l’abri entre la côte de Ceylan et les nombreux bancs de sable du secteur, près de l’îlot de Provédien. Les deux protagonistes, les voiles en lambeaux, sont contraints de jeter l'ancre alors que se lève, à la nuit tombante, un violent orage tropical. Suffren tente pendant une semaine de reprendre le combat. En vain. Hughes se dérobe. La bataille de Provédien est terminée. Le 19 avril, Suffren décroche pour aller réparer et se ravitailler à Batticaloa,.
Le troisième affrontement se passe au large de Négapatam, le 6 juillet 1782, alors que Suffren cherche à reconquérir ce comptoir néerlandais. Suffren n’aligne que onze vaisseaux car l’un d’eux a été endommagé par un gros coup de vent, ce qui met Hughes à égalité. Le combat s’engage sur les deux avant-gardes, puis comme à Provédien, tourne à la mêlée générale, cette fois à cause du vent qui tourne brutalement et disperse les navires. Trois vaisseaux britanniques sont gravement touchés. Deux vaisseaux français sont dans la même situation, l’un d’eux subissant un incendie. Un troisième, isolé au milieu des Britanniques, baisse même pavillon quelques minutes. Trois navires français n’ont que peu ou pas participé à l’engagement. Hughes fait retraite dans l’après-midi, suivi peu après par Suffren, qui reste maître malgré tout des eaux entre la côte de Coromandel et Ceylan. Ce troisième combat indécis pousse Suffren à démettre de leur commandement trois capitaines qui se sont illustrés encore une fois par leur manque de combativité ou la médiocrité de leurs manœuvres. Un quatrième, qui présente des signes de sénilité, voit sa démission arrangée pour raison de santé. Cette première purge ne règle cependant qu’une partie du problème, car Tromelin, l’élément le plus perturbateur de l’escadre, n’est pas concerné vu qu'il s’est bien comporté lors de ce combat.
Suffren appuie dans un premier temps sa logistique sur les petits ports de la région : Porto Novo et Gondelour, sur la côte de Coromandel, Batticaloa, sur l’île de Ceylan, où il mouille après Provédien. Pour tenir plus longtemps, il faut une base bien abritée, équipée et facile à défendre. La seule qui réponde véritablement à ce critère est Trinquemalay, sur la côte est de Ceylan, mais elle a été prise sans coup férir par les Britanniques en 1781, les Néerlandais ne s’étant pas montrés capables de la conserver. Suffren décide de s’en emparer. L’opération est menée depuis le mouillage voisin de Batticaloa, où Suffren concentre ses moyens et reçoit son premier renfort : deux vaisseaux accompagnés de dix-sept transports avec des vivres, du matériel et 600 soldats de l’Île-de-France. L’attaque sur Trinquemalay, montée avec 2 300 hommes combinant cipayes et troupes de marine, est un plein succès. Le débarquement, le 26 août, se passe sans encombre et les deux forts qui défendent la rade capitulent rapidement (le 30 et 31 août), livrant un butin en armes et argent très élevé. C’est un rude coup pour Hughes qui arrive trop tard pour secourir la base, mais provoque une quatrième bataille navale car Suffren l’attaque immédiatement pour essayer encore une fois de l’anéantir.
Le combat du 3 septembre 1782 se révèle tout aussi acharné et confus que les précédents. Les Français ont beaucoup de mal à former leur ligne et à suivre les ordres - parfois peu clairs - de Suffren qui veut profiter de sa supériorité (quatorze vaisseaux) pour envelopper l’arrière-garde de Hughes (douze vaisseaux). Le vent, qui faiblit sur l'avant-garde française, ne facilite pas non plus les manœuvres : plusieurs navires doivent se faire remorquer par leurs chaloupes. L’essentiel du combat se passe donc au centre, où trois bâtiments engagent plus du double des Britanniques et finissent en perdition, tous plus ou moins démâtés (dont celui de Suffren). Les trois vaisseaux sont secourus de justesse alors que, là encore, beaucoup de navires n’ont que peu ou pas participé au combat, cinq d’entre eux n’ayant même aucune perte. Hughes essuie encore une fois de gros dommages : plusieurs de ses navires, sous le vent, sont touchés sous la ligne de flottaison et l'un d'eux se retrouve totalement désemparé. Néanmoins, le chef britannique fait retraite en bon ordre et sauve de nouveau son escadre.
L’explication qui s’ensuit entre Suffren et ses officiers tourne à la crise ouverte et provoque une deuxième purge dans l’état-major : quatre capitaines démissionnent, dont Tromelin, qui sera rayé des cadres en 1784. Deux des démissionnaires sont de bons officiers qui s’estiment injustement traités par leur chef et reviendront ensuite sur leur décision avant d’être réintégrés, mais la crise de confiance est profonde. Il faudra attendre la fin de la campagne, en 1783, pour que Suffren tienne de nouveau conseil sereinement avec ses subordonnés. Le bailli remplace comme il peut les commandants défaillants, ce qui ne va pas sans difficultés, la « réserve » d'officiers étant extrêmement mince. Presque simultanément, à la suite d'erreurs de manœuvre, deux vaisseaux s’échouent et sont perdus sur la côte de Ceylan (l’Orient, le 7 septembre) et de Coromandel (le Bizarre, le 4 octobre). Dans les deux cas, on réussit cependant à sauver l’équipage, une partie de l’artillerie, des vivres, du matériel et la précieuse mâture.

##### Les originalités d’une campagne hors norme
Cette première partie de la campagne des Indes, marquée par des combats difficiles, montre un Suffren offensif, mais mal obéi ou compris à cause des insuffisances de ses subordonnés et de son caractère difficile. Elle révèle aussi des qualités qui font de Suffren un homme à part dans la marine, car il sait s’improviser avec succès diplomate et logisticien, ce qui explique qu'il ait pu tenir aussi longtemps isolé sur les côtes indiennes, loin de la base d’hivernage habituelle de l’Île-de-France.
Il noue avec bonheur, dès son arrivée, un partenariat stratégique avec le gouverneur néerlandais de Ceylan, Iman Willem Falk. Celui-ci tient encore l’île malgré la pression britannique, mais n’a aucune force navale pour se défendre. Il comprend immédiatement l’intérêt qu’il y a à coopérer avec les Français en leur apportant vivres, munitions, renseignements, argent et même quelques troupes. La campagne navale de Suffren devient aussi la sienne : en combattant Hughes, c’est l’immense empire néerlandais des Indes qui est protégé. Suffren l’informe de ses plans et lui remet symboliquement la base de Trinquemalay après sa reprise. Jamais à court d’imagination, Suffren demandera même en 1783 que les quatre vaisseaux de 50 canons que les Provinces-Unies ont réussi à armer pour les Indes puissent être intégrés à ses propres forces. Mais les navires n’arriveront qu’après la conclusion de la paix, et cette escadre franco-néerlandaise inédite ne verra jamais le jour. Suffren passe aussi des accords militaires avec le nabab Haidar Alî. Celui-ci accueille avec joie le débarquement des troupes françaises à Porto Novo (9 mars) et leur apporte en abondance fourrage, vivre et argent. Suffren le rencontre lors d’un sommet fastueux, (26-29 juillet) pour fixer les bases d’une alliance devant permettre à la France de reprendre pied sur l’immense côte de Coromandel après en avoir chassé les Britanniques.
Outre ces alliances, Suffren s’affirme comme le roi de la récupération et du bricolage, adaptant hommes et matériaux aux besoins de sa stratégie. Les réparations les plus délicates, celles concernant les mâtures, sont menées avec des agrès démontés sur des navires de transports ou des prises britanniques. C’est aussi ce qui explique l’acharnement à récupérer les mâts des deux vaisseaux échoués en septembre-octobre 1782 (voir plus haut). Trinquemalay se transforme en chantier naval improvisé pour redonner de la voilure aux trois bâtiments endommagés lors du combat devant le port. Suffren utilise aussi ses bâtiments les plus rapides pour ratisser les côtes. Plus de cinquante navires de commerce - souvent de la compagnie des Indes - ou des transports britanniques sont saisis, apportant ainsi vivres, poudre, boulets, matériel divers. Certains sont détournés sur Trinquemalay, d’autres incendiés après avoir récupéré tout ce qui peut l’être. Cette active campagne corsaire permet à Suffren de vivre littéralement sur le dos des Britanniques, au point de ne plus savoir quoi faire des prisonniers que l’on est contraint de confier à la garde d’Haidar Alî.
La question la plus délicate est celle de la gestion des équipages, dont on ne peut combler les pertes. Sadras (17 février) coûte 30 tués, Provédien (12 avril) fait 139 morts et 364 blessés, Négapatam (6 juillet) 178 morts et 601 blessés, Trinquemalay (3 septembre) 82 morts et 255 blessés. À cela s’ajoutent les nombreux morts de maladie (ou d’accident) et les déserteurs. Suffren résout le problème comme il peut en faisant tourner les équipages selon les missions et en embarquant des matelots tirés des navires de transport ou des soldats, voire des ouvriers du port. Comme cela ne suffit pas, on utilise des marins locaux - les « Lascars » - ou des combattants que fournit Haidar Alî, généralement des Cipayes. On n’en connait pas le chiffre exact, mais celui-ci est de plus en plus élevé au fil des mois, ce qui donne progressivement à l’escadre française des airs cosmopolites.
Suffren gère au mieux ses possibilités. À la fin de 1782, les ressources de Ceylan s’épuisent, malgré les efforts du gouverneur néerlandais. Suffren innove en décidant de faire hiverner sa flotte à Sumatra, dans le port d'Aceh (« Achem »). Le lieu est bien connu des différentes compagnies des Indes qui y mettent régulièrement à l’abri de la mousson leurs précieux navires, mais c’est la première fois qu’une flotte de guerre s’y réfugie. Le port, bien abrité, permet aussi de profiter du ravitaillement qui arrive facilement des postes néerlandais voisins de Batavia et de Malacca. L’intérêt militaire d'Aceh est évident aussi, car on est à vingt jours de navigation de la côte de Coromandel, au lieu des deux mois requis pour retourner à la base de l’Île-de-France (soit au moins quatre mois d’absence avec l’aller-retour sans compter les semaines de repos sur place). Cette proximité permet donc de préserver la réactivité de l’escadre et maintient une pression maximum sur les Britanniques. Suffren y fait relâche du 2 novembre au 20 décembre 1782, le temps de laisser passer la mousson d'hiver. Le 8 janvier 1783, il est de retour sur les côtes indiennes et capture par ruse une frégate britannique. Son absence n’a pas duré trois mois. Cette campagne hors norme suscite l’admiration des Britanniques, avant même la fin des combats.

##### Une victoire sans lendemain (1783)

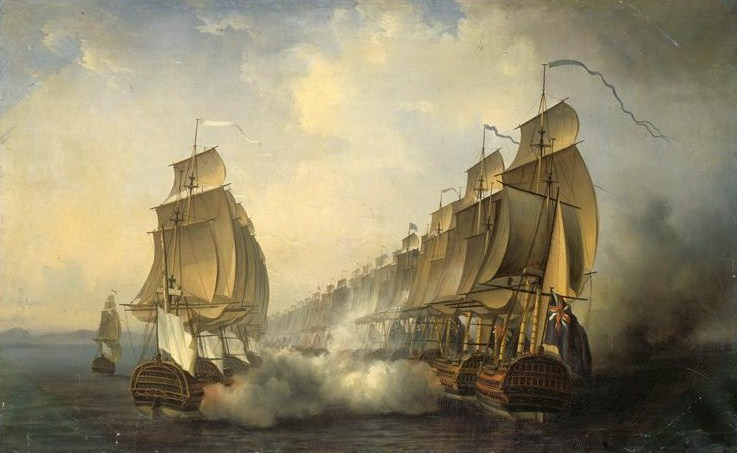
La bataille de Gondelour, le 20 juin 1783, clôt les affrontements navals de la guerre d'Amérique. C'est une belle victoire de Suffren, mais qui n'est pas exploitée car elle intervient après la signature de la paix.

La situation est paradoxale : Suffren porte à bout de bras une campagne difficile mais qui n’entre pas dans les objectifs de Versailles, puisque ni le roi et ni le ministre des affaires étrangères, Vergennes, ne désirent conquérir des Indes. Les rapports rendus par Suffren montrent cependant que la France peut espérer y retourner la situation à son profit et porter un coup terrible à l’économie britannique qui tire de très gros revenus de cet immense pays. Le ministre de la Marine, de Castries, qui partageait déjà ce point de vue avant même l'envoi de Suffren, s’active pour y expédier encore des renforts. Mais l’acheminement de ces derniers connait de multiples déboires. Le premier convoi quitte Brest le 11 février 1782 sous la protection des quatorze vaisseaux de Guichen et traverse l’Atlantique sans encombre. Le second convoi, beaucoup plus faiblement protégé, a moins de chance : treize des dix-neuf transports ainsi que deux des trois vaisseaux de l’escorte sont capturés le 21 avril 1782, deux jours après leur sortie de Brest. La croisière, interminable, doit s’arrêter longuement au Cap car une grosse épidémie s’est déclarée dans les transports. Le convoi qui rallie l’Île-de-France est épuisé. Il y végète encore de long mois et on doit se contenter de faire passer à Suffren un petit effectif en août 1782, peu avant la prise de Trinquemalay (voir plus haut). Le plus gros n’arrive que le 11 mars 1783, soit trente-cinq voiles portant environ 2 500 hommes de troupes escortés par trois vaisseaux et une frégate avec 5 millions pour le financement des opérations futures.
Les soldats sont rapidement transférés sur la côte indienne, où les attend avec impatience Tipû Sâhib, qui a succédé à Haidar Alî, décédé pendant l’hivernage. Mais cette troupe, qui s’agrège à celle débarquée par Suffren un an auparavant, se révèle médiocrement commandée. Le premier chef, le général Duchemin, avait pris facilement Gondelour (3 avril 1782), puis était tombé malade avant de décéder, ce qui avait stoppé les opérations terrestres. Son successeur, M. d’Hoffelize, n’avait rien entrepris d'important et on avait encore perdu des mois. Le nouveau chef, Bussy-Castelnau, a été choisi pour sa connaissance de l’Inde, mais cet officier qui avait été le brillant second de Dupleix avant la guerre de Sept Ans, n’est plus en 1783 qu’un vieillard impotent. Malgré les sollicitations indiennes, Bussy reste immobile dans les campements de Gondelour avec sa troupe (peut-être 5 000 hommes). L'initiative repasse donc aux Britanniques qui ont aussi reçu des renforts. Au mois de mai, une forte armée de 15-16 000 hommes aux ordres du général Stuart engage l'offensive depuis Madras et vient mettre le siège devant la place. Au large, les forces de Hughes assurent le blocus naval.
À Trinquemalay, c’est la consternation, d’autant que la situation de l’escadre française est devenue très difficile : malgré les efforts de Suffren, on peine à atteindre les 75 % d’effectif règlementaire. Le bailli a même fait désarmer une partie des frégates et des flûtes pour compléter les équipages des vaisseaux. Hughes dispose maintenant de dix-huit navires tous doublés de cuivre alors que Suffren n’en a que quinze, dont sept seulement sont doublés. Beaucoup de bâtiments n’ont pas été carénés depuis trois ans. Deux d’entre eux font beaucoup d’eau. Suffren n'a toujours qu'une confiance incertaine dans les capacités de ses capitaines, même si l'arrivée avec les renforts du bon chef d'escadre de Peynier lui facilite la tâche. C’est dans ces conditions que l’escadre lève l’ancre, le 11 juin 1783, pour attaquer les forces de Hughes, « seul moyen de sauver l’armée de Gondelour pressée par terre et par mer ».
La suite des évènements montre toute l’habileté manœuvrière de Suffren qui refoule devant lui l’escadre britannique dont le chef hésite à engager le combat. Le 18 juin, le blocus de Gondelour est levé sans avoir livré bataille. Bussy, qui comprend heureusement l’importance de la situation, fait transférer 1 200 de ses hommes sur les vaisseaux pour en renforcer les effectifs. En face, on n'a plus guère le choix, d’autant qu’on est à court d’eau et que le scorbut mine les équipages. Le 20 juin, Suffren, qui semble avoir pris l’ascendant moral sur son adversaire, lui impose le combat. Pour augmenter ses forces, le bailli engage même une de ses frégates sur l’arrière-garde. La bataille, en ligne de file, se termine par la retraite de l’escadre britannique qui subit de gros dégâts (dont le navire-amiral partiellement démâté). Les pertes sont concentrées sur les deux avant-gardes où la canonnade a été la plus intense. Suffren remet à terre les soldats prêtés par Bussy et cherche, le surlendemain, à reprendre le combat. Mais l’escadre britannique prend littéralement la fuite sur Madras. Gondelour est sauvé, mais Bussy a laissé passer sa chance : le 29 juin, la frégate britannique Medea vient sous pavillon parlementaire apporter la nouvelle officielle de la paix, cinq mois après sa signature en Europe. Cette victoire restera sans lendemain. On ne fera aucune conquête en Inde, alors que Suffren a prouvé que « même sur un front secondaire, même avec une petite escadre, un habile et énergique amiral français est capable de s'imposer » (Jean Meyer, Martine Acerra).

#### Une guerre«psychologiquement victorieuse»
« Le bilan de la guerre d’Amérique est ambigu. Incontestable revanche sur l’Angleterre, les victoires navales et terrestres se paient au prix fort », tant sur le plan humain que financier, d’autant que les traités de paix de 1783, pris au pied de la lettre, semblent décevants pour la France. L’indépendance des jeunes États-Unis d'Amérique est reconnue, mais pour le reste, les positions territoriales changent peu. Dans les Antilles, la France gagne une île à sucre, Tobago, qui est acquise contre la restitution de la Dominique. Au large du Canada, les droits de pêche sont étendus autour de Saint-Pierre-et-Miquelon et en Afrique on garde le Sénégal avec l’île de Gorée. Pour les Indes, on retrouve à peu près la situation d’avant la guerre, chacun se restituant grosso modo ses possessions d’avant la guerre, c'est-à-dire pour Versailles, les cinq comptoirs sur les côtes indiennes avec un agrandissement pour Pondichéry. En métropole, la France récupère la pleine et entière souveraineté sur Dunkerque que l’on va pouvoir fortifier. Le Royaume-Uni est forcée de reconnaître le principe de la liberté des mers et on convient qu'un traité de commerce franco-britannique réglementera les rapports économiques entre les deux puissances.

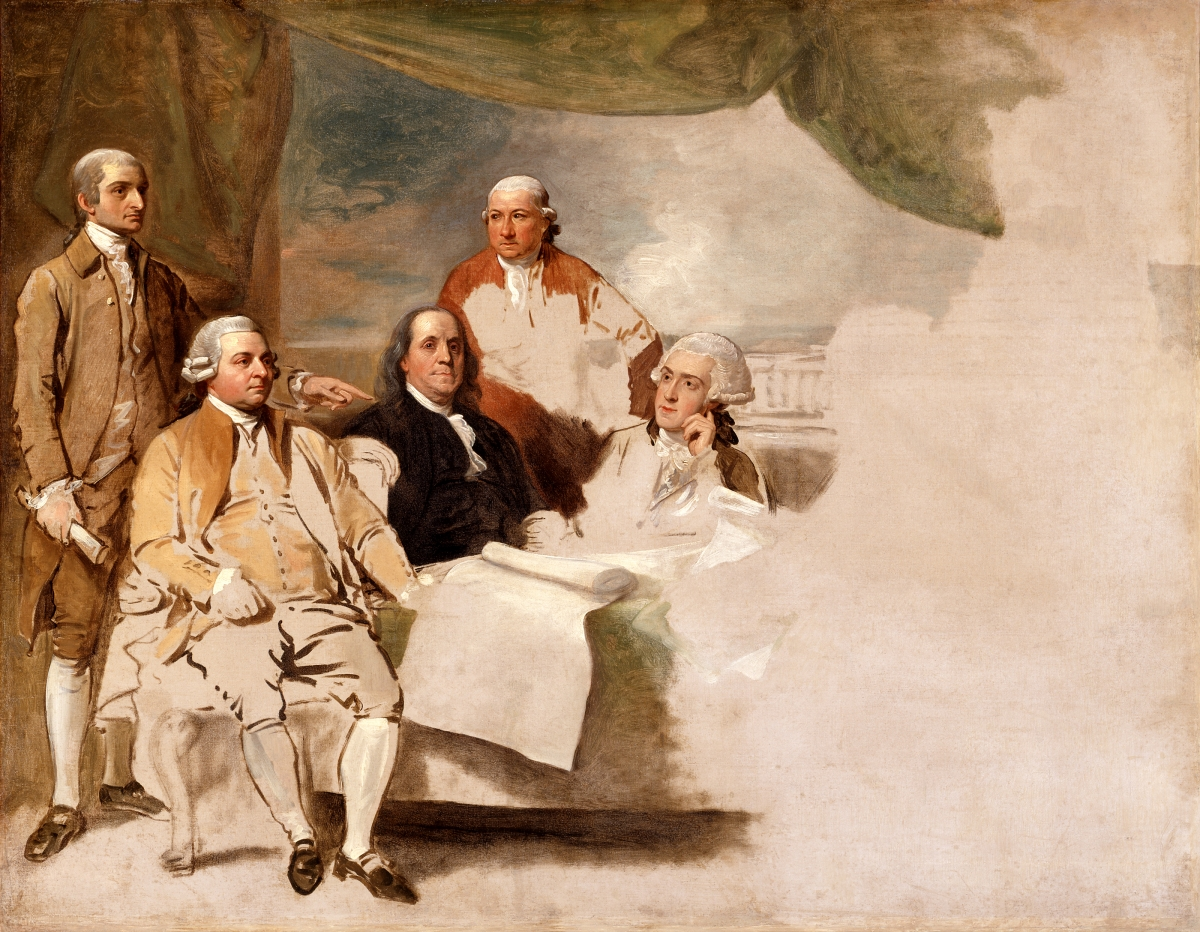
La guerre d'Amérique ne donne pas de gains importants à la France mais elle est « psychologiquement victorieuse ». Les négociateurs britanniques, qui partagent cet avis, refusent de poser pour le tableau historique après la signature du traité de paix.

Les gains sont donc assez faibles compte tenu de l’effort consenti, mais il faut bien rappeler que cette guerre n’a été pensée et entreprise par Louis XVI et Vergennes que comme un conflit de revanche destiné à restaurer l’honneur et la puissance de la France humiliée par les défaites de la Guerre de Sept Ans. Honneur effectivement restauré par la victoire en Amérique et le rabaissement des prétentions britanniques à la domination des mers. Le retentissement est immense en Europe. Benjamin Franklin, qui participe aux négociations de paix, note dans son journal que « l’Angleterre avait redouté que la France n’émette des prétentions qui l’humilieraient. Vergennes avait répondu à cela que le dessin de la France n’était pas d’humilier sa voisine mais de négocier une paix générale conforme à son honneur national ». On était plus au temps de Louis XIV et des guerres de conquête, Louis XVI étant un prince d’esprit pacifique et soutenant l’idée, alors nouvelle, d’équilibre entre les puissances. C’est ce qui explique pourquoi les résultats de ce conflit ont souvent été jugés décevant pour la France, tant il est vrai que dans l’opinion publique - et pour nombre d’historiens - les conquêtes sont un des marqueurs forts de la victoire. On peut presque résumer cette guerre en disant qu’elle a été faite pour l’honneur de la France, au grand bénéfice de la jeune République américaine, de l’Espagne, des Provinces-Unies, de la liberté de navigation et de l’équilibre européen… Les subtilités du traité de paix et l’état d’esprit dans lequel il est signé font dire aux historiens que la guerre d’Amérique est « psychologiquement victorieuse » pour la France (Martine Acerra, Jean Meyer). Un sentiment que l'on perçoit dans le comportement des diplomates britannique venus négocier à Versailles : se considérant à juste titre comme vaincus - même si leur pays n'est pas humilié - il refusent de poser, après la signature, pour le tableau historique. La Grande-Bretagne n'apparait pas (ou plus) comme invincible, même si ses forces demeurent redoutables.
Pendant les négociations, le ministre de la Marine, de Castries, peu satisfait des gains de la France, souhaitait continuer la guerre pour faire des conquêtes significatives, en Inde par exemple (d'où son soutien à la campagne de Suffren, voir plus haut). La flotte, pourtant, n’était guère en état de poursuivre la lutte plus longtemps. En 1782 et 1783, vingt-deux vaisseaux et frégates ont été pris ou victimes de naufrages. Ces chiffres représentent 47 % des pertes de l'ensemble des disparitions militaires du conflit. Elles s’expliquent par le drame des Saintes, la vigueur des combats aux Indes et les multiples accrochages franco-britanniques. Le conflit se prolongeant aurait pu voir les pertes françaises augmenter, car l’état des finances ne permettait plus l’armement des grandes escadres, ni le maintien de l’effort sur tous les fronts. La paix a été signée à temps pour une flotte qui a atteint ses limites, même si par ailleurs le colossal effort de construction a permis de combler les pertes et de faire progresser les effectifs, puisqu'on est passé de cent-trois bâtiments en 1776 (au total), à cent-dix en 1783, soit soixante-et-un vaisseaux et quarante-neuf frégates. Des chiffres à comparer aux cent-vingt-cinq vaisseaux et cent-soixante-deux frégates que la Royal Navy aligne à ce moment-là. En dépit d’une fin de guerre difficile, la Marine de Louis XVI n’a pas à rougir de son bilan, car elle a tenu la dragée haute à un adversaire plus de deux fois supérieur en nombre. Les estampes des années 1780 rendant « hommage à la Marine française » ne sont donc pas que des vues allégoriques, mais témoignent d’une réalité que prend en compte aussi la Grande-Bretagne : l’effort naval, des deux côtés de la Manche, ne cesse pas après la conclusion de la paix.

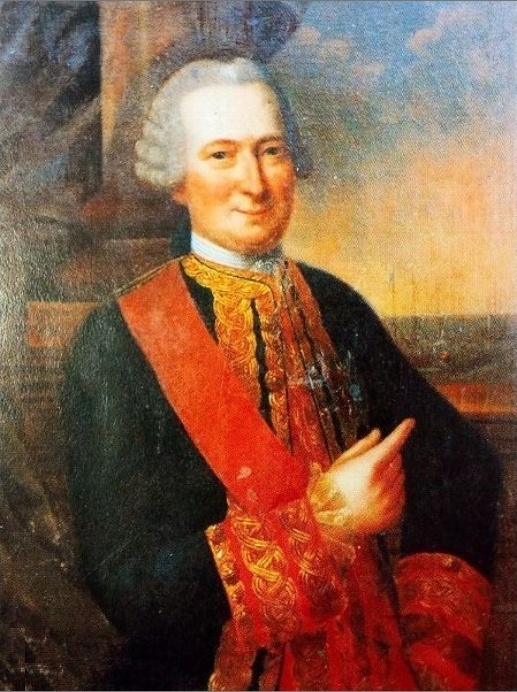
D'Orvilliers prouve au combat d'Ouessant, en 1778, que la marine française est de nouveau capable d'affronter la Royal Navy.
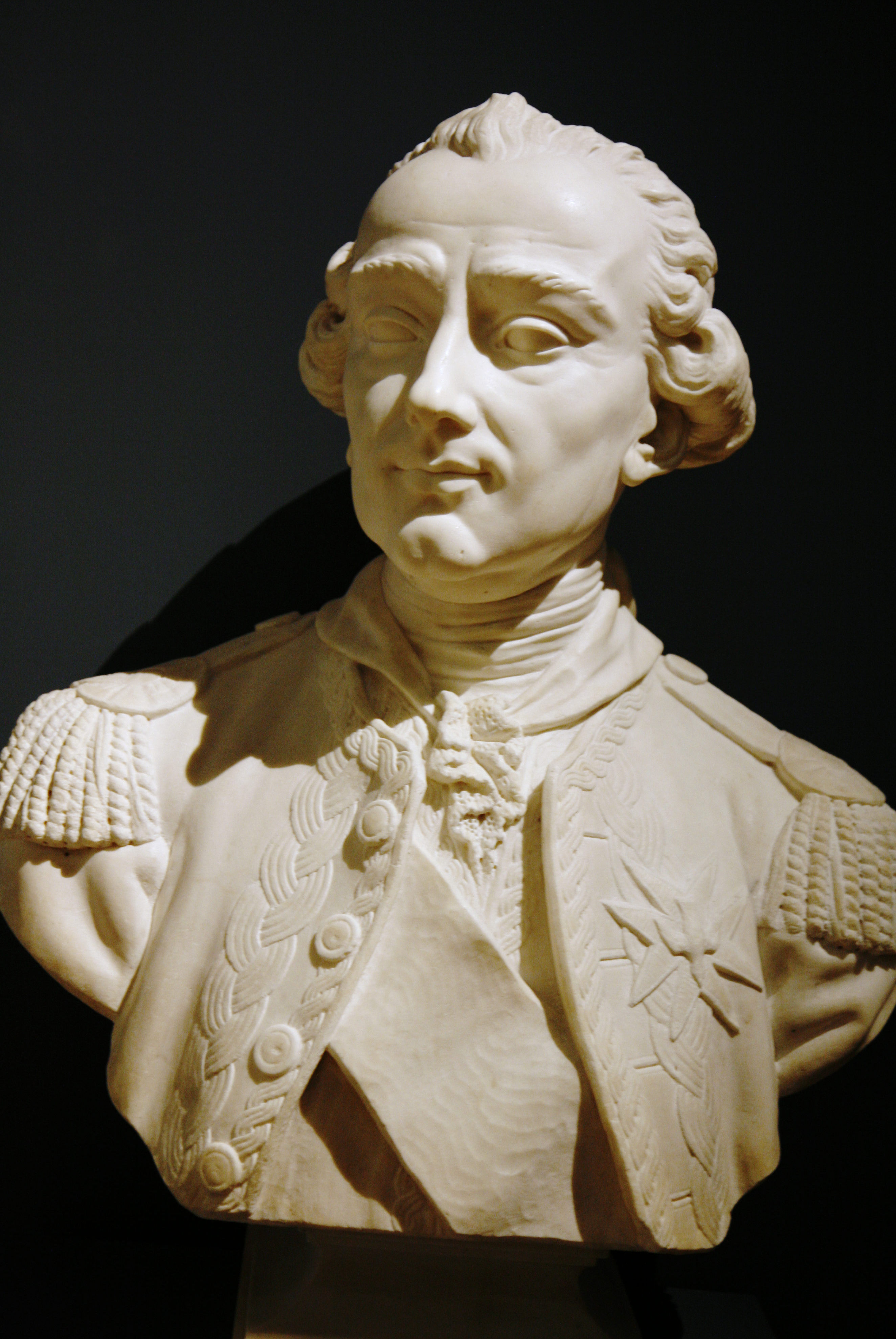
D'Estaing commande les premières escadres envoyées en Amérique et aux Antilles en 1778 et 1779, mais son action se révèle décevante.
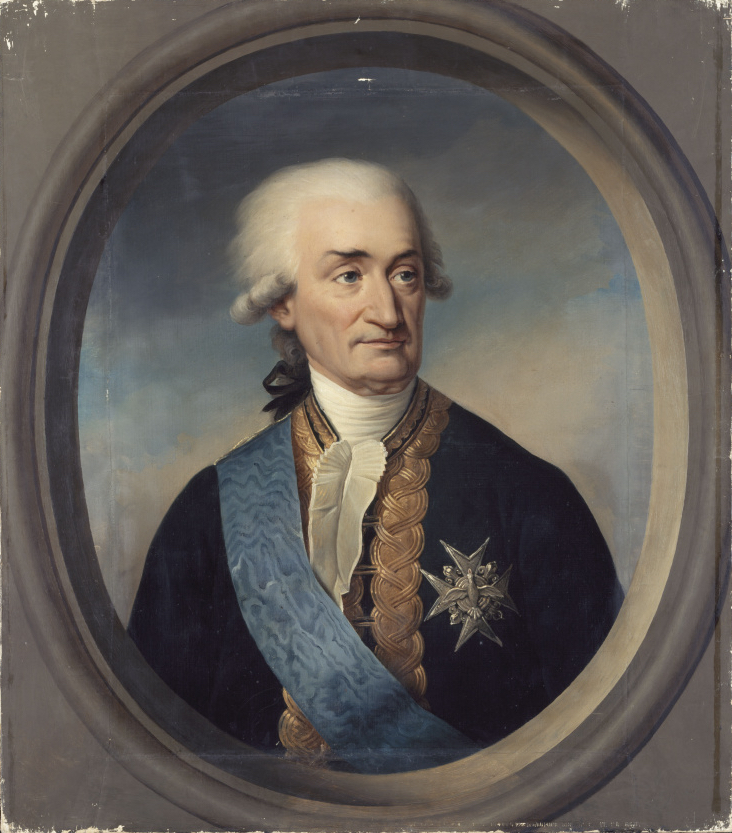
Guichen est un bon manœuvrier qui dirige avec résolution la campagne de 1780, mais sans pouvoir remporter de succès décisif.
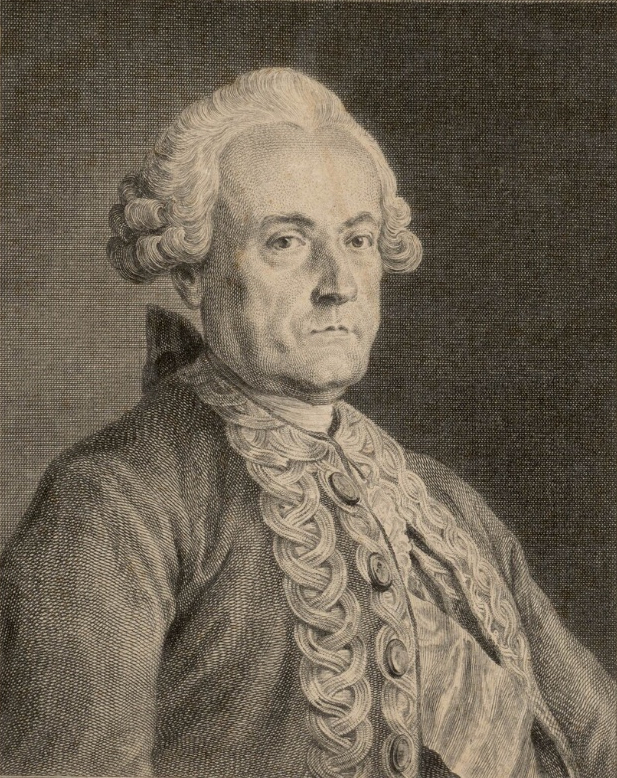
La Motte-Picquet se révèle l'un des marins les plus doué pour les missions d'escortes, et livre à ces occasions, de nombreux combats victorieux.
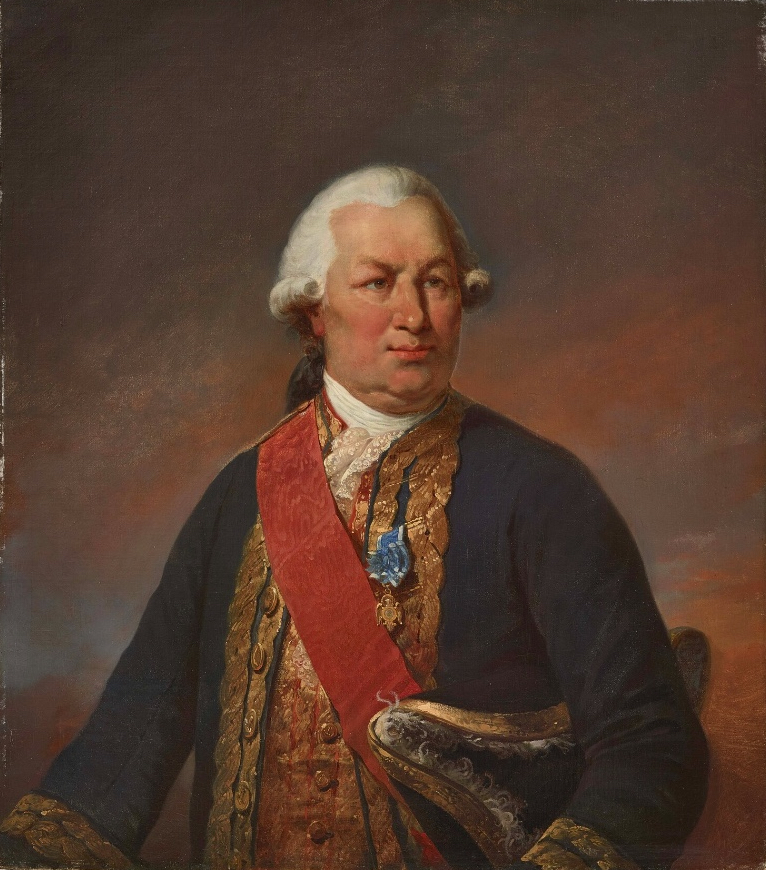
Grasse est un chef déterminé dont l'action est à la base de la victoire franco-américaine de Yorktown, grâce à son engagement de la Chesapeake.
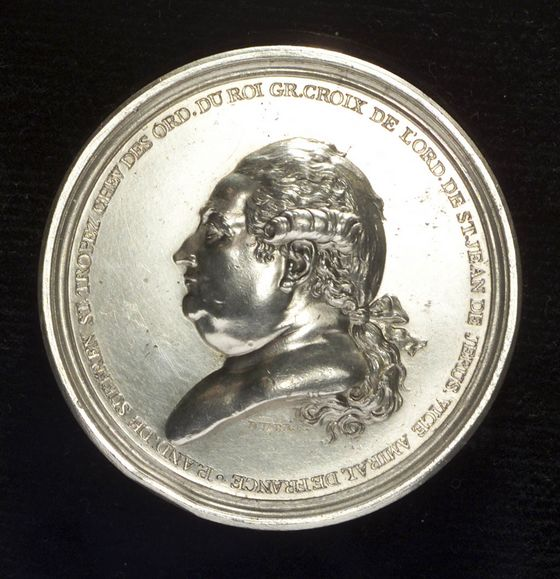
Suffren mène pendant deux ans une vigoureuse campagne aux Indes et livre de nombreux combats alors qu'il est pratiquement coupé de la France.

### L'apogée navale des années 1780

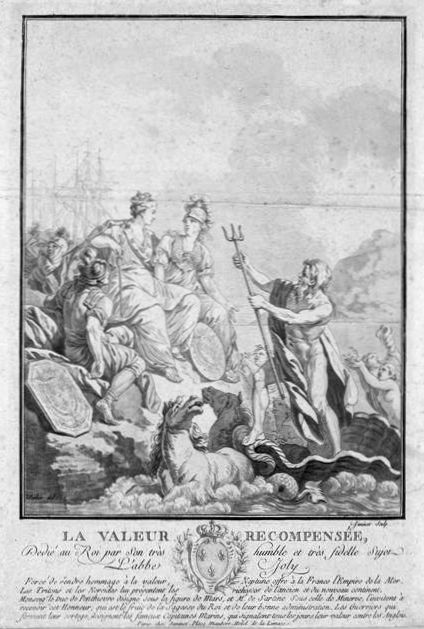
Hommage à la Marine française de la guerre américaine. Les victoires ont rendu sa fierté à la Marine qui estime avoir pris sa revanche sur les défaites de la guerre de Sept Ans.

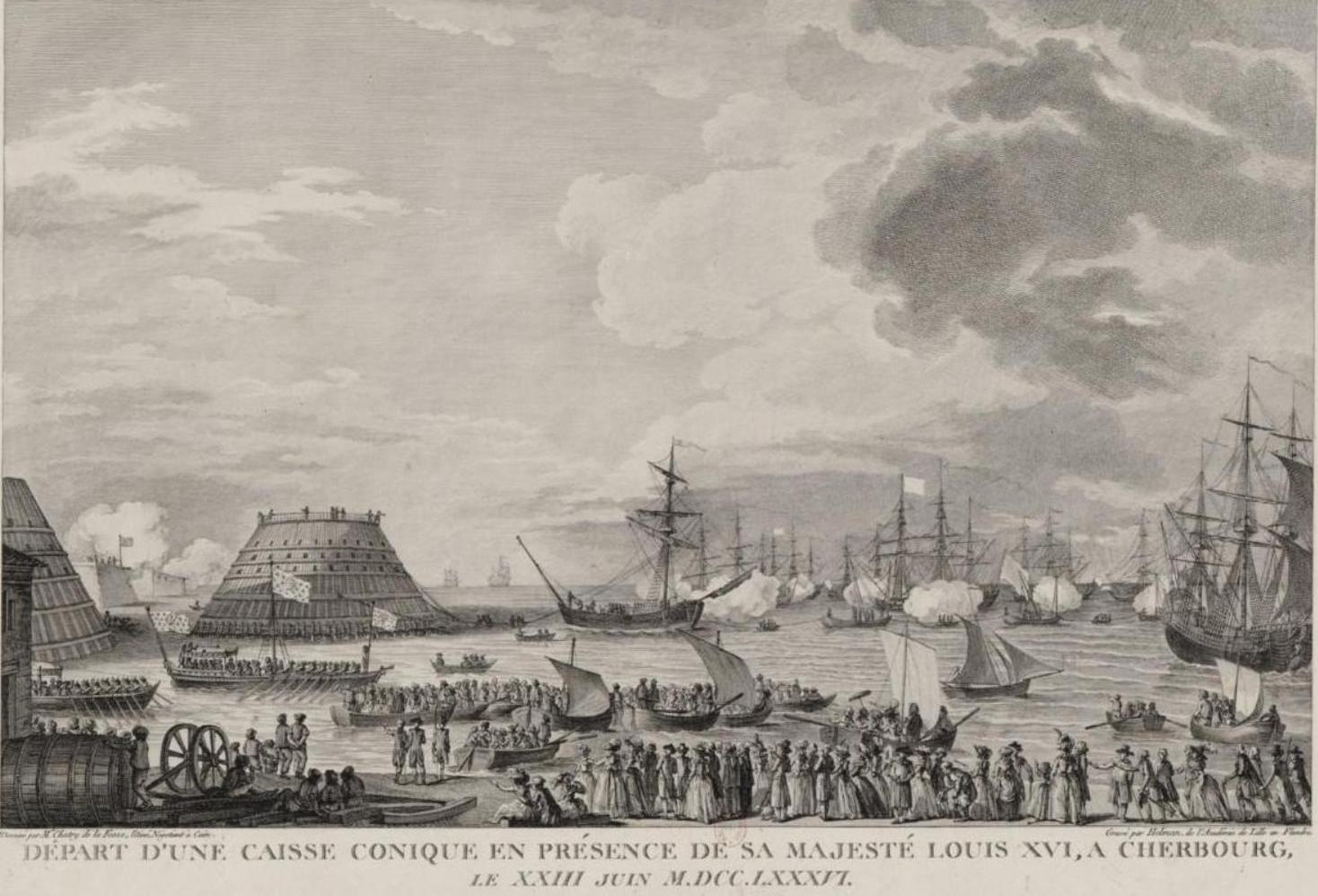
Louis XVI assistant au remorquage d'un caisson de chêne devant servir à la construction de la digue de Cherbourg. L'effort naval se maintient après la guerre d'Amérique. Outre la création de Cherbourg, la plupart des arsenaux sont réaménagés.

#### La réorganisation des arsenaux
Tirant les premières leçons du conflit, de Castries ordonne dès 1783, une réorganisation des arsenaux car ceux-ci ont eu du mal à suivre l’effort de guerre prolongé. Le premier concerné est celui de Brest. La guerre a mis en lumière son engorgement avec de trop nombreuses tâches à accomplir : assurer la subsistance des escadres et des matelots ; réparer en trois mois d’hiver une armée de 25 vaisseaux ; armer plus de 300 voiles. Les ingénieurs se sont aperçus qu’aucun bassin de radoub de Brest ne peut recevoir les vaisseaux à trois-ponts, voire ceux de 80 canons, sauf aux marées exceptionnelles. La répartition interne de l’arsenal n’est pas commode. Les magasins touchent à la montagne. Les quais sont trop étroits, les cales mal aérées et trop proches les unes des autres. Les services réciproques des ateliers sont constamment mêlés. Dans la perspective d’un nouveau conflit qui semble inévitable à moyen terme, il faut littéralement repenser l’arsenal de Brest, ainsi que la plupart des autres.
Les ordres du maréchal de Castries du 9 août 1783 et du 20 mars 1784 envoyés aux commandants et intendants de chaque arsenal exigent d’eux la confection d’un plan d’aménagement réglé sur les forces navales destinées à chaque base. Les plans d’aménagement et les textes qui les accompagnent révèlent une redistribution spatiale imposée par la rationalisation des procédés de fabrication et de stockage, ainsi que par un meilleur découpage des phases de production et de montage. L’arsenal est modelé, organisé en aires, terrasses, rampes, bassins où s’effectuent des types précis de travaux. L’accumulation des stocks de matières premières et d’agrès oblige à la multiplication des structures de conservation : magasins, halles, hangars, fosses. Les fonctions de construction développent le nombre de bassins, de cales, d’amarrages. L’arsenal est redessiné en fonction de la rapidité et de l’aisance du service, ainsi qu’en fonction du nombre de navires à traiter simultanément. Il devient aussi une zone de communication et de mouvements où homme, matériaux et vaisseaux doivent passer d’un point à un autre selon un ordre et un sens de circulation précis.
En réalité, les plans élaborés ne sont pas immédiatement appliqués sur le terrain. Les réaménagements demandent de nombreuses années car l’Histoire, les habitudes, la géographie et les infrastructures existantes ralentissent l’évolution. C’est Cherbourg, construit à partir de 1783, qui mobilise toute l’attention du ministère et qui bénéficie d’une organisation entièrement pensée sans avoir à tenir compte du passé. Créer une grande base dans la Manche face à la Grande-Bretagne est une préoccupation centenaire depuis Vauban, Le Havre et Dunkerque étant incapables d’accueillir les gros vaisseaux à fort tirant d’eau. Après hésitation entre deux rades, celle de la Hougue et celle de Cherbourg, le choix se fixe sur cette dernière. Cherbourg est à ce moment là une modeste bourgade de pêche donnant sur une rade foraine, c'est-à-dire complètement ouverte. L’idée est de construire un arsenal donnant directement sur la mer, et non plus enfermé dans une rivière comme Rochefort ou au fond d’un goulet protecteur comme Brest. Pour édifier l’arsenal et le protéger des attaques britanniques (comme en 1758), il faut créer un site artificiel de relâche en fermant la rade par une immense digue capable d’accueillir entre 60 et 100 vaisseaux français et espagnols. Louis XVI approuve les plans de l’ingénieur des Ponts et Chaussées, Louis-Alexandre de Cessart qui propose de construire 90 caissons coniques en chêne devant être immergés et placés à une soixantaine de mètres les uns des autres. Chaque caisson mesure 20 mètres de haut pour 50 mètres de diamètre à la base et doit être lesté de pierres et de moellons, relié à son voisin par des chaines et filets de fer puis complété par des amas de pierres perdues. La digue, qui doit passer à 4 km au large doit être longue elle-même de 4 km à peu près puis être garnie de batteries d’artilleries. Ce projet original, gigantesque, est estimé à 30 millions de livres, sans commune mesure avec la digue de La Rochelle imaginée par Richelieu en son temps.
Après des essais effectués au Havre, le premier caisson est remorqué puis coulé le 6 juin 1784 devant une foule de 10 000 personnes massées sur tout le rivage de Cherbourg, alors que la rade est couverte d’embarcation chargées d’autres spectateurs. Cette même année, de Castries vient voir les travaux. En mai 1786, c’est au tour du comte d’Artois, frère du roi, de faire de même. En juin, c’est Louis XVI, sur proposition de Calonne, qui vient inspecter le chantier en compagnie du ministre de la Guerre et de la Marine. Le roi, qui suit avec passion le développement de sa marine voit la mer pour la première fois. Le 23 juin, Louis assiste à l’immersion du neuvième caisson en présence de l’escadre d’évolution, sous les vivats des équipages, de la foule et des salves des batteries côtières. Le roi déjeune sur la plate-forme de l’un des caissons précédemment immergé puis monte à bord du Patriote, vaisseau neuf de 74 canons aux ordres d’Albert de Rions. Il prend à bord deux autres repas et étonne les officiers par l’étendue de ses connaissances navales. Le 24, Louis préside à la revue navale depuis le Patriote et assiste à des exercices de tir. Le 25, il inspecte la pointe de Querqueville où un fort doit s’élever puis visite à l’improviste plusieurs corvettes et frégates. L’enthousiasme populaire ne faiblit pas. Marie-Antoinette –qui n’est pas présente car elle est enceinte– décrira ce voyage comme « la démarche la plus marquante que le roi ait faite pendant son règne ». Dans les faits, il s’agit effectivement de l’une des dernières grandes manifestations d’attachement populaire envers Louis XVI dans les années qui précèdent la Révolution. Au comte d’Hector, commandant de la Marine à Brest qui a fait le voyage à Cherbourg, Louis annonce qu’il a l’intention de visiter tous ses ports. Les évènements vont en décider autrement. Quant aux travaux sur Cherbourg, ils sont, malgré les efforts des ingénieurs, à la limite des possibilités technique du temps. Les tempêtes disloquent un par un les caissons de chêne. En 1789, sur les 18 qui ont été installés, seul subsiste celui immergé en présence du roi. En 1803, Bonaparte relancera les travaux qui ne seront achevés qu’en 1858, sous Napoléon III.
L’organisation interne de l’arsenal s’inspire, elle d’une modèle extérieur : celui de Karlskrona, en Suède, qui fascine toute l’Europe depuis sa création en 1770. À son image, l’arsenal de Cherbourg doit être composé selon un agencement de cales, de formes de radoub, de bâtiments faisant fi des contraintes du site et n’obéissant qu’à une logique de production. Cette multiplication des cales et des bassins de construction s’observe aussi dans les arsenaux des voisins européens et correspond à la recherche d’infrastructures d’attente. L’arsenal de dissuasion est en train de naitre. L’idée est de concentrer sur cale de nombreux vaisseaux presque terminés, mais prêts au lancement rapide à la moindre rumeur de conflit. Cette politique de force concentrée suppose, pour paraître redoutable, une maîtrise totale de l’appareil productif. C’est le but vers lequel tend la marine royale de la fin du XVIIIe siècle. Cherbourg n’en étant qu’à ses balbutiements, ce sont surtout les autres arsenaux qui sont réorganisés en fonction de leurs capacités de production et d’armement réglées selon le potentiel de cales et de bassins. Apparaît alors l’autre phénomène caractéristique du réseau des bases navales françaises : afin de rendre efficace et économique le travail des grands arsenaux, tous, sauf Toulon, vont fonctionner en bi-pôle s’aidant d’une base préparatoire. Pour Brest et Lorient, le soutien logistique repose sur le complexe industriel de l’île d’Indret à l’embouchure de la Loire. Ayant déjà servi de lieu de construction, l’île devient un important pôle de stockage des bois en provenance de tout le bassin de la Loire en plus des fonderies de canons installées là depuis 1777. Rochefort, arsenal devenu essentiellement chantier de construction s’appuie sur son port pourvoyeur de bois et de pièces détachées qu’est Bayonne. Ce dernier fabrique les couples des vaisseaux qui sont ensuite livrés et montés sur les quilles correspondantes à Rochefort. Le même bi-pôle est prévu pour Cherbourg, puisque le nouvel arsenal doit pouvoir, lorsqu’il sera terminé, bénéficier des stockages du Havre. Chaque arsenal se met donc à jouir d’une base préparatoire mieux placé que lui dans le stockage et la distribution des matières premières ou des pièces de charpente prédécoupées. C’est donc vers un outil militaro-industriel particulièrement complexe qu’évoluent les arsenaux français, évolution qui se poursuivra pendant la Révolution et l’Empire.

#### Une flotte plus homogène: le système Borda-Sané

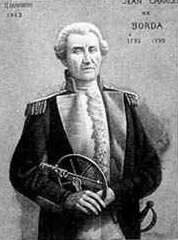
Le chevalier de Borda, savant reconnu, développe en association avec le constructeur Sané la première standardisation des vaisseaux de ligne.

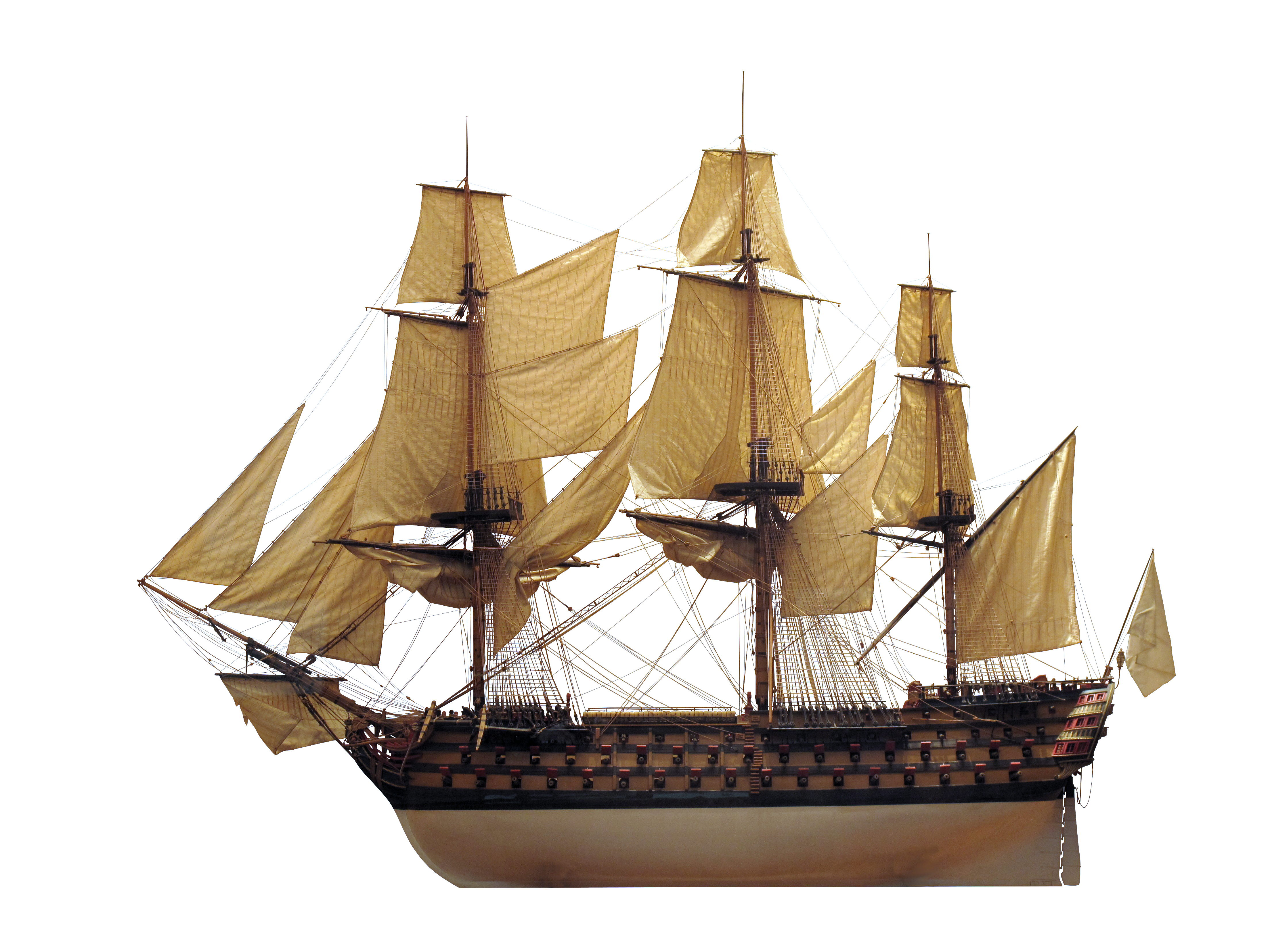
Le, premier trois-ponts du modèle Borda-Sané lancé en 1788.

Le réglage des arsenaux en fonction des vaisseaux à produire est le produit d’une réflexion entamée sous Louis XIV. Mais sa réalisation n'est possible que grâce à la fixation de modèles de navires qui doivent être produits en série selon un plan-type. Envisagée sous Colbert, reprise dans les années 1735-1740 par Maurepas, cette idée trouve son aboutissement dans la décennie 1780 sous les effets du conflit américain. Depuis longtemps, les commandants de marine et les ingénieurs constructeurs se préoccupent d’obtenir une flotte de guerre homogène et performante. À force d’essais et de règlement, grâce à l’application des progrès mathématiques sur le calcul des formes des carènes, grâce à la sélection des constructeurs devenus des ingénieurs de haut niveau, le ministère peut enfin exiger que ses vaisseaux soient construits selon des plans type. Cette étape est franchie grâce à l’action conjointe du chevalier de Borda et du baron de Sané. Borda est un scientifique de haut niveau, membre de l’Académie des sciences et membre depuis 1772 du corps de la marine. Ses travaux sur la balistique et la résistance des fluides lui valent une réputation incontestable. Devenu le conseiller privilégié du maréchal de Castries, il reçoit la charge de fixer les plans types. Il en retient trois : les deux-ponts de 74 et 80 canons, le trois-ponts de 118 canons.
Le choix du bon modèle de 74 canons s’effectue à la fin de la guerre d’Amérique. Borda propose au ministre, qui l’accepte, de choisir comme plan type du vaisseau de 74, celui du Téméraire construit en 1782 par l’ingénieur Sané. Il justifie sa position en indiquant qu’après étude de tous les vaisseaux de cette force ayant participé au conflit, le Téméraire s’est révélé comme étant le meilleur en proportions et gabarits, après que Borda ait lui-même apporté quelques modifications au plan d’origine. À compter de 1783 et jusqu’à la fin de l’Empire (1814-1815) cent-sept vaisseaux de 74 canons seront lancés dans les différents ports de France, en suivant scrupuleusement les dimensions, formes de carène et lignes d’eau du plan type.
Les plans type du 118 canons sont choisis autrement. De Castries, en effet, décide de soumettre à un concours les plans du trois-ponts. Un « cahier des charges » précis est soumis à sept constructeurs, contenant les principales dimensions du navire et la condition d’un rapport longueur/largeur identique à celui du vaisseau de 74 canons. Les commentaires de Borda orientent le choix final. Il trouve la proposition de Groignard irrecevable. Sa Bretagne, construite en 1766, « a eu de la réputation mais se déforme et fait de l’eau ». Le Majestueux du toulonnais Coulomb accuse trop de tirant d’eau et n’a pas un avant assez soutenu. Le Royal Louis, dont le plan a été amélioré par Guignace, a trop de rentrée, pas assez de soutien ni assez d’élancement d’étrave. Le plan de Chevillard propose un vaisseau à l’arrière trop maigre. Ceux de La Mothe et de Sané sont convenables, mais de trop grandes capacités, même si le plan de Sané présente des « lignes d’eau très bien construites ».
En résumé, Borda ne trouve aucun plan supérieur à un autre. Il propose donc de fondre ensemble les bonnes configurations de chaque plan pour en obtenir un de qualité, et de confier ce travail à Sané pour avoir fait les propositions réunissant le plus d’avantages. En réalité, le mot de la fin revient à Borda, puisqu’il se charge lui-même du travail et le fait signer par Sané… Le plan type du vaisseau à trois-ponts est né. Le premier exemplaire est lancé à Toulon en 1788, le Commerce de Marseille. En tout, neuf vaisseaux de ce type verront le jour jusqu’en 1814. En 1787 est choisi le plan type du 80 canons selon la même méthode de mise au concours. Le premier « modèle Sané » de 80 canons est lancé à Toulon en 1789 sous le nom de Tonnant. Au total, jusqu’en 1815, vingt-huit bâtiments de 80 canons seront construits. L’un des objectifs de cette classe de navire est aussi d’économiser le bois de construction. Les forêts françaises, en effet, commencent à peiner pour fournir en quantité les pièces de bois nécessaires à la construction des gros trois-ponts. Il faut de plus en plus aller chercher le chêne sur tout le pourtour de la Baltique (Lübeck, Rostock, Stettin, Dantzig). De Castries, qui anticipe la reprise de la guerre avec le Royaume-Uni, en fait constituer des stocks importants.
Le système « Borda-Sané », combinant les connaissances scientifiques d’un savant reconnu et les compétences de l’un des meilleurs ingénieurs-constructeurs de son temps représentent une forme d’apogée de la construction navale française. Les performances de ces voiliers constituent une véritable rupture. Alors qu’au milieu du XVIIIe siècle un vaisseau de ligne était incapable de soutenir longtemps une vitesse de plus de cinq nœuds, il n’est plus exceptionnel en 1789-1790, de voir des vitesses de neuf à dix nœuds se maintenir sur des centaines de mille avec de surcroit, une charge en munitions et en vivres qui passe de cinq à six mois (sauf pour l’eau). À condition de n’avoir plus que des vaisseaux de ce type, il devient en théorie possible de quasi doubler la vitesse des escadres. Cette évolution creuse l’écart avec les modèles plus anciens qui sont poussés vers la sortie, tant à cause de leur lenteur que de leur armement insuffisant. En 1785-1786, de Castries met à la casse dix-sept vaisseaux obsolètes de 64, 56 et 50 canons, mais les modèles anciens de 74 canons sont encore très largement majoritaires en 1789. Les coques « Borda-Sané » sont à ce point admirées et copiées en Europe que les meilleurs « plans » conservés se trouvent aujourd’hui aux archives de Greenwich et de Copenhague (!) Ces plans-types, pourtant, ne sont pas sans inconvénients. En fixant un système qui se veut définitif, Borda et Sané prennent le risque de la sclérose technique face à une Royal Navy en constante évolution. Ces plans, très novateurs au milieu des années 1780, risquent de rigidifier la flotte en empêchant toute innovation de s’imposer. Le problème n’est pas apparent lorsque débute la Révolution française. Il le deviendra au début du XIXe siècle lorsque les plans-types livreront des vaisseaux obsolètes face à ceux de la marine britannique.
Les frégates suivent le même mouvement d’homogénéisation et de montée en puissance que celui des vaisseaux. La guerre d’Amérique a utilisé massivement la frégate portant du calibre de 12 livres. Ce modèle, dont le premier exemplaire a été lancé en 1749, va poursuivre sa carrière jusqu’en 1798 avec cent-trois unités lancées. En 1782, il est rejoint par une nouvelle génération : la frégate portant du 18 livres (premier exemplaire lancé : l’Hébé). Cent-quarante-trois unités seront construites jusqu’en 1819. Ce bâtiment sera le type caractéristique des guerres révolutionnaires et impériales. Outre ses qualités nautiques, sa grosse batterie de 18 livres lui permet en théorie d’affronter par gros temps un vaisseau de 74 canons qui ne peut ouvrir sa batterie basse et ne dispose que de celle de son pont supérieur également armé en 18 livres.
En matière d’artillerie de marine, la formation des canonniers est revue par la création le Corps royal des canonniers-matelots qui copie l’organisation de l’armée de Terre. Ce souci d’améliorer l’efficacité des canonniers n’est curieusement pas suivi par l’adoption d’une arme qui a pourtant fait ses preuves dans la Royal Navy : la caronade. Ce canon court de gros calibre, absolument redoutable en combat rapproché, tire presque sans recul et ne nécessite que peu de servants. Les Français le réalisent au calibre 36 sous le nom d’obusier de vaisseau, prévu initialement pour tirer des boulets explosifs. Mais ils sont finalement jugés trop dangereux et l’arme n’est pas développée. Ce coup d’arrêt laisse dans la flotte un trou capacitaire important (pour reprendre un terme militaire actuel) alors que les Français connaissent parfaitement les effets dévastateurs de la caronade depuis la bataille des Saintes. Ce n’est qu’en 1794, en pleine guerre, que l’arme sera adoptée.
En 1786, de Castries procède à une remise à plat de la répartition de la flotte. Reprenant les idées de Bourgeois de Boynes, il divise la marine et son personnel en neuf escadres, chaque arsenal se voyant affecter un nombre d’escadres variables selon son importance : cinq à Brest (trente-quatre vaisseaux, trente-cinq frégates), deux à Rochefort (quatorze vaisseaux, quatorze frégates), deux à Toulon (quinze vaisseaux, dix-huit frégates). Avec sept escadres sur neuf côté Atlantique, la marine royale est devenue essentiellement ponantaise. Une répartition qui s’explique par la nécessité de pouvoir faire face immédiatement à la Grande-Bretagne en cas de conflit et protéger les lignes du commerce colonial vers les « îsles » à sucre des Antilles et les « Indes ». La guerre d’Amérique a galvanisé la flotte française. L’un de ses effets est d’avoir rendu populaire les officiers batailleurs « qui sentent à nouveau la poudre et la fumée » (Michel Vergé-Franceschi) comme Suffren. Pour tenir compte de cet état d’esprit, de Castries décide de donner aux nouveaux vaisseaux de 74 canons modèle Sané le nom des marins batailleurs qui se sont illustrés depuis le XVIIe siècle. C’est ainsi que le Jean Bart et le Tourville sont lancés à Lorient en juin et septembre 1788, suivis du Duguay-Trouin à Brest en octobre de cette même année. La mémoire de Suffren est honorée par la mise en chantier, peu après son décès, d’un autre vaisseau de 74 canons qui sera lancé à Brest en 1791.

#### La difficile gestion du capital humain

##### Guère plus de50 000matelots
| Année                 | Effectif en 1687 : | Effectif en 1687 : | Effectif en 1787 : | Effectif en 1787 : | -              |
| Département           | en nombre          | en %               | en nombre          | en %               | Évolution en % |
| --------------------- | ------------------ | ------------------ | ------------------ | ------------------ | -------------- |
| Dunkerque et Le Havre | 9 689              | 19 %               | 12 042             | 23 %               | +20 %          |
| Brest                 | 14 991             | 29 %               | 17 138             | 32 %               | +13 %          |
| Rochefort             | 7 496              | 15 %               | 5 803              | 11 %               | -29 %          |
| Bordeaux et Bayonne   | 4 513              | 9 %                | 7 737              | 15 %               | +42 %          |
| Toulon                | 14 160             | 28 %               | 10 369             | 20 %               | -37 %          |
| Total                 | 50 849             | 100 %              | 53 089             | 100 %              | +4 %           |

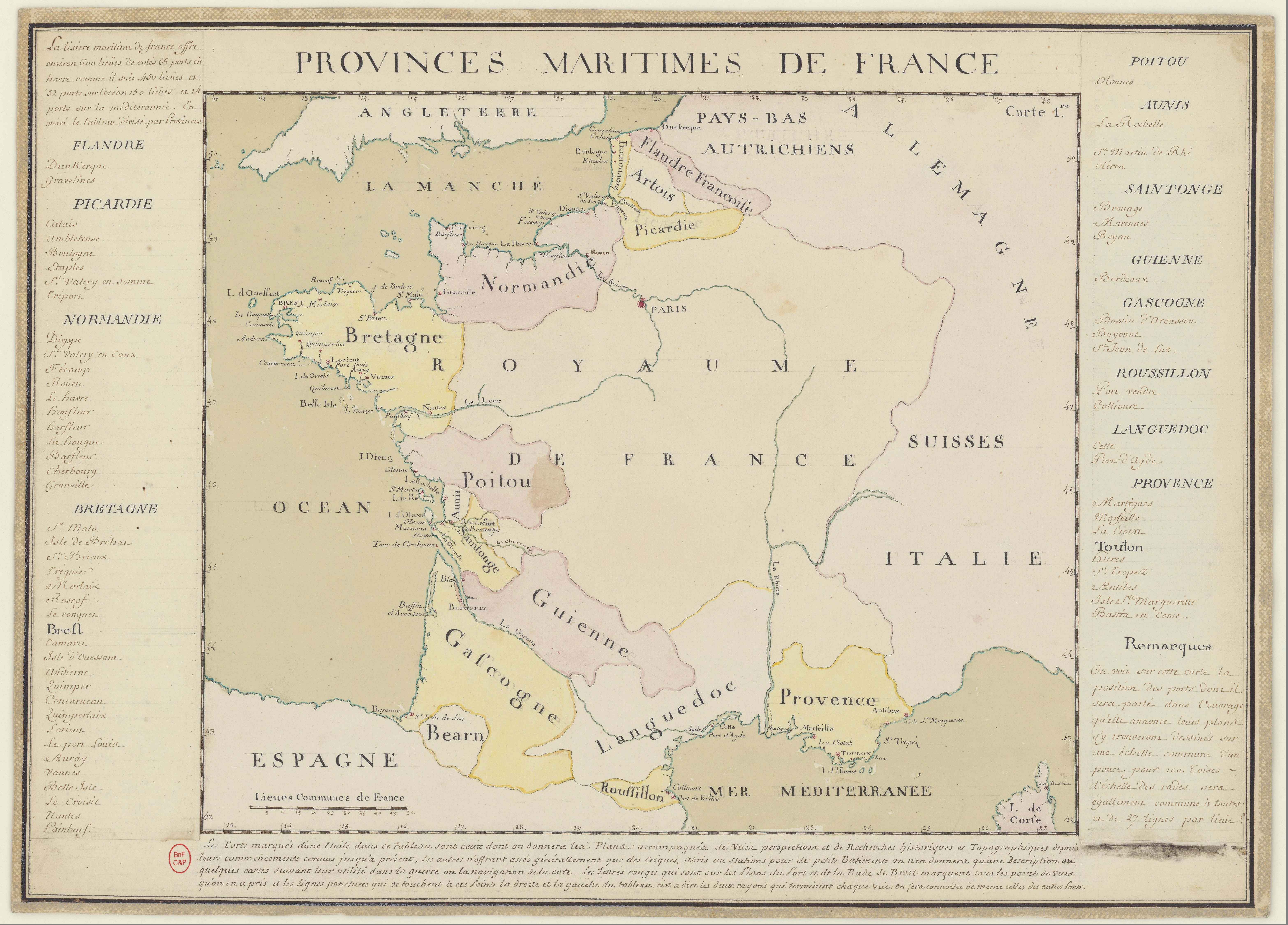
Les provinces maritimes de France à la fin du XVIIIe siècle. Malgré ce que veut montrer cette carte, le monde de la mer se limite à une étroite bande côtière. La France n’a guère plus de 50000 matelots et les tentatives pour élargir le recrutement vers l’intérieur des terres sont un échec.

Le recrutement des équipages, depuis les premiers pas de la flotte permanente au XVIIe siècle, reste un problème épineux. Il repose depuis toujours exclusivement sur les pêcheurs et matelots du commerce, moyennant le système des classes. Ce service militaire mis en place par Colbert dans les années 1670 contraint les gens de mer à effectuer une année de service sur trois ou quatre à bord des vaisseaux du roi. En temps de guerre, c’est un gros tiers des marins qui sont levés pour s’embarquer à Brest, Rochefort, Toulon. Cette lourde mobilisation impose d’énormes sacrifices aux gens de mer. Outre la désorganisation de l’économie des ports, les pertes sont lourdes : en moyenne un quart des marins levés meurent au service du roi. De Castries essaie d’améliorer le fonctionnement de ce système et de l’humaniser par l’ordonnance du 31 octobre 1784. Celle-ci apparait comme une sorte de charte entre gens de mer et pouvoir royal. La pension versée aux matelots et sous-officiers estropiés ou invalides devient un droit, établissant un véritable régime de retraite dont le bénéfice est étendu à tous les marins âgés de plus de 60 ans et comptant au moins 10 années de navigation sur un bâtiment civil ou militaire. Les principales dispositions de cette ordonnance seront reprises sous la Révolution pour créer l’Inscription maritime. Aux améliorations pécuniaires sont ajoutées des améliorations matérielles. Tout un ensemble de règlements nouveaux sont pris pour améliorer les conditions de vie du marin : santé, hygiène, alimentation, vêtements, tout est prévu pour la première fois avec beaucoup de soin et de détail. C’est de cette époque que date le trousseau réglementaire du matelot avec complément pour les pays froids, ce qui constitue aussi une franche nouveauté.
Le cœur du problème reste celui du nombre de marins disponible. Or celui-ci, en dépit de la maritimisation de l’économie française au XVIIIe siècle et de la prospérité des villes portuaires, n’augmente pratiquement pas. L’étude des registres du système des classes pour 1687 et 1787 (deux années de paix) montrent que la France dispose à chacune de ces dates de respectivement 50 849 et 53 089 officiers mariniers et matelots classés, soit une infime hausse de 4 % en un siècle alors que dans le même temps la population du royaume passe de 21 à 28 millions d’habitants. Cette « croissance immobile » (André Zysberg, Martine Acerra) est encore plus frappante lorsqu’on la compare aux chiffres d’outre-Manche. En 1660, l’Angleterre disposait de 60 000 à 70 000 matelots pour une population de 5 millions d’habitants. En 1790, en y incluant les marins écossais, irlandais, des îles anglo-normandes et des dominions antillais et canadiens, elle peut compter sur plus de 110 000 matelots (pour les 10 millions d’habitants que compte le Royaume-Uni à cette époque). L’amirauté britannique dispose donc d’une réserve humaine très supérieure qui lui permet d’armer de plus fortes escadres et supporter de plus lourdes pertes (par fait de guerre, accident ou maladie) que sa rivale. En ajoutant aux effectifs les mousses et novices, la France ne dispose au mieux que d'un peu plus de 80 000 hommes.
Pour faire sauter, voire simplement desserrer ce goulot d'étranglement, il existe une solution simple : élargir le recrutement au monde rural. Le Royaume-Uni le fait depuis longtemps. Sur le même modèle que l’armée de Terre, des officiers recruteurs de la Royal Navy parcourent les campagnes, les foires, les marchés, promettant forte solde, prime, argent des prises, la gloire au service de Sa Majesté et les charmes des filles des îles aux fils de paysans pauvres, aux apprentis en rupture d’atelier, aux jeunes vagabonds. Ces landmen forment une main-d’œuvre docile et peuvent donner d’excellents marins s’ils sont bien formés, comme James Cook, né en 1728 dans une chaumière en torchis du Yorkshire. De Castries, qui dans les deux dernières années de la Guerre d’Amérique a déjà favorisé l’enrôlement de volontaires non classés, cherche, comme pour la Navy, à recruter des matelots issus de régions rurales. Mais cet effort se heurte à la ferme résistance des officiers, qui, à quelques exceptions près, se montrent violemment hostiles au recrutement direct de matelots ne provenant pas du milieu professionnel de la mer.
Il y a à cela des raisons psychologiques non négligeables. Le souvenir –calamiteux– des enrôlements forcés de paysans de la côte lors de la guerre de Sept Ans est encore présent dans les mémoires. On ne veut pas, non plus de la lie des villes, d’une populace vue comme turbulente et qu’il serait impossible à discipliner, sauf à transformer les vaisseaux en galères. La maistrance (les sous-officiers) est aussi persuadée qu’elle ne peut bien travailler et s’entendre qu’avec les matelots de métier ; qu’en outre le temps nécessaire pour amariner des gens de la terre risquerait de produire des effets désastreux au début d’une guerre. Or le principal avantage du système des classes français que les observateurs britanniques envient, c’est la rapidité de la mobilisation et, en même temps (seulement depuis la guerre d’Amérique) l’absence apparente de contrainte pour faire marcher les levées (ce qui témoigne du réel patriotisme des marins français face à l’ennemi britannique détesté). Il vaut donc mieux que les terriens attirés par la marine se dégrossissent d’abord dans la flotte de commerce ou de pêche ou bien qu’ils s’engagent dans l’infanterie de marine.
Le successeur du maréchal de Castries, le comte de La Luzerne, issu, comme son prédécesseur de l’armée de Terre, prend le relais avec les mêmes idées. Il fait remarquer que pour manœuvrer un vaisseau, seuls les 3/7e des effectifs (c'est-à-dire 40 %) nécessitent d’être des hommes hautement qualifiés et entraînés (officiers, maistrance, gabiers, timoniers, matelots de haute paie). Le reste (matelots à moyenne et basse paie, soldats) peut donc être pris hors du monde maritime (et des listes du système des classes). Ces hommes pourraient être recrutés parmi les jeunes gens volontaires de l’intérieur des terres, si possible à moins de vingt lieues de la côte. « Cette solution intelligente, qui alliait le service militaire au volontariat, qui économisait les meilleurs marins tout en attirant des nouveaux venus vers les métiers de la mer, n’a jamais reçu un commencement d’exécution » (André Zysberg, Martine Acerra). Malgré les améliorations apportées par l’ordonnance de 1784, le système des classes garde son défaut le plus criant, décrit avec justesse par Pléville Le Pelley en 1779 : « les vaisseaux du roi consommaient des matelots sans jamais en former ».
Ces limites humaines expliquent aussi le choix du nombre des vaisseaux. Avec un ratio moyen de 10 hommes par canon, un vaisseau de 74 canons embarque 740 hommes, un 80 canons 800, un trois-ponts de 100 ou 118 canons plus de 1 000. Avec la généralisation de ces types de modèle sur les plans Borda-Sané et la liquidation des petits vaisseaux de 50-55 et 64 canons, la Marine ne peut donc guère compter pouvoir armer plus d’une centaine de vaisseaux. Même en tenant compte qu’une partie des navires est indisponible pour cause d’entretien et de réparation, le nombre de marins suffit juste à armer une flotte de soixante-dix à quatre-vingt vaisseaux plus des frégates en nombre variable.

##### La réforme du corps des officiers

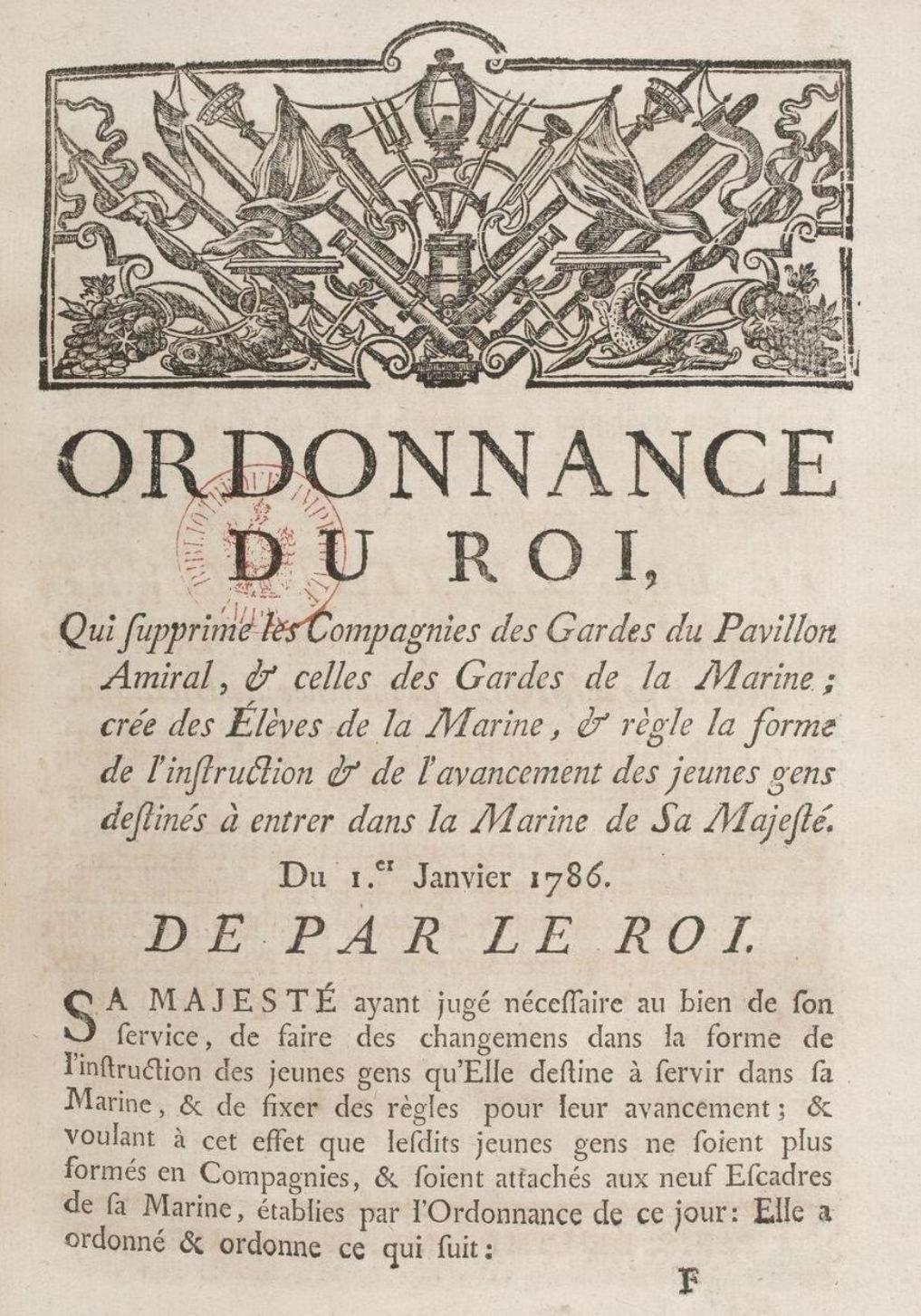
L'ordonnance royale du 1er janvier 1786 supprimant les gardes du pavillons et de la marine. À cette disparition succède deux nouveaux collèges navals qui ont pour but de rénover profondément la formation des officiers.

Les ordonnances du 1er janvier 1786 réorganisent aussi largement le corps des officiers. De Castries y reprend certains aspects de l’ordonnance de Sartine en 1776, mais innove aussi par des décisions originales. Les ordonnances de 1786 confirment l’autorité des officiers de marine dans le fonctionnement des arsenaux, mais rétrocèdent cependant quelques responsabilités importantes aux officiers d’administration. Ainsi, la direction des constructions est à nouveau confiée à un ingénieur constructeur en chef, donc un civil. Mais le maréchal de Castries contourne la difficulté en lui octroyant le rang de capitaine de vaisseau. Par ailleurs, reprenant les idées de Bourgeois de Boynes, il décide de revoir complètement la formation des officiers en supprimant les trois écoles des compagnies des Gardes de la marine de Brest, Toulon et Rochefort, où, depuis 1683, devaient passer tous les futurs chefs. De même, les gardes du pavillon amiral sont dissous. De Castries régularise aussi les écoles d'hydrographie, de pilotage et de navigation.
L’idée première est de détruire l’esprit de corps fondé sur les relations familiales. Jusque là, seuls pouvaient entrer dans les trois écoles d’officiers les jeunes gens faisant état de leurs titres de noblesse. Cette exigence, que le ministère songeait déjà à remettre en cause à la fin du règne de Louis XV, disparait presque totalement dans les deux nouveaux collèges préparatoires ouverts à Vannes et Alès. Le successeur du maréchal de Castries, le comte de La Luzerne en 1787-1788, voudrait aller plus loin et supprimer toute condition de noblesse pour l’accès à ces collèges, mais Louis XVI refuse ce projet qui lui semble trop audacieux. Pour contourner la difficulté, le ministère crée de nouvelles possibilités d’accès au corps des officiers, ouvertes aux enfants de bonnes familles de négociants, d’armateurs ou de capitaines marchands ayant déjà eu une certaine expérience de la navigation ; pour ceux-ci il n’est plus question de noblesse. On établit aussi une passerelle entre marine marchande et marine de guerre grâce à laquelle les capitaines au long cours peuvent obtenir le grade de sous-lieutenant de vaisseau avec possibilité d’avancement. S’ébauche ainsi une sorte de corps d’officiers de réserve qui peut permettre de résoudre les problèmes d’effectif qui se posent à chaque période de guerre.
La deuxième idée de ces réformes est d’améliorer la formation des officiers, qui jusque là, en temps de paix, se faisait largement « en salle », c'est-à-dire sur des livres, et pas assez à la mer. Le ministère ne veut plus seulement des officiers savants –nombreux dans le corps– mais aussi des officiers marins hardis à la manœuvre et bon combattants, comme en témoigne l’Encyclopédie méthodique de la marine publiée entre 1783 et 1787. L’un de ses auteurs, très au fait de cette évolution, insiste sur le fait que « l’officier de marine doit être homme de condition si l’on veut ; homme de savoir, s’il est possible, mais homme de mer absolument (…). Son capital est de beaucoup naviguer ». D’où la popularité de Suffren au retour de sa campagne des Indes, ou de marins du siècle précédent comme Jean Bart ou Duguay-Trouin à qui on donne le nom d’unités qui entrent en service. La maistrance n’est pas oubliée. Les réformes prévoient que les meilleurs sous-officiers (maîtres pilotes et maîtres d’équipages) qui se sont distingués puissent accéder au corps des officiers. « Tout cela constitue un véritable bouleversement des habitudes et, pour la première fois depuis le règne de Louis XIV, il devient possible d’être officier de marine sans être noble » (Étienne Taillemite). C’est un fait rarement relevé par les historiens : peu avant 1789, la Marine, en faisant passer la compétence (voire l’excellence) avant la naissance a déjà fait sa révolution (contrairement à l’armée de Terre, ou le lien noblesse-officiers reste essentiel), même si beaucoup d’officiers supérieurs continuent à afficher un côté nobiliaire outré. Une évolution dont la Marine ne sera guère payée de retour puisque la maistrance, jouera, de 1789 à 1793, un rôle capital dans l’agitation et le refus d’obéissance sur les vaisseaux.

#### Des escadres d’évolution sur toutes les mers
La marine royale est le meilleur instrument dont dispose le souverain pour pratiquer une politique d’ouverture vers le monde extérieur. Compte-tenu de la politique pacifique de Louis XVI qui refuse les guerres d’annexions sur le continent, c’est même l’outil majeur dont il dispose pour établir des relations avec les pays lointains. C’est pourquoi, dès la fin de la guerre d’Amérique, le roi décide d’entretenir des stations navales permanentes dans un certain nombre de zones maritimes où la France possède des intérêts politiques, commerciaux ou culturels justifiant la présence constante de navires de guerre. Ceux-ci ont pour but d’affirmer le souci qu’a le roi de protéger ses sujets, mais aussi de s’enquérir de la situation réelle des régions fréquentées. À partir de 1784-1785, un nombre de navires proportionnel à l’importance des intérêts en jeu évoluent donc sans discontinuer dans la mer des Antilles, à Terre-Neuve, sur les côtes occidentales d’Afrique, en Méditerranée orientale, dans l’océan Indien et jusqu’en mer de Chine. « Ainsi, cet homme immobile qu’était Louis XVI, pouvait par procuration parcourir le monde grâce à sa flotte » (Étienne Taillemite).
Cette disposition, réclamée depuis plus d’un siècle aussi bien par les gouverneurs des colonies que par les autorités diplomatiques ou commerciales, présente le grand avantage de procurer aux officiers et équipages de multiples occasions de faire campagne en temps de paix et d’améliorer leur entraînement tout en se livrant à des activités scientifiques et en procurant au gouvernement royal de nombreux renseignements politiques et économiques sur les régions visitées. Cette forte présence à la mer ne fait que reprendre ce qui se pratique depuis toujours en Grande-Bretagne. Cependant, dans un pays resté fondamentalement terrien, cette politique navale n’est pas forcément comprise, à commencer par le contrôleur général des finances qui n’en voit guère que le coût. En 1787, Calonne, à bout d’expédients financiers, s’en prend à la Marine devant l’Assemblée des notables pour expliquer les déficits. Cette attaque provoque la démission du ministre de Castries, sans rien changer cependant, au soutien inconditionnel que le roi continue à apporter à sa marine.

#### La grande expédition de La Pérouse (1785-1788)

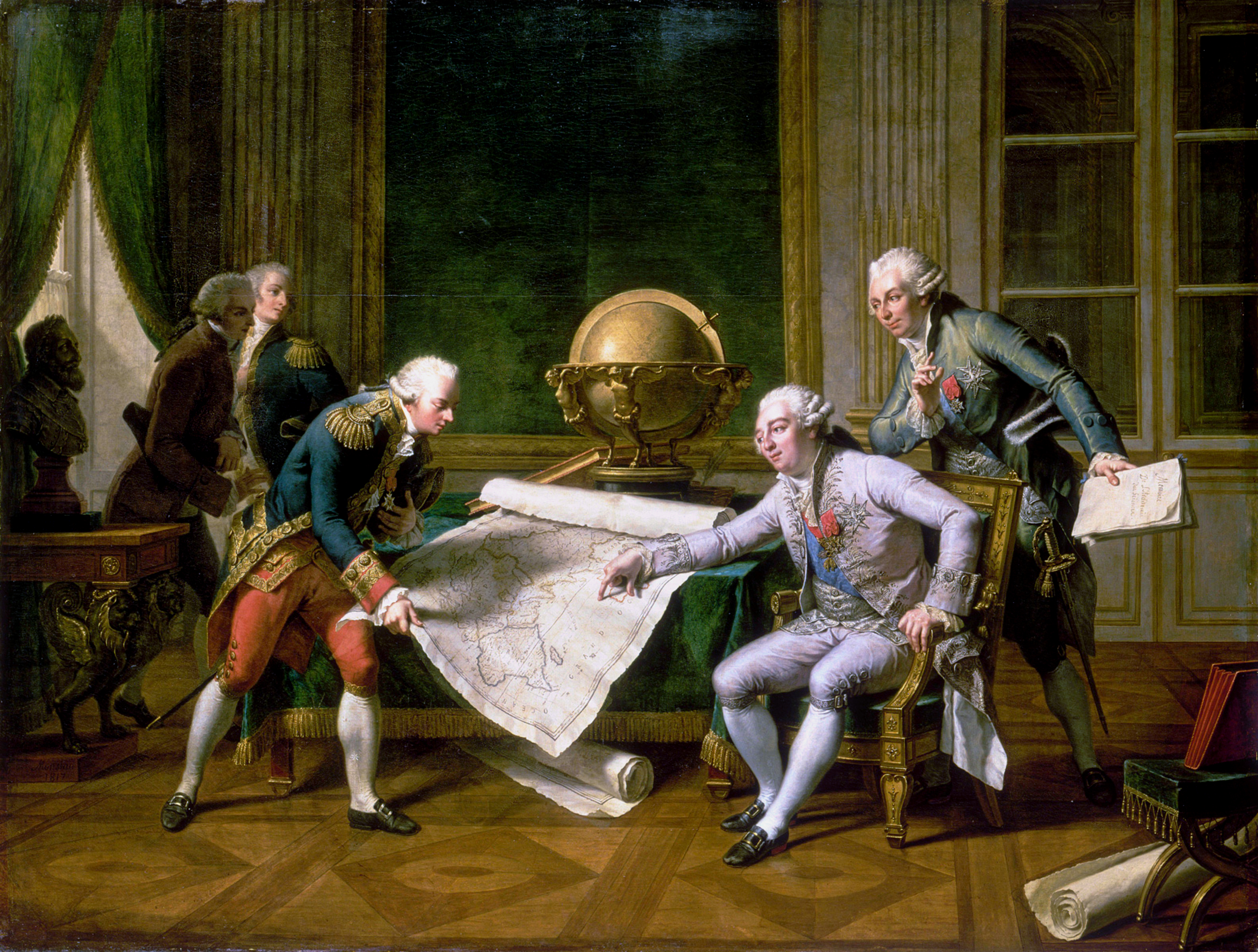
Louis XVI donnant ses instructions à La Pérouse pour son voyage d’exploration autour du monde. Le roi, passionné de géographie et d'exploration, prépare personnellement l'expédition (tableau de Nicolas-André Monsiau, 1817).

##### La marque du Roi
La géographie, les expéditions de découverte passionnent Louis XVI. Il a lu et relu le compte rendu du tour du monde de Bougainville de 1766-1768 et celui des découvertes australes de Kerguelen de Trémadec en 1772. En 1778, au moment de l’entrée dans la guerre d’Amérique, il a donné l’ordre de ne pas s’en prendre au navire de James Cook qui explorait à ce moment-là l’océan Pacifique et dont il avait lu, aussi, le récit des précédentes expéditions. Avec le retour de la paix, Louis XVI, qui ne perd pas de vue les intérêts français, s’intéresse au projet de voyage qui a pour but de compléter les découvertes de Cook (tué aux îles Hawaï en 1779). L’idée de cette expédition à la fois géographique, ethnologique, économique, commerciale et politique revient au chevalier de Fleurieu, directeur des Ports et Arsenaux. Il s’agit d’explorer le Pacifique nord et sud jusqu’aux côtes de l’Australie, d’ouvrir des routes maritimes, de collecter des végétaux nouveaux, de prospecter des possibilités de chasse à la baleine, d’établir un commerce de fourrures entre la côte nord-ouest de l’Amérique et de la Chine et d’examiner la fondation éventuelle de comptoirs coloniaux. Accessoirement, l’expédition doit aussi avoir des objectifs médicaux : expérimenter un régime pour lutter contre les maladies liées à la navigation, scorbut, typhus, typhoïde…
Le mémoire de cet énorme projet est remis au Roi le 15 janvier 1785 qui le reprend de sa main presque entièrement. L’étude du document montre que Louis XVI est fort de très importantes connaissances géographiques et techniques — livresques, puisqu’il n’a, en 1785, pas encore vu la mer ni mis les pieds sur un bateau — mais qui ne manquent pas d’étonner l’historien, comme sans doute Fleurieu lui-même lorsque le mémoire est revenu sur sa table de travail. Louis XVI, d’une plume sûre, y détaille les risques pour la sécurité des navires, les problèmes pour choisir les bons hivernages, éviter les saisons des tempêtes, définir les priorités entre le commercial et l’exploration en fonction des lieux parcourus selon l’itinéraire choisi. Prenant en compte ses observations, Fleurieu rédige la première partie des instructions, consacrées à l’itinéraire, Louis XVI se chargeant des quatre autres.
L’expédition, qui comprend des ingénieurs, physiciens, naturalistes, entomologistes, astronomes, artistes, annonce, sur le plan scientifique — à une moindre échelle, mais à des distances plus lointaines —, l’expédition d’Égypte. Elle est composée de deux gabares, la Boussole et l’Astrolabe, gréées et armées en frégates avec 12 canons, chargées d’une impressionnante quantité de matériel scientifique et de vivres pour plus de trois ans. L’expédition, activement préparée avec le concours de l’Académie des sciences et de l’Académie de marine embarque même des instruments ayant servi à Cook et prêtés par le Royaume-Uni. L’homme choisi pour la diriger est un marin chevronné du Midi, Jean François de Galaup, comte de La Pérouse. Né en 1741 au chateau du Gô à Albi dans le Tarn, il s’est brillamment comporté pendant la guerre de Sept Ans et d’Amérique, et a aussi une solide expérience de l’océan Indien où il a longuement croisé de 1772 à 1775. Il embarque sur la Boussole, secondé sur l’Astrolabe par le Breton Paul Fleuriot de Langle. Né en 1744, cet officier scientifique a été reçu à 30 ans à l’Académie de marine et a combattu bravement en 1782 sous les ordres de La Pérouse avec qui il s’entend parfaitement.

##### Trois années de navigation et un naufrage mystérieux

Carte détaillée de l'expédition La Pérouse, de 1785 à 1788. Elle parcourt pendant deux ans l'océan Pacifique avant de disparaitre tragiquement.

Les deux hommes appareillent de Brest le 1er août 1785. Louis, toujours modeste, attend trois mois avant d’avouer au ministre de Castries qu’il est l’auteur des plans du voyage… Les deux navires font escale au Brésil le 6 novembre puis s’arrêtent au Chili avant de faire voile vers l’ouest et d’aborder à l’île de Pâques le 9 avril 1786. Un relevé minutieux des fameuses statues est effectué puis l’expédition arrive le 30 mai aux îles Hawaï dont la position est rectifiée sur les cartes. Poursuivant vers le nord, les navires atteignent l’Alaska où La Pérouse est le premier Français à aborder. Longeant ensuite la côte américaine jusqu’au mont Saint-Élie, il découvre et nomme la baie de Monti, le Port-des-Français, l’île du Cénotaphe au large de la Californie (septembre 1786). Traversant le Pacifique, La Pérouse arrive à Macao en janvier 1787 et, après avoir fait escale à Manille aux Philippines, il pénètre le premier dans les eaux situées entre la Chine, le Japon et la Corée. Il accoste en Tartarie puis découvre le 2 août 1787, entre l’île de Sakhaline et Hokkaido le détroit qui porte aujourd’hui son nom. Poursuivant jusqu’au Kamtchatka, il apprend lors de l’escale à Petropavlosk qu’il a été fait chef d’escadre l’année précédente. C’est de ce port russe que les premiers résultats — rapports, cartes, dessins — sont acheminés par Barthélémy de Lesseps (l’oncle du futur constructeur du canal de Suez) en traversant toute la Sibérie. Piquant ensuite vers le sud, La Pérouse arrive en décembre 1787 aux îles Samoa. Fleuriot de Langle et dix de ses hommes y trouvent la mort, massacrés par les habitants lors d’une escale de ravitaillement. La Pérouse, dont les instructions royales lui interdisent d’utiliser la force avec les indigènes qui refusent tout contact, n’exerce aucune représailles et reprend sa route vers les îles Tonga puis les côtes australiennes.
Le 26 janvier 1788, il est a Botany Bay, (future Sydney), que les Britanniques sont en train de coloniser. C’est de là qu’il envoie son dernier rapport connu. Le 15 mars, il appareille en direction du nord-ouest, découvre une partie de la côte ouest de la Nouvelle-Calédonie, puis vogue vers Santa Cruz, aux îles Salomon, lorsqu’en juin un cyclone jette l’expédition sur les récifs de Vanikoro où elle disparait. En mai 1791, devant l’absence de nouvelles, l’Assemblée nationale décide d’envoyer une expédition de secours. Elle est confiée à Joseph-Antoine d’Entrecasteaux qui, avec un deuxième groupe de savants, arrive dans le secteur pendant l’été 1792 et le parcourt longuement. En vain. Passant à plus de 30 milles de Vanikoro, il ne découvre pas le lieu du naufrage et les survivants qui pouvaient encore se trouver sur l’île à ce moment-là. Le drame va rester mystérieux jusqu’en 1826, date à laquelle les premiers vestiges sont retrouvés par le Britannique Peter Dillon lorsqu’il aperçoit l’épée de La Pérouse — marquée de ses initiales — entre les mains d’un insulaire de Tikopia et découvre l’épave de l’Astrolabe. Celle de la Boussole ne sera retrouvée qu’en 1964. Des campagnes de fouilles sous-marines et terrestres menées depuis 1999 ont permis de retrouver une foule d’objets, quelques restes humains et la trace d’un camp dans le sud de l’île. Cette dernière découverte confirme la tradition orale des habitants qui répètent inlassablement depuis le XIXe siècle que les survivants, après avoir passé plusieurs mois sur l’île, ont repris la mer sur une embarcation de fortune. Il n’est cependant pas exclu qu’ils aient été finalement tous massacrés. Il se raconte que Louis XVI, le jour de son exécution, demandait encore si des nouvelles de l’expédition étaient parvenues. L’anecdote est jugée crédible par les historiens. « La mer a gardé le secret de la belle expédition voulue et conçue par le navigateur immobile de Versailles » (Jean-Christian Petitfils), presque au moment où une page se tourne avec la mort du Roi et l’entrée de la Marine dans une nouvelle guerre contre le Royaume-Uni qui va durer presque sans interruption jusqu’en 1815.

## En conclusion: une marine qui naît deux fois en deux siècles
En 1789, à la veille de la Révolution française, avec 80 vaisseaux, 80 frégates, 120 bâtiments légers, 80 000 inscrits maritimes et plus de 1 600 officiers, la marine royale française est après la Royal Navy britannique, la deuxième du monde. Cette forme d’apogée, due aux efforts constants du gouvernement de Louis XVI, ne résistera pas à l’épreuve de la Révolution qui sera la pire période pour la marine française, marquée par des défaites, par la désorganisation, par le manque de moyens et le délitement de la discipline, dus aux changements politiques de l'esprit révolutionnaire qui dans un premier temps fut favorablement accueilli par les officiers exclusivement membres de la noblesse, mais qui s'enfuirent massivement dans un second temps dès qu'arrivèrent les violences révolutionnaires.